# Vallée du Rhône (France)
Pour les articles homonymes, voir Vallée du Rhône.
En France, on désigne par vallée du Rhône la région située de part et d'autre du Rhône, en aval de Lyon, dans le sud-est de la France. C'est une région agricole française selon le classement de l'Insee. Elle se subdivise en : plaine irriguée de la Camargue, plaine maraîchère du Comtat Venaissin, coteaux viticoles produisant des vins AOC de renommée mondiale sur les rives droite et gauche du fleuve, polyculture de la Drôme provençale, grandes cultures de la plaine valentinoise, vergers de l’Isère, prairies des vallées de la Galaure et de l’Herbasse.
Une définition plus extensive comprend la haute, moyenne et basse vallée du Rhône qui s'étendent du Valais suisse aux Alpes françaises et atteignent le Midi par le couloir rhodanien.

## Géographie
Pour faire la distinction avec la partie suisse, de nombreux Suisses romands désignent Vallée du Rhône la partie française, et Plaine du Rhône la partie suisse en amont du lac Léman.

### Délimitation

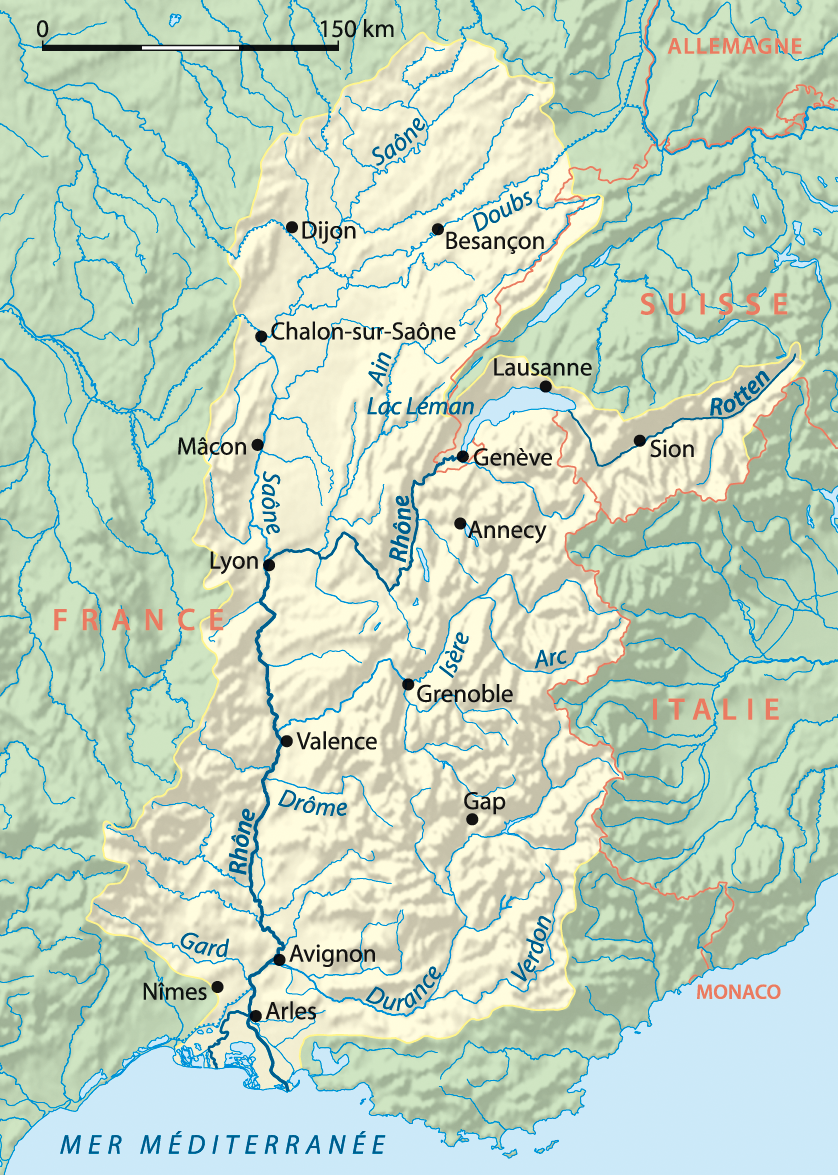
Bassin du Rhône.

Carte des grands bassins versants de France.

La vallée du Rhône est délimitée par :
- le bassin lyonnais au nord ;
- le Vercors et le mont Ventoux à l'est ;
- le Forez, les monts du Vivarais et les Cévennes à l'ouest ;
- la côte méditerranéenne au sud, matérialisée par la Camargue.

Elle s'étend sur 3 régions administratives, 8 départements et une métropole à statut de collectivité territoriale :
- Auvergne-Rhône-Alpes :
  - Métropole de Lyon
  - Rhône
  - Loire
  - Isère
  - Ardèche
  - Drôme
- Provence-Alpes-Côte d'Azur :
  - Vaucluse
  - Bouches-du-Rhône
- Occitanie :
  - Gard

### Tissu urbain
Toute une série de villes, fruit d'une urbanisation fort ancienne, s'étagent sur les deux rives du Rhône à l'aval de Lyon, dans le sud-est de la France. Ce sont essentiellement de petites agglomérations à l'exception de quatre villes moyennes Avignon, Valence, Montélimar et Vienne. Pour elles, et depuis l'Antiquité, le fleuve est aussi bien une source de contraintes, avec les risques d'inondation, que d'avantages (voie de navigation complétée par la Saône, réserve piscicole, etc.).
Pour chaque ville le choix du site est spécifique mais peut être catalogué et étudié en deux groupes. Il s'agit, tout d'abord, de sa topographie (butte, terrasse ou coteau) et ensuite de la morphologie du fleuve et de sa vallée (courbe, chenal étroit ou divisé en plusieurs bras, défilé et confluence). Le choix du site a été fait afin de minimiser les contraintes. Les deux éléments privilégiés qui l'ont déterminé étant une hauteur permettant aux habitants d'être à l'abri des inondations et de pouvoir franchir facilement le fleuve.
Certaines inondations sont restées mémorables, à l'exemple de celle de 1755. Un chroniqueur rapporte « Les plus grands et affreux ravages ont été occasionnés par le Rhône. Son débordement a désolé le 19 novembre 1755 la ville d'Avignon et ses environs. Il a été tel qu'il n'y a nul exemple d'en avoir vu un pareil. Toutes les rues furent couvertes d'eau à une hauteur si considérable, que l'on était obligé d'y passer dans des barques, pour porter des vivres aux habitants réfugiés dans le haut des maisons. À la campagne, plusieurs maisons ont été entièrement submergées ou ruinées par la violence de l'eau. Elle s'était élevée si rapidement, que bon nombre de personnes furent noyées dans les maisons, aussi bien que d'autres  étaient montées sur des arbres. La même inondation a fait périr une grande quantité de bétail, que l'on voyait flotter sur l'eau, ou qui était entraîné par les torrents. La frayeur & la désolation étaient répandues dans tout Avignon. II n'y avait que le quartier le plus haut, contenant environ 300 maisons, où il n'y eut point d'eau. Les greniers à sel, qui étoient bien fournis, en ont eu quatre pieds par-dessus les masses, & le sel a été entièrement fondu. L'eau a séjourné quatre jours dans la ville, & la campagne étoit inondée à une lieue à la ronde. On a remarqué que le 30 novembre il y a eu dans cette ville, depuis les six heures du soir jusqu'à minuit, douze pieds d'eau de plus qu'il n'y en avoit eu à pareil jour de l'an 1433, qui fut la plus affreuse inondation, selon l'Histoire, qu'Avignon eut essuyée jusque-là. La présente ne pouvoit arriver dans des circonstances plus fâcheuses pour la Foire de Saint-André, qui n'a pu avoir lieu cette année ».

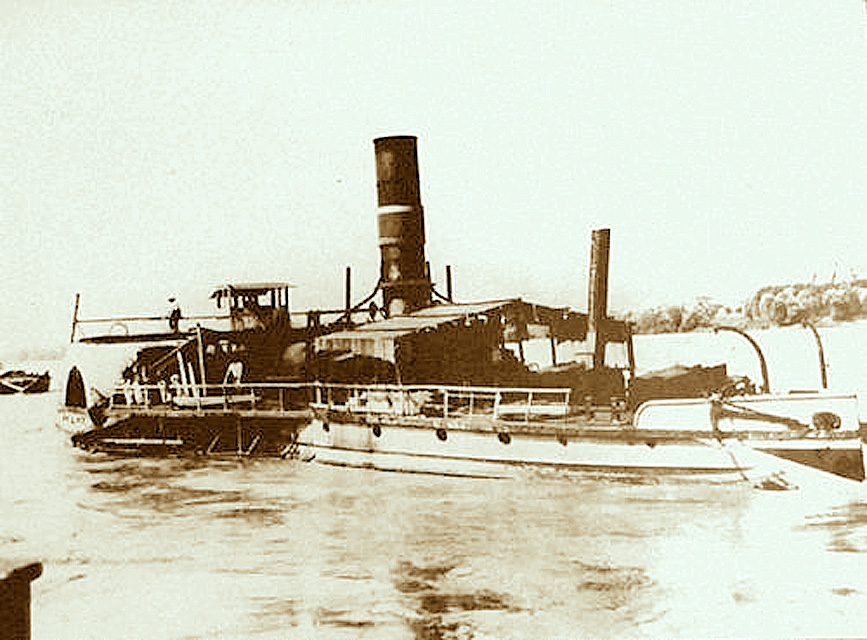
Le Pilat, bateau à vapeur sur le Rhône.

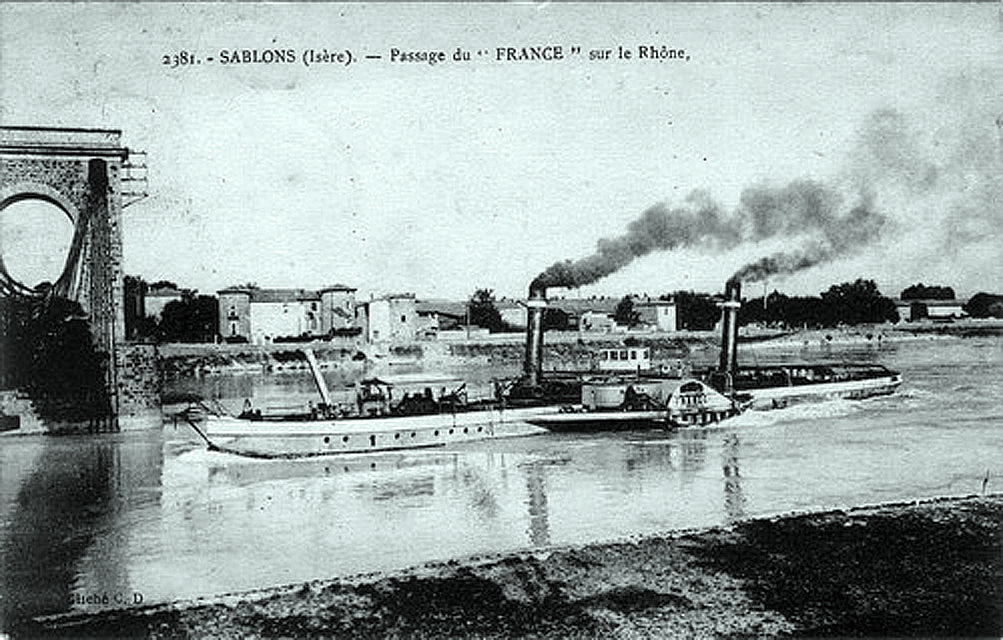
Le France remontant le Rhône à la hauteur de Sablons.

Le Rhône, fleuve difficile et dangereux à naviguer, fut un axe historique de transport fluvial. Mais la dichotomie entre la remontée et la descente fut un énorme handicap. En 1338, le péage de Montélimar comptabilisa 188 bateaux descendant contre seulement 22 remontant. La mise en service des premiers bateaux à vapeur fit connaître à la navigation rhodanienne son apogée dans la première moitié du XIXe siècle. Entre 1814 et 1830, ce furent 250 000 tonnes qui transitèrent par le Rhône, soit un quart du tonnage fluvial en France. En 1840, il s'éleva à 370 000 tonnes.
Le Rhône, après avoir été le grand axe reliant le sud et le nord de l'Europe, va devenir étranger à l'activité économique de sa vallée. La rupture fut définitive lors de la construction de la ligne de chemin de fer unissant Paris-Lyon-Marseille, en 1856. En 1880, le tonnage du trafic fluvial chuta à 173 000 tonnes. L'abandon devint irrévocable avec les RN7 et RN86 puis avec la construction de l'autoroute A7. À partir des années 1950, le développement des villes se fit « le long de ces axes de communication et non en bord de fleuve ».

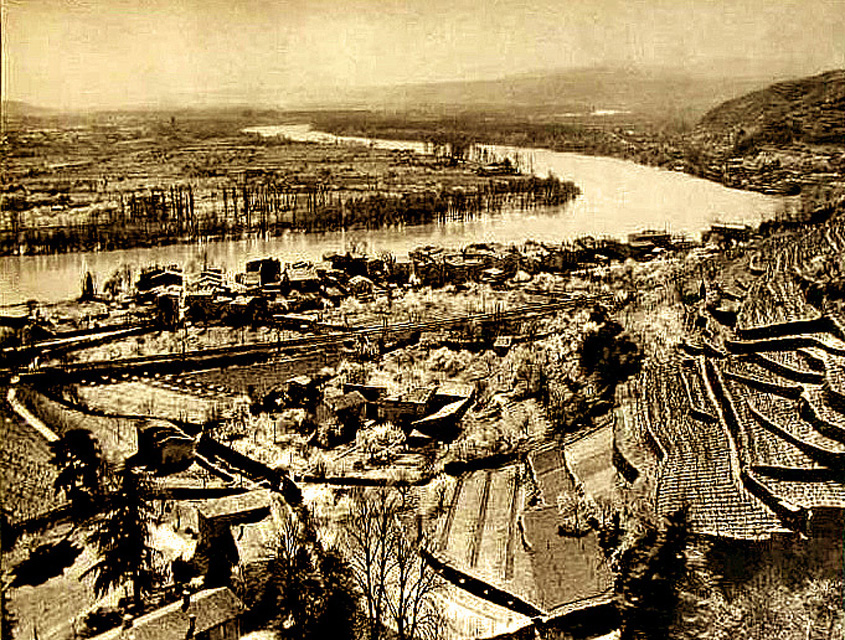
Le Rhône à Condrieu vers 1925.

La violence du Rhône imposa et impose toujours un retrait des agglomérations urbaines sur les terres. Comme l'explique Emmanuelle Delahaye : « Le cours du fleuve est instable à l'état naturel. Ses rives (constituées de matériaux non consolidés comme les graviers et les sables) font l'objet d'incessants remaniements, le chenal principal se déplace, les berges sont soumises à des dynamiques érosives ou d'accumulation. Cette instabilité est renforcée par les affluents qui apportent un volume important de matériaux ». De plus, l'irrégularité du débit du Rhône reste une contrainte capitale. Les crues très fortes avec leur rythmé décennal ou séculaire (13 000 m3 s−1 en décembre 2003 à Beaucaire) jouent un rôle répulsif.
Une des conséquences majeures de cet état de fait est que le fleuve reste peu industrialisé. Les seules industries développées le long du Rhône se trouvent concentrées à Lyon et près de son embouchure. Les apports économiques du Rhône n'ont jamais été un élément du développement urbain. Les seules exceptions ponctuelles furent la présence temporaire des « quartiers du fleuve ». Leur existence fut d'autant plus fragile et temporaire qu'elle dépendait du contexte politico-économique. En effet, comme l'a noté Emmanuelle Delahaye « la ville fait le choix d'affronter la contrainte fluviale en fonction d'intérêts qui ne sont pas forcément directement reliés au fleuve ».
Les villes basses ou les quartiers du fleuve ont connu leur développement sur une base uniquement commerciale, le trafic du sel, le plus souvent, car lié à la perception de la gabelle. La suppression de ce type de taxe, lors de la Révolution, rendit caduques ces installations de perception qui n'étaient riveraines du fleuve que pour y instaurer et contrôler un péage.

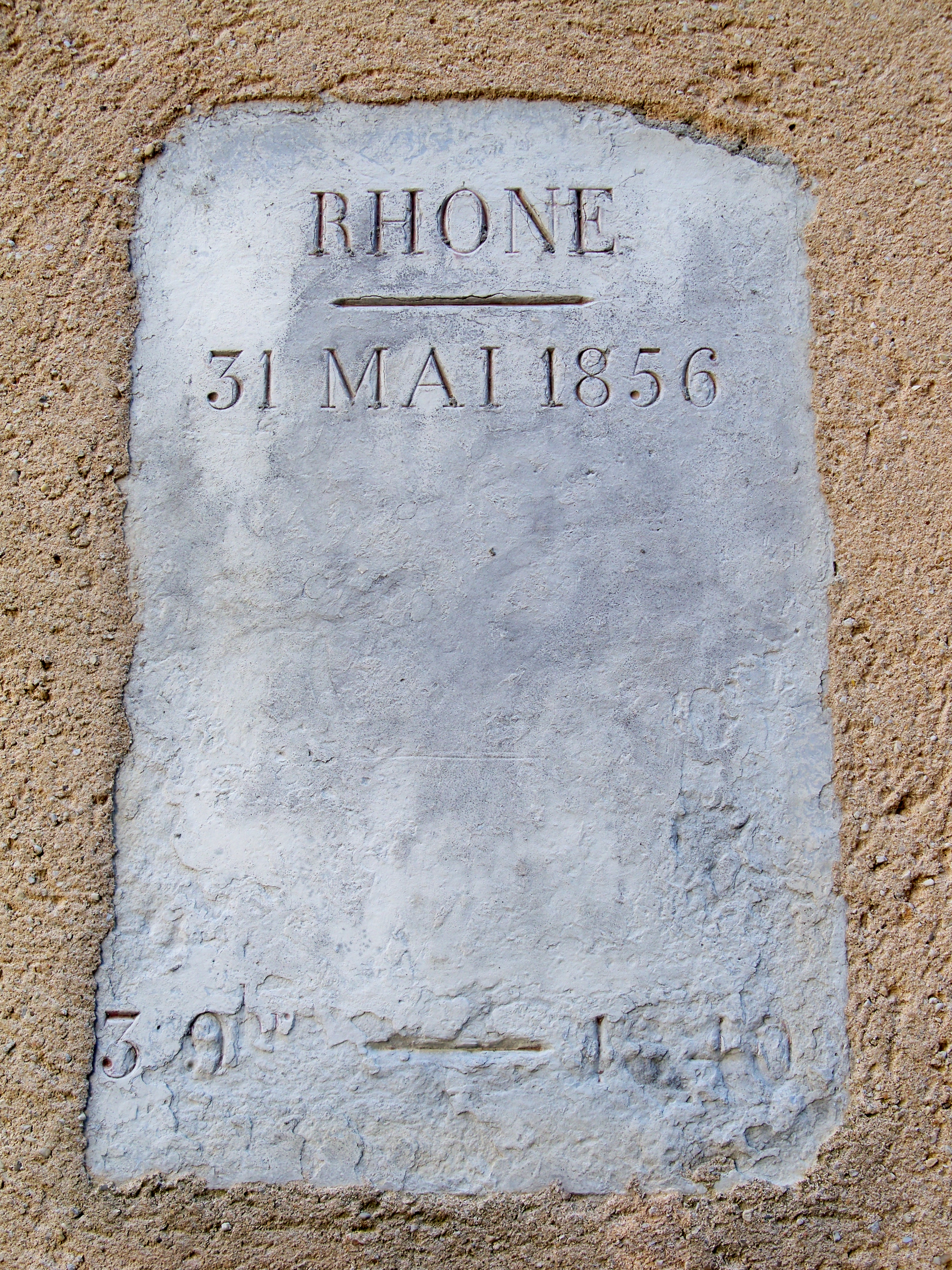
Repère à Mornas de la crue de 1856.

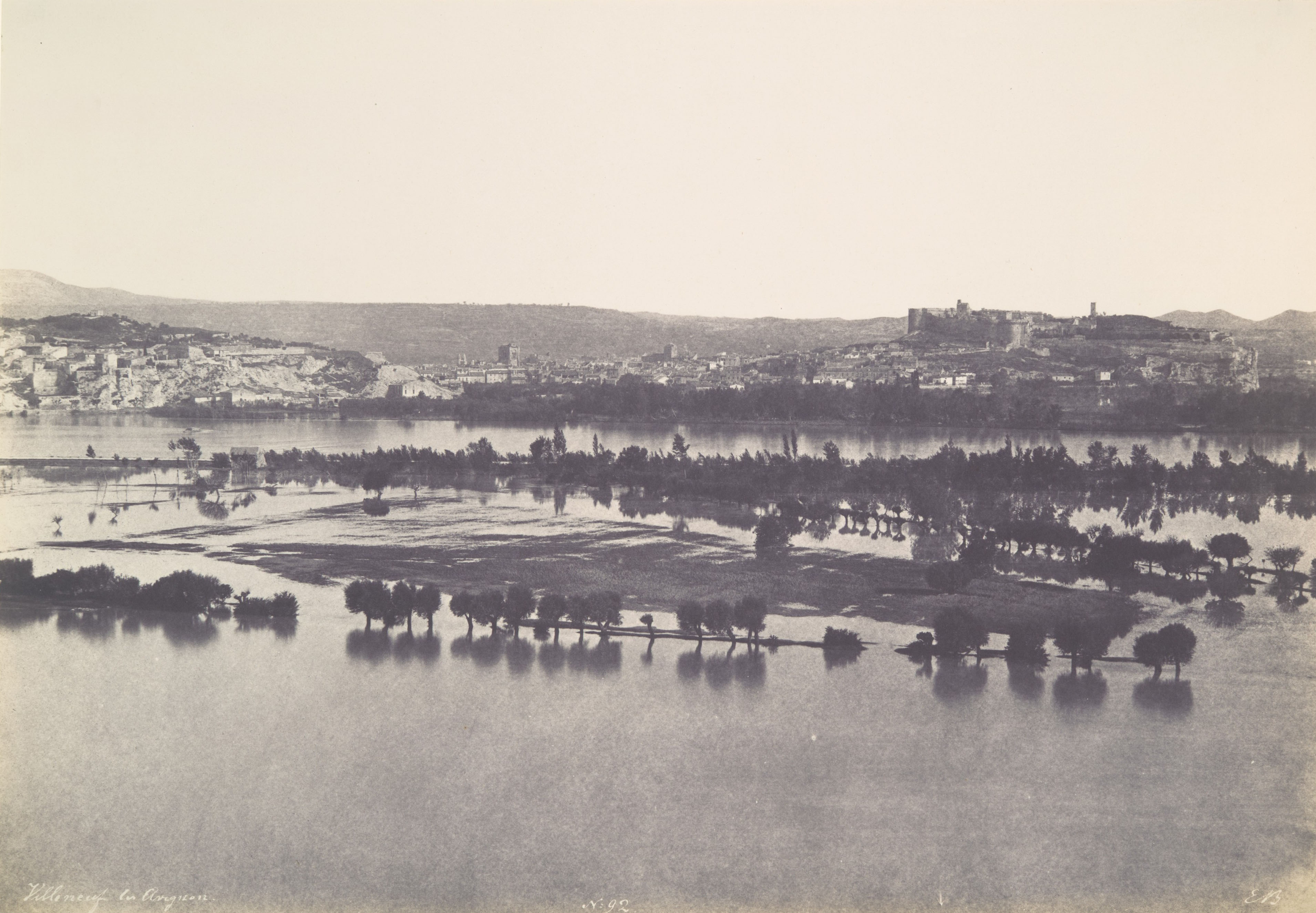
Inondation de 1856, photo d'Édouard Baldus prise du rocher des Doms à Avignon.

Enfin, pendant des siècles, le fleuve fut un obstacle, car infranchissable par un pont d'une rive à l'autre. La construction de ponts suspendus résistant aux crues ne fut réalisable qu'au cours du XIXe siècle. Ce qui constitua une véritable rupture à l'expansion urbaine et « explique le caractère très asymétrique de l'urbanisation des villes rhodaniennes. Leur développement se concentre sur une rive et prend la forme d’une demi-lune puis d’une amande le long du fleuve ».
Les tout premiers aménagements, par des endiguements ponctuels, visaient à tenter de détourner la force des eaux du fleuve. L'inondation de mai 1856 imposa aux pouvoirs publics une nouvelle conception d'aménagement. La loi du 28 mai 1858 fut votée pour permettre des travaux destinés à protéger les villes riveraines des inondations. Cette loi fut complétée, en 1860, par un plan d'aménagement du Rhône à l'aval de Lyon avec l'édification d'un endiguement général.
En ce début du XXIe siècle, c'est « une redéfinition du rôle urbain du fleuve », qui est proposée lui permettant de devenir un véritable atout sur « les plans paysager, patrimonial, culturel et récréatif ».

### Voies de communication et transports

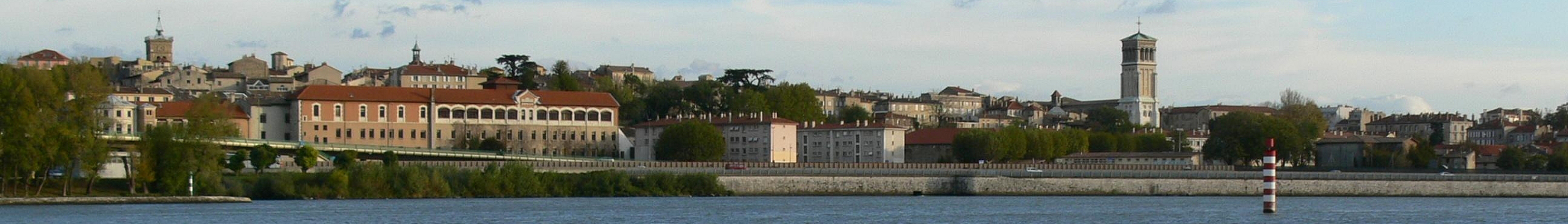
Panorama de Valence vue de la rive droite du Rhône.

#### Voie fluviale

##### De l'Antiquité à la période moderne

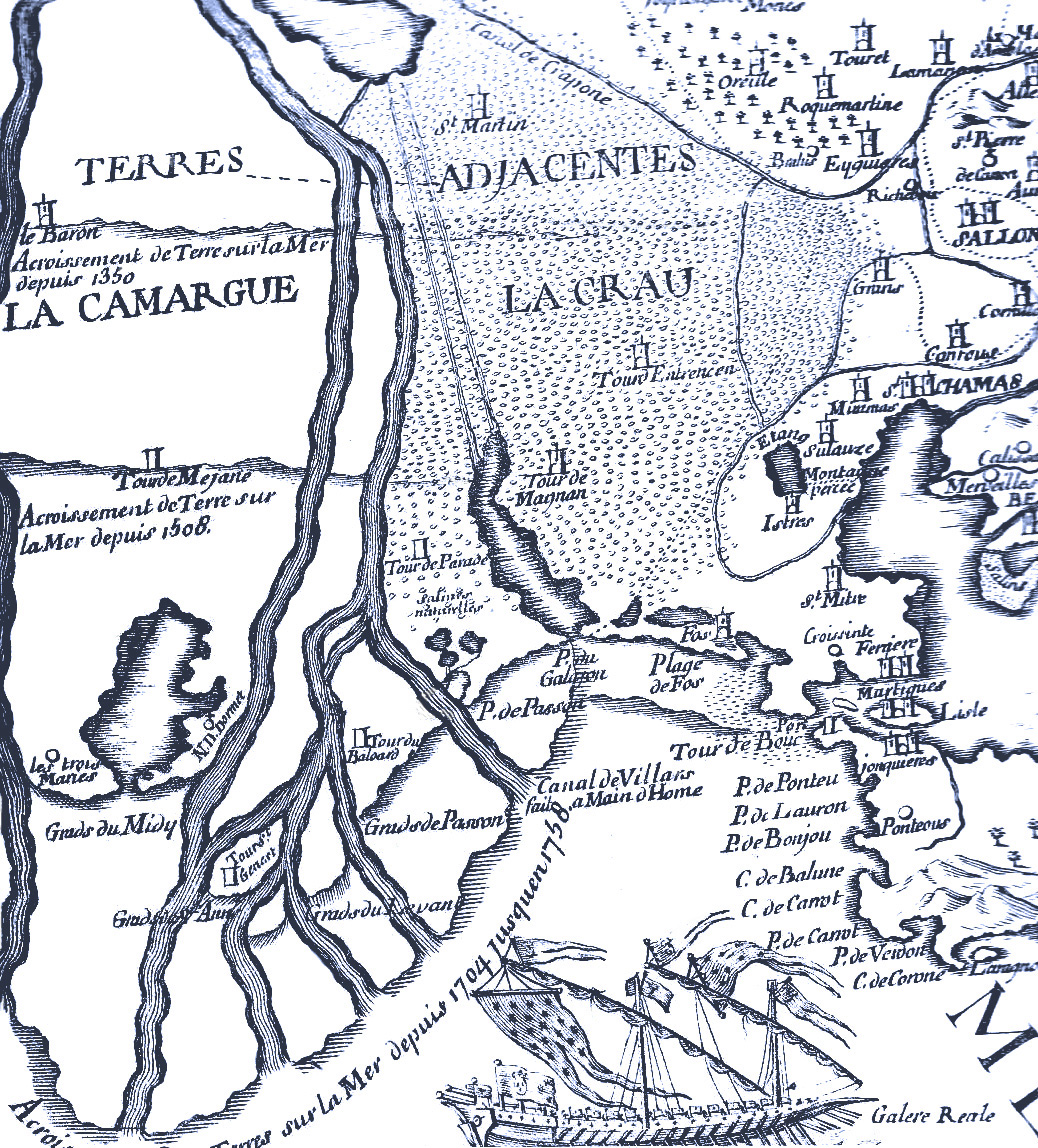
Carte des tours-sémaphores et des avancées de la Camargue depuis le XIVe siècle.

Durant toute cette période, les seuls aménagements réalisés sur le Rhône pour faciliter sa navigation se firent à son embouchure. Strabon avait noté : « L'entrée du fleuve reste toujours difficile à cause de la rapidité des eaux et, parce que le pays est si plat que l'on ne peut, dans les temps couverts, distinguer la terre même de fort près. Aussi les Massaliotes y ont-ils fait construire des tours qui servent de signaux ; ils y ont même fait bâtir un temple à Diane l'Éphésienne sur un terrain auquel les bouches du Rhône donnent la forme d'une île ».
Au cours du XVIIIe siècle, les variations de l'embouchure ont été cartographiées. En commentaire de la carte géographique, historique, chronologique de Provence, dessinée par Esprit Devoux, géomètre d'Aix et gravée par Honoré Coussin, en 1757, les auteurs ont noté : « Les tours construites par les Arlésiens pour surveiller les rivages servent de témoin à la progression du delta du Rhône. Le Baron signale l'accroissement du rivage depuis 1350, la tour de Méjannes, depuis 1508. Une autre ligne d'ancien rivage passe par les tours de Saint-Genest et celle de Baloard ».
Dans cette série de tours-sémaphores se distinguent la tour Saint-Louis, bâtie en 1737, en bordure du Grand-Rhône, près de l'écluse du canal, celle de Saint-Genest édifiée en 1656 et celle de Tampa, construite en 1614. Sur la rive droite, se trouvaient les tours de Mondovi, de Vassale et du Grau, sur la gauche, celles de Mauleget, de Saint-Arcier, de Parade et de Belvare.

##### Aménagement par la Compagnie nationale du Rhône

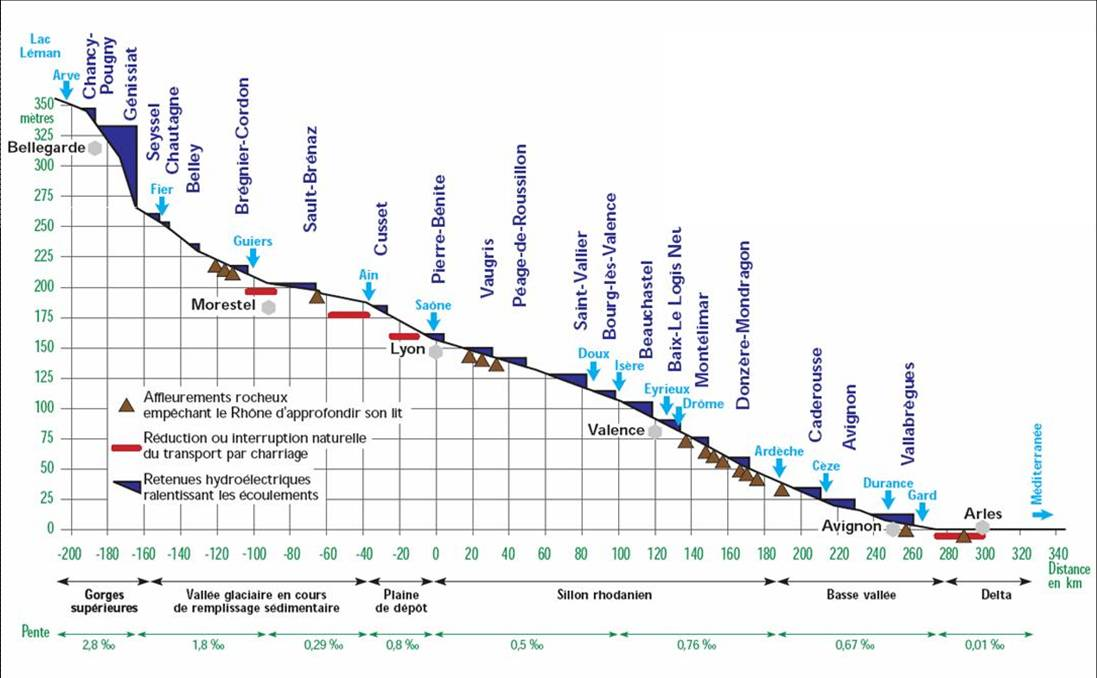
Profil du Rhône et ses différents aménagements.

La Compagnie nationale du Rhône, dès sa création en 1933, reçu trois missions de l'État pour l'aménagement du fleuve. La première mission fut la production d’électricité à laquelle elle s'attela dès 1934. La CNR put en 1950 mettre en eau le barrage de Génissiat. Il s’agit du seul barrage de haute chute du Rhône. L’aménagement a porté ensuite dans les années 1950/1960 sur la partie centrale du Bas-Rhône (chute de Donzère-Mondragon). Il s’est poursuivi dans les années 1970 par l’aménagement des tiers aval et amont du Bas-Rhône, puis dans les années 1980 par l’aménagement du Haut-Rhône.
À l’exception de Génissiat, il s’agit d’ouvrages de basses chutes, entièrement effaçables, associés (sauf sur Seyssel et Vaugris) à des dérivations. Le débit dérivé varie de 700 m3 s−1 sur le Haut-Rhône à 2 200 m3 s−1 sur le Bas-Rhône aval. Il est en moyenne 1,5 fois supérieur au module. L’aménagement du Rhône pour la production hydroélectrique concerne ainsi la quasi-totalité du linéaire : seul le tronçon entre Sault-Brenaz et Lyon (avec l’abandon du projet de chute de Loyette) et l’aval de Vallabrègues jusqu’à la Camargue ne sont pas concernés. L’impact de ces aménagements sur le transit des graviers est lié à deux grands facteurs : la perturbation du régime des pentes dans les retenues et la perturbation du régime des débits dans les tronçons court-circuités.
La deuxième mission concerna la navigation. La Compagnie opta pour une navigation ouverte à des convois de 5 000 tonnes et pour la création de ports fluviaux liés à des zones industrielles. Une troisième mission lui fut impartie au niveau du développement agricole avec la mise en fonction de réseaux d’irrigation et de drainage.
Dès 1981, la mise hors inondation de 50 000 hectares dans l'ensemble de la vallée donna la possibilité d'expansion de villes dans ces zones sécurisées. Ce fut le cas de Beaucaire avec la création de la ZI de Domitia au sud de la ville grâce à la construction du barrage de Vallabrègues et à l’aval du barrage de retenue, la centrale électrique de Beaucaire.
Certains espaces mis hors d'eau étaient déjà urbanisés. Depuis la mise en service des barrages de Vallabrègues et de Caderousse, Avignon a pu continuer à s'étendre sur « la totalité de la plaine de confluence de la Durance avec le Rhône ». Car cette occupation s'était déjà amorcée dans des conditions précaires s'orientant autour des axes de communication terrestres faisant fi des contraintes du Rhône et de ses risques d'inondation.
Mais la politique d'aménagement proposée par la Compagnie nationale du Rhône ne colle pas toujours à la réalité du terrain avec, en particulier, les travaux réalisés pour parfaire une navigation en perte de vitesse et concurrencée par la route et le rail. Les zones industrielles tournées vers le Rhône ont vu s'installer des industriels utilisant plus les autres moyens de transport (voie ferrée, route, autoroute). Le transport fluvial est devenu accessoire comme le prouve la « zone industrielle fluviale » de Tarascon dont aucune des industries n'utilise la navigation fluviale.

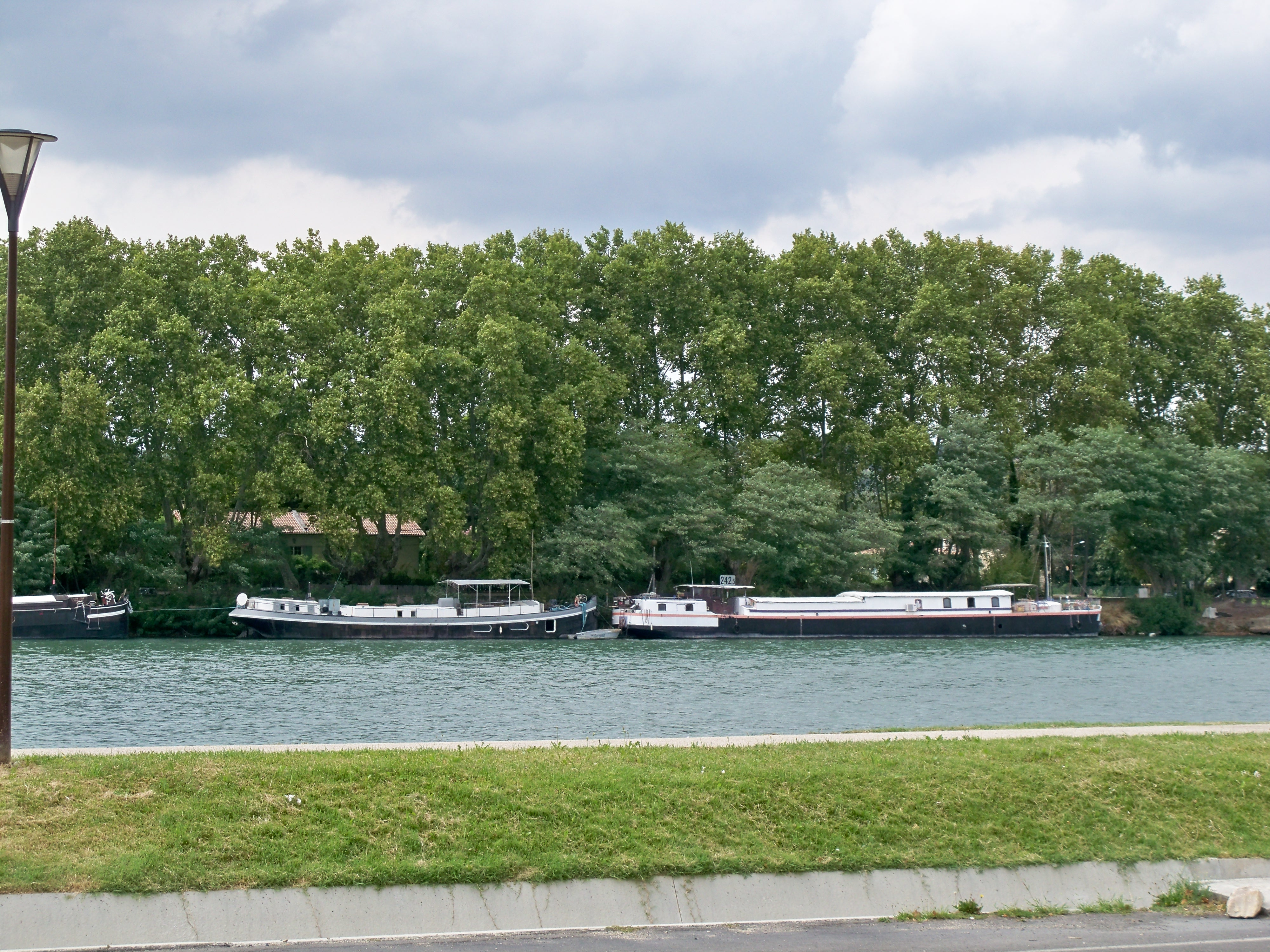
Péniches à quai à Avignon.
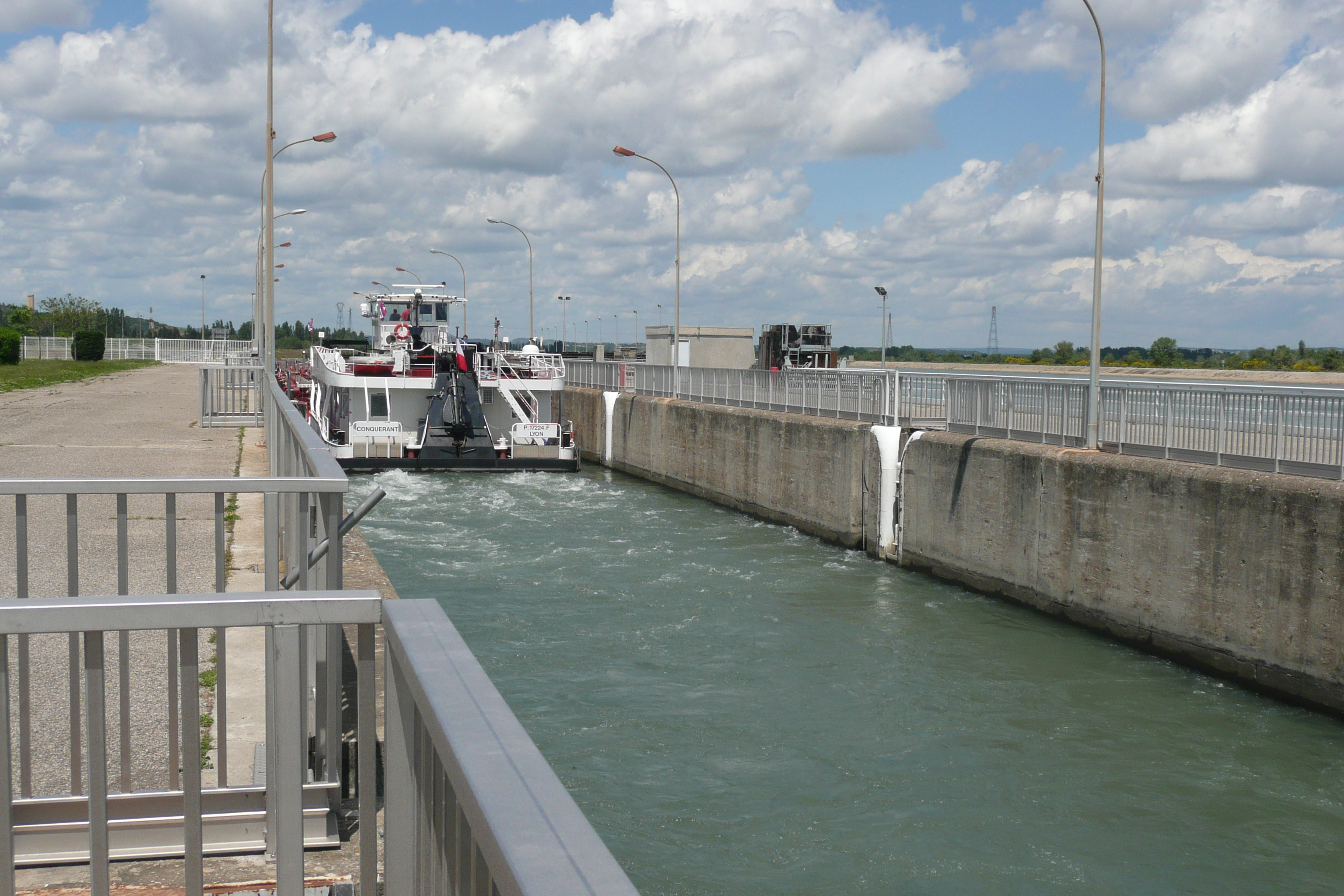
Aménagement de Vallabrègues avec la centrale hydroélectrique et l'écluse de Beaucaire.
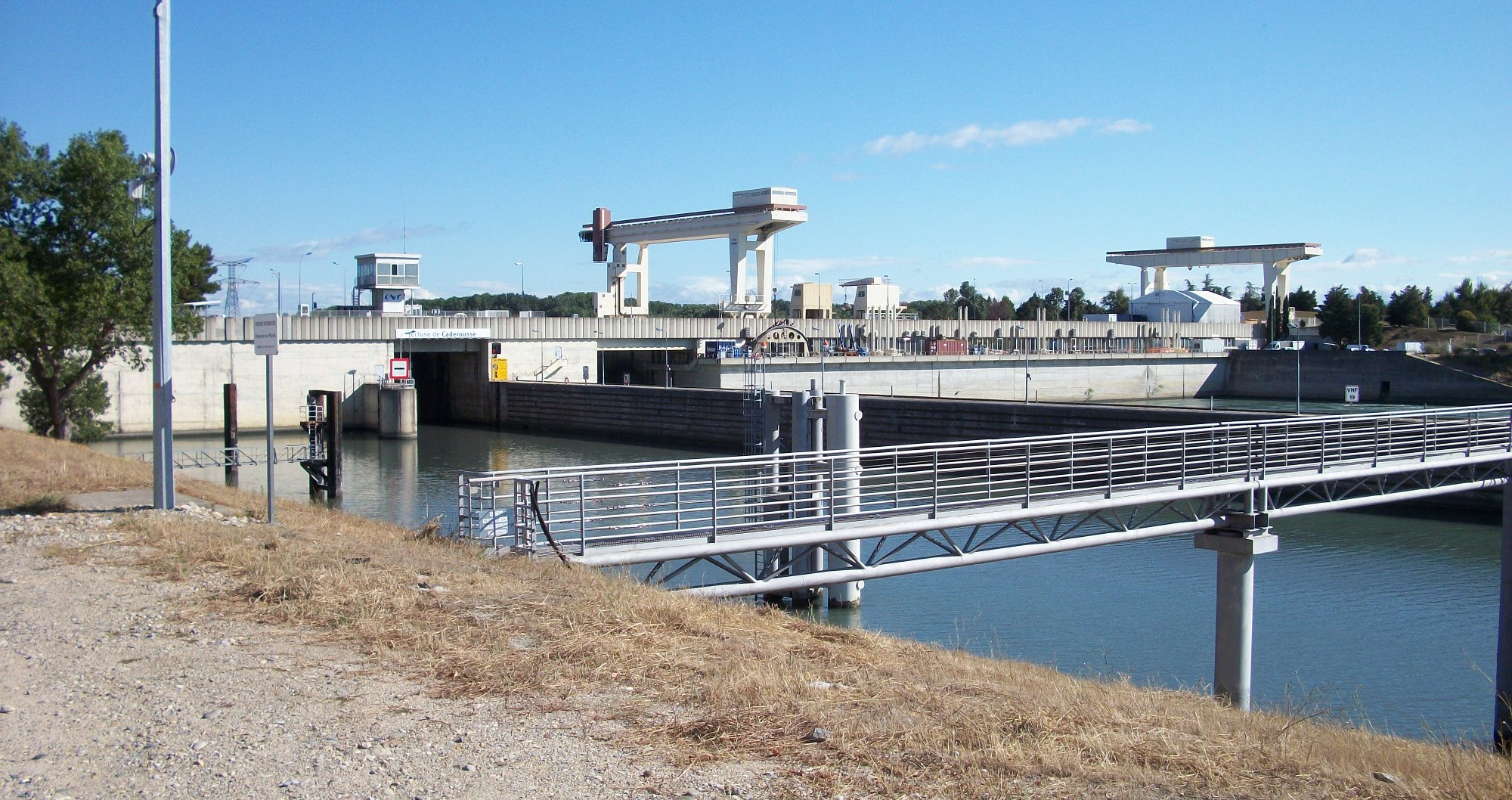
Écluse de Caderousse.
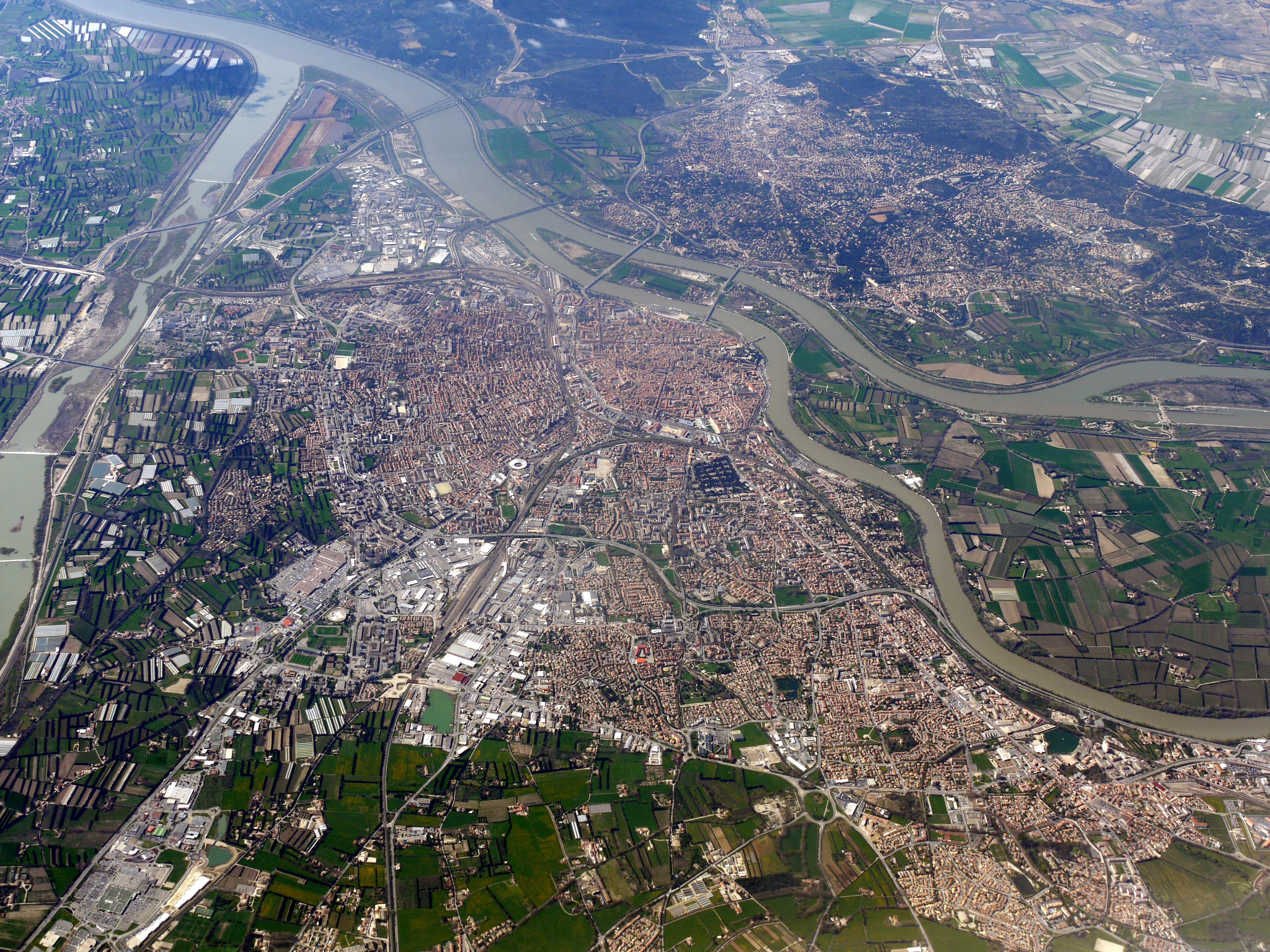
Extension d'Avignon le long des voies de communication terrestres entre Rhône et Durance.

##### Donzère-Mondragon

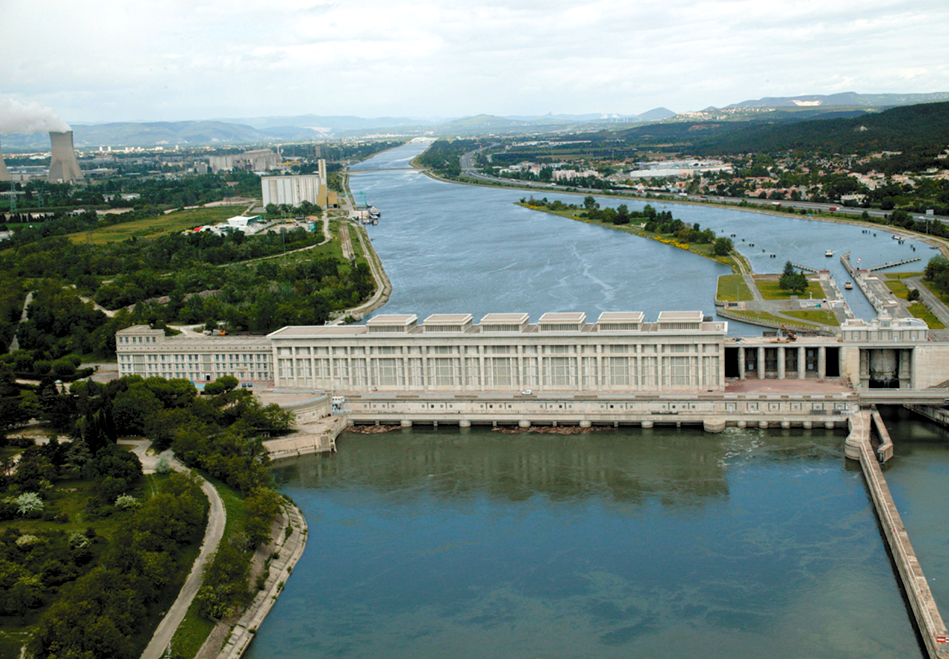
Barrage hydroélectrique de Donzère-Mondragon.

Le canal de Donzère-Mondragon est un canal de dérivation du Rhône de 24 km entre Donzère dans la Drôme et Mondragon en Vaucluse. Les travaux débutent en 1947, le canal est ouvert et le barrage mis en route. Situé à l'est du Rhône, le canal de Donzère-Mondragon permet d'améliorer la navigation fluviale sur le Rhône ; de contrôler la puissance et le débit du Rhône ; d'alimenter en eau de refroidissement par circuit totalement isolé le site nucléaire du Tricastin ; d'alimenter le barrage hydroélectrique de Donzère-Mondragon de Bollène, nommée « usine André Blondel". Cette usine est jumelée à l'écluse la plus haute de France : 23 mètres. Comme presque l'ensemble des écluses du Rhône à l'aval de Lyon, elle est au gabarit européen de 11,40 m × 190 m. Le canal de Donzère-Mondragon est aussi le plus long canal de dérivation du Rhône.

##### Les nouvelles valeurs du Rhône

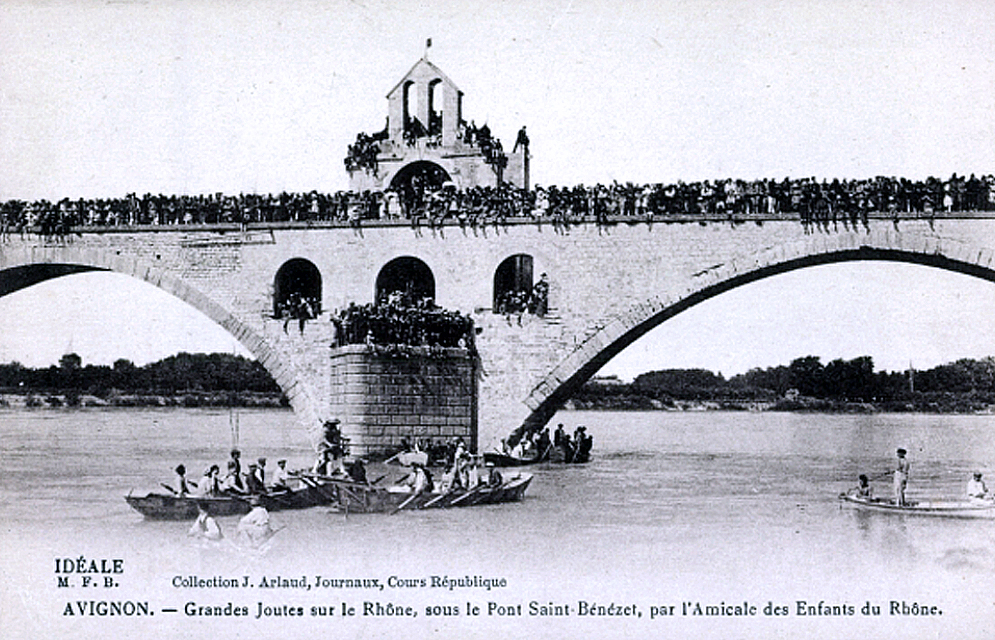
Grandes joutes sous le pont Saint-Bénézet par l'amicale des enfants du Rhône.

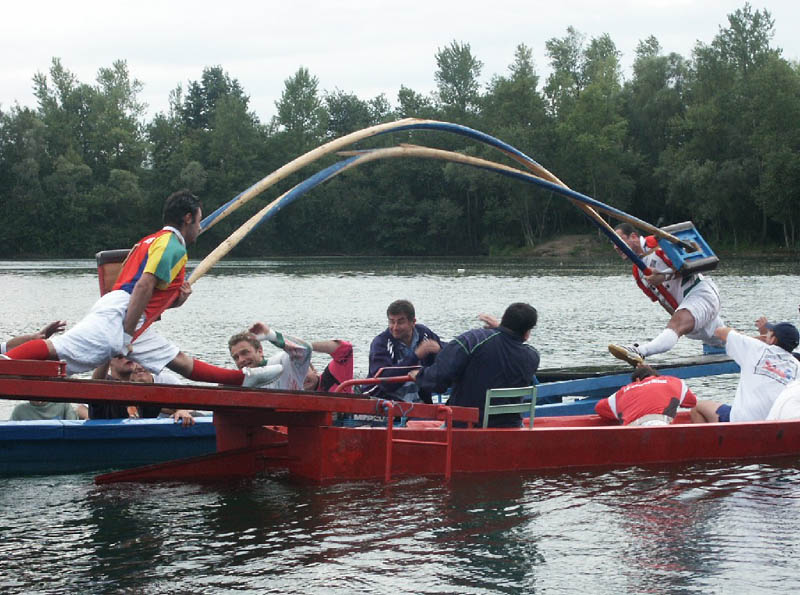
Une passe en méthode lyonnaise.

Emmanuelle Delahaye considère que « Actuellement se produit un redéploiement urbain en direction du fleuve qui lui attribue de nouvelles valeurs et fonctions : une valeur paysagère, des valeurs patrimoniales (historiques et écologiques), une valeur culturelle, une fonction récréative. La CNR a aménagé des pôles de loisirs et de découverte qui répondent en partie à cette demande urbaine en offrant des sites récréatifs en bord de fleuve ».
Le fleuve n'est plus considéré comme un moyen de transport privilégié, mais voit se développer d'autres atouts. Le tourisme fluvial et son développement entre Avignon et Lyon s'est réalisé au cours des années 2000. Les trois premiers bâtiments de croisières de 1994 sont passés à dix-huit. Pour l'aspect ludique, c'est la fête du Rhône, qui se déroule tous les ans au mois de juin avec au programme joutes nautiques et démonstration de sports nautiques.
La Ferme aux crocodiles est un parc zoologique privé de 8 000 m2 situé sur la commune de Pierrelatte. Ce site unique en Europe permet de faire évoluer les espèces dans un climat tropical au sein d'une serre, chauffée grâce à l'eau chaude du Rhône rejetée par la centrale nucléaire du Tricastin. On peut y observer plus de 350 spécimens de Crocodiliens, c'est-à-dire des spécimens de plusieurs espèces de crocodiles et d'espèces proches, ainsi que des tortues. Cette ferme, qui a été inaugurée en juillet 1994, outre l'aspect touristique, pratique l'élevage des crocodiles à des fins reproductrices (pour différents zoos) ou scientifiques. Elle abrite, en plus de la faune, une flore tropicale particulière (plantes carnivores, fougères tropicales, orchidées, etc.).

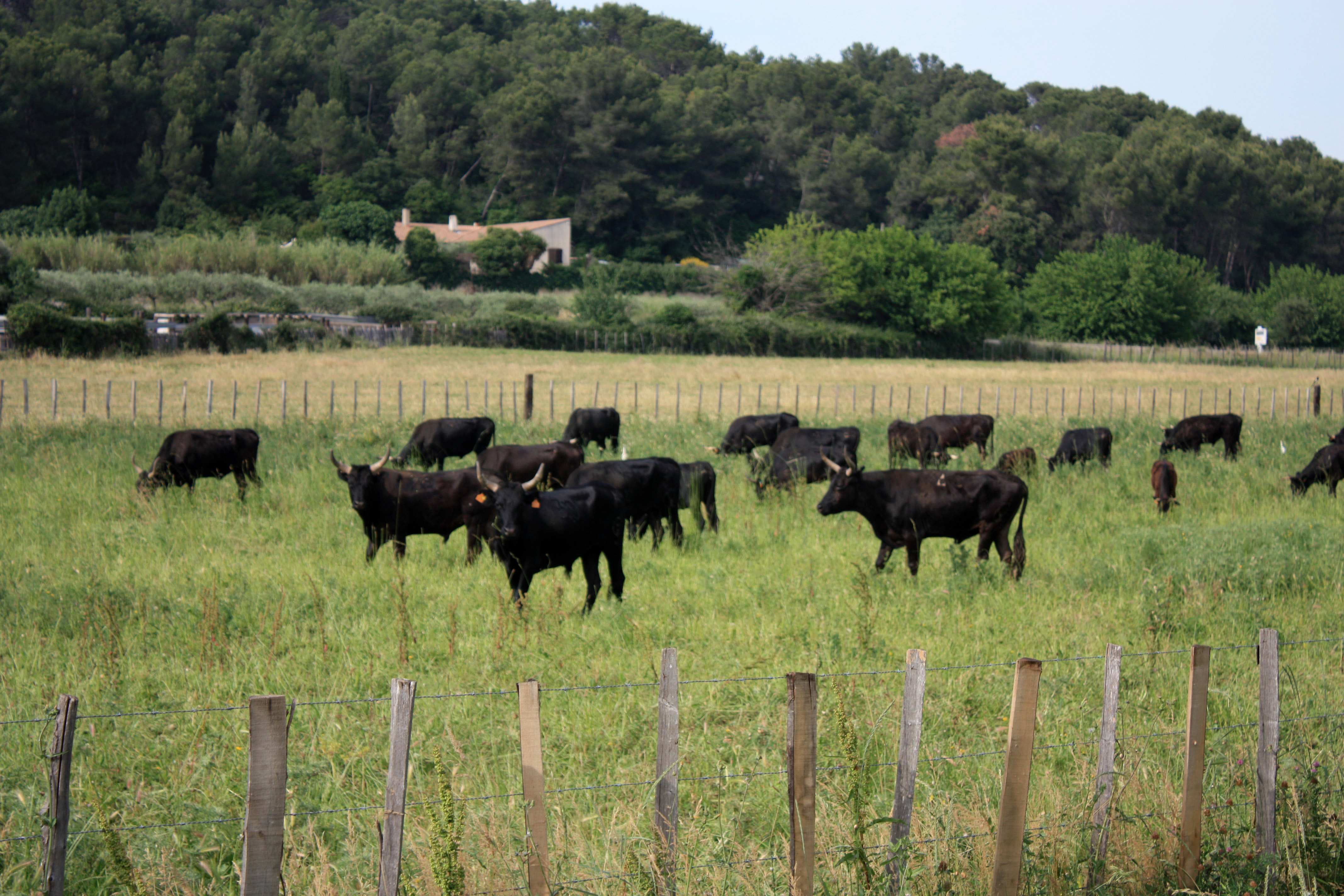
Manade de taureaux à Congénies.

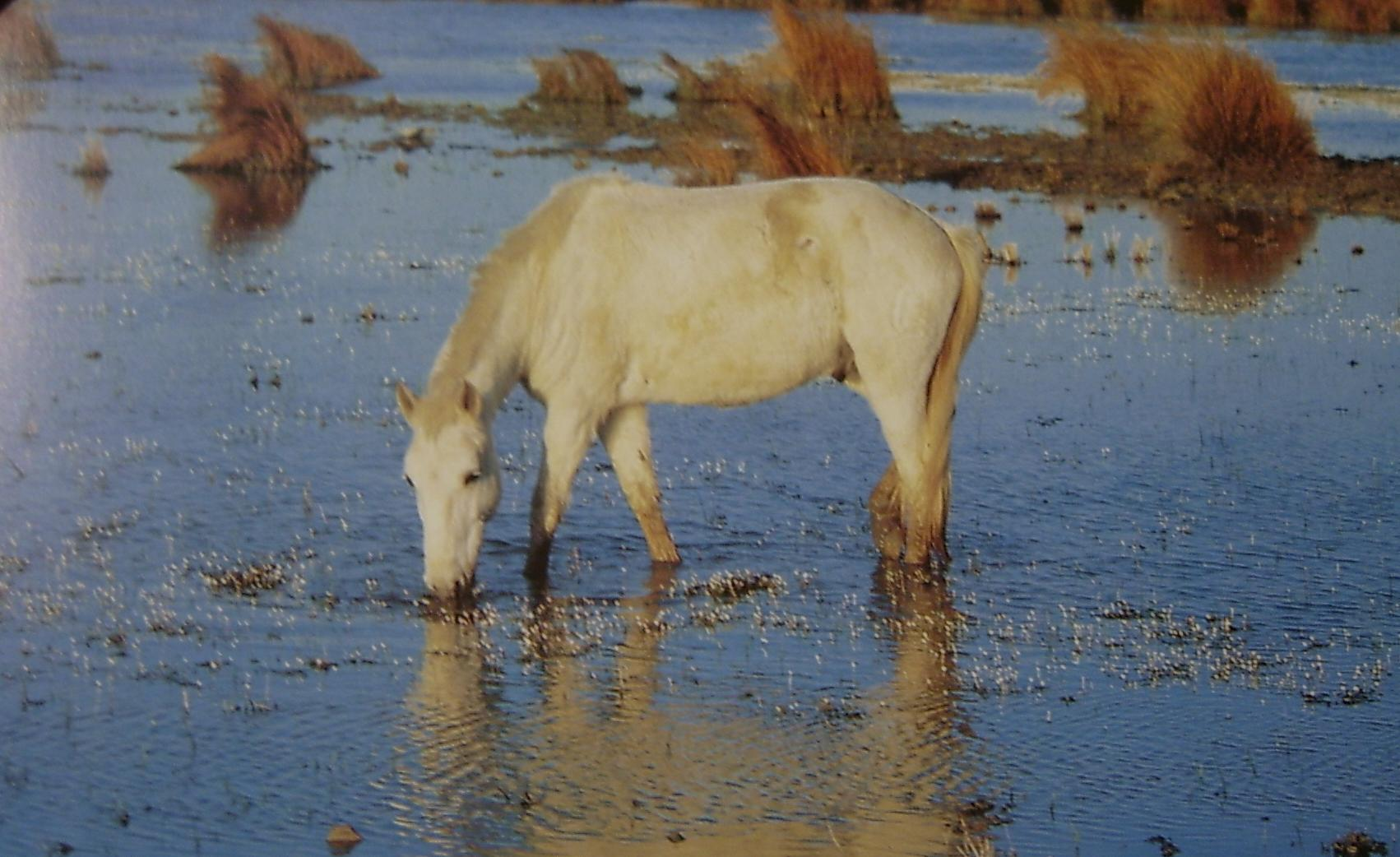
Le cheval Camargue vit en liberté dans les marais du delta du Rhône depuis des temps immémoriaux.

Le parc naturel régional de Camargue a été créé en 1970 par des acteurs privés regroupés au sein d'un syndicat mixte de gestion. Les manadiers sont attachés à promouvoir la race du cheval Camargue et l'AOC du Taureau de Camargue. La riziculture fait partie intégrante de l'agriculture camarguaise.
En 2004, le parc a été institutionnalisé. À la suite d'un recours administratif auprès du Conseil d'État, le 17 février 2007, il fait l'objet de la loi no 2007-1773 du 17 décembre 2007 prolongeant la durée de validité du classement du parc naturel régional jusqu'au 18 février 2011.

##### Principaux affluents

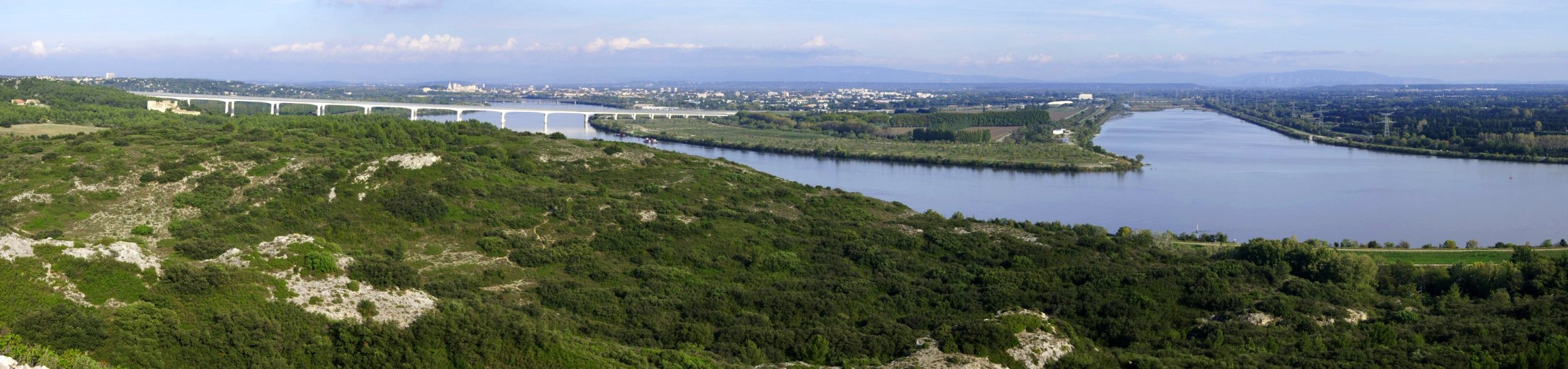
Confluent avec la Durance.

En France, les affluents majeurs (plus de 100 m3 s−1) sont la Saône, l'Isère, la Durance et l'Ain.
Parmi les autres affluents (moins de 100 m3 s−1), notons la Dranse, l'Arve, l'Annaz, les Usses, la Valserine, le Fier, le Séran, le Guiers, le Furans, la Bourbre, l'Yzeron, le Garon, le Gier, la Gère, la Varèze, le Dolon, les Collières, la Cance, l'Ay, la Galaure, le Doux, la Véore, l'Eyrieux, la Drôme, l'Ouvèze, la Payre, le Roubion, l'Escoutay, la Berre, l'Ardèche, le Lez, la Cèze, l'Eygues, l'Ouvèze et le Gardon,.
L'Arve naît en Haute-Savoie en France, mais rejoint le Rhône dans le canton de Genève en Suisse.

#### Ponts et bacs sur le Rhône

##### Ponts antiques

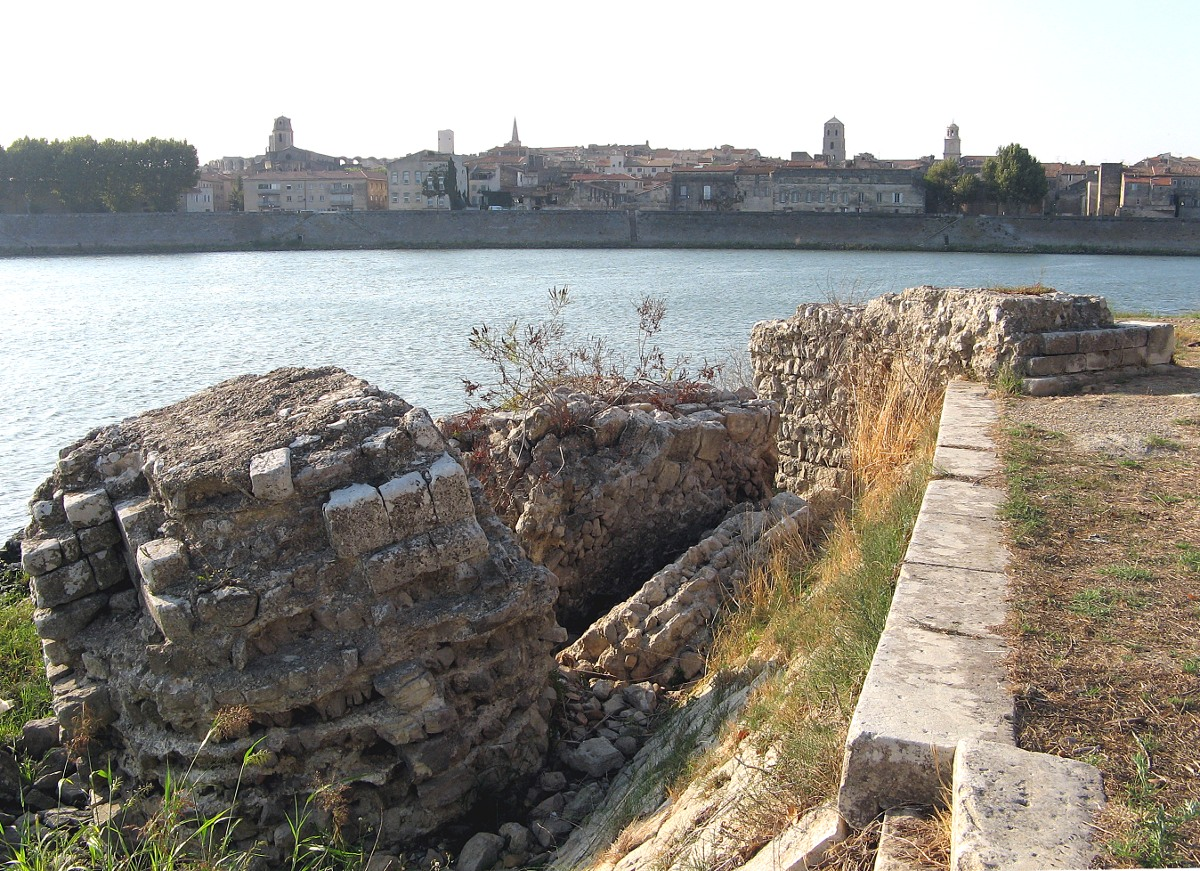
Arles : ruines du pont romain dit de « Constantin » (septembre 2006).

Le Pont de Constantin à Arles était situé sur la voie Aurélienne et se continuait vers Fourques par un second ouvrage qui franchissait le Petit-Rhône En 1762, le lit du Petit-Rhône étant presque à sec, on vit à nu les fondations de cette œuvre antique. Aujourd’hui, seules subsistent les ruines de Trinquetaille qui sont propriété de l'État et des Voies navigables de France. Elles sont classées comme Monument historique (1920) et figurent sur la liste du patrimoine mondial de l'Unesco (1981).
À la suite du passage de Maximien Hercule, qui allait combattre les Bagaudes, paysans gaulois révoltés, un premier pont en bois est construit sur le Rhône et unit Avignon à la rive droite. Il a été daté par dendrochronologie de l'an 290 à la suite des fouilles faites sous le pont d'Avignon reposant sur ces assises romaines. L'étude des piles élevées sur elles ont confirmé qu'elles soutenaient un tablier de bois comme à Arles.
Le pont romain de Vienne fut détruit, par une crue du Rhône, le 11 février 1407.
Des fouilles subaquatiques entreprises en 2011, non loin du pont de Lattre de Tassigny, doivent permettre de retrouver les vestiges de cet édifice daté du IIe siècle. Ceux-ci ont été aperçus, en 1938, il s'agissait de pilotis en bois comme à Arles et Avignon.

##### Ponts médiévaux

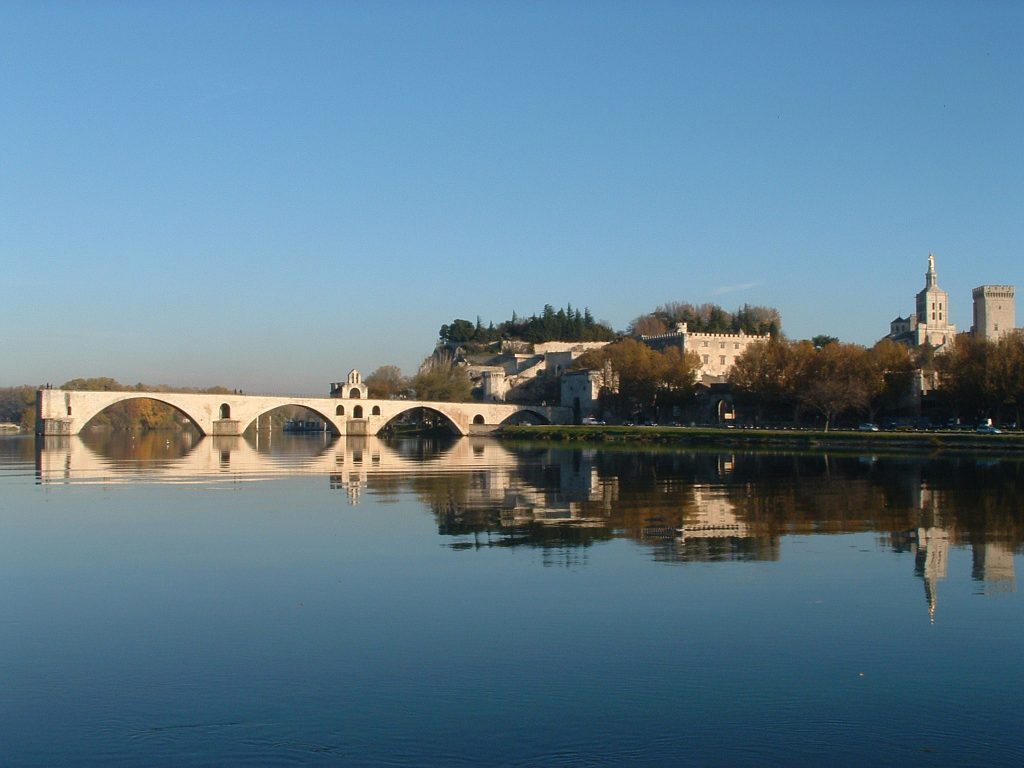
Pont Saint-Bénézet à Avignon.

La légende raconte que Petit Benoît, connu sous le nom de Bénézet, berger à Burzet, dans le Vivarais, né en 1165, alors âgé de 12 ans, reçut l'ordre divin d'aller construire un pont à Avignon. Il commença sa construction en 1177. L'ouvrage fut achevé en 1185 et enjambait alors le Rhône sur 915 mètres. Il comportait à l'origine 22 arches, il n'en reste que quatre. À l'origine, seules les piles étaient en pierre et le tablier était alors en bois. Le pont fut reconstruit en maçonnerie entre 1234 et 1237.
La possible intervention de Bénézet pour l'édification du pont de bois de la Guillotière, est prise en compte par des historiens comme Sylvain Gagnière et Élisabeth Magnetti, conservatrice du Musée du Petit Palais d'Avignon, qui expliquent « En dépit des opinions contraires, il n'est pas impossible historiquement que Bénézet ait donné l'impulsion de la construction en accord avec le frère Étienne ».
Le pont de bois s'étant écroulé sous le passage des croisés de Philippe le Bel et de Richard Cœur de Lion, en 1190, il dut être reconstruit en pierre, en 1244. Alors que ce pont était en pleine construction, le 28 juin 1245, dans le couvent de Saint-Just à Lyon, s'ouvrit le XIIIe concile œcuménique présidé par Innocent IV.
Ce fut au cours de celui-ci que les frères de l'Œuvre du Pont de cette cité rédigèrent une lettre affirmant que Bénézet avait été le fondateur de leur premier pont.

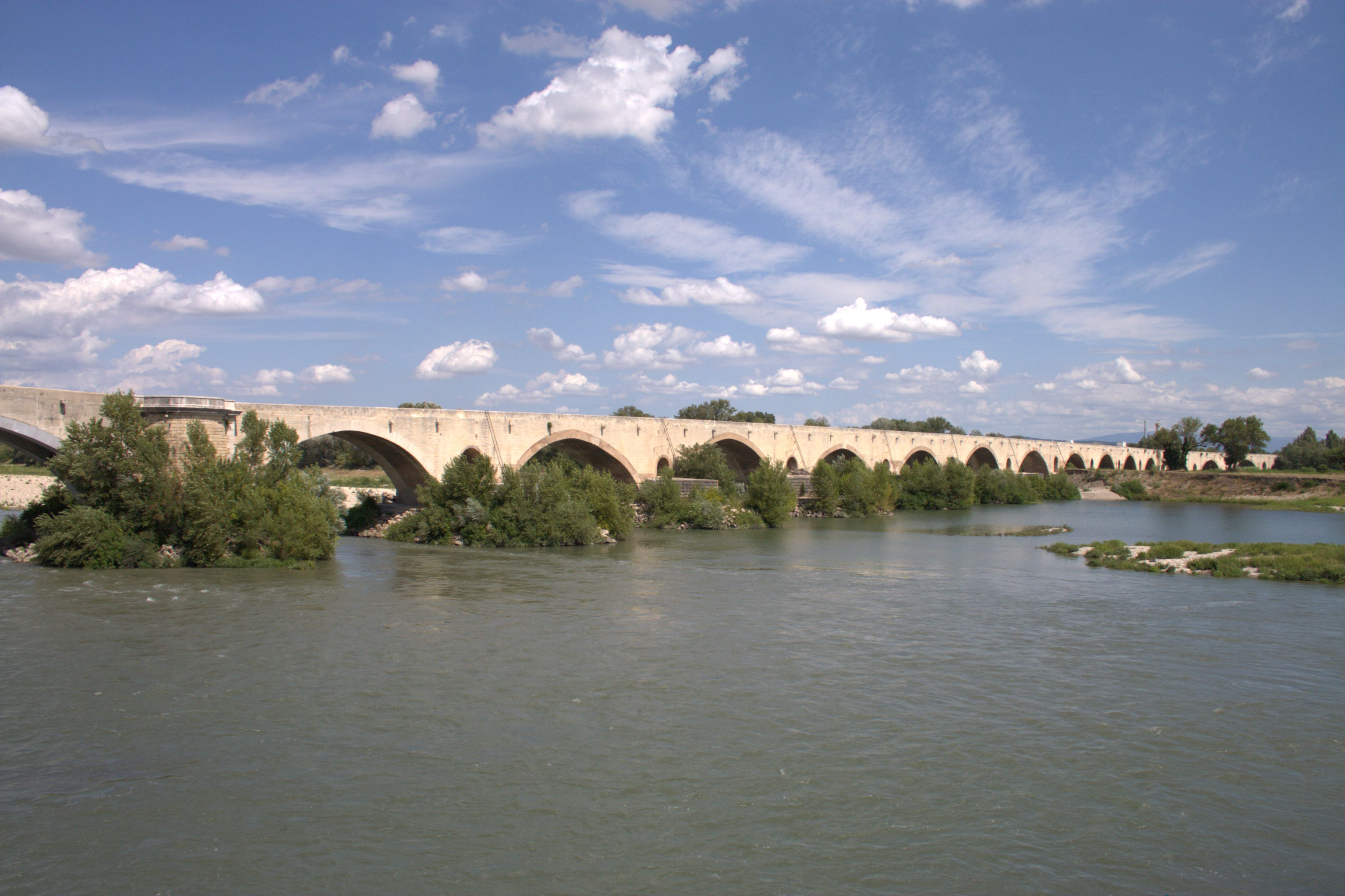
Le pont du Saint-Esprit entre Lamotte-du-Rhône et Pont-Saint-Esprit.

La construction d'un passage entre Saint-Saturnin-du-Port et Lamotte fut voulue par le frère de Louis IX, le comte de Poitiers et de Toulouse Alphonse de Poitiers ; elle commença en 1265 pour s’achever en 1309. C'est le plus vieux de tous les ponts sur le Rhône encore en activité. Il a longtemps constitué un point de passage obligé sur le fleuve entre la Provence et le Languedoc. Il est composé de 26 arches, dont 19 grandes et 7 petites. Sur chaque arche, il existe une arcade de dégagement identique à celle du Pont Julien, ouverte pour mieux faire évacuer les hautes eaux au moment des crues.
D’après Viollet-le-Duc, son maître d'œuvre fut Jean de Tensanges ou de Thianges. La tradition veut que celui-ci, prieur des bénédictins de Saint-Saturnin-du-Port se soit d'abord refusé à cette construction puis qu'il céda, inspiré par l'Esprit Saint et posa lui-même la première pierre.

##### Bacs traversiers

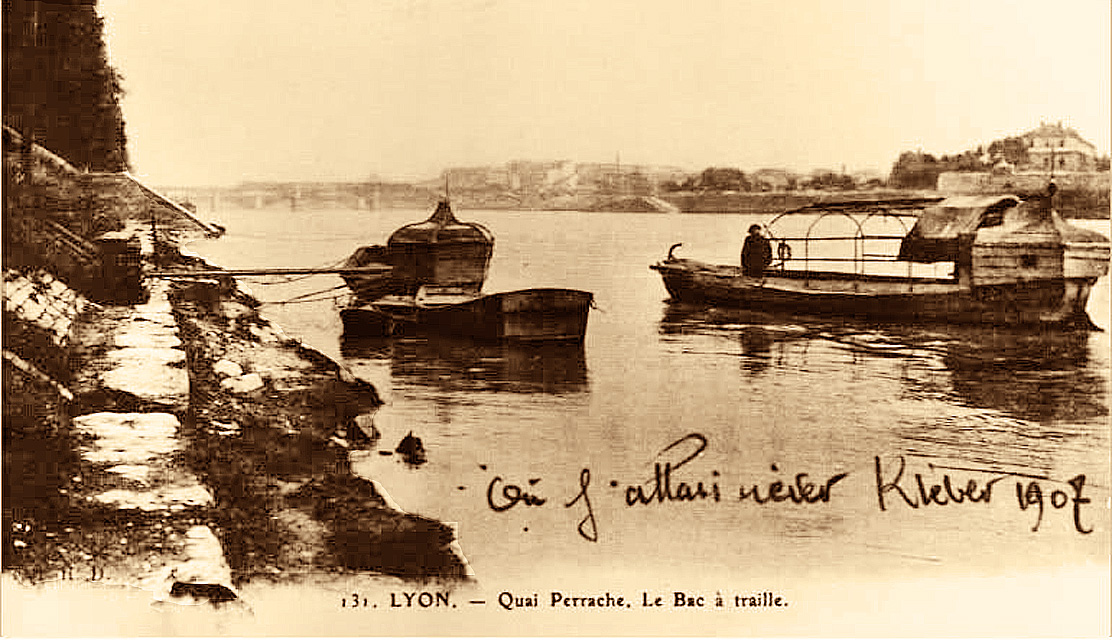
À Lyon, le bac à traille du quai de Perrache.

Le Rhône fut toujours un handicap pour les échanges est-ouest, jouant le rôle d'une frontière entre sa rive gauche et sa rive droite. Au cours du Moyen Âge, en l'absence de pont, il fallut organiser, réglementer, contrôler, tarifer la traversée du fleuve sur le lieu le plus favorable. Ce fut là que se sont développées des agglomérations, favorisant hébergement et négoce. Les bacs traversiers assuraient leur service du lever au coucher du soleil. Chaque embarcadère portait le nom de port.
Ces bacs, pour fonctionner, utilisaient la traille, un câble, tendu de part et d'autre du fleuve, maintenu en hauteur par des pylônes appelés cabres. Le bateau était relié par un autre câble, le traillon, et un système de poulies pouvant se déplacer sur la traille permettait le déplacement.
Le simple fait d’incliner le bac dans le sens du courant permettait de le faire avancer perpendiculairement à celui-ci, et de lui faire traverser le fleuve à la vitesse choisie par le passeur ou pontonnier, au moyen d'une grosse rame qui lui permettait d'opter pour un angle entre la traille et le courant. Ce type de bateau à fond plat autorise le transport des piétons, des cavaliers et des véhicules à roues.

Bac à traille à Rillieux la Pape
Bac à traille de St Clair à Lyon
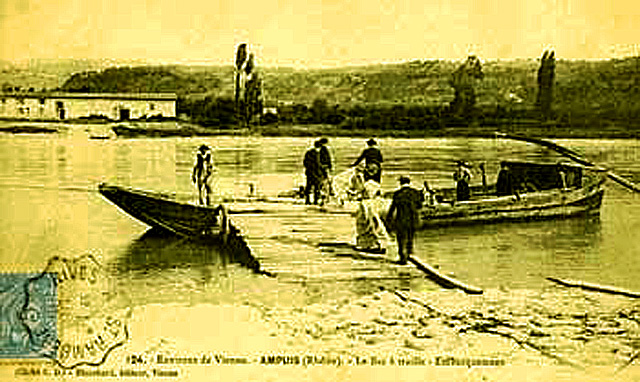
Bac à traille d'Ampuis.
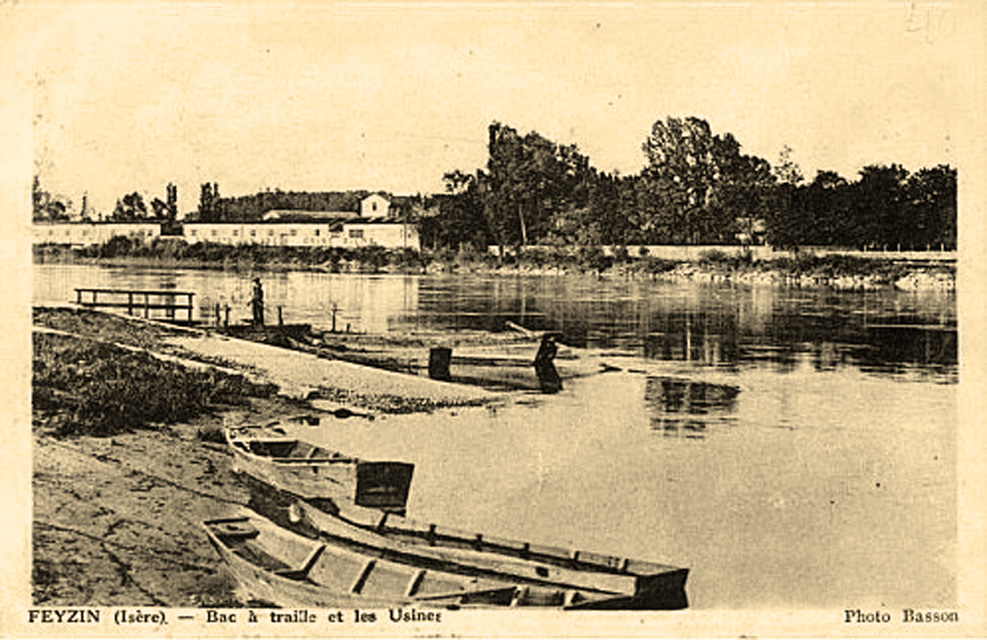
Bac à traille de Feyzin.
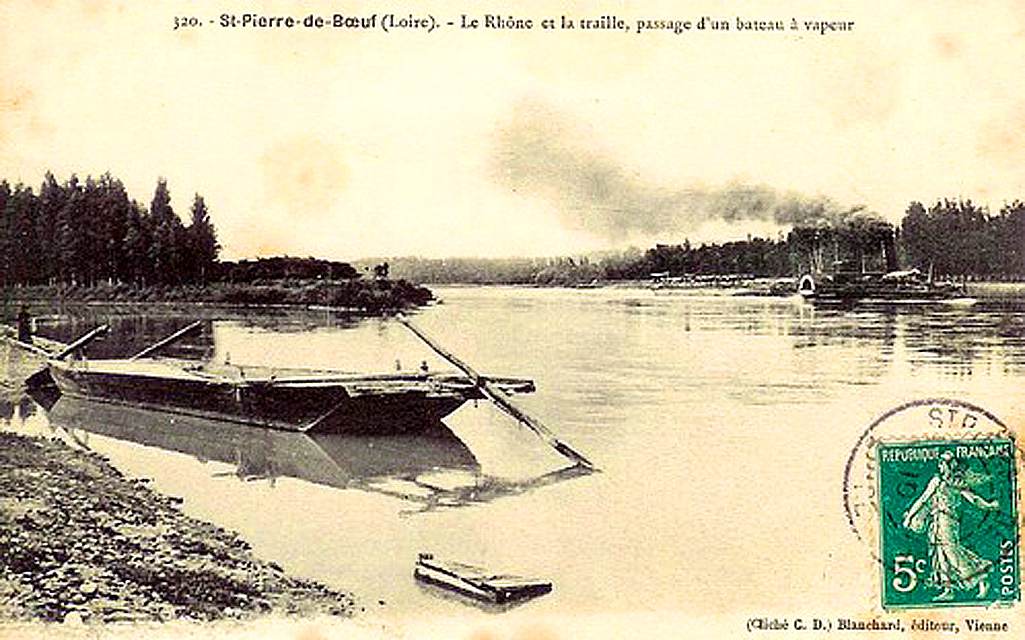
Bac à traille de Saint-Pierre-de-Bœuf.

« L'un des plus anciens bacs dont l'histoire nous est connue est celui qui reliait Valence, ville épiscopale, rive gauche sous la dépendance du Saint Empire Germanique, à Saint-Péray en Vivarais, comté de Crussol qui, sous la dépendance de Toulouse lors de la création du bac en 1160, deviendra dépendance du royaume de France en 1270, sous le règne de Philippe III le Hardi ».

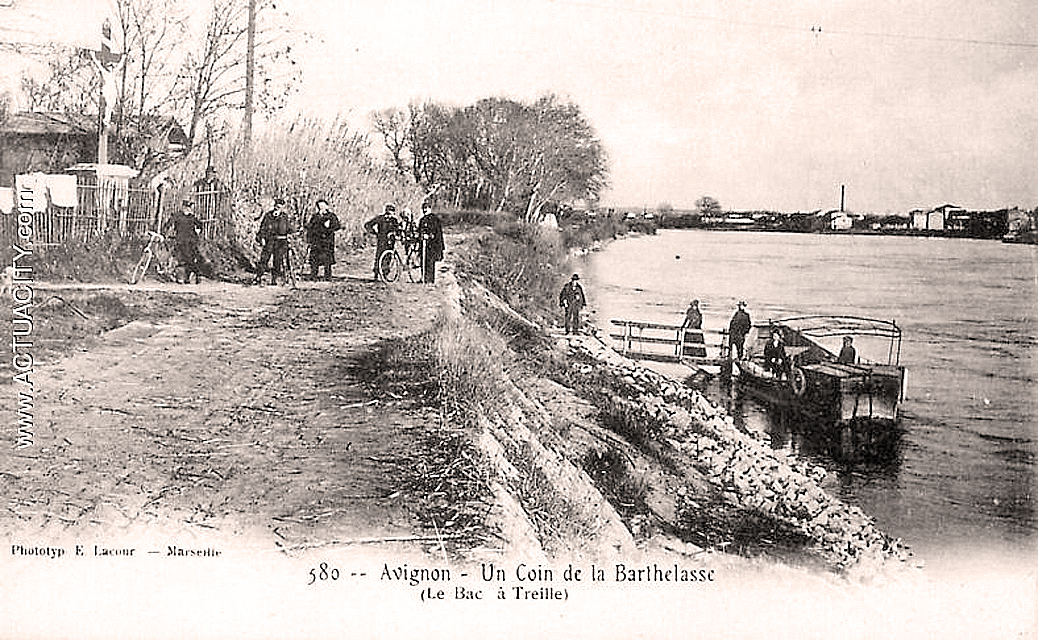
Bac à traille entre Avignon et la Barthelasse.

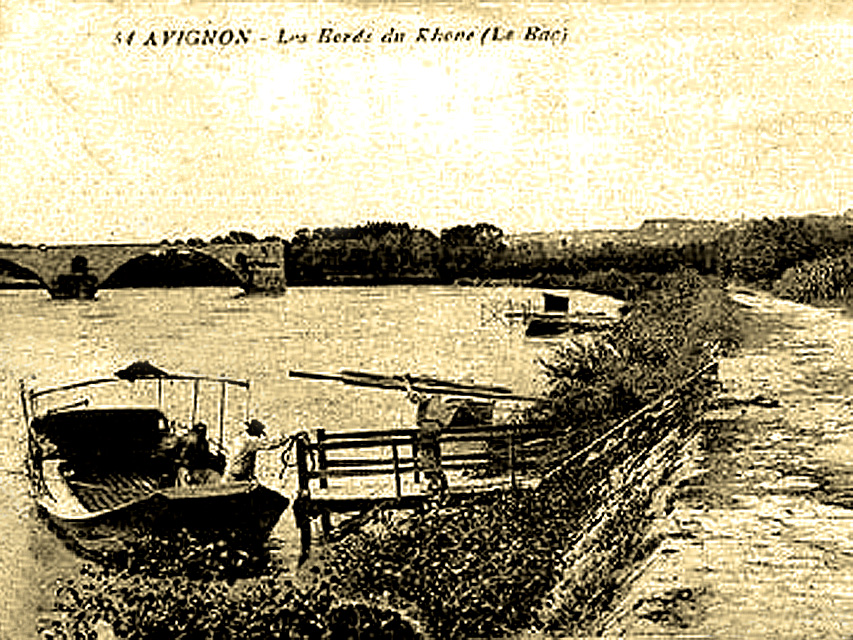
Le bac à traille d'Avignon en amont du pont Saint-Bénézet.

À Avignon, entre 1680, date de l'abandon du pont Saint-Bénézet pour passer en Languedoc, et 1819, date de la mise en service du pont de bois, ce fut le seul bac à traille qui reliait les deux rives du fleuve. En dépit de la construction du pont suspendu à Avignon, puis du pont Édouard Daladier, une liaison avec l'île de la Barthelasse continua à se faire avec un bac à traille jusqu'en 1973. Elle fut abandonnée à la suite des travaux d'aménagement du Rhône par la Compagnie nationale du Rhône, le bras vif ayant été détourné vers Villeneuve-lès-Avignon, il n’y eut plus assez de courant pour le faire fonctionner.

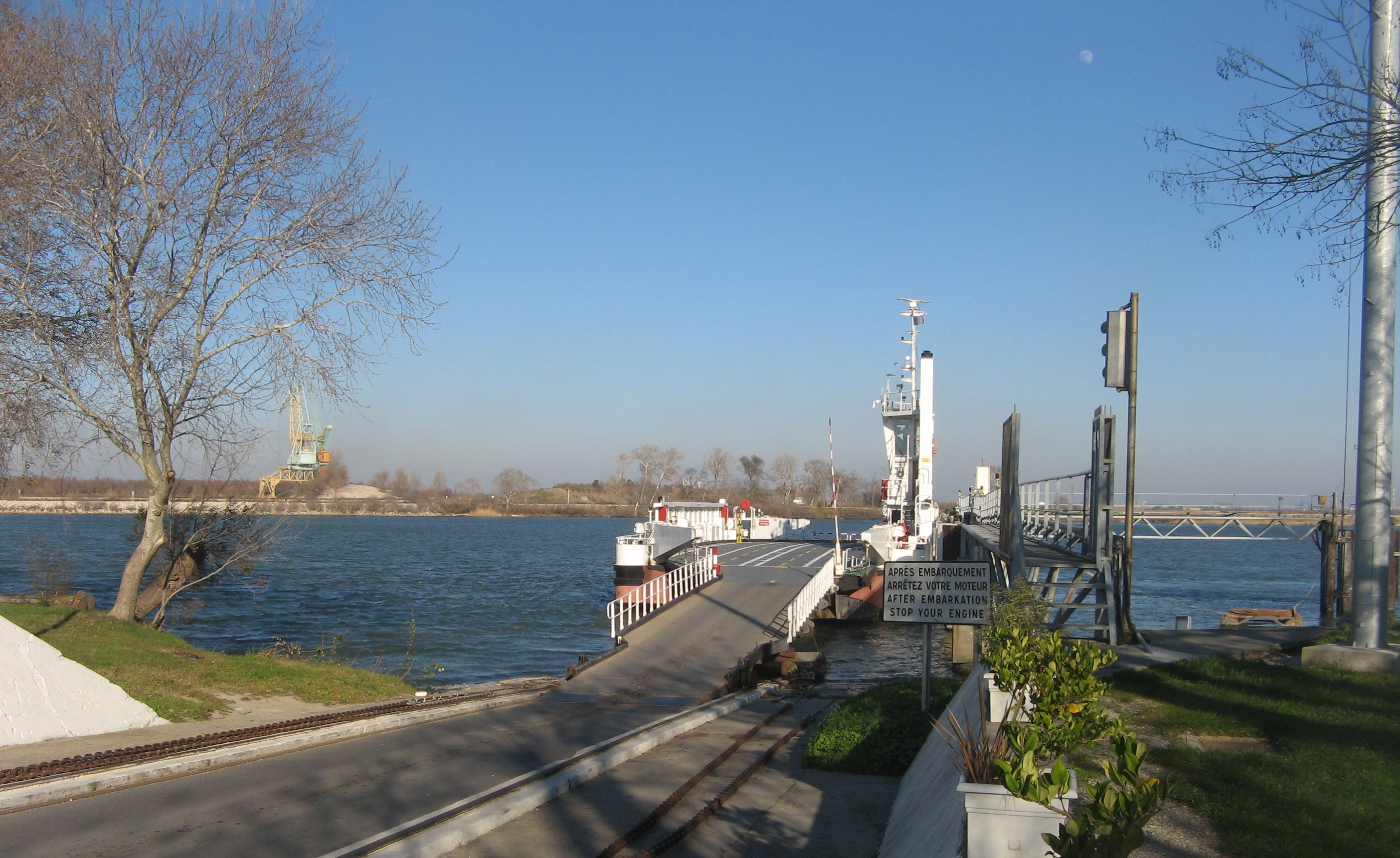
Bac de Barcarin.

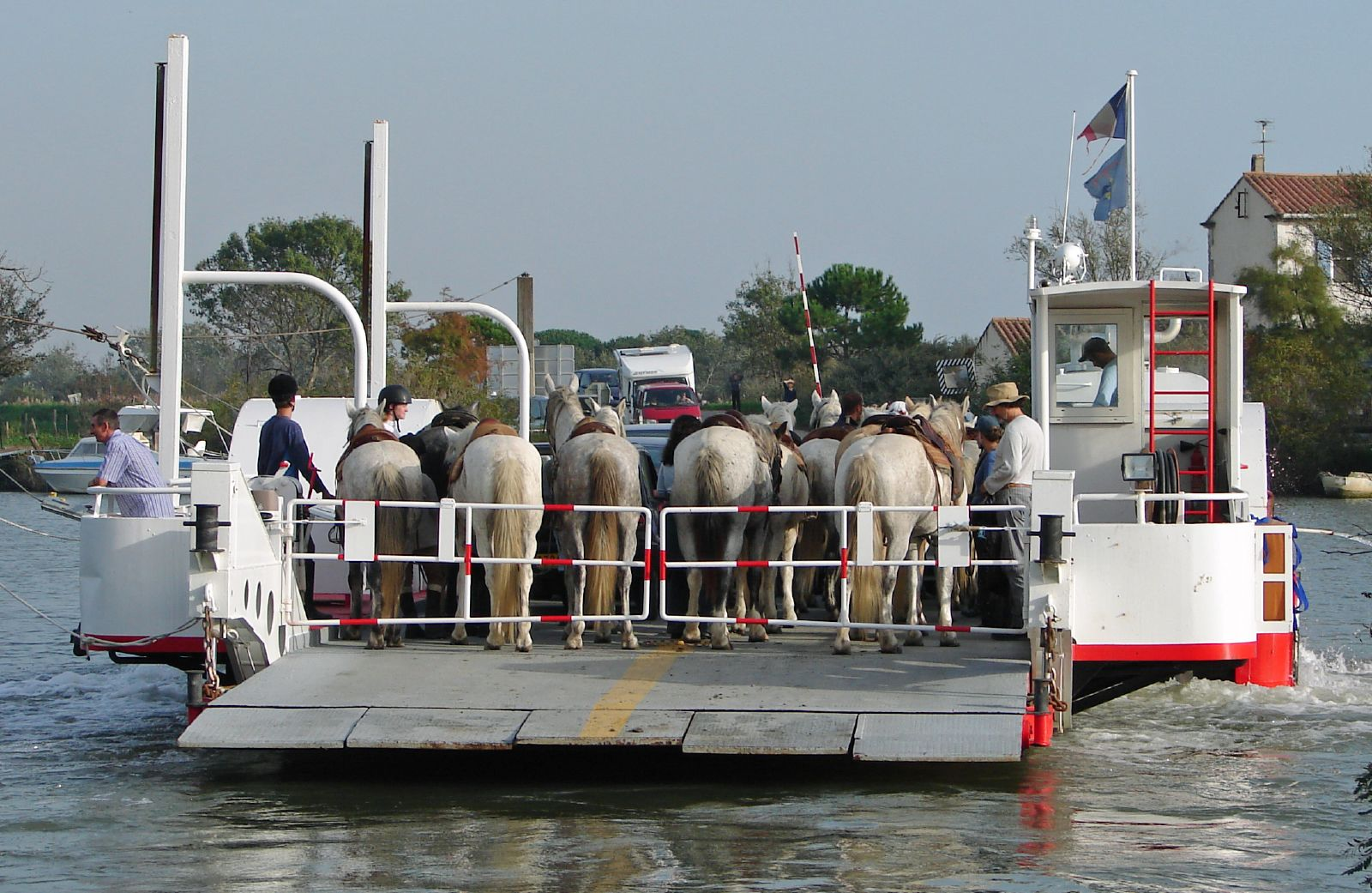
Transport de chevaux par le bac du Sauvage.

Deux passages sur le Rhône par bacs sont toujours en activité en Camargue. Il s'agit du bac de Barcarin et du bac du Sauvage. Le premier franchit le Grand Rhône à Salin-de-Giraud. La traversée de 430 mètres est assurée par deux bacs amphidromes, le Barcarin 3 et le Barcarin 4 (et le projet, souvent évoqué, d'un pont pour remplacer ce bac n'est toujours pas d'actualité). Le second est en service sur le Petit Rhône près des Saintes-Maries-de-la-Mer. Au Sauvage, la traversée de 230 mètres est faite par un bac à traille assisté par des roues à aubes.

##### Ponts de barques

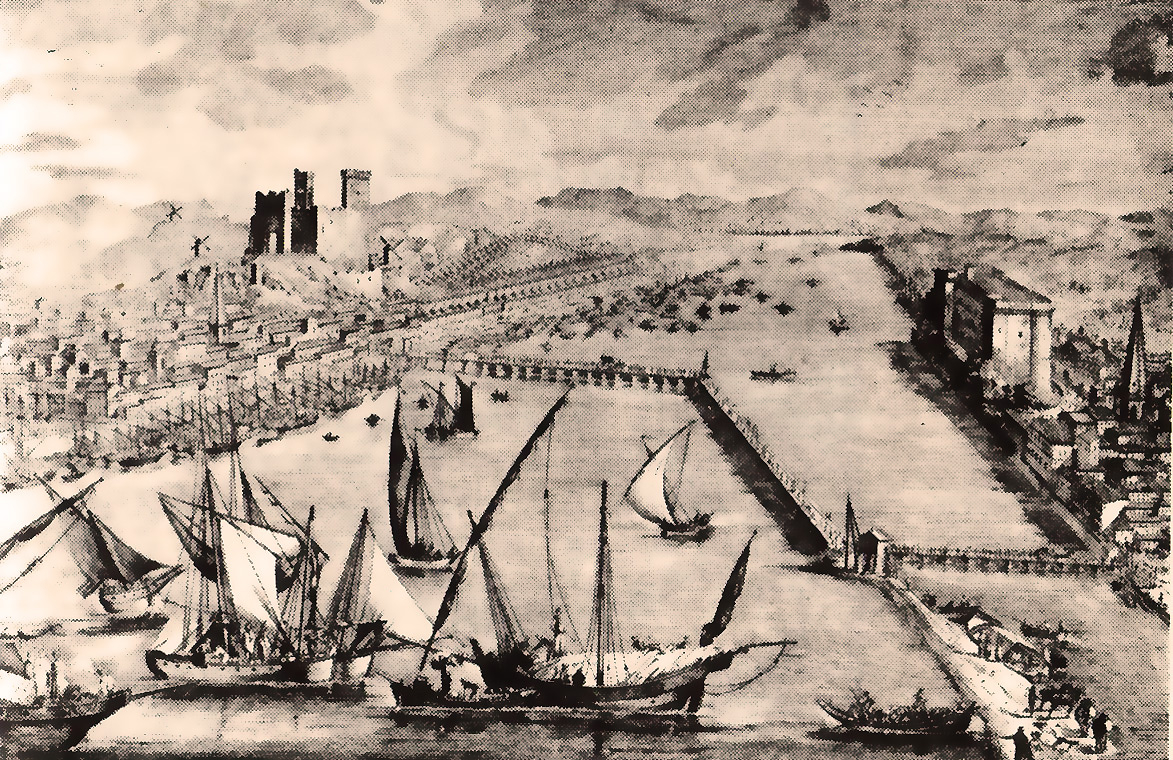
Pont de barques entre Beaucaire et Tarascon au XVIIIe siècle.

Entre Beaucaire et Tarascon, un pont de bois fut mis en service, sans doute, au cours du XIIIe siècle. Lui succéda, en 1674, un pont de barques édifié en forme de baïonnette. Il resta en fonction jusqu'en 1829, date à laquelle il fut remplacé par un pont suspendu, dont la construction avait débuté en décembre 1826.
Le pont de barques fut transporté en amont sur le fleuve, où il servit à faire communiquer Villeneuve-lès-Avignon et l'île de la Barthelasse.

##### Pont de chevalets

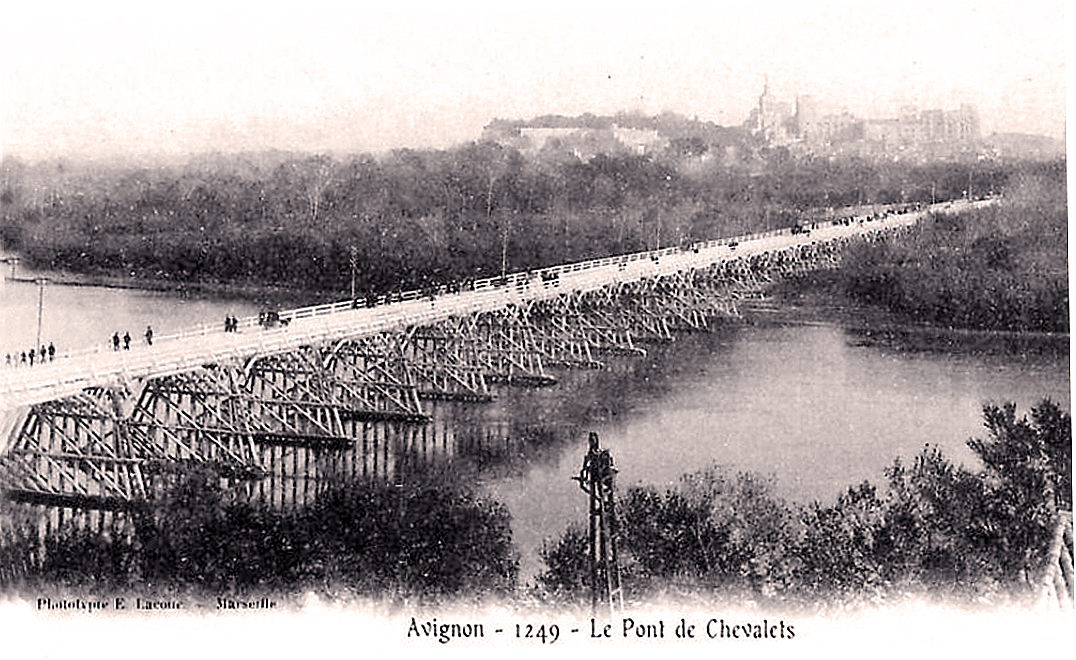
Pont de bois unissant Avignon à Villeneuve-lès-Avignon, au début du XXe siècle.

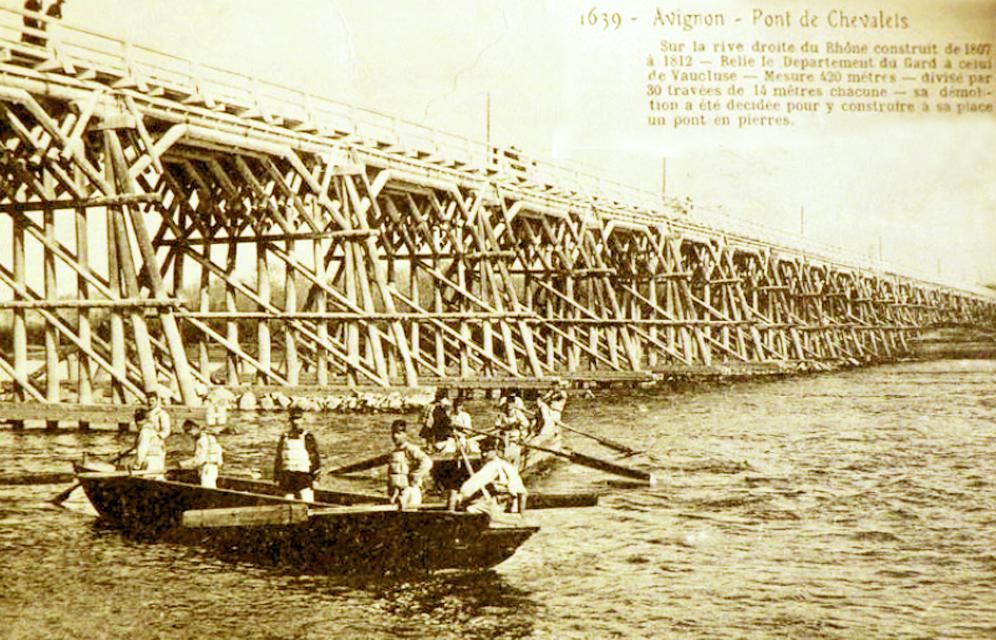
Pontonniers du 7e génie d'Avignon entretenant le pont de chevalets.

Dès 1791, date de la réunion d'Avignon à la France, se posa le problème de la liaison entre les deux rives du Rhône. La solution d'un pont de bois dit à chevalet fut retenue. Les travaux débutèrent en 1806 et furent terminés en 1820.
Cet ouvrage était structuré en plusieurs parties. La première franchissait le petit Rhône d'Avignon jusqu'à l'île de Barthelasse. Ce pont large de 7,40 mètres et long de 224,85 mètres, était subdivisé en quinze travées. Sur l'île fut construite une chaussée de 226 mètres. La troisième partie traversait le grand Rhône. Long de 438,48 mètres, ce pont reposait sur trente travées. L'impétuosité du fleuve le fragilisa rapidement. Plusieurs chevalets furent emportés en 1820 et 1821.
De plus, ces chevalets représentaient des obstacles à la navigation et les mariniers du Rhône souhaitaient la construction d'un pont suspendu. La ville d'Avignon s'y opposa, mais en 1838 le projet fut adopté. Celui-ci fut édifié en 1845 mais uniquement sur la rive gauche. Du côté Gard, le pont de bois resta en service jusque dans les années 1900. Il ne fut remplacé qu'en 1910 par un pont en maçonnerie.

##### Ponts suspendus
En France, la technologie du pont suspendu est connue au travers les réalisations britanniques relatées dans la presse. Une mission d'étude des Ponts et Chaussées est menée en 1821, sans aboutir. Le territoire contient un des fleuves les plus difficilement franchissables à l'époque, le Rhône. Les ponts sont très peu nombreux, quatre, dont un rompu, le pont d'Avignon entre Lyon et le delta. En effet, le fleuve est large, très puissant, et ne connaît pas de baisse notable de son flux puisque recueillant les eaux de la fonte des neiges. Sans saison « sèche », il est donc impossible d'édifier des piles selon la méthode éprouvée.
Une compagnie d'Annonay, dirigée par Marc Seguin, proposa un projet innovant en 1822 pour la construction du pont suspendu de Tournon. Elle se disait capable de remplacer les chaînes utilisées par les Britanniques, par des faisceaux de fils de fer destinés à soutenir le tablier. C'était la naissance du câble. Après plusieurs essais, un refus des Ponts et Chaussées, ce projet fut finalement accepté. À l'innovation des câbles s'ajouta l'utilisation de béton hydraulique pour les fondations, du béton armé (vingt-cinq ans avant que soient déposés les premiers brevets) pour les superstructures, et des structures de renforcement rigidifiaient le tablier en bois. Le pont suspendu venait d'acquérir sa structure moderne.

Plusieurs ponts suspendus de la vallée du Rhône
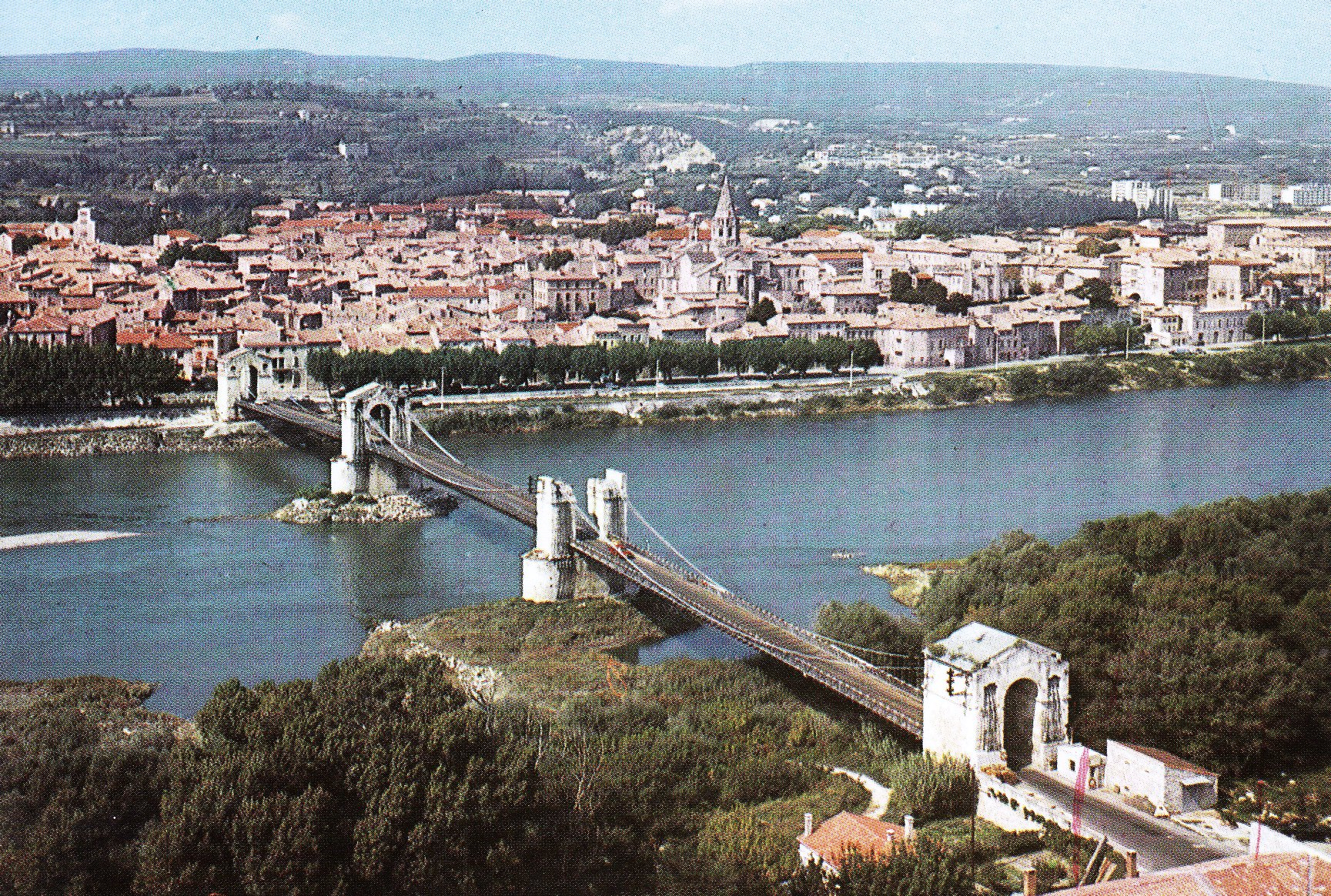
Pont suspendu à Bourg-Saint-Andéol.
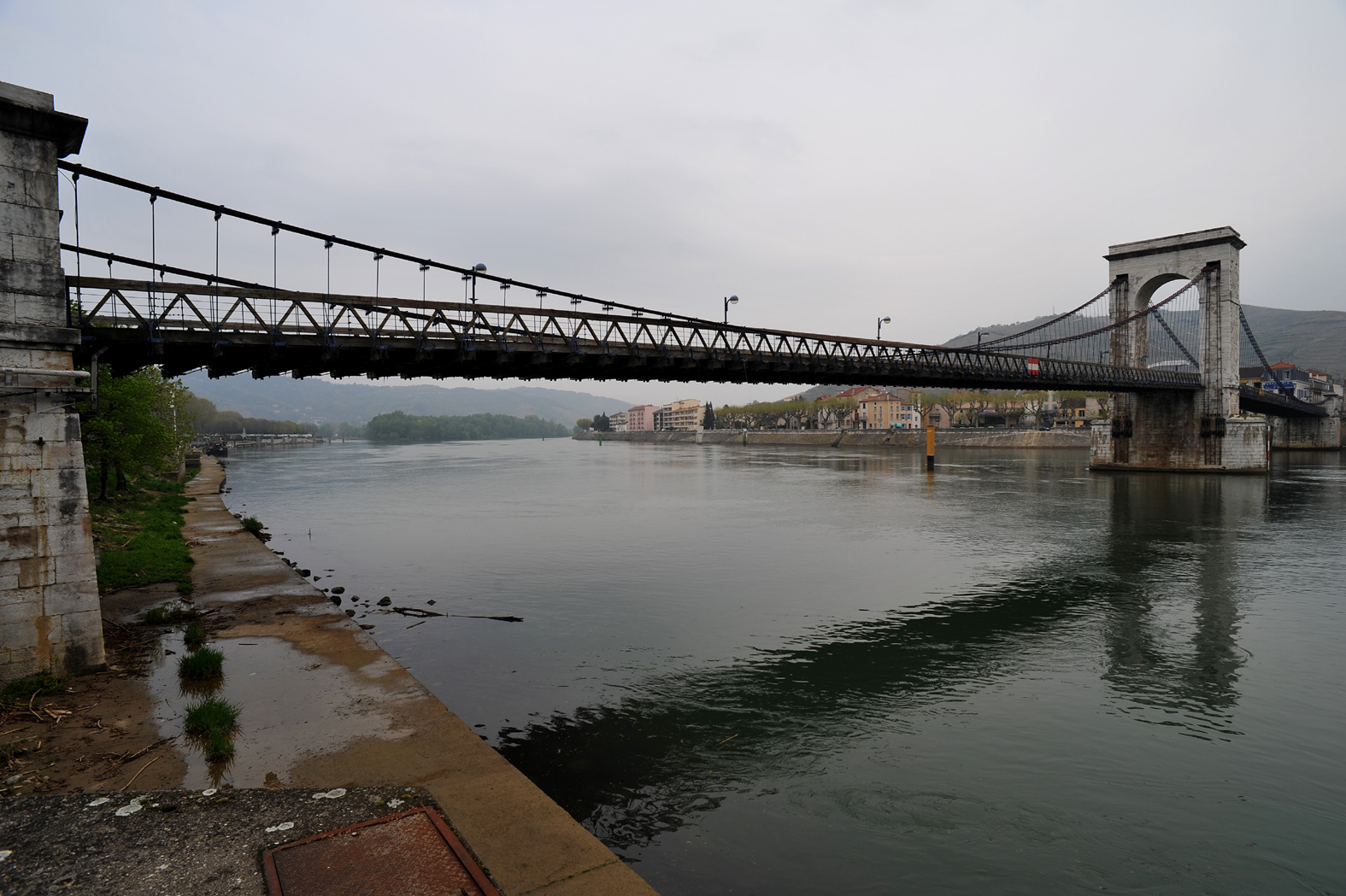
La « Passerelle Seguin » reliant Tournon-sur-Rhône (Ardèche) à Tain-l'Hermitage (Drôme).
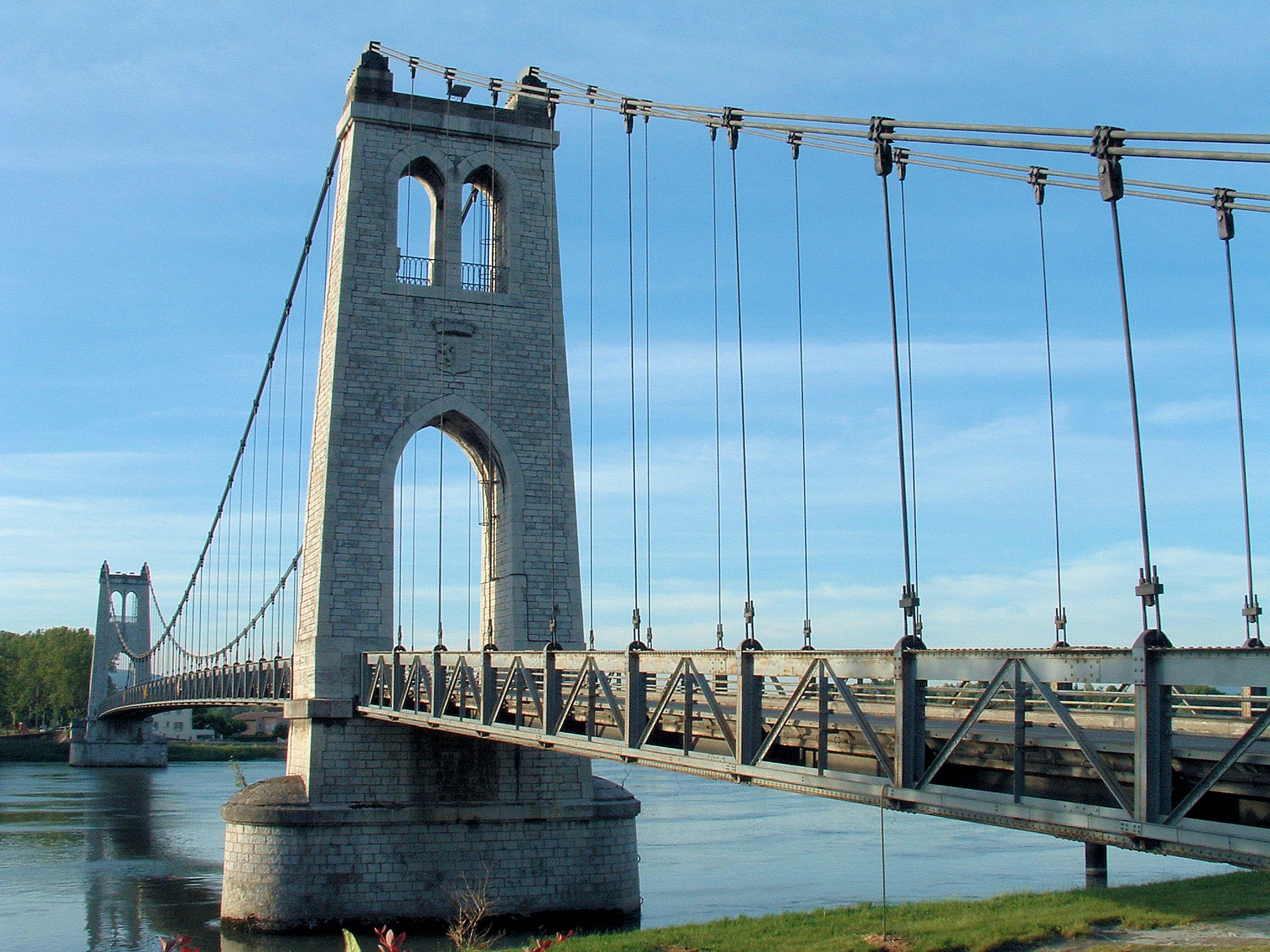
Pont suspendu à La Voulte-sur-Rhône.
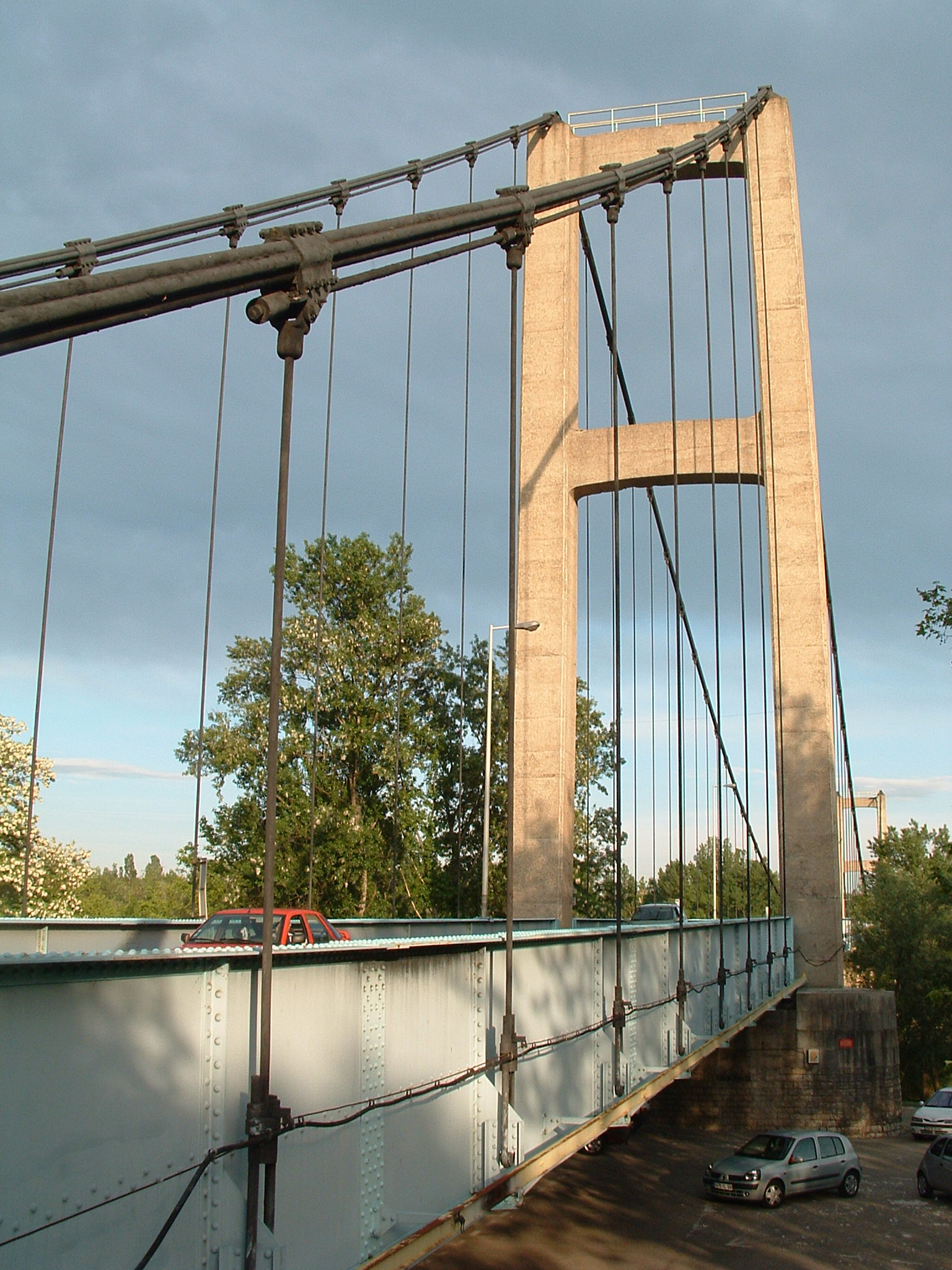
Pont suspendu de Vernaison.

En un siècle et demi, ce furent dix-neuf de ces ouvrages qui relièrent les deux berges du fleuve, dont certains sont toujours en service. Il s'agit du premier pont de Tournon 1825, du pont d'Andance 1827, du pont de Beaucaire 1829, de la passerelle de Vienne 1829, du pont de Fourques 1830, du pont de Bourg-Saint-Andéol 1830, du pont de Valence aux Granges 1830, du pont de Chasse à Givors 1837, du pont suspendu de Seyssel 1838, du pont du Teil 1839, du pont suspendu d'Avignon 1845, de la passerelle du Collège à Lyon 1845, du premier pont suspendu Saint-Clair à Lyon 1846, du pont du Robinet à Donzère 1847, de la passerelle M. Seguin à Tournon 1849, du pont de Rochemaure 1858, du pont suspendu de La Voulte-sur-Rhône 1889, du nouveau pont suspendu de Sablons 1951, et du pont suspendu de Vernaison inauguré le 17 octobre 1959.

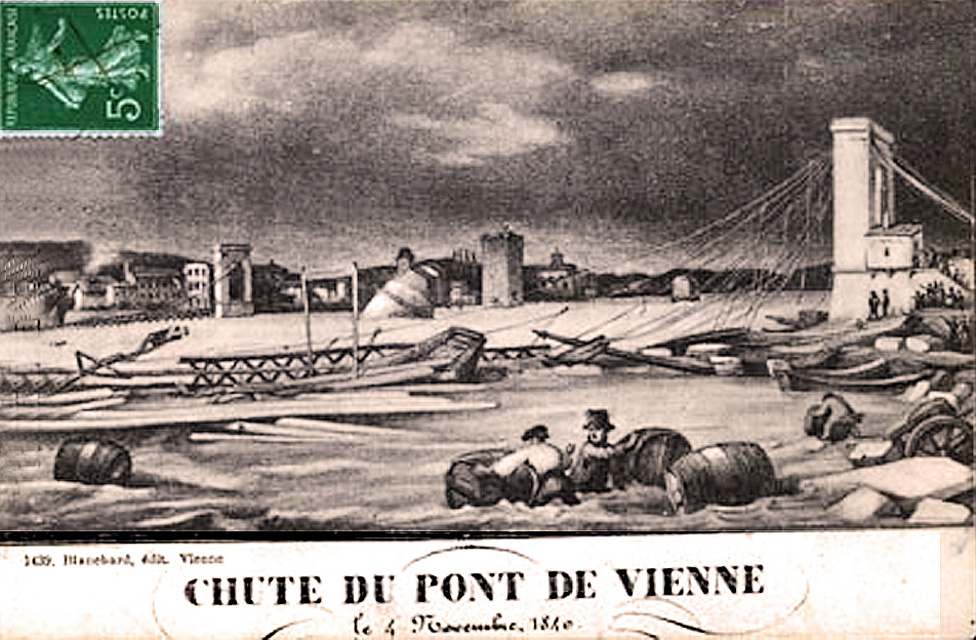
Pont suspendu de Vienne emporté par la crue du 4 novembre 1840.

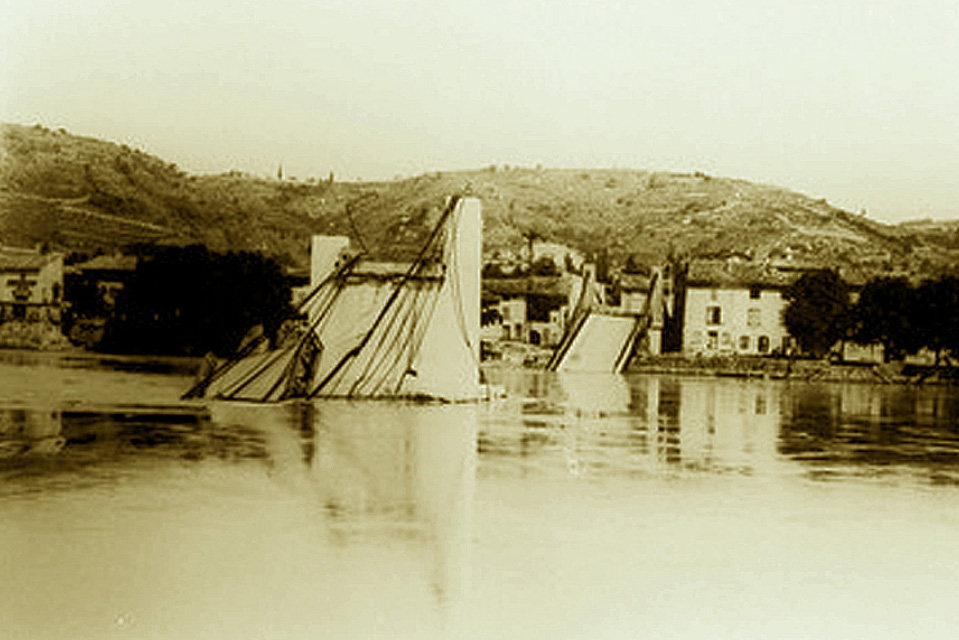
Pont reliant Condrieu aux Roches-de-Condrieu.

Outre les ponts emportés par des crues décennales du Rhône comme celui de Vienne le 4 novembre 1840 ou celui reliant Condrieu aux Roches-de-Condrieu dans les années 1930, et qui fut remis en service le 11 juillet 1937, ce fut la Seconde Guerre mondiale qui leur fut fatale avec 50 ouvrages détruits. Celui de Condrieu fut dynamité le 20 juin 1940, sur ordre des généraux Hartung, gouverneur militaire de Lyon, et René Olry par une équipe du 4e génie. Cet ordre, motivé par aucune raison militaire, se fit en dépit des protestations de Pierre Marchand, maire des Roches-de-Condrieu, qui avait invoqué la demande d'armistice qui fut signé quatre jours plus tard.

#### Autoroute

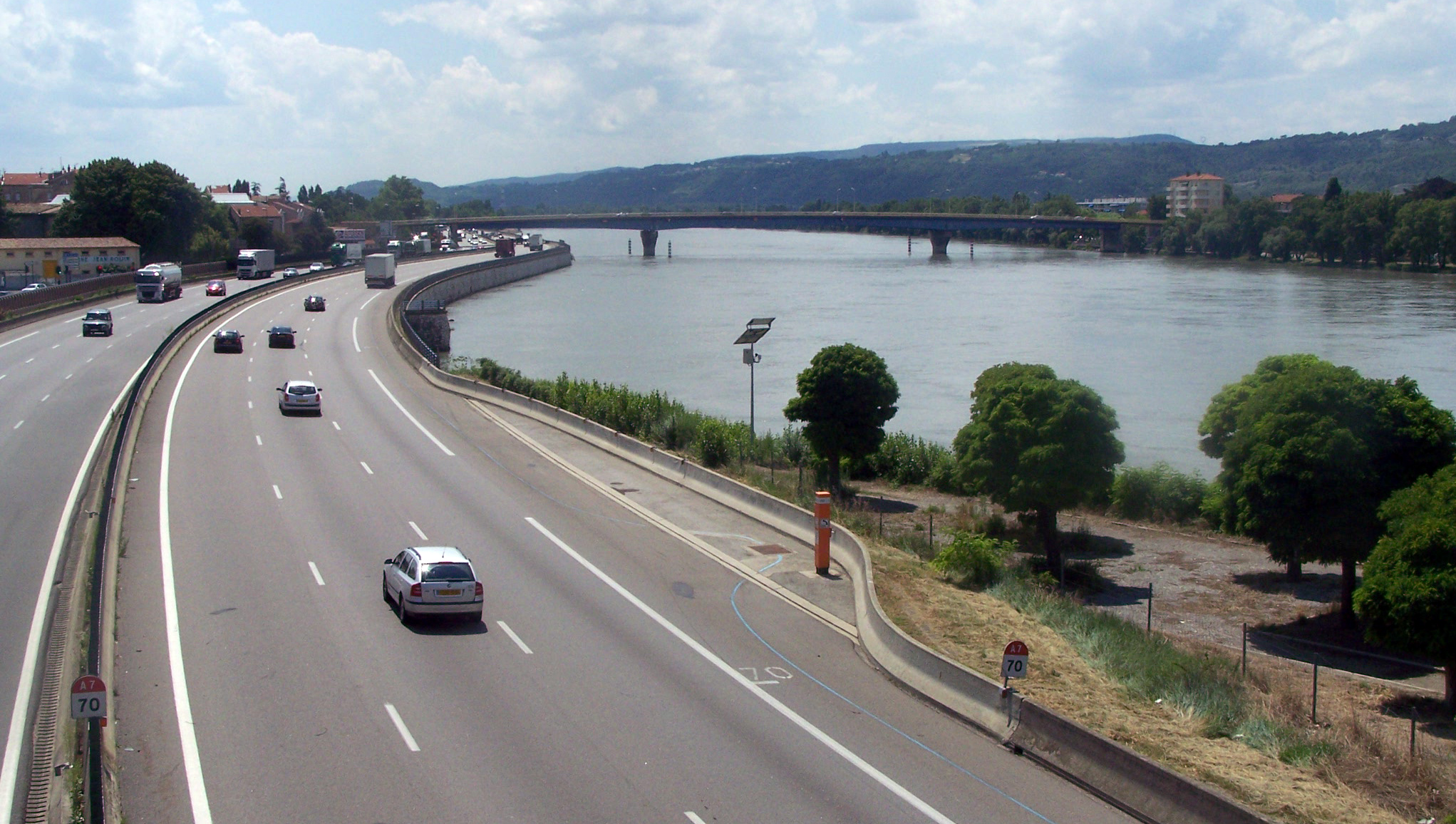
L'A7 à l'entrée nord de Valence en direction du sud.

L’autoroute française A7 (aussi appelée 'autoroute du Soleil') est une autoroute longue de 312 km qui prolonge l'autoroute A6 au niveau de Lyon et qui va jusqu’à Marseille. Elle fait partie des routes européennes E15 (de Lyon à Orange), E80 (de Salon-de-Provence à Coudoux, échangeur A7/A8) et E714 (d’Orange à Marseille). Elle est gérée principalement par la société Autoroutes du Sud de la France (ASF). Radio Trafic FM (107.7 FM) fonctionne sur l'A7 secteur ASF. L'A7 fait partie sur le réseau ASF de la « zone EST ». Cette autoroute est très chargée tout au long de l'année. L'axe de la vallée du Rhône voit transiter un important trafic de poids-lourds entre le Nord de la France, le Benelux, l'Allemagne et le pourtour méditerranéen (Languedoc, Marseille, Espagne et Afrique du Nord). De plus, la circulation est aussi générée par un trafic local desservant tout le chapelet des villes de la vallée du Rhône (Lyon, Vienne, Valence, Orange, Avignon, etc) et les axes latéraux (Saint-Étienne, Grenoble, Aix-en-Provence, etc.).
Pendant les périodes de vacances, le trafic déjà chargé, devient très rapidement saturé, notamment en direction du Sud en début de congés, vers le nord en fin de congés. Le dernier week-end de juillet et le premier week-end d'août sont particulièrement chargés dans les deux sens - les embouteillages pouvant parfois s'étendre sur des centaines de kilomètres - lors de ce qu'on nomme le chassé-croisé entre les juillettistes qui terminent leurs vacances et ceux dits aoûtiens qui les commencent.
Depuis 2004, année d'expérimentation sur le tronçon le plus chargé (Vienne-Orange), une régulation dynamique des vitesses a été mise en place : les jours de fort trafic, la vitesse maximale autorisée est ramenée à 110 voir 90 km/h sur certains tronçons, afin, en uniformisant les vitesses des véhicules, de fluidifier la circulation.

#### Voies Routières

##### RN 7

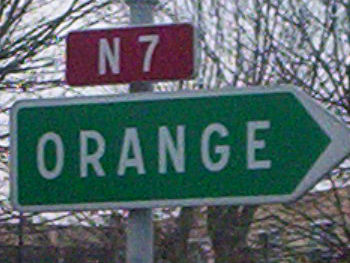
RN7 à Orange.

La route nationale 7, ou RN 7, ou encore N 7, parfois également appelée la « route Bleue » ou encore la « route des vacances » (bien que le trajet diffère entre Roanne et Valence), était la plus longue des routes nationales de France avec 996 km. Avant son déclassement partiel, elle reliait Paris à Menton via l'ouest de la Bourgogne, le nord de l'Auvergne, la vallée du Rhône, le massif de l'Esterel et la Côte d'Azur.
La RN 7 franchit le Rhône au niveau de la gare de Lyon-Perrache et se dirige vers Vienne. Elle suit la rive gauche du Rhône et passe par Valence, Montélimar, Orange et Avignon. Du fait de la présence de l'autoroute A7, la nationale ne comporte pratiquement pas de secteur à 2×2 voies et de contournement d'agglomération au sud de Lyon. À Valence se situe une récente et substantielle modification de tracé. Alors que l'itinéraire de la route était plus ou moins coincé entre le Rhône, l'autoroute et la ville, l'ouverture d'une section de rocade à 2×2 voies au nord de la ville (entre la RN 532 et la RN 7) a permis d'intégrer à la route l'intégralité de cette rocade. Au troisième trimestre 2007, ont commencé les travaux pour la déviation de la nationale 7 à l'ouest d'Orange. Elle a été ouverte en 2009 et la route est une 2×2 voies. À partir d’Avignon, le paysage change : on abandonne la vallée du Rhône pour se diriger vers Aix-en-Provence.

##### RN 86

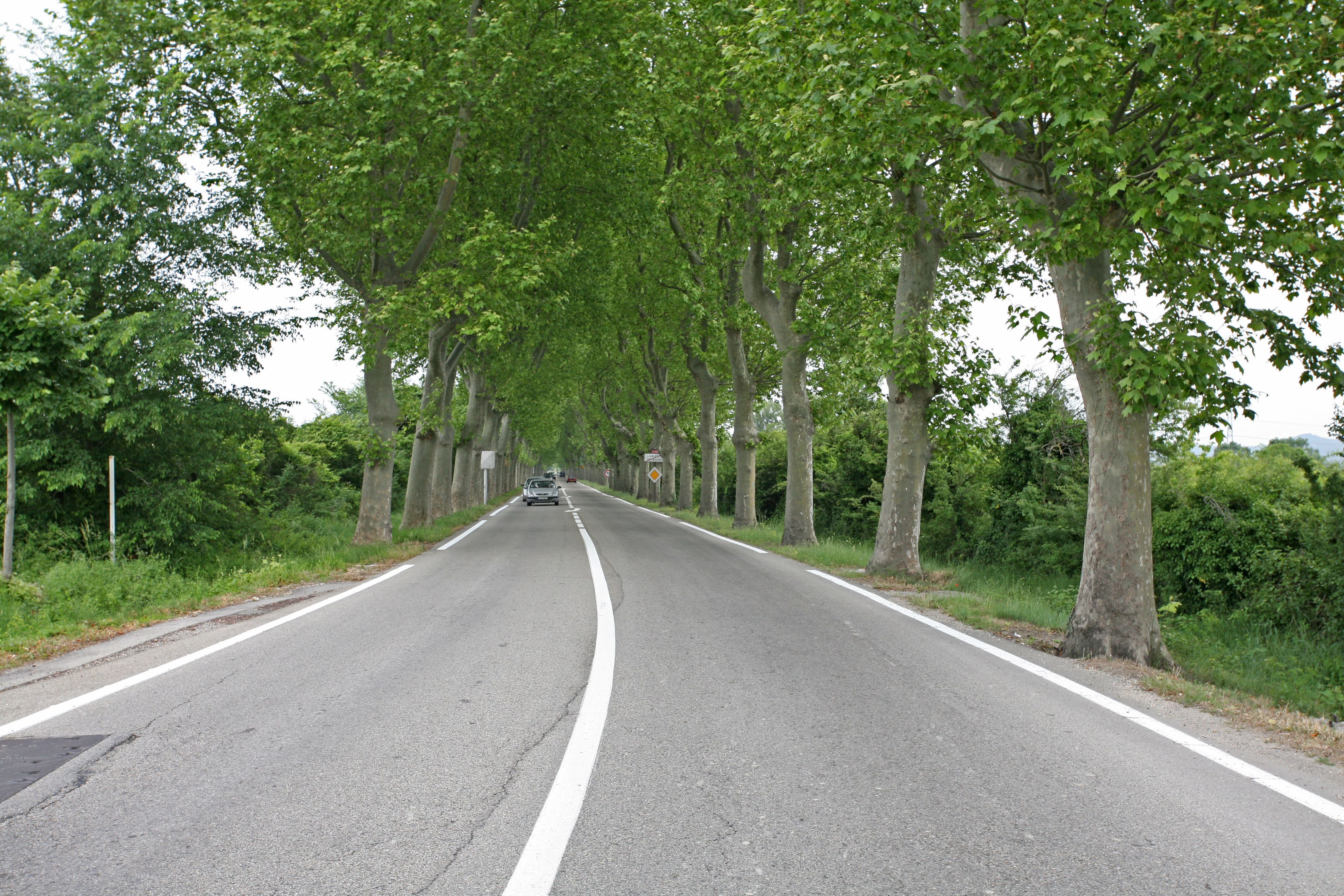
La RN 86 à la sortie de Lamotte-du-Rhône.

La route nationale 86, ou RN 86, était une route nationale reliant Lyon à Nîmes. Elle est transférée en quasi-intégralité aux départements par la réforme de 2005. La RN 86 change de nom à Condrieu, à Tupin et à Ampuis, elle se nomme dorénavant RD 386. La même chose intervient dans le département du Gard où elle s'appelle désormais la RD 6086 (entre Nîmes et Bagnols-sur-Cèze seulement). Dans le département de l'Ardèche, elle a été renumérotée RD 86, et dans le département de la Loire, elle porte le numéro de RD 1086. La seule section subsistante est la section de Pont-Saint-Esprit à Bagnols-sur-Cèze. D'ailleurs, elle reprend le tracé de la RD 994 de Pont-Saint-Esprit à Bollène pour se raccorder sur la RN 7 puis sur l'A7. Elle assure la desserte de l'ensemble de la vallée du Rhône en traversant l'Ardèche ; la desserte du département du Gard se fait en revanche à l'écart de cet axe fluvial, au milieu de la garrigue et des contrées viticoles. Elle constitue une alternative à la route nationale 7 souvent encombrée en été, qui dessert la Drôme.

#### Voies ferroviaires
Le sillon rhodanen est historiquement desservi par deux lignes ferroviaires :
- La ligne de Paris-Lyon à Marseille-Saint-Charles en rive gauche, dite ligne du PLM, ouverte au trafic voyageurs et desservant Vienne, Valence, Montélimar, Orange et Avignon,
- La Ligne de Givors-Canal à Grezan en rive droite, fermée au trafic voyageurs depuis 1973, densément utilisée pour le trafic marchandises.

Ligne du Paris-Lyon-Marseille.

Depuis 2001, la LGV Méditerranée, ligne nouvelle 5 (LN5), ligne à grande vitesse de 250 km, prolonge la LGV Rhône-Alpes de Saint-Marcel-lès-Valence à Marseille. Elle relie Lyon et le nord de la France aux régions Provence-Alpes-Côte d'Azur (PACA) et Languedoc-Roussillon. En mettant Marseille à trois heures de Paris (pour une distance de 750 km) et Nîmes à deux heures cinquante-deux minutes, la mise en service de cette ligne a inversé les parts de marché respectives de l'avion et du train, ce dernier assurant désormais les deux tiers des déplacements.

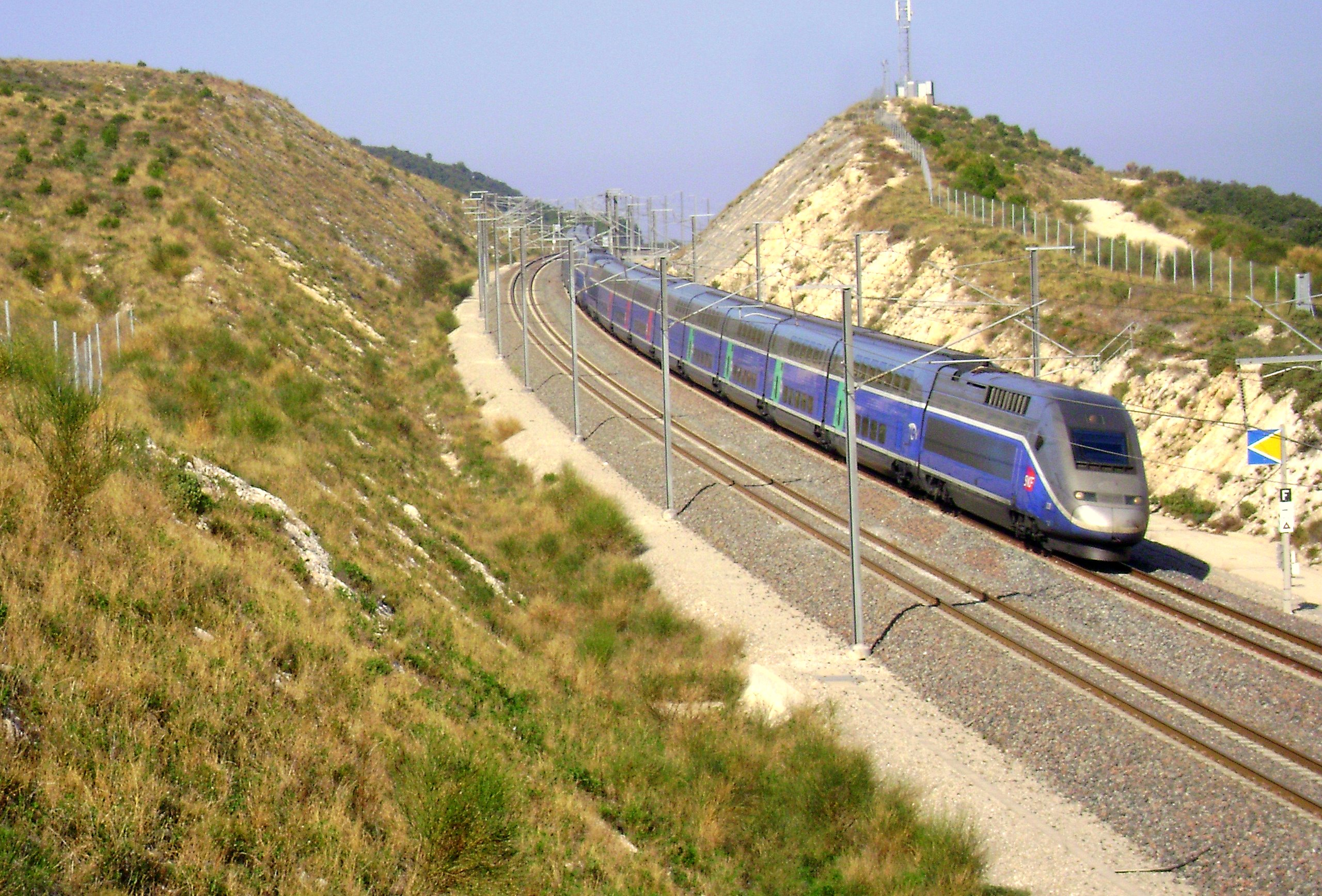
Une rame TGV Duplex, à proximité d'Avignon.

La LGV Méditerranée a été conçue pour une vitesse nominale (potentielle) de 350 km/h. Cette vitesse est permise, entre autres, par l'entraxe des voies qui atteint 4,50 m au lieu de 4,20 m sur les LGV Sud-Est et Atlantique. Elle est exploitée en service commercial depuis 2001 par des TGV à la vitesse maximum de 300 km/h. Toutefois, dans le cadre de la mise au point du TGV Est, une zone est autorisée à 320 km/h comme base d'essais entre Avignon et Aix-en-Provence TGV, sur 41 km en sens impair voie 1, et 33 km en sens pair, voie 2.
Les LGV Sud-Est et Rhône-Alpes permettent de relier Paris à Valence TGV en 2 h 10. L'emprunt de la Ligne de Paris-Lyon à Marseille-Saint-Charles au sud de Valence TGV permet d'assurer des relations de Paris à Valence-Ville en 2 h 30, Montélimar en 2 h 50, Orange en 3 h 15 et Avignon-Centre en 3 h 30.
En empruntant la LGV Méditerranée, les TGV permettent de relier Paris à Avignon TGV en 2 h 40, Aix-en-Provence TGV en 2 h 45 et Marseille en 3 h 0. Le parcours Avignon TGV - Aix TGV nécessite 20 min, et 30 min d'Avignon TGV à Marseille.
La LGV Méditerranée comporte trois gares nouvelles :
- Valence TGV, à Alixan (16 km de la gare centrale par la route). Cette gare unique dans son genre, car possédant deux niveaux : en bas les TGV, en haut les TER. Elle permet une correspondance assez rapide par TER vers Romans-Bourg-de-Péage et Grenoble, mais aussi vers Gap via Valence-Ville, la ligne TER Lyon/Marseille et Die.
- Avignon TGV, au sud d'Avignon (5 km de la gare centrale). Des navettes par car relient la gare au centre-ville.
- Aix-en-Provence TGV près du réservoir du Réaltor, à 15 km d'Aix-en-Provence sur la route de Marignane. Cette gare accueille plus de voyageurs qu'attendu et dessert le nord de l'agglomération marseillaise.

#### Voies aériennes: aéroports et aérodromes

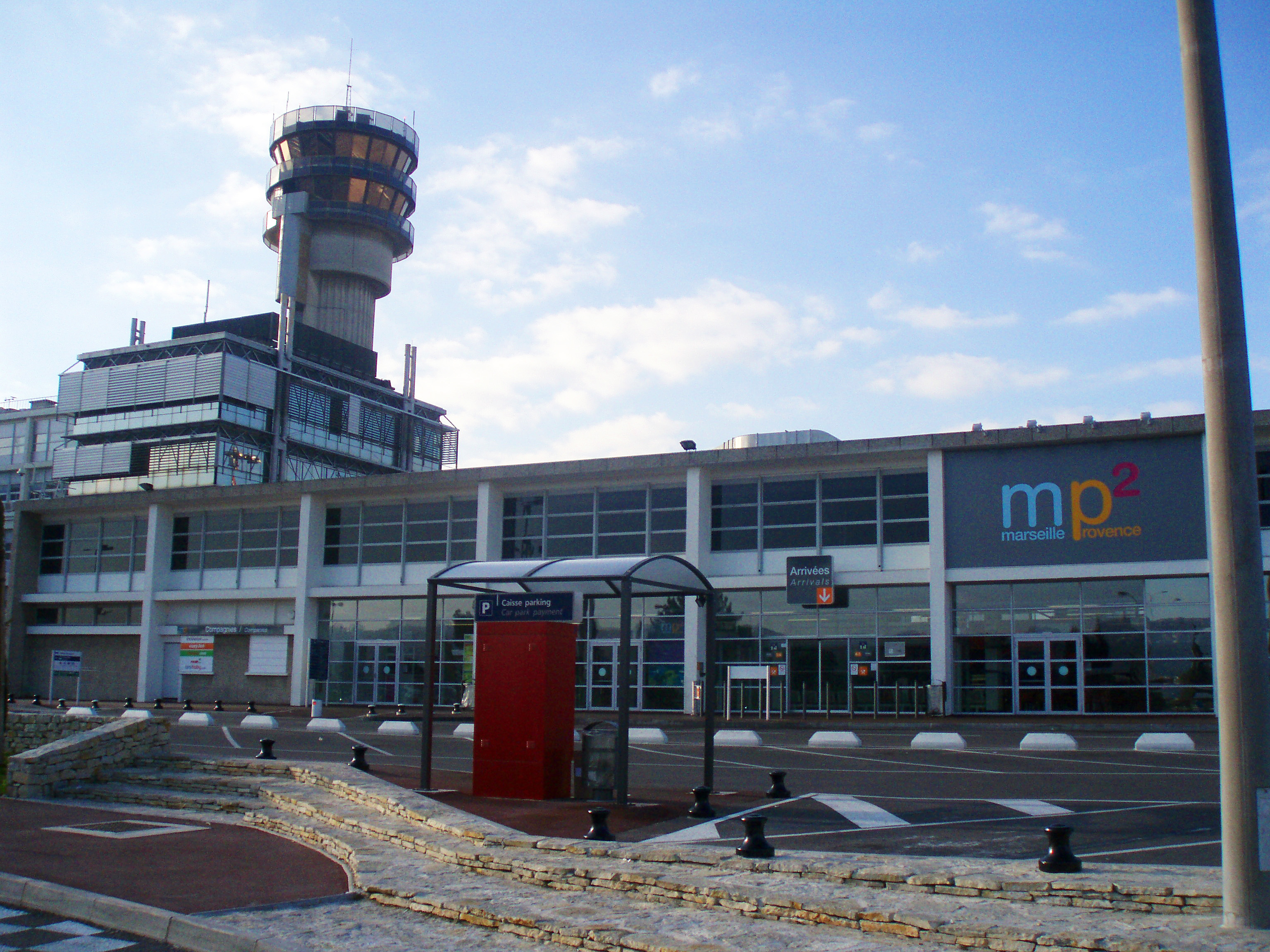
Aéroport de Marseille Provence.

La vallée du Rhône compte 48 aéroports, aérodromes, héliports ou altiports. (Source : Service de l'information aéronautique - Air Information Publication France partie AD 1 et 3),.
On y trouve tous types d'activité et de catégories d'aérodromes.
Des aéroports internationaux à trafic long-courriers intercontinentaux: Aéroport Lyon-Saint-Exupéry et Aéroport de Marseille Provence.
Des aéroports internationaux à trafic européen et moyens-courriers : Aéroport International de Grenoble-Isère, Aéroport de Valence-Chabeuil, Aéroport d'Avignon-Provence et Aéroport de Nîmes - Garons.
Des aérodromes à trafic commercial national ou privé national et international : Aéroport de Lyon-Bron, Aéroport de Saint-Étienne - Bouthéon, Aérodrome d'Aubenas Ardèche méridionale, Aéroport d'Aix Les Milles, Héliport d'Aubagne - Agora.
On trouve également des aérodromes militaires : Aéroport d'Istres - Le Tubé, Base aérienne de Salon-de-Provence, Base aérienne d'Orange Caritat et Base Aérienne de Saint-Christol.
On dénombre aussi beaucoup de terrains ouvert à la CAP ou à usage restreint pour la pratique de toutes les activités aériennes comme le parachutisme, l'aéromodélisme, les vols d'école avions, planeurs et hélicoptères, les vols de voyages, la voltige. Les aérodromes ouverts à la CAP : Aérodrome de Lyon - Corbas, Aérodrome de Villefranche - Tarare, Aérodrome de Feurs - Chambéon, Aérodrome de Saint-Chamond - L'Horme, Aérodrome de Langogne - Lespéron, Aérodrome de Grenoble - Le Versoud, Aérodrome de Morestel, Aérodrome de Romans - Saint-Paul, Aérodrome de Pierrelatte, Aérodrome de Saint-Rambert-d'Albon, Aérodrome de Vienne Reventin, Aéroport de Montélimar - Ancône, Aérodrome d'Alès Cévennes, Aérodrome de Nîmes Courbessac, Aérodrome de Salon - Eyguières, Aérodrome de Carpentras, Aérodrome de Pont-Saint-Esprit, Aérodrome de Valréas - Visan. Les aérodromes à usage restreint: Aérodrome de Belleville - Villié-Morgon, Aérodrome de Lyon - Brindas, Saint-Galmier, Aérodrome de La Tour-du-Pin - Cessieu, Altiport de l'Alpe d'Huez, Aérodrome de Saint-Jean-d'Avelanne, Aérodrome de Ruoms, Aérodrome d'Aubenasson, Altiport de La Motte-Chalancon, Aérodrome de Saint-Jean-en-Royans, Aérodrome d'Avignon - Pujaut, Aérodrome de La Grand'Combe, Aérodrome d'Uzès, Aérodrome de Berre - La Fare et Aérodrome du Mazet de Romanin.

### Climat
La vallée du Rhône est globalement sujet à un ensoleillement important de par la présence d'un vent violent de secteur nord qui dégage le ciel et assèche l'air de la vallée. Ce vent est nommé Mistral. Le climat peut se classer dans le climat méditerranéen dans l'ensemble de la vallée, mais avec des influences plus continentales vers le nord.

#### Lyon
Le climat de Lyon est de type semi-continental avec des influences méditerranéennes : les étés sont chauds et ensoleillés et les hivers rigoureux, la sensation de froid est renforcée par la bise. À Bron, la température moyenne annuelle a été, entre 1920 et 2008, de 11,7 °C avec un minimum de 2,8 °C en janvier et un maximum de 21 °C en juillet. La température minimale y a été de −24,6 °C le 22 décembre 1938 et la plus élevée de 40,4 °C le 13 août 2003. Le 19 août 2009, la température enregistrée à Lyon Bron est 39,2 °C. La ville fut ce jour-là parmi les 5 villes les plus chaudes d'Europe.
L'ensoleillement y est de 2 006 heures par an en moyenne, soit environ 164 jours par an.
| Mois                              | jan. | fév.  | mars  | avril | mai  | juin | jui. | août | sep. | oct. | nov. | déc.  | année |
| --------------------------------- | ---- | ----- | ----- | ----- | ---- | ---- | ---- | ---- | ---- | ---- | ---- | ----- | ----- |
| Température minimale moyenne (°C) | −0,4 | 0,5   | 3,1   | 5,7   | 9,6  | 13   | 15,2 | 14,7 | 11,8 | 8    | 3,5  | 0,6   | 7,1   |
| Température moyenne (°C)          | 2,8  | 4,3   | 7,8   | 10,8  | 14,9 | 18,5 | 21   | 20,4 | 17,2 | 12,4 | 6,9  | 3,4   | 11,7  |
| Température maximale moyenne (°C) | 5,9  | 8     | 12,5  | 15,8  | 20,2 | 24   | 26,8 | 26,1 | 22,4 | 16,8 | 10,3 | 6,2   | 16,3  |
| Record de froid (°C)              | −23  | −22,5 | −10,5 | −4,4  | −3,8 | 2,3  | 6,1  | 4,6  | 0,2  | −4,5 | −9,4 | −24,6 | −24,6 |
| Record de chaleur (°C)            | 17,7 | 21,9  | 25,7  | 30,1  | 34,2 | 38,2 | 39,8 | 40,4 | 35,8 | 28,4 | 23   | 20,2  | 40,4  |
| Précipitations (mm)               | 51,9 | 47,1  | 56,4  | 64,8  | 81,3 | 78,4 | 63,4 | 83,1 | 86,4 | 84,4 | 80,3 | 56,6  | 834,9 |

#### Vienne
Vienne est une ville largement ouverte du nord au sud, elle connaît le phénomène du mistral, vent du nord accéléré par effet de tuyère et de couloir entre le Massif central et les Alpes. C'est aussi une zone d'affrontement privilégiée où se trouvent canalisés l'air méditerranéen, doux et humide et l'air plus froid qui vient du nord. Ce conflit donne parfois lieu à des précipitations particulièrement intenses, orages en été et en automne, neige en hiver.
| Mois                              | jan. | fév. | mars | avril | mai  | juin | jui. | août | sep. | oct. | nov. | déc. | année |
| --------------------------------- | ---- | ---- | ---- | ----- | ---- | ---- | ---- | ---- | ---- | ---- | ---- | ---- | ----- |
| Température minimale moyenne (°C) | −2,2 | 1,2  | 4    | 9,8   | 12,8 | 13,2 | 15,2 | 15,6 | 13,8 | 7,9  | 5,6  | 2,2  | 8,3   |
| Température moyenne (°C)          | 3,6  | 5,6  | 9,2  | 15,1  | 18,4 | 19,1 | 19,2 | 22   | 19,1 | 13,5 | 9,4  | 5,9  | 13,3  |
| Température maximale moyenne (°C) | 9,5  | 9,5  | 15,2 | 20,7  | 24,4 | 27   | 26,4 | 26,7 | 24,4 | 20,5 | 14,5 | 10,7 | 23,6  |
| Précipitations (mm)               | 35,5 | 43,8 | 44,5 | 1,8   | 23,1 | 75,1 | 60,1 | 65,8 | 42,2 | 67,6 | 73   | 96,4 | 738,9 |

#### Tournon-sur-Rhône
Tournon-sur-Rhône bénéficie d'un climat tempéré dont la principale caractéristique est un vent quasi permanent qui souffle et assèche l'air le long du couloir rhodanien. Baptisé Mistral lorsqu'il vient du nord, il apporte beau temps et fraîcheur en été, mais une impression de froid glacial en hiver. Lorsqu'il provient du sud, il annonce généralement l'arrivée de perturbations orageuses. Il s'appelle alors le vent du midi ou le vent des fous car, pour certaines personnes, il rend l'atmosphère pénible à supporter, surtout en été.
À partir de cette latitude, l'influence du climat méditerranéen se fait légèrement sentir. L'ensoleillement annuel est élevé (environ 2 300 heures à Valence (estimation de Météo-France). Les étés y sont chauds et secs. La température moyenne du mois de juillet est de 22 °C (Montélimar 23 °C). Les hivers froids sans excès s'inscrivent plutôt dans un climat de type semi-continental dégradé. La température moyenne du mois le plus froid (janvier) est ainsi de 3,5 °C.
La pluviométrie annuelle est modérée : environ 830 mm. Les pluies sont particulièrement importantes à la fin de l'été (particulièrement en septembre à cause de l'effet cévenol ou orage cévenol qui déverse des trombes d'eau).
| Mois                              | jan. | fév. | mars | avril | mai  | juin | jui. | août | sep. | oct.  | nov. | déc. | année |
| --------------------------------- | ---- | ---- | ---- | ----- | ---- | ---- | ---- | ---- | ---- | ----- | ---- | ---- | ----- |
| Température minimale moyenne (°C) | −1   | 0    | 2    | 4     | 9    | 13   | 16   | 16   | 12   | 8     | 3    | 1    | 8,4   |
| Température moyenne (°C)          | 3,5  | 4    | 7    | 8,5   | 14,5 | 17,5 | 22   | 22   | 17,5 | 12,5  | 6,5  | 3,5  | 13,1  |
| Température maximale moyenne (°C) | 6    | 8    | 12   | 15    | 20   | 24   | 28   | 28   | 23   | 17    | 10   | 6    | 17,9  |
| Précipitations (mm)               | 42,7 | 34,7 | 39,5 | 61,8  | 63,9 | 55,4 | 42,3 | 43,6 | 90,9 | 108,6 | 93,2 | 53,5 | 531,5 |

#### Avignon
Avignon, ville située dans la zone d’influence du climat méditerranéen, est soumise à un rythme à quatre temps : deux saisons sèches, dont une brève en fin d'hiver, une très longue et accentuée en été ; deux saisons pluvieuses, en automne, avec des pluies abondantes sinon torrentielles, et au printemps. Les étés sont chauds et secs, liés à la remontée des anticyclones subtropicaux, entrecoupés d’épisodes orageux parfois violents. Les hivers sont doux. Les précipitations sont peu fréquentes et la neige rare.
Selon Météo-France, le nombre par an de jours de pluies supérieures à 2,5 litres par mètre carré est de 45 et la quantité d'eau, pluie et neige confondues, est de 660 litres par mètre carré. Les températures moyennes oscillent entre 0 et 30 °C selon la saison. Le record de température depuis l'existence de la station de l'INRA est de 40,5 °C lors de la canicule européenne de 2003 le 5 août (et 39,8 °C le 18 août 2009) et −12,8 °C le 5 janvier 1985. Les relevés météorologiques ont lieu à l'Agroparc d'Avignon.
| Mois                              | jan. | fév. | mars | avril | mai  | juin | jui. | août | sep. | oct. | nov. | déc. | année |
| --------------------------------- | ---- | ---- | ---- | ----- | ---- | ---- | ---- | ---- | ---- | ---- | ---- | ---- | ----- |
| Température minimale moyenne (°C) | 2    | 3    | 6    | 8     | 12   | 15   | 18   | 18   | 14   | 11   | 6    | 3    | 9,6   |
| Température moyenne (°C)          | 6    | 7,5  | 11   | 13    | 17,5 | 21   | 24   | 24   | 19,5 | 15,5 | 8,5  | 7,5  | 14,7  |
| Température maximale moyenne (°C) | 10   | 12   | 16   | 18    | 23   | 26   | 29   | 29   | 25   | 20   | 13   | 10   | 19,75 |
| Précipitations (mm)               | 36,5 | 23,3 | 24,9 | 47,5  | 45,6 | 25,4 | 20,9 | 29,1 | 65,8 | 59,6 | 52,8 | 34   | 465,4 |

#### Arles
Arles est soumise au climat méditerranéen avec une longue période estivale, chaude et sèche, des hivers doux, un ensoleillement important et des précipitations irrégulières. Son climat comporte des particularités liées à la situation géographique de la ville au sud du couloir rhodanien entre Cévennes et Alpes du Sud. Ainsi les automnes, et dans une moindre mesure les périodes avril-début mai, sont arrosés avec des précipitations brèves, mais importantes et les hivers parfois rigoureux à cause du mistral, vent violent et froid qui donne aux paysages arlésiens leur luminosité exceptionnelle.
Les pluies méditerranéennes sont liées à des dépressions qui se forment sur le golfe de Gênes ou au large des Baléares. Des vents d’est à sud-est chauds, chargés d’eau puisque traversant la Méditerranée, rencontrent l’obstacle des Cévennes, ou moins souvent, des Alpes, s’élèvent au contact de l’air froid d’altitude en cumulo-nimbus parfois énormes et éclatent en orages brutaux. La localisation des pluies varie selon l’implantation respective de l’anticyclone et de la dépression et leur intensité dépend du volume de nuages créé par l’humidité des vents et bien sûr des différences de températures. Ces orages se produisent généralement en automne et peuvent provoquer des précipitations de 200 mm par jour et parfois plus. De durée de quelques heures, ils sont en souvent violents, comme ces jeudis 4 et 11 septembre 2008 où l’on a relevé plus de 50 mm en moins d’une heure ! La pluviométrie mensuelle présente également une grande variabilité. Toutefois, la hauteur annuelle des précipitations n’est que de 524 mm, une des plus faibles de France et le nombre de jours de pluie (+ 1 mm/jour) d’environ 60 jours par an. Mais cette moyenne cache une variabilité annuelle des pluies très importante : ainsi les chiffres vont de 344 mm en 1945 à 1 063 mm en 1960, soit des variations de plus de 200 %. Les statistiques révèlent aussi que les périodes sèches ou très sèches peuvent s’étendre sur deux ou trois ans, comme entre 1945 et 1947.
Au niveau des extrêmes :
- le 8 septembre 2005, 111 mm d’eau[75],
- le 22 septembre 2003 à la station Arles Trinquetaille, 265 mm (RRmax en 24h de 6hTU-6hTU).

| Mois                                 | Janv | Fév | Mars | Avr | Mai | Juin | Juil | Août | Sept | Oct | Nov | Déc | Année |
| ------------------------------------ | ---- | --- | ---- | --- | --- | ---- | ---- | ---- | ---- | --- | --- | --- | ----- |
| Températures maximales moyennes (°C) | 11   | 12  | 16   | 18  | 23  | 27   | 31   | 30   | 26   | 20  | 14  | 11  | 20    |
| Températures minimales moyennes (°C) | 3    | 4   | 6    | 8   | 12  | 16   | 19   | 19   | 15   | 12  | 7   | 4   | 10,5  |
| Précipitations totales (mm)          | 56   | 33  | 23   | 49  | 36  | 31   | 27   | 34   | 66   | 70  | 58  | 41  | 524   |

### Le mistral

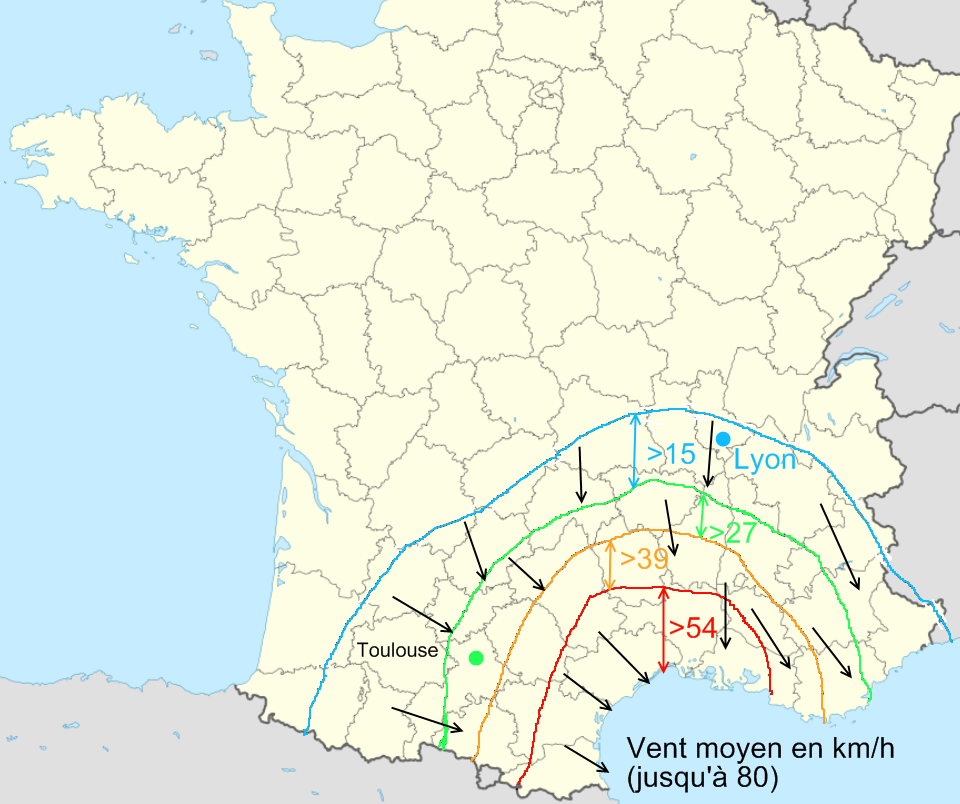
Mistral fort le 13 novembre 2008 à midi.

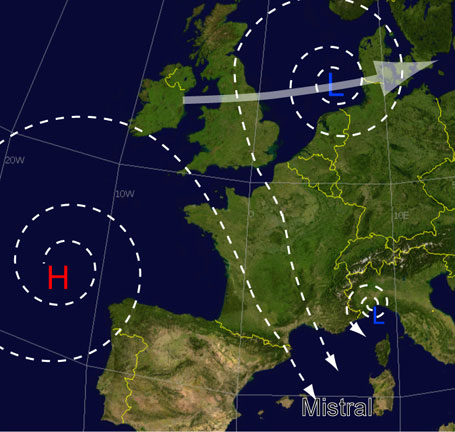
Origine du Mistral.

Le vent principal est le mistral, dont la vitesse peut aller au-delà des 110 km/h. Il souffle entre 120 et 160 jours par an, avec une vitesse de 90 km/h par rafale en moyenne. Le tableau suivant indique les différentes vitesses du mistral enregistrées par les stations d'Orange et Carpentras-Serres dans le sud de la vallée du Rhône et sa fréquence au cours de l'année 2006. La normale correspond à la moyenne des 53 dernières années pour les relevés météorologiques d'Orange et à celle des 42 dernières pour Carpentras.
Légende : « = » : idem à la normale ; « + » : supérieur à la normale ; « - » : inférieur à la normale.
|                                                      | Jan.    | Fev.    | Mar.     | Avr.    | mai.    | Jui.     | Juil.   | Aoû.    | Sept.   | Oct.    | Nov.    | Dec.     |
| Vitesse maximale relevée sur le mois                 | 96 km/h | 97 km/h | 112 km/h | 97 km/h | 94 km/h | 100 km/h | 90 km/h | 90 km/h | 90 km/h | 87 km/h | 91 km/h | 118 km/h |
| Tendance : jours avec une vitesse > 16 m/s (58 km/h) | --      | +++     | ---      | ++++    | ++++    | =        | =       | ++++    | +       | ---     | =       | ++       |

### Épisode méditerranéen

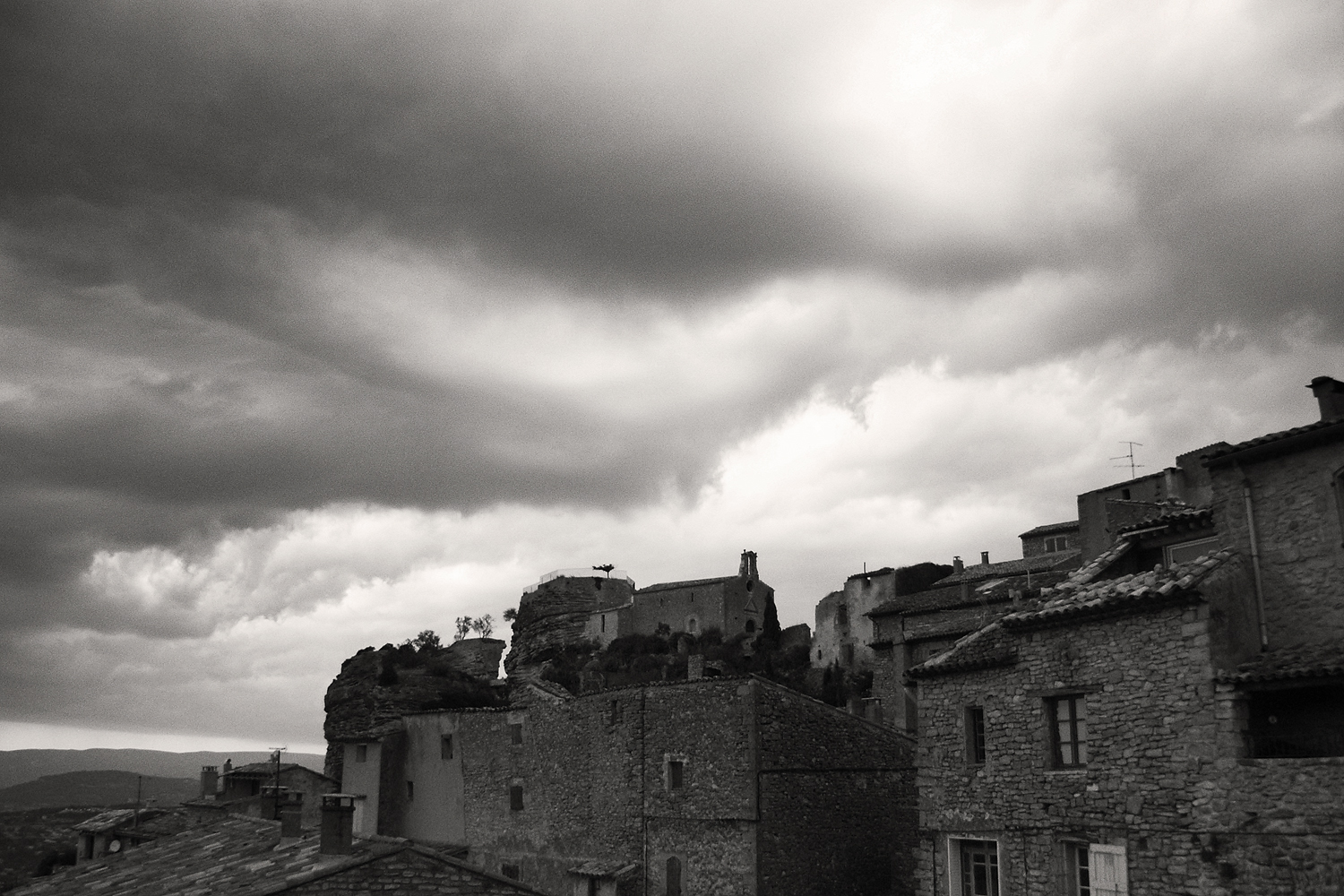
Épisode méditerranéen sur le Luberon.

Un épisode méditerranéen est un terme de météorologie qui désigne un phénomène produisant de très fortes pluies sur les reliefs du pourtour méditerranéen. Des flux d'air chaud, chargé d'humidité et remontant de la Méditerranée, provoquent de violents orages principalement sur les reliefs exposés au sud. Ils se produisent le plus souvent en automne, période où la mer Méditerranée est la plus chaude. Les exemples les plus récents sont l'inondation de Nîmes en 1988, les inondations qui ont frappé la vallée de l'Ouvèze et plus particulièrement la région de Vaison-la-Romaine en septembre 1992, les fortes pluies sur les départements du Gard et de Vaucluse en septembre 2010.

### Orage cévenol

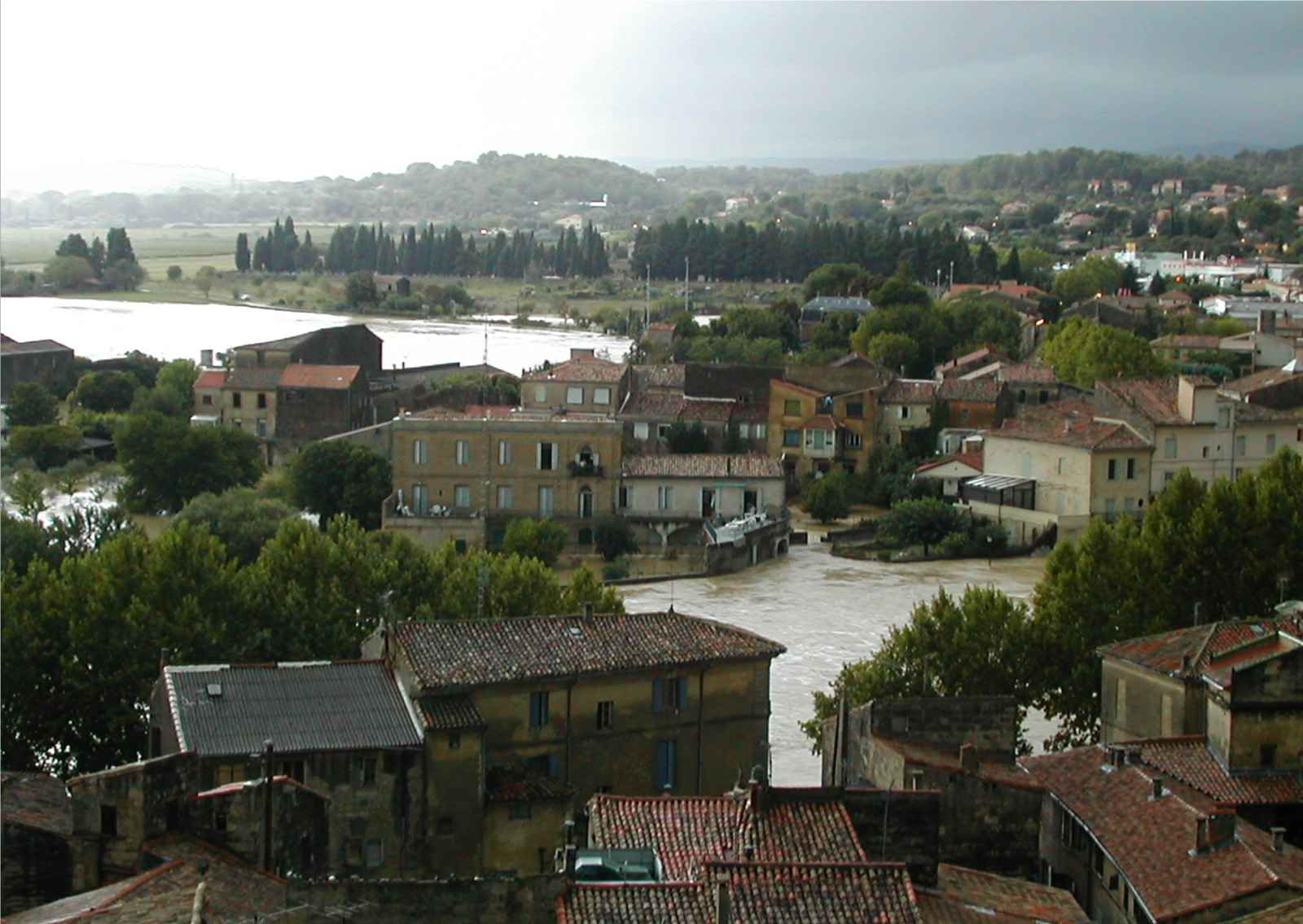
Vidourlade à Sommières.

Un orage cévenol constitue un cas particulier de l'épisode méditerranéen. Il désigne un type particulier de pluie qui affecte principalement les Cévennes et le piémont cévenol. Les principaux départements affectés par ces pluies sont ceux ayant une partie de leur territoire dans les Cévennes : l'Ardèche, le Gard. Ces épisodes violents provoquent souvent de graves inondations. Ces orages violents se caractérisent par l'accumulation de masses nuageuses en provenance du golfe du Lion, provoquant dans un premier temps des pluies sur les massifs qui finissent par s'étaler en général jusqu'en plaine. Un épisode cévenol se déroule normalement sur plusieurs jours et donne en moyenne des quantités d'eau comprises entre 200 et 400 mm plus rarement jusqu'à 600 ou 700 mm au cours d'épisodes vraiment intenses.

## Flore

### Lit du Rhône
La végétation des eaux courantes et des rives du Rhône genevois fait l'objet de relevés réguliers : 1989, 2003, 2010. Ses résultats ont mis en évidence que le lit du fleuve et ses rives abritent 67 espèces dont 72 % d'hydrophytes (herbiers) et 28 % d'hélophytes (roselières). Seules 22 espèces sur les 67 se développent en quantité non négligeable, 18 espèces sont menacées. Les roselières ont progressé de 28 % en 7 ans et les herbiers de 44 % durant la même période. Pour la totalité de la végétation aquatique du Rhône, la progression a été de 88 %.

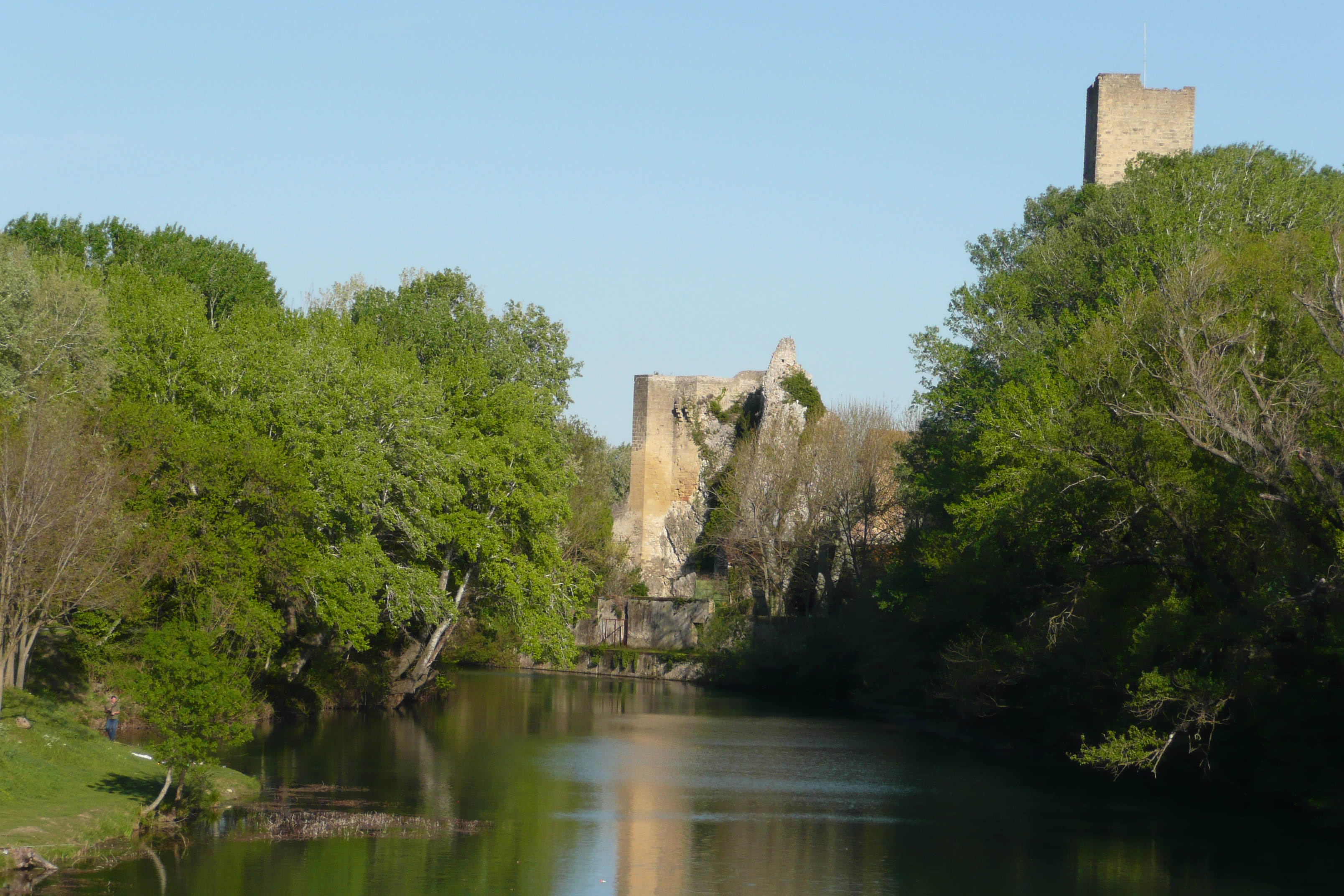
La ripisylve sur un vieux Rhône à Roquemaure.

Si en Suisse l'étude est menée sur 27 km pour une surface de 23,6 ha, en France, elle concerne une superficie plus grande puisque c'est sur l'ensemble du bassin du bassin Rhône-Méditerranée qu'elle est menée ce qui inclut dans un vaste delta la Saône, les affluents rhodaniens et les fleuves côtiers méditerranéens. Pour le Rhône, il reste assuré que l'évolution de sa flore a été influencée par l'homme, de façon directe et indirecte. En l’espace d’un siècle environ, le cours d’eau est passé d’un « style géomorphologique tressé à une succession de biefs aménagés ». Actuellement, les biologistes, entre Lyon et la Camargue, ont recensé 2 445 espèces végétales dont 395 hydrophytes (16,16 %) et 2 050 plantes hélophytes (83,84 %). Si dans une optique écolo-politique la place accordée à la nature s’accroît progressivement, l'avenir des milieux naturels rhodaniens demeure encore incertain. Toutefois, les initiatives de l'État et des associations laissent espérer une protection et une restauration efficace de ces milieux. Optimisme qui doit être tempéré dans une zone extrêmement sensible où l'inversion de la flore reste quelquefois inexpliquée ou inexplicable et où les conflits de compétence sont toujours monnaie courante

### Massif du Vercors

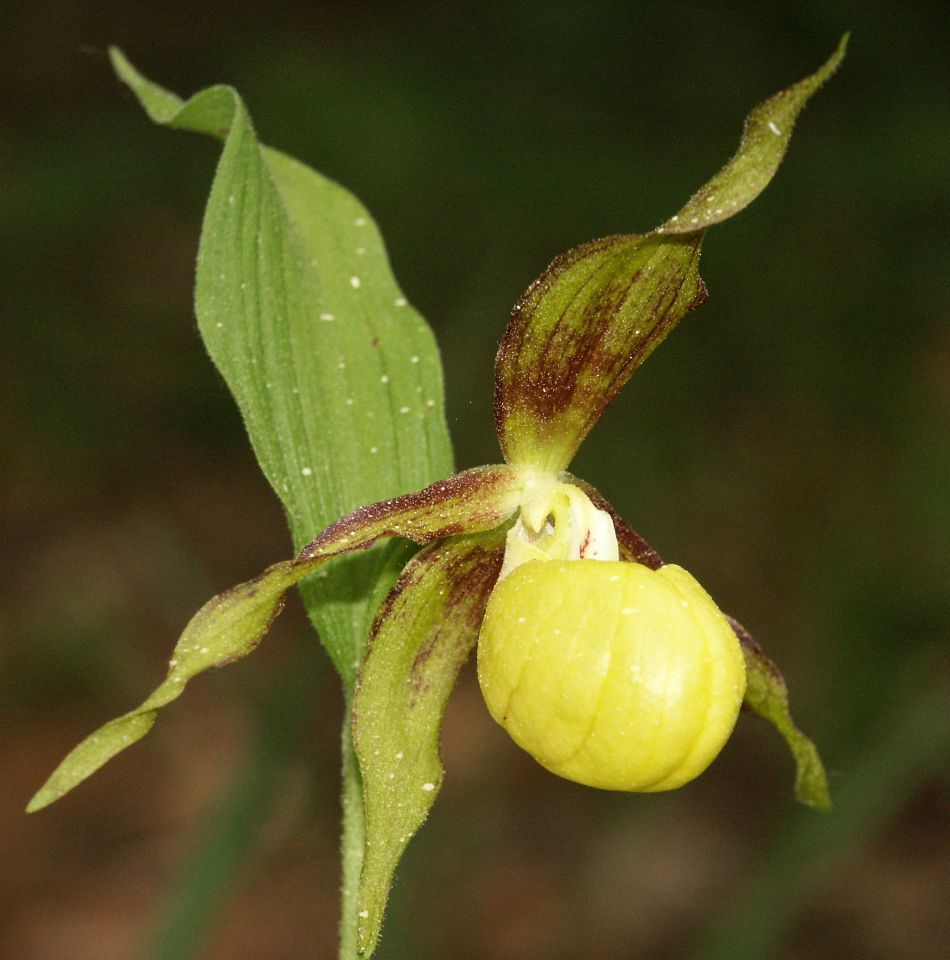
Le sabot de Vénus.

Le Massif du Vercors propose une très riche variété de fleurs avec plus de 1800 espèces végétales. Entre 200 m au fond du Royans et 2 341 m d'altitude au sommet du Grand Veymont, les étages de végétation suivants sont représentés :
- l'étage collinéen (200 m à 900 m)
- l'étage montagnard essentiellement forestier (900 à 1 600 m)
- l'étage subalpin (1600 à 2 100 m)
- l'étage alpin (2100 à 2 341 m)

On compte dans le massif 80 espèces végétales protégées, du sabot de Vénus dans les milieux forestiers à la campanule des Alpes dans les éboulis, en passant par la primevère oreille d'ours dans les falaises ou les tulipes sauvages dans les pelouses subalpines.

### Mont Ventoux
Le mont Ventoux présente une flore d'une diversité rare : grâce à la configuration du massif, à ses versants très différents et à son histoire humaine, on rencontre une flore méditerranéenne, une médioeuropéenne, des espèces alpines, des forêts de mélèzes, de sapins ou de cèdres. Au sommet, zone d'éboulis thermoclastiques, soumise à un climat extrême, on trouve même des espèces observées en région arctique, telles que la saxifrage du Spitzberg et le petit pavot velu du Groenland. Nombreuses sont les espèces protégées ; certaines, très rares, ne se rencontrent que sur le Ventoux. Alors pour préserver l'environnement, la cueillette des végétaux, même non protégés, est déconseillée.
Les flancs du mont Ventoux sont couverts de plantes méditerranéennes comme le chêne vert, mais aussi de cèdres de l'Atlas, de pins et de quelques cultures d'oliviers ou encore de lavande sur les piémonts.
Le mont Ventoux se distingue par un profil topographique très asymétrique. Le versant sud (adret) est en pente douce, ouvert sur la plaine du comtat Venaissin, bien exposé au soleil et la végétation y est méditerranéenne presque jusqu'au sommet. Parmi les végétations dominantes, on trouve des pins d'Alep entre 300 et 430 mètres d'altitude, puis des chênes verts entre 480 et 540 mètres ; de la garrigue aux herbes aromatiques comme le thym et la lavande vraie jusqu'à 1 150 mètres d'altitude ; ensuite, des hêtres de 1 130 à 1 660 mètres et des pins à crochets (sous-espèce de pins de montagnes) entre 1 480 et 1 650 mètres d'altitude. Enfin, le secteur alpin au-dessus de 1 810 mètres d'altitude.
Le versant Nord (ubac) est moins ensoleillé. Ses pentes sont abruptes, faites d'éboulis et de falaises majestueuses et sa flore y est médioeuropéenne et non plus méditerranéenne. Parmi les végétations dominantes du versant nord, on trouve des chênes verts jusqu'à 620 mètres d'altitude puis des noyers de 620 à 800 mètres. De la garrigue aux herbes aromatiques comme le thym et la lavande vraie entre 800 et 910 mètres d'altitude. Ensuite, des hêtres de 910 à 1 380 mètres et des pins à crochets (sous-espèce de pins de montagne) jusqu'à 1 720 mètres d'altitude. Enfin, le secteur alpin au-dessus de 1 720 mètres d'altitude.
La partie sommitale du mont Ventoux est couverte d'éboulis calcaires, ce qui peut faire penser vu de loin qu'il y a de la neige à son sommet toute l'année. Au milieu de cet apparent désert de pierres se cache une grande variété d'espèces végétales d'affinités alpines, dont certaines sont extrêmement rares, voire endémiques. Cette présence est très originale au cœur de la région méditerranéenne. Le pavot du Groenland (Papaver aurantiacum ou Papaver rhaeticum) ou le lys martagon, présents dans les éboulis sommitaux, pourraient en être les emblèmes.

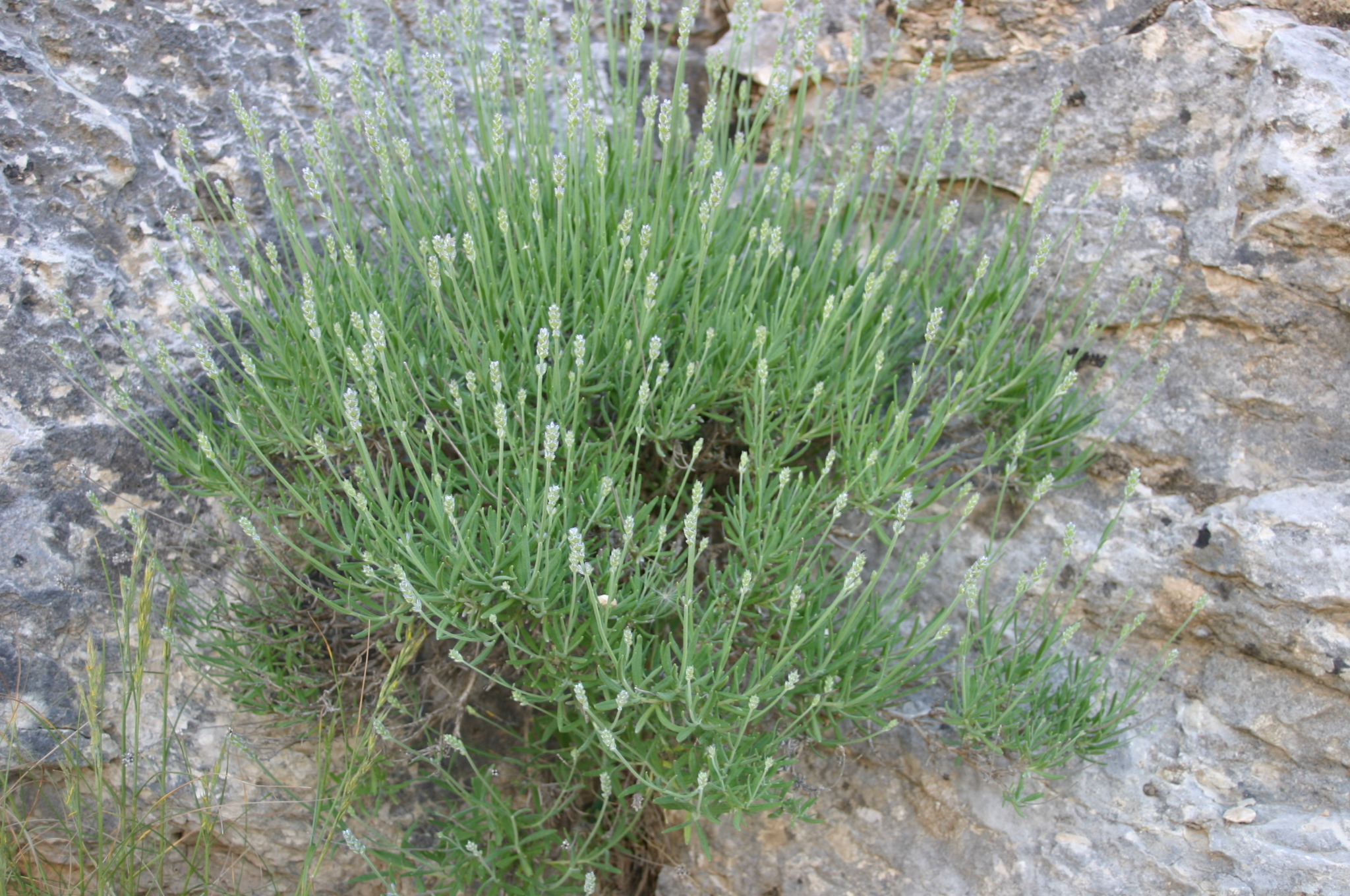
Lavande sauvage au mont Ventoux.
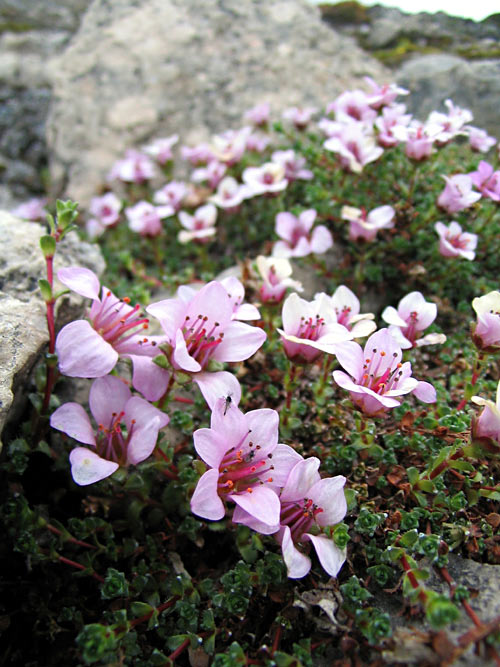
Saxifrage à feuilles opposées.
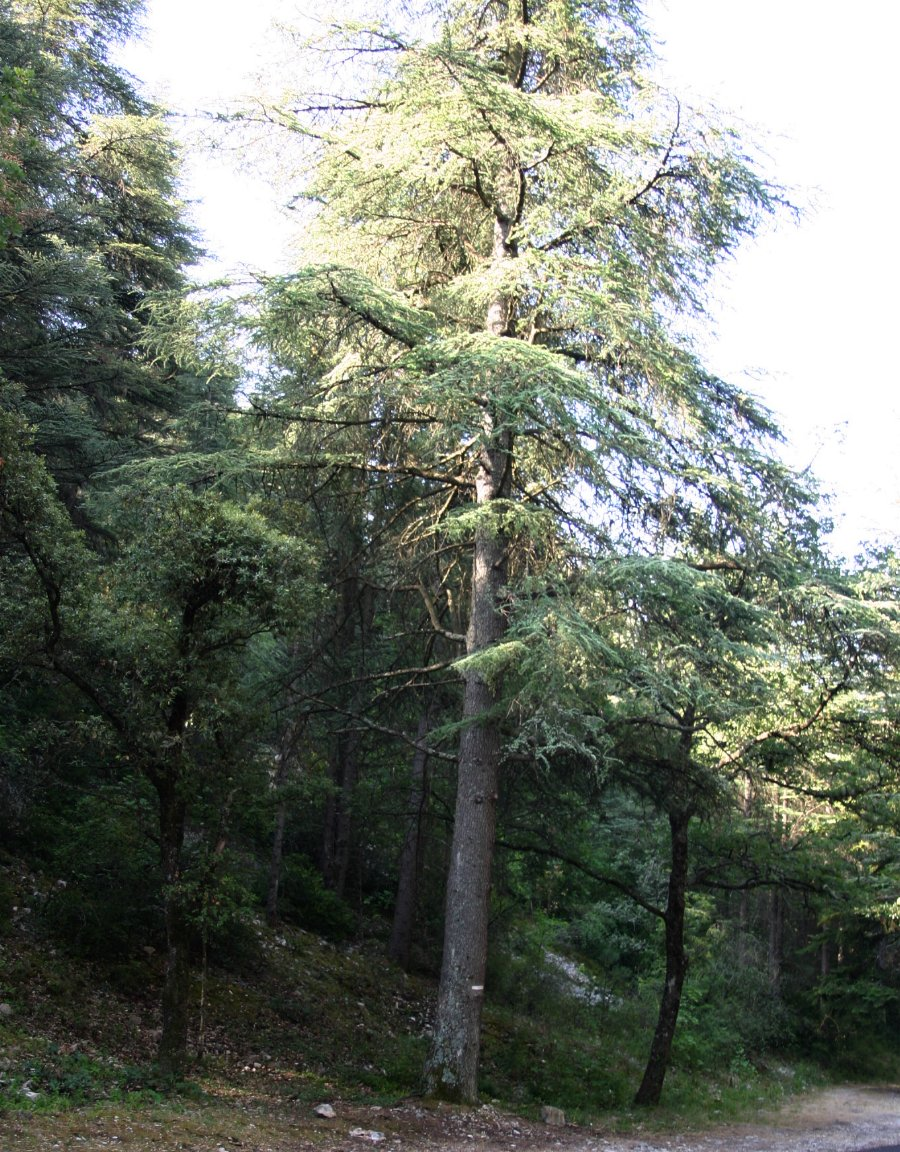
Cèdre du Liban, une des espèces ayant servi au reboisement du mont Ventoux.
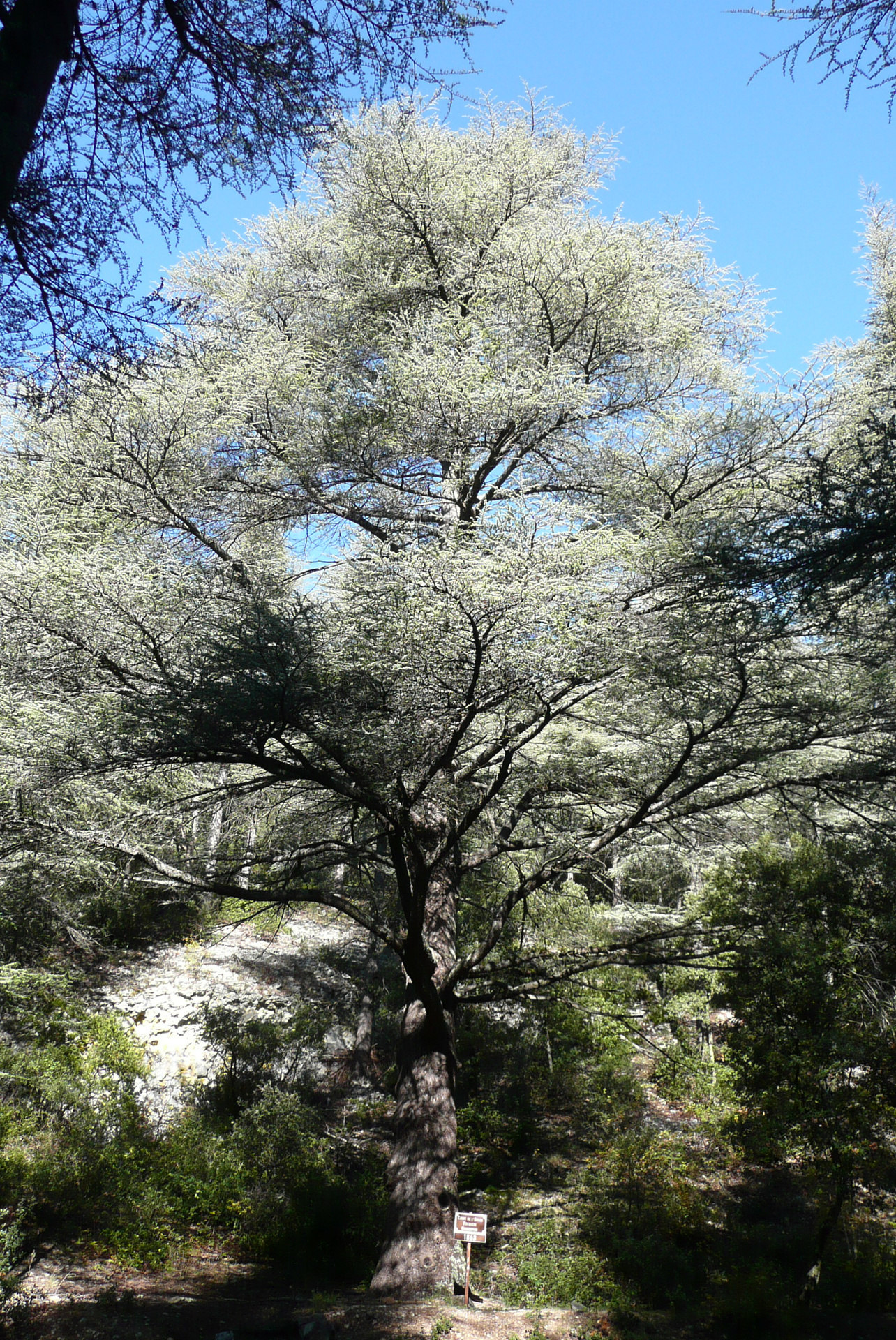
Cèdre de la première génération (1863).

### Massif central et Cévennes

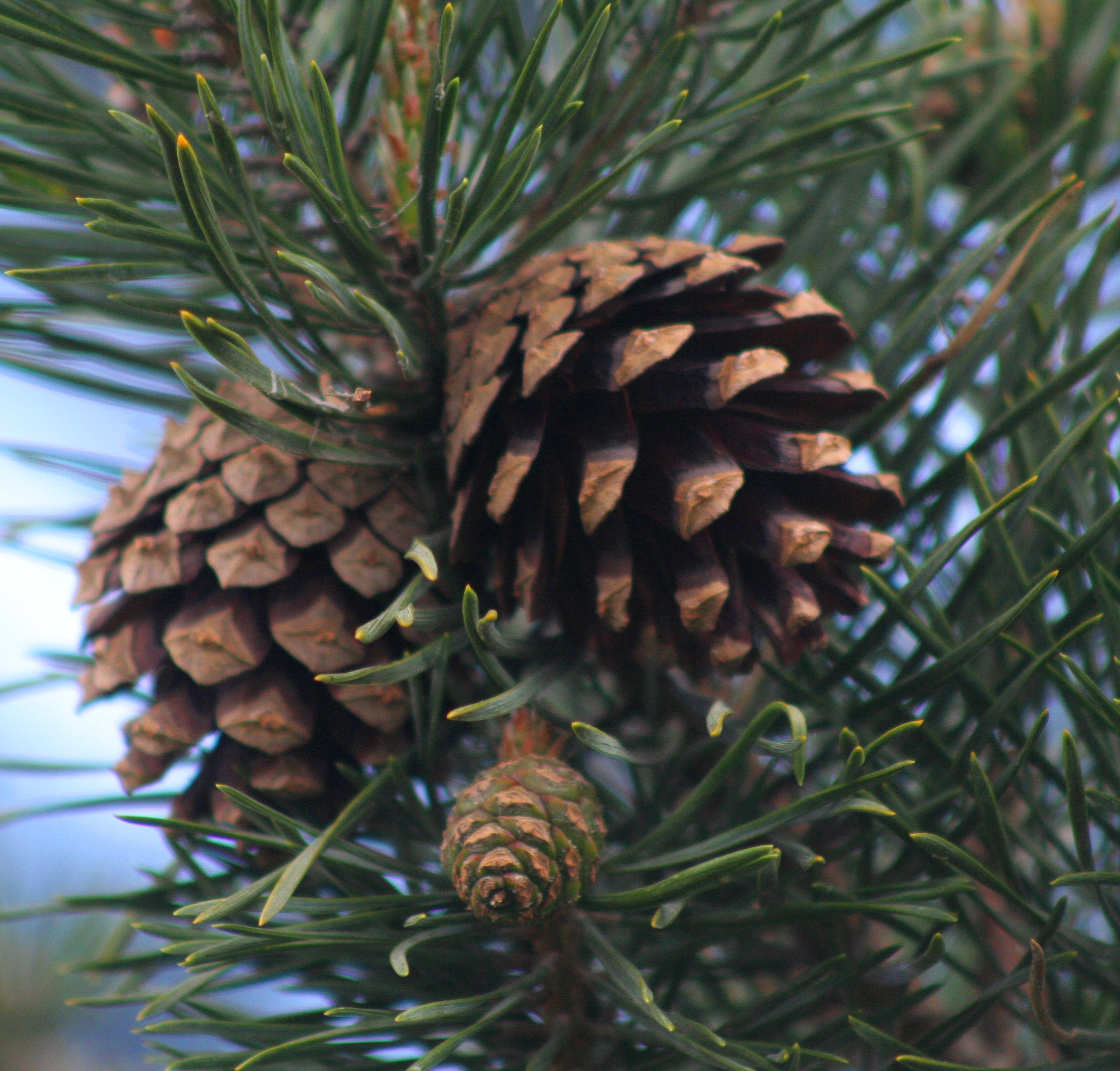
Cônes de pin sylvestre.

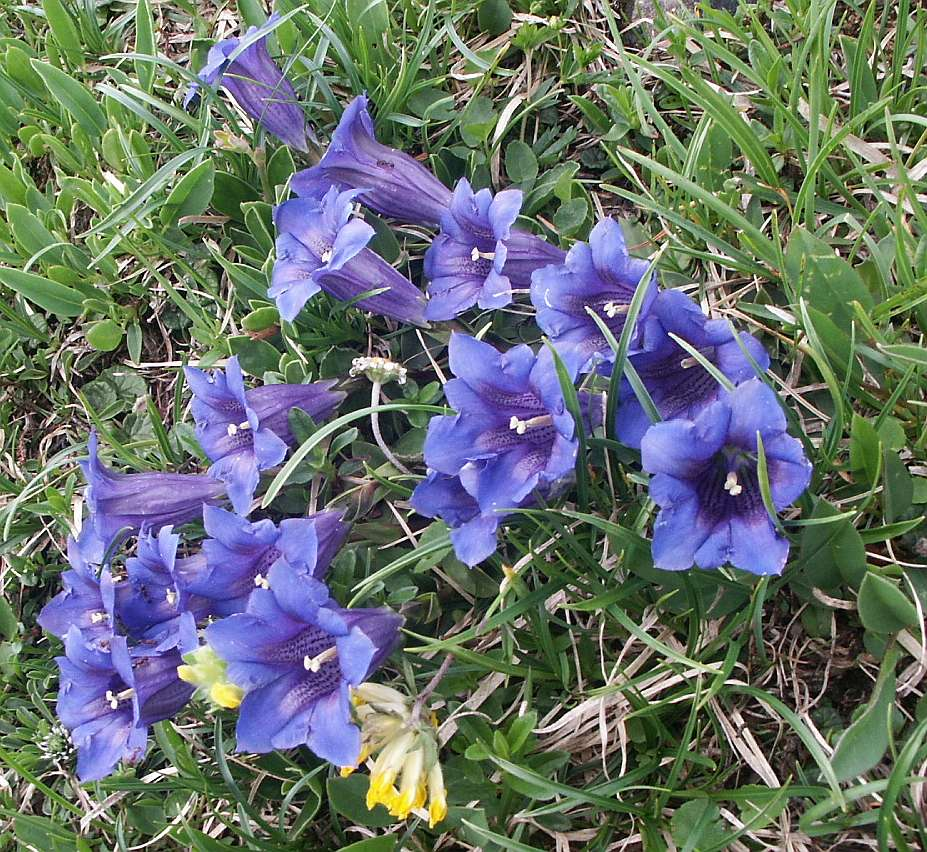
Gentiane de Coste.

Sur les versants est du Massif central, les sapins et hêtres sont limités aux ubacs et c’est le pin sylvestre qui s’impose en Margeride, dans le Velay, sur les Causses ou dans les bassins intérieurs, tandis que les plantes à affinités méridionales garnissent les secteurs abrités, la « vraie » flore méditerranéenne (chênes verts, oliviers) colonisant l’étroit liseré cévenol dominé par une châtaigneraie bien dégradée. Historiquement, les landes à genêts, fougères et bruyères étaient étendues, enserrant partout les terroirs cultivés. Elles subsistent, mêlées à des ligneux bas, dans une grande diagonale qui court du mont Lozère à la Montagne limousine. Mais, depuis la fin du XIXe siècle, ce sont surtout les boisements spontanés ou l’enrésinement (épicéas, mélèzes, sapins de Douglas, pins noirs) qui l’emportent (mont Aigoual, Margeride, monts Dôme, Livradois-Forez, plateau de Millevaches).
Dans le sud du massif central et particulièrement dans les Cévennes, les spécificités dues à la nature du sol et du climat induisent une flore particulière avec un fort taux d'endémisme.
La hêtraie est présente, même sur les versants sud, car ceux-ci sont exposés aux pluies venant de Méditerranée (mont Aigoual en particulier). Quant aux plantes strictement endémiques des Cévennes, on trouve la potentille des Cévennes (Potentilla caulescens cebennensis), la sabline hérissée (Arenaria hispida), la gentiane de Coste (Gentiana clusii costei), une sous-espèce de l'aster des Alpes poussant en altitude (Aster alpinus cebennensis), une orchidée, l'arabette des Cévennes (Cardaminopsis cebennensis, également présente dans l'Aubrac mais pas plus au nord).

### Camargue

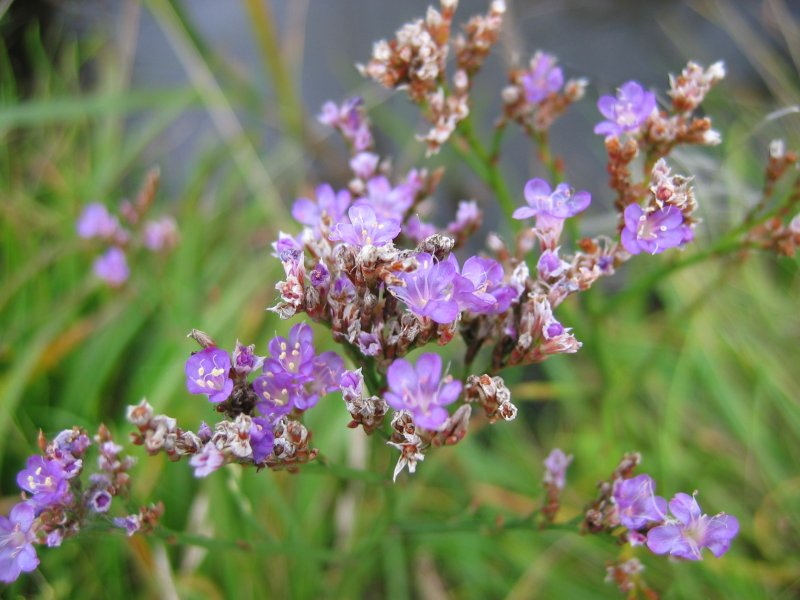
Saladelle.

La Camargue a été formée par le delta du Rhône. Sa végétation est dominée par le sel, imprégnant la terre et l'eau. Les plantes halophiles (friandes de sel) sont dominantes, telles que la lavande de mer (appelée saladelle) et la salicorne ; elles passent du vert au printemps, au gris à l'été et au rouge à l'hiver. D'autre part, dans la flore, luxuriante, on dénombre le chardon bleu, le tamaris, la marguerite et le zinérium sauvage, le genévrier de Phénicie et le narcisse et l'asphodèle au printemps.

## Faune

### Lit du Rhône

#### Oiseaux et petits mammifères

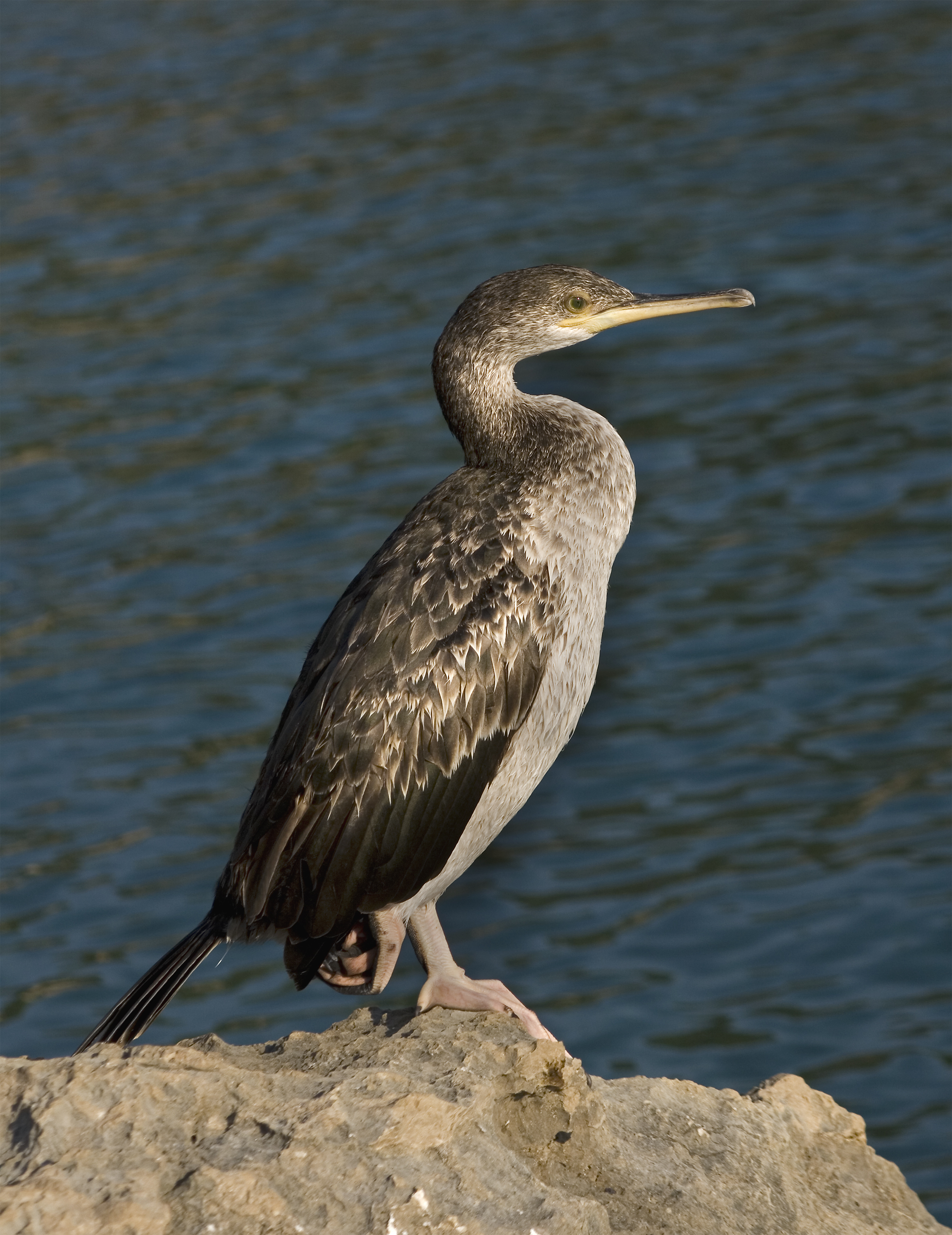
Le cormoran européen ou phalacrocorax aristotelis.

L'homme a été l'artisan principal des changements qualitatif et quantitatif le long des rives du Rhône depuis le XIXe siècle. À partir des années 1950, son aménagement pour la navigation et la production hydroélectrique a remanié la ripisylve en de nombreuses niches écologiques. Actuellement, le fleuve se compose de canaux de dérivation et de vieux Rhône au débit diminué (de 1 à 10 % du débit moyen). Le résultat est une modification de la faune (petits mammifères et oiseaux). Parmi les zones favorables à leur reproduction ou leur nidification on compte, outre les confluents, les îles, îlots et bancs de sable et gravier qui ponctuellement parsèment le lit du Rhône. Sont particulièrement remarquables l'île de la Table Ronde, l'île du Beurre, l'île de la Platrière, la confluence Rhône / Drôme et l'île de la Barthelasse qui offrent des milieux aquatiques variés.
L'île de la Table ronde, au sud de Lyon, dont la ripisylve constituée de saules, peupliers, frênes et ormes accueille le héron bihoreau, le faucon hobereau, le castor qui y a été réintroduit, et abrite deux orchidées l'epipactis du Rhône et l'epipactis du castor. Au sud de Vienne, à la hauteur de Condrieu, l'île du Beurre a été repeuplée par le castor et le ragondin, et abrite le héron cendré ainsi qu'une une orchidée, l'epipactis fibri.
Au sud de Roussillon, vers Sablons, dans la réserve naturelle de l'île de la Platière plusieurs milliers d'oiseaux d'eau migrateurs font étape : canards, sarcelles, grèbes et cormorans. Il est à souligner que la ripisylve du Rhône joue le rôle d'un corridor qui facilite les migrations de nombreuses espèces avicoles. Cette percée Nord / Sud est empruntée deux fois par an par un nombre considérable de passereaux dont le pouillot véloce, le pouillot de Bonelli, le gobe-mouche noir ou le pinson des arbres. Au confluent de la Drôme, on note la présence de la loutre, tandis que plusieurs centaines de grands cormorans hivernent en ce lieu.

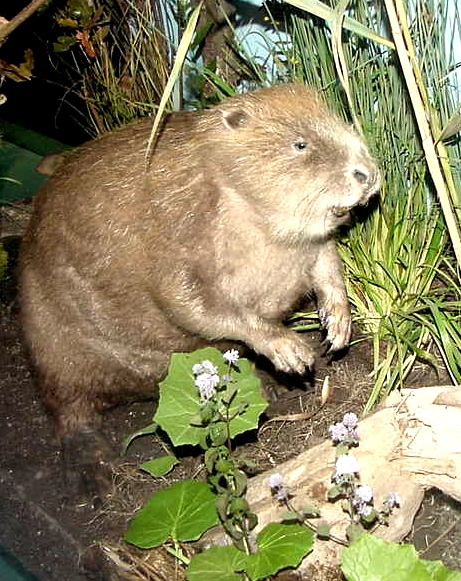
Castor européen, dit castor fiber.

L'île de la Barthelasse, la plus grande du Rhône, accueille des oiseaux nicheurs : éperviers, milans noirs, busards cendrés et poules d’eau. Sa ripisylve est le lieu privilégié des fauvettes, grives et des hérons. Sur les lônes cohabitent différentes espèces telles que le héron cendré, le héron pourpré, le canard colvert, le canard plongeur, le cormoran et le balbuzard pêcheur. On y rencontre des lapins de Floride, introduits par les chasseurs, et des ragondins, échappés d'un élevage. Durant la période hivernale, les bras morts sont le refuge aux canards, grèbes, cormorans, mouettes et goélands. Les mammifères sont également très nombreux : hérissons, taupes, musaraignes, putois, renards, blaireaux, fouines, belettes, écureuils, loirs, campagnols et castors.
Le castor, qui avait failli disparaître à la fin du XIXe siècle, vit sa chasse interdite à partir de 1906. Son dernier noyau se trouvait dans la basse vallée du Rhône, entre Arles et Pont-Saint-Esprit. L'espèce protégée recolonisa petit à petit le fleuve et ses affluents. Les deux seules contraintes à son expansion sont l'absence de sa nourriture de prédilection, les feuilles et les écorces de saules et de peupliers, ainsi qu'une pente supérieure à 1 % sur le cours d'eau. Depuis Pont-Saint-Esprit, le castor se trouve maintenant en colonies importantes jusqu'à la confluence du Rhône avec la Galaure et commence à remonter vers la Varèze.

#### Poissons
Les tanches, les brochets, les ablettes, les carpes, les anguilles, les sandres, les chevesnes, les barbeaux et les silures sont les espèces les plus représentées dans le Rhône.
|  |  |

Ce fut en 2007, qu'une série d'arrêtés préfectoraux interdirent toute consommation de ces poissons dans les départements du Rhône, de l'Ain, de la Drôme, de l'Ardèche, de Vaucluse, du Gard et des Bouches-du-Rhône. Depuis Lyon jusqu'à la Méditerranée, le Rhône était pollué, à un point tel que l'organisation pour la protection de l'environnement WWF décrivit dans un de ses rapports un « Tchernobyl à la française ». Les poissons du fleuve étaient tous porteurs de produits toxiques. L'analyse révéla qu'il s'agissait de PCB (polychlorobiphényles ou pyralènes), produit cancérigène interdit en France depuis 1987, classé parmi les polluants les plus dangereux par l'ONU.
Des prélèvements sur six espèces de poissons avaient démontré des taux allant jusqu'à 59 picogrammes/gramme (pg/g), alors que l'Organisation Mondiale de la Santé (OMS) a fixé à 8 pg/g la concentration admissible dans les poissons destinés à la consommation humaine. Le poisson le plus contaminé présentait une quantité 40 fois supérieure à la dose acceptable quotidiennement. Une pollution nouvelle ? « Pas vraiment mais avec les nouvelles normes sanitaires européennes, les niveaux qui n'étaient pas jugés jusqu'alors préoccupants le sont devenus ».
|  |  |

Ces analyses faisaient suite à une étude effectuée à Lyon sur un panel de cinquante-deux consommateurs de poissons pêchés dans le Rhône qui avait prouvé, qu'en en mangeant au moins une fois par semaine, tous présentaient des taux de PCB dans le sang au moins cinq fois supérieurs aux taux observés sur un groupe témoin.
Une nouvelle expertise de l'AFSSA (Agence française de sécurité sanitaire des aliments), au cours de l’automne 2008, confirma les résultats. La direction régionale de l'environnement (DIREN) fut chargée d'étudier le phénomène et de chercher les moyens de mettre un terme à cette pollution.
|  |  |

Les PCB étant des substances très stables, l'interdiction de consommation pouvait durer des années. Pour déterminer les délais, il fut fait appel au Cemagref. Comme certaines espèces de poissons se contaminaient à partir des sédiments et des invertébrés y vivant, une de ses missions fut de prévoir les niveaux de contamination des poissons par les PCB en fonction des taux observés dans ceux-ci. Dans le cadre du « plan anguille », les techniciens du Cemagef analysèrent aussi les taux de reproduction. La toxicité des PCB vis-à-vis de la fécondité des poissons, ainsi que les effets sur le développement des larves, étaient bien prouvée par des études in vitro. Il sembla pourtant hasardeux de faire une adéquation sur des effets in situ quand les niveaux de concentration servant de références en laboratoire étaient atteints ou dépassés.
|  |  |

D'autant que les pêcheurs pavoisaient. Ils constataient qu'à la suite de l'interdiction de la consommation, le Rhône est devenu un fleuve d'une « richesse halieutique hors du commun ». En quelques années, les carnassiers avaient réapparu en nombre. Les prises de brochets, de sandres et de perches étaient fréquentes. Au sud de Lyon, le fleuve est découpé en biefs à partir de Vienne jusqu’à Portes-lès-Valence en passant par Condrieu. Ce sont ces aménagements qui ont permis la préservation des espèces et de leurs prédateurs naturels.
Autre problème, la disparition de l'esturgeon et de l'alose, devenue très rare qui a peut-être disparu et avec elle l'alose à l'étouffée, mets mythique des Avignonnais. Jusqu'au milieu du XXe siècle ce poisson colonisait le Rhône en remontant jusqu'au canal de Savière au lac du Bourget. Dès 1947, la construction de Donzère-Mondragon fit rapidement régresser la population des aloses. Sa pêche périclita passant de 53 tonnes entre Arles et Pont-Saint-Esprit en 1927, à 10 tonnes en 1950. Dix ans plus tard, quelques frayères subsistaient entre Beaucaire et Avignon. À partir de 1971 la construction de nouveaux barrages sur le Rhône limita encore l'aire de remontée des aloses jusqu'à les voir se raréfier d'une façon inquiétante.
|  |  |

L'influence de la construction des barrages sur le fleuve vis-à-vis des populations de poisson étant démontrée, le Cemagref fut chargé d'étudier leur comportement dans le Rhône face à ses variations thermiques et hydrologiques. Cette étude a été faite au cours de l'été 2009 concernant les rejets d'eau chaude de la centrale nucléaire de Bugey et les variations estivales du débit du fleuve sur le comportement des poissons. L'étude se poursuit avec un cofinancement de l'EDF. Son but est de « suivre à la trace quatre-vingt-quinze poissons de huit espèces différentes grâce à des émetteurs acoustiques ».

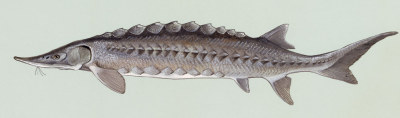
Esturgeon.

Le dernier esturgeon fut pêché dans le Rhône, en face Villeneuve-lès-Avignon, en 1933, par un patron pêcheur dénommé Laugier. L'écologie d'un fleuve se prévoyant à terme, il est envisagé de le réacclimater dans le fleuve où il proliférait au Moyen Âge. Le laboratoire de paléogénétique et évolution moléculaire de Lyon (ENS-Lyon/CNRS/Lyon-I, INRA) a pu identifier que c'était Acipenser sturio qui était pêché dans le Rhône grâce à l'ADN de spécimens conservés dans les musées de Nîmes et d'Arles. La dernière population européenne d’Acipenser sturio se trouvant dans le bassin de la Gironde, il y fut recueilli de jeunes esturgeons pour être élevés et reproduits en captivité. Depuis 2007, 130 000 alevins ont été relâchés.

### Massif du Vercors

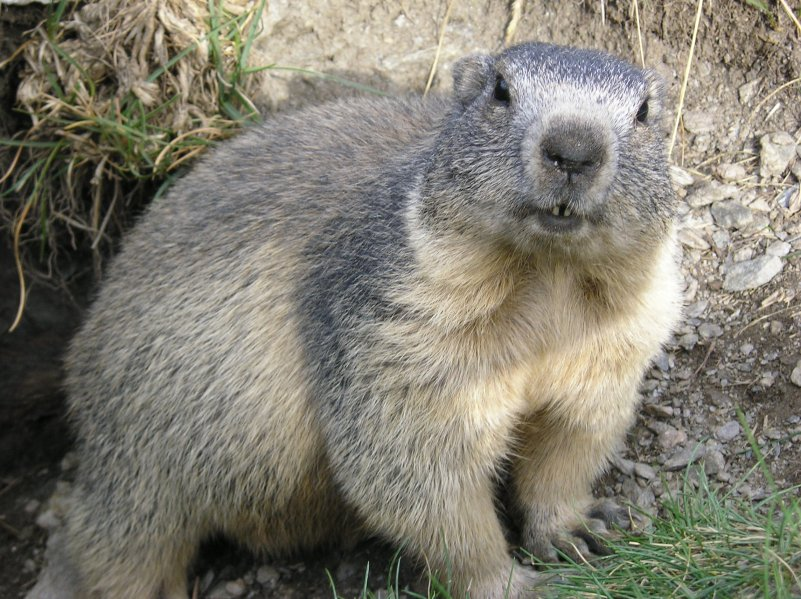
La marmotte des Alpes, réintroduite dans le Vercors.

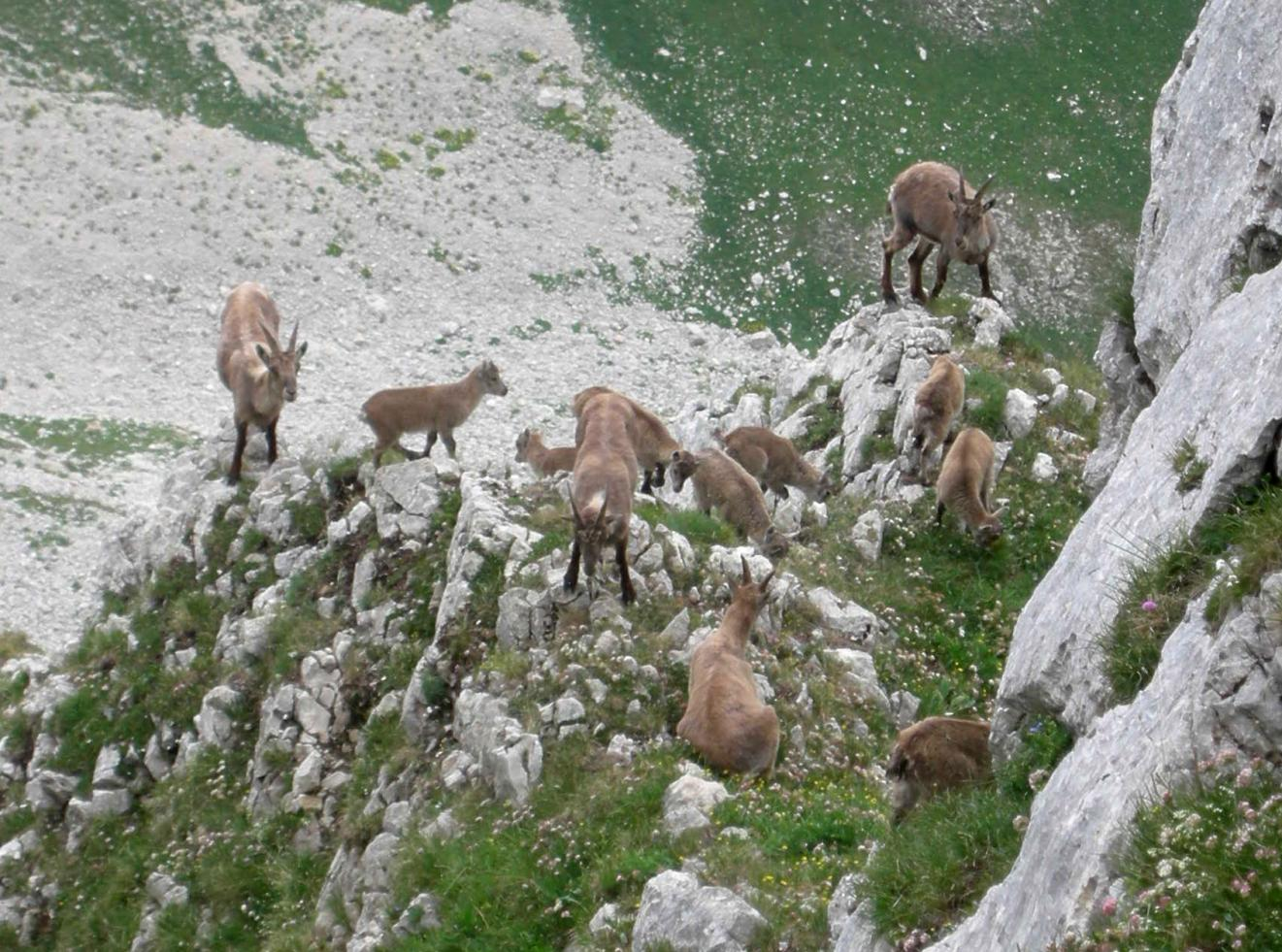
Des bouquetins sur le Grand Veymont.

On trouve dans le Vercors à la fois des mammifères de l'étage collinéen (cerf, chevreuil, lièvre, sanglier) et des étages montagnard et alpin (mouflon, chamois, bouquetin des Alpes, marmotte, lièvre variable) qui représentent en tout 75 espèces, ainsi que dix-sept espèces de reptiles et d'amphibiens. De nombreuses espèces d'oiseaux sont aussi visibles notamment sur les falaises du Glandasse au-dessus de Die à la suite de la réintroduction du vautour fauve et d'un couple d'aigles. Le cadavre d'un jeune loup, descendu du Vercors, a été retrouvé le 2 décembre 2008 sur la commune de Saint-Marcel-lès-Valence près de la route nationale 532, victime d’une collision avec un véhicule dans la nuit précédente.

### Mont Ventoux

#### Grands ongulés

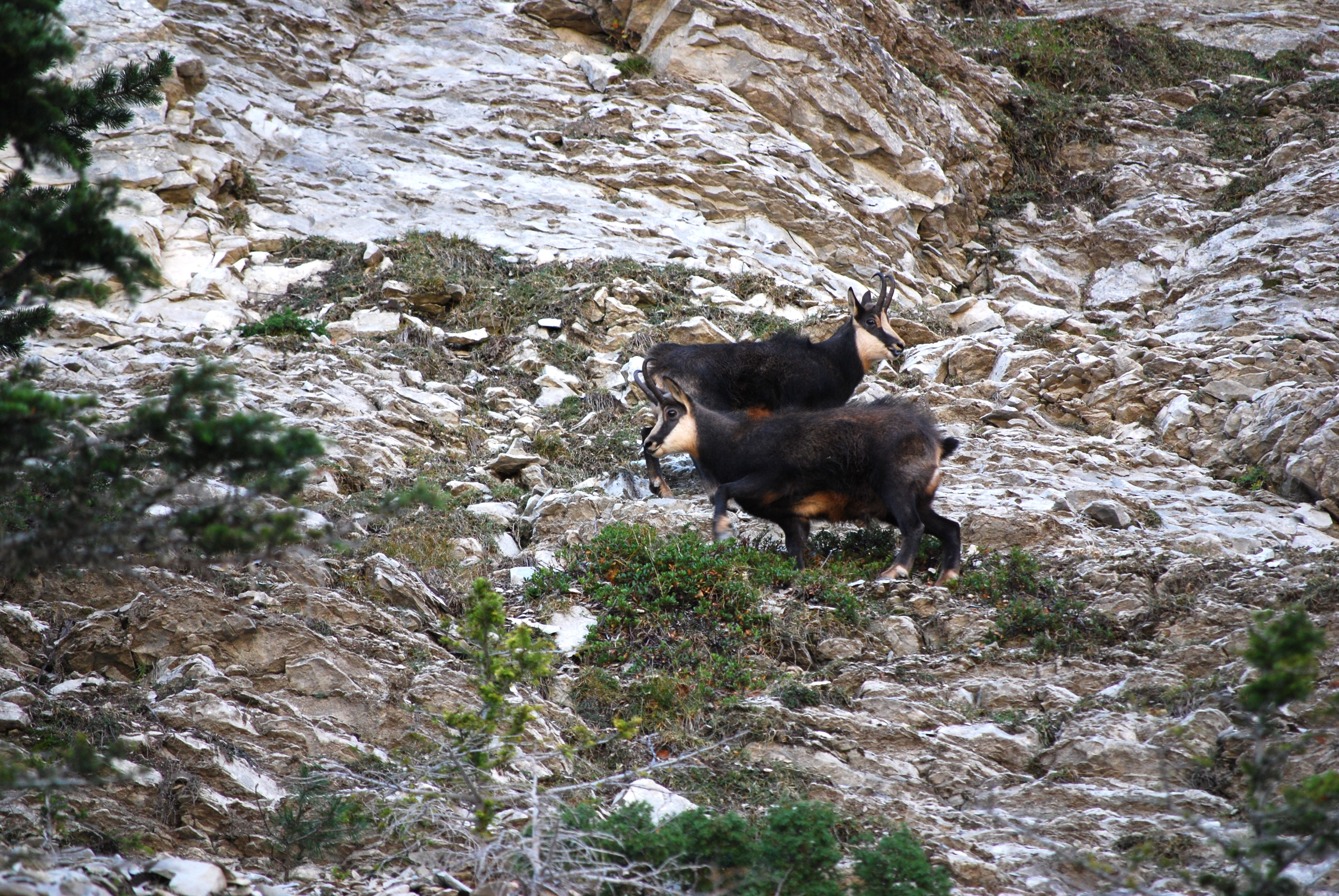
Chamois.

Leur présence est récente, car essentiellement liée au reboisement des pentes du Ventoux. Outre le sanglier (Sus scrofa scrofa), plus traditionnel, se sont aujourd'hui parfaitement acclimatés le cerf élaphe (Cervus elaphus), le cerf Sika (Cervus nippon), le chamois (Rupicapra rupicapra), le mouflon corse (Ovis gemelini × ovis sp.) et le chevreuil (Capreolus capreolus), soit six des onze espèces vivant en France.

#### Loup

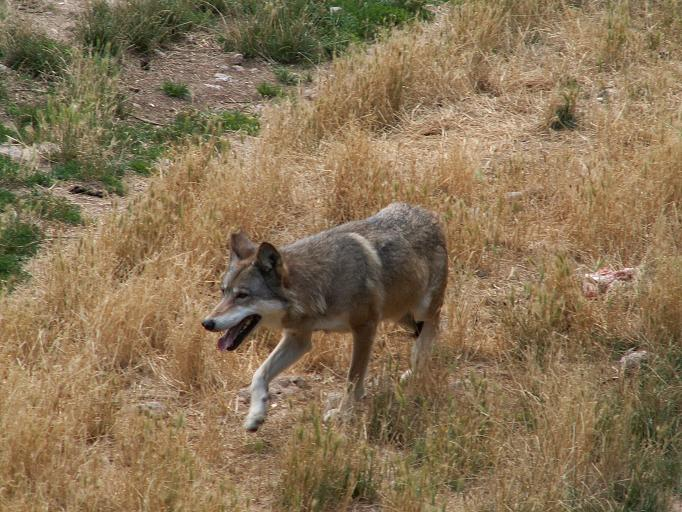
Loup (Canis lupus italicus).

Dès la Préhistoire, le loup (Canis lupus) était présent sur les pentes du Ventoux. Ses restes ont été identifiés à Entrechaux dans les grottes de la Masque et des Puces, ainsi qu'à Monieux, au bau de l'Aubesier. Par la suite, quelques toponymes ont gardé trace de sa présence tels que la Loubatière, la Louvière, le ravin du Pra du Loup, l'Espère du Loup, la Font du Loup et Chanteloube. Un statu quo entre lui et l'homme s'établit jusqu'au XVIIIe siècle, époque où les grandes battues sont transformées en traque. Il y a alors 797 loups abattus. Au siècle suivant il y en a 147. Dès 1850, ils se font rares et se cantonnent dans le Ventoux, les monts de Vaucluse et le Luberon. Des campagnes d'empoisonnement détruisent les dernières meutes.
Selon la tradition, le dernier loup du Ventoux est tué au début du XXe siècle. Depuis sa réapparition, via l'Italie, dans le massif du Mercantour, en 1992, ses déplacements l'ont dirigé vers l'ouest et il s'est installé dans une grande partie des Alpes du Sud. Dans ce secteur, en 2005, 21 zones d'habitat avaient été repérées, dont 14 occupées par des meutes. Ils ont été alors estimés à 130 individus. Depuis lors, le loup s'est installé dans la montagne de Lure et des indices de sa présence ont été découverts à Éourres, commune qui se situe à 20 kilomètres à vol d'oiseau du Ventoux. En janvier 2012, un loup a été abattu illégalement sur le territoire de la commune de Bédoin.

#### Autres mammifères et petit gibier
Outre les prélèvements ponctuels de grands mammifères, toujours réalisés sous le contrôle des organismes gestionnaires, la présence de lièvres, lapins, renards et blaireaux est avérée. Si les deux premiers constituent le gibier le plus courant, les deux autres espèces ne sont chassées qu'en tant que nuisibles. Sur les onze communes du massif les seules espèces avicoles pouvant être chassées sont la perdrix rouge, le faisan commun, les grives, le merle noir, la bécasse des bois et l'étourneau sansonnet.

#### Oiseaux
L'avifaune comprend environ 120 espèces différentes, rapaces ou nicheurs, dont certaines sont rares à l'exemple de la gélinotte, du merle de roches ou de la chouette de Tengmalm, originaire des grandes forêts boréales et qui fut observée au cours des années 1960. Les quatre étages de la forêt abritent chacun les espèces qui lui sont spécifiques.
Étage du chêne vert
Dans cette partie arborée, où se trouve aussi le chêne kermès qui caractérise la garrigue, on rencontre les trois types de fauvettes typiquement méditerranéennes : fauvette mélanocéphale, fauvette pitchou et fauvette passerinette. S'y joignent les espèces ubiquistes telles que le tarier pâtre, le serin cini, le chardonneret, le verdier, le bruant zizi, l'alouette des champs, l'alouette lulu et le pouillot véloce.
Étage du chêne blanc

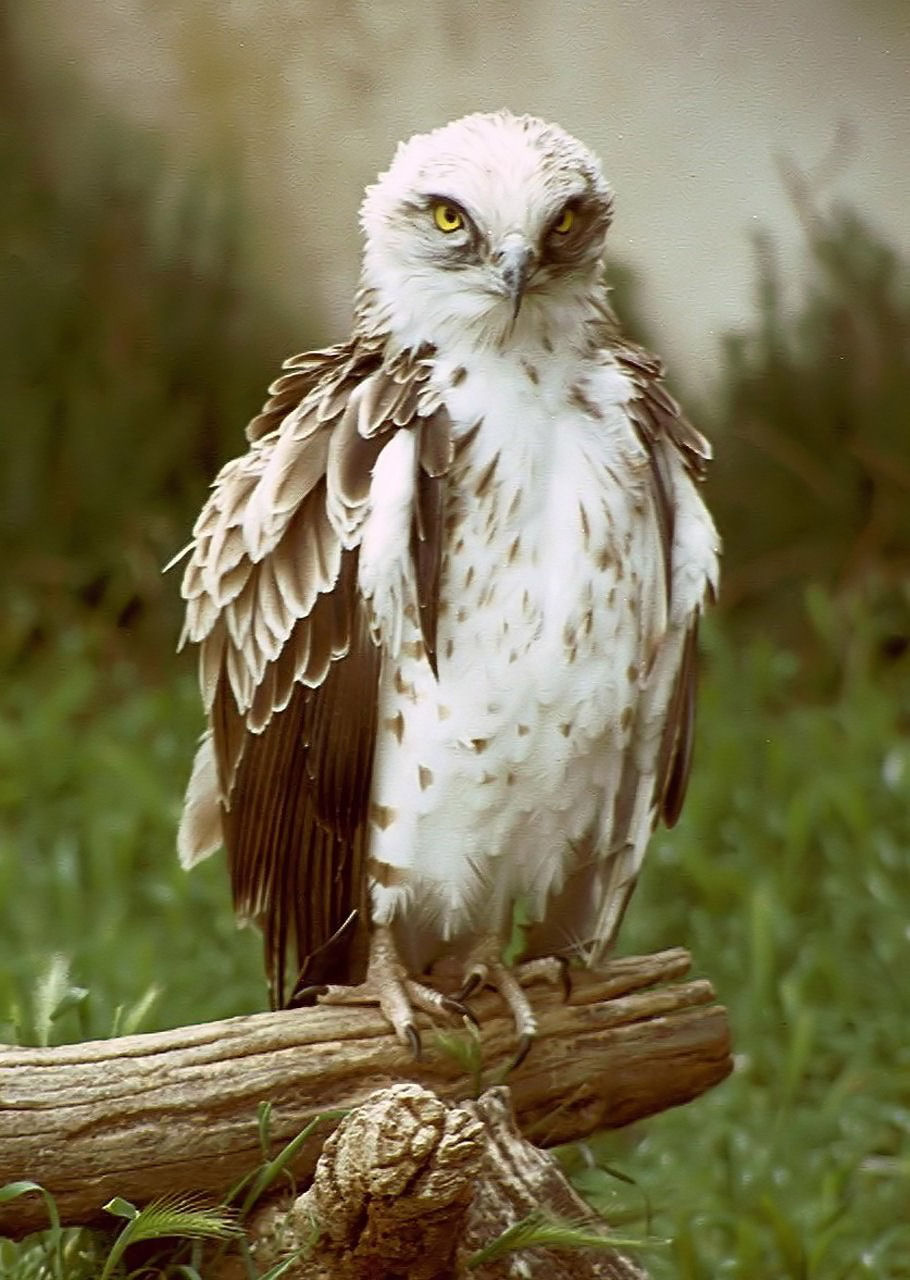
Circaète Jean-le-Blanc (Circaetus gallicus).

C'est aussi celui de tous les chênes pubescents et des érables. Sa diversité sylvestre a attiré une avifaune très riche. C'est là que nidifient et se nourrissent geais, pics épéiches, pigeons ramiers, tourterelles des bois, merles noirs, pinsons mais aussi la grive musicienne et la grive draine. S'y retrouvent aussi pouillot véloce et pouillot de Bonelli, roitelet huppé et roitelet triple-bandeau, pipit des arbres, fauvette à tête noire et rouge-gorge. Cet écosystème accueille encore l'accenteur mouchet, les mésange charbonnière et mésange à longue queue, la sittelle torchepot, le grimpereau et le troglodyte. Des rapaces y ont établi leurs aires comme le circaète Jean-le-Blanc, le rapace le plus emblématique du Ventoux, l'autour des palombes, le faucon pèlerin et l'aigle royal.
Étage du hêtre
Il est aussi d'une extrême richesse en avifaune puisque la précédente a aussi colonisé ce système écologique. mais l'on y trouve en plus la mésange nonnette, le bouvreuil et le pic noir.
Étage du pin à crochet
Cet ultime écosystème se poursuit jusqu'à la calotte sommitale du Ventoux en passant par un couvert sylvestre dégradé où règne le genévrier. On y rencontre le venturon, le bec-croisé des sapins et le bruant fou. Une végétation de plus en plus clairsemée attire ensuite le traquet motteux, la linotte mélodieuse, le pipit rousseline et le pipit spioncelle.
En une trentaine d'années, depuis le reboisement, une dizaine d'espèces, initialement présentes uniquement sur le versant septentrional du Ventoux, ont colonisé le versant méridional dont la buse variable, la grive musicienne et le merle à plastron.

#### Reptiles et amphibiens

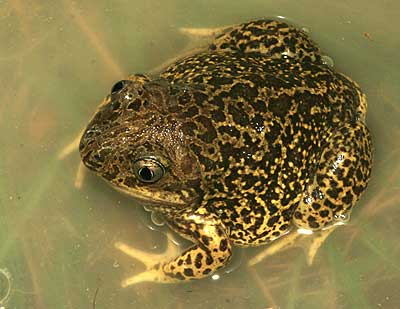
Pélobate cultripède (Pelobates cultripes) ou crapaud à couteau.

Dans le massif ont été répertoriées treize espèces de reptiles dont deux vipères : la vipère aspic et la vipère d'Orsini. S'y ajoutent sept espèces de couleuvres : couleuvre verte et jaune, couleuvre d'Esculape, couleuvre à échelons, couleuvre de Montpellier, couleuvre vipérine, coronelle lisse et coronelle girondine. Quant aux lézards, il en a été relevé quatre espèces : lézard ocellé, lézard vert, lézard des murailles et lézard psammodrome.
Huit espèces d'amphibiens se trouvent dans le Ventoux dont la salamandre tachetée, le crapaud commun, le crapaud calamite, la rainette méridionale, le pélodyte ponctué, l'alyte accoucheur et la grenouille rieuse. Une mention spéciale doit être faite pour le crapaud à couteau ou pélobate cultripède, espèce rarissime, dont le département de Vaucluse est l'un des derniers refuges.

#### Insectes
Le premier entomologiste qui étudie le Ventoux est Jean-Henri Fabre au XIXe siècle. Mais il faut attendre 1978 pour disposer de la première étude sur un groupe d'insectes. Elle est réalisée par Gérard Luquet sur les sauterelles, les criquets et les grillons. Il la poursuit en 2000 sur les lépidoptères. L'entomologiste observe 1 425 espèces de papillons, soit 28 % des 5 100 répertoriées en France. Dans ce panel, quatre espèces ne sont connues que dans le Ventoux, dix-neuf y ont été répertoriées puis identifiées par ailleurs et vingt-neuf décrites pour la première fois.

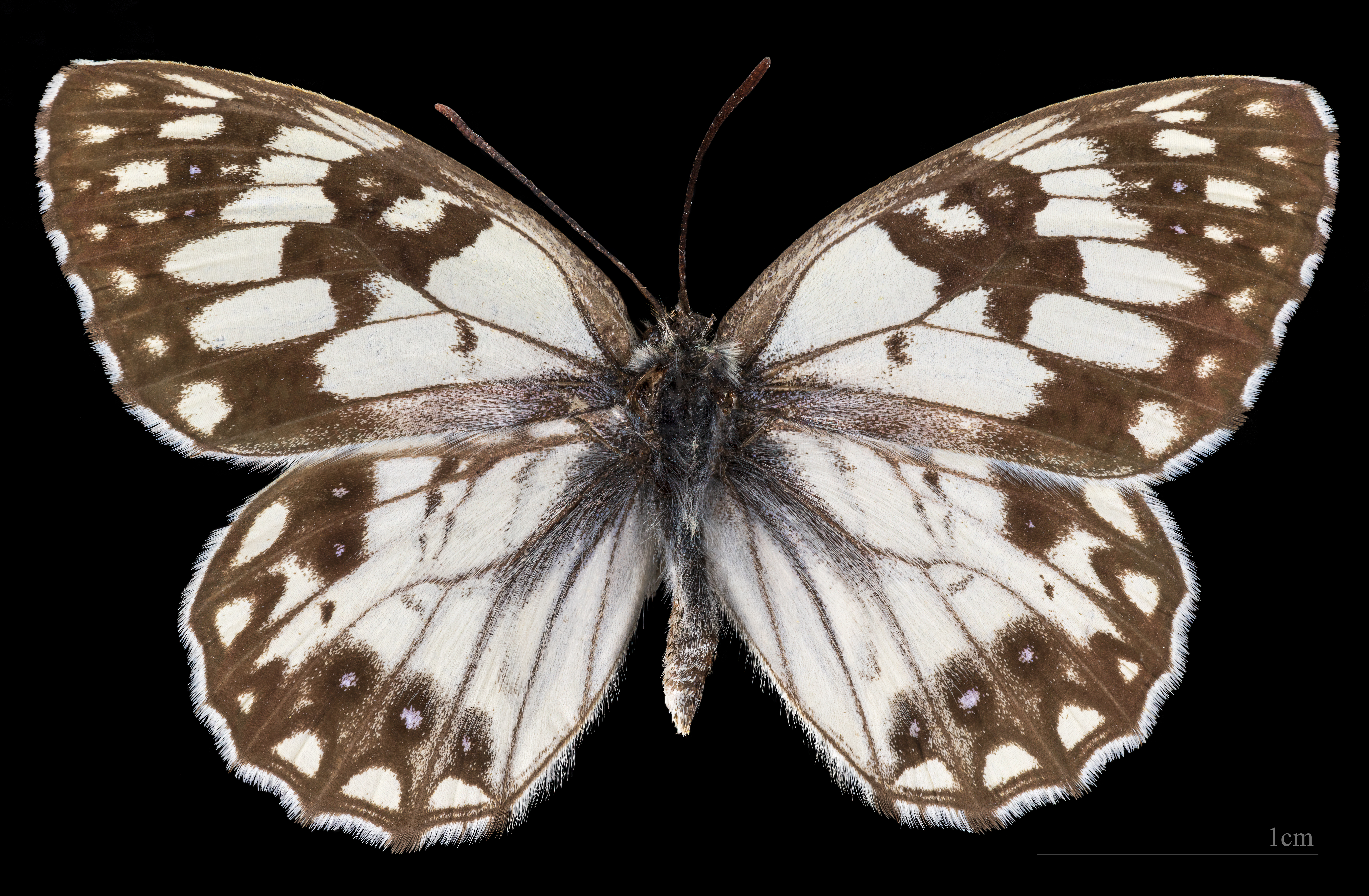
Échiquier de l'Occitanie (Melanargia occitanica).

Ils occupent trois zones bien distinctes. La première qui s'étage jusqu'à 800 mètres d'altitude au sud et 600 mètres au nord, est classée en tant que zone méditerranéenne. Parmi ces lépidoptères, les plus remarquables sont le zygène de la millefeuille, l'alexanor, le machaon, la vanesse de l'ortie et le citron, ainsi qu'une espèce du genre Zerynthia. Les coléoptères sont représentés par la cétoine dorée et par le genre Trichodes, les criquets par l'œdipode turquoise et l'œdipode à ailes rouges. Dans cette zone trois espèces sont endémiques : un papillon diurne, l'échiquier de l'Occitanie (Melanargia occitanica), et un nocturne, Orenaia ventosalis, auxquels se joint un criquet, l'arcyptère provençale (Arcyptera kheili).
Au-dessus, se trouve la zone subalpine au couvert de pins noirs et de chênes blancs. Sa faune la plus remarquable comprend parmi les sauterelles, Euthystira brachyptera ; pour les coléoptères, le dorcadion, Acanthocinus aedilis et Rhagium inquisitor et pour les papillons, une espèce de mélitée.
Dans la zone alpine se distinguent parmi les lépidoptères Hipparchia semele et deux espèces endémiques, Elophos unicoloraria occidentalis et Colostygia stilpna, ainsi que la rosalie des Alpes (Rosalia alpina) et le carabe du Ventoux (Carabus auratus honnoratii natio fabrei f.i. ventouxensis) pour les coléoptères. Le pierrier sommital a été colonisé par deux des 64 espèces de fourmis qui se trouvent sur les pentes du Ventoux, Formica lemani et Tetramorium caespitum. On y trouve aussi le criquet Stauroderus scalaris et deux papillons, l'apollon (Parnassius apollo) et le mélitée orangée (Melitae diadema).

### Massif central et Cévennes

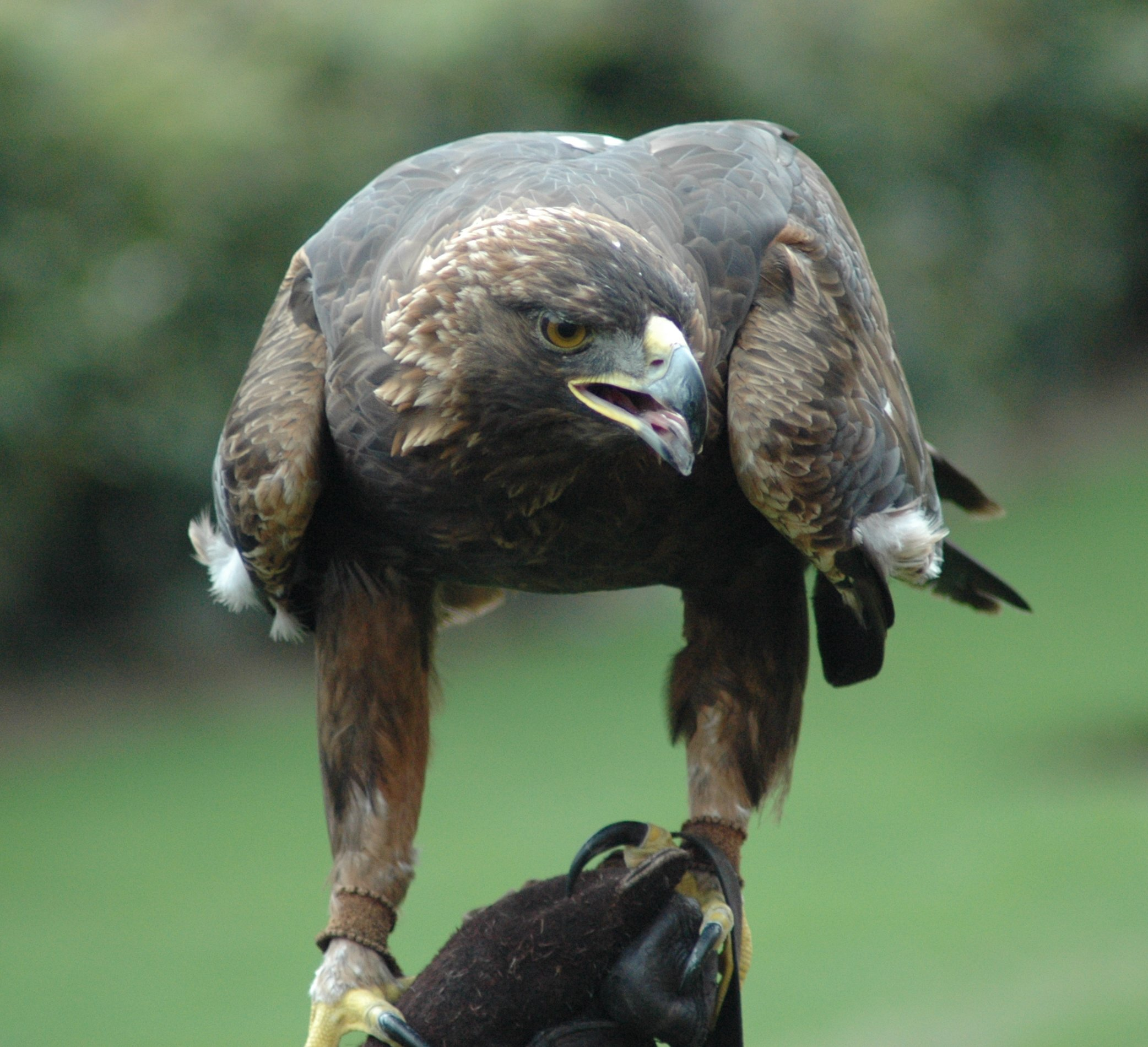
Aigle royal.

Comme la végétation, et probablement davantage qu’elle, la faune du Massif central a été modifiée par l’Homme. Du fait de la diversité des biotopes, du contact entre milieux océaniques, continentaux et méditerranéens ainsi que des interventions anthropiques, le Massif central est aujourd’hui porteur de biodiversité et d’une grande quantité d’espèces animales. Certaines ont été décimées, comme la loutre, le busard cendré, l’aigle royal, la cistude d'Europe ou le râle des genêts. D’autres ont été introduites avec succès sur les hauts sommets volcaniques (Sancy, Cantal, Mézenc) ou cristallins, comme la marmotte, le mouflon ou le chamois. Le grand-duc, qui s’était raréfié, a retrouvé un certain dynamisme dans les escarpements rocheux des vallées de montagne, tout comme le faucon pèlerin (Cantal, Corrèze). Finalement, mieux protégés, les rapaces sont en augmentation, à l’image du vautour fauve réintroduit dans les gorges des Grands Causses. Cette préservation des biotopes a souvent permis une recolonisation naturelle par de nombreuses espèces : pic noir, chouette de Tengmalm, vautour percnoptère, grenouille rieuse, etc.
Alors que peu d’oiseaux restent sédentaires au-delà de 1 200 mètres d'altitude, beaucoup migrent à travers les hautes terres vers des contrées plus clémentes ; en réalité, le Massif central constitue bel et bien un corridor écologique entre la péninsule Ibérique et le reste de l’Europe.

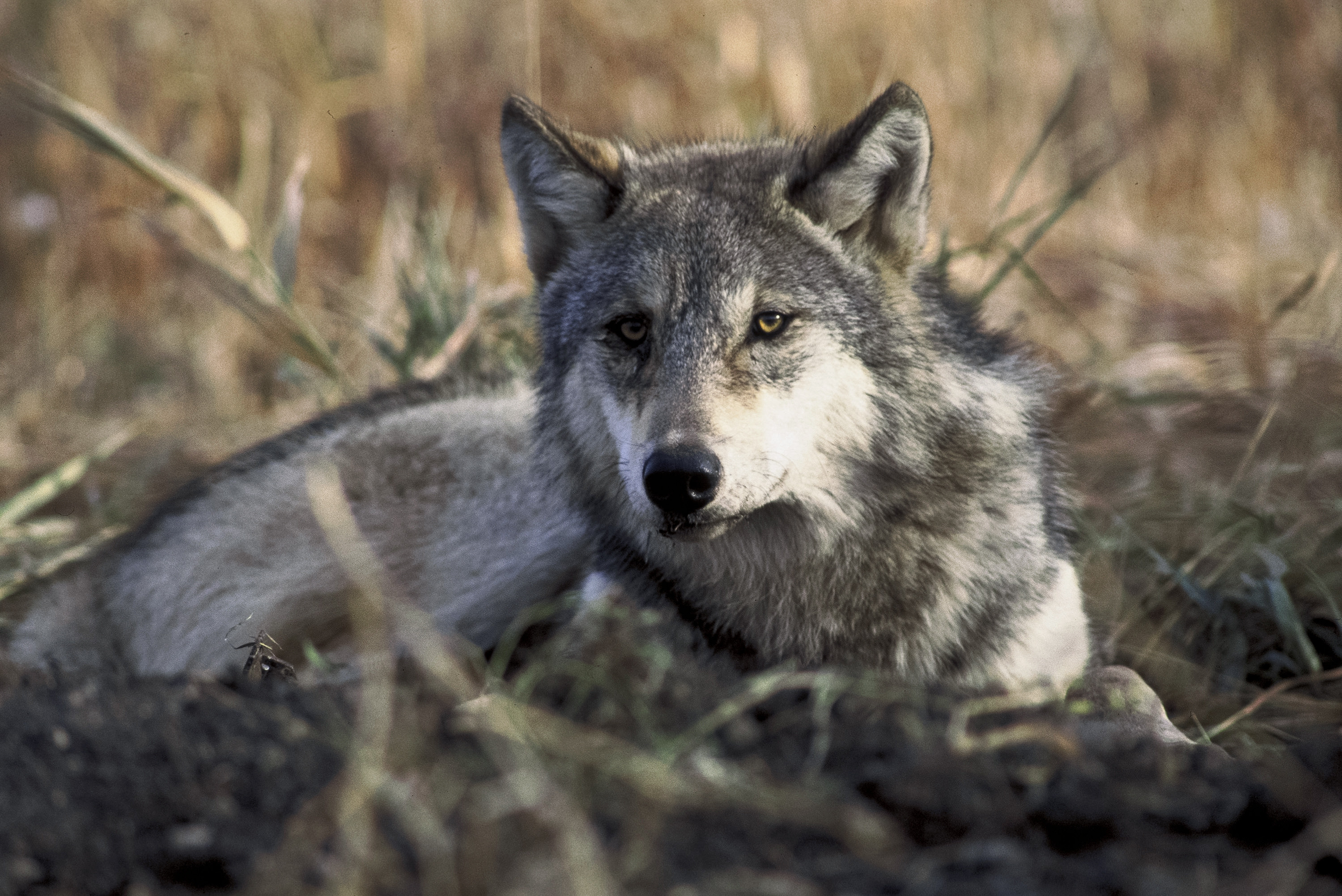
Les traces du loup du Mercantour auraient été trouvées dans le massif central

Malgré leur mobilité, diverses espèces obéissent à des conditions d’habitat bien connues. Le castor est présent dans certaines vallées (Allier, Sioule, Ignon), comme la loutre (Corrèze, Creuse, ouest du Puy-de-Dôme et du Cantal) ou les écrevisses à pattes blanches qui peuplent les rivières non polluées. Le saumon atlantique se retrouve dans la haute vallée de l’Allier. Des espèces rares comme les Merles de roche ou à plastron nichent dans les éboulis des versants des monts d’Auvergne ou du Forez. Dans les grandes forêts, surtout de conifères, la martre est présente dans tout le Massif central.
Les petits mammifères abondent jusqu’à créer une gêne pour l’agriculture : taupe, belette, mulot ou campagnol. Les forêts abritent le sanglier et le chevreuil dont on redoute également les dégâts sur les récoltes. Des plans de gestion de ces populations sont devenus nécessaires. Le blaireau est présent dans le Cantal, dans la Haute-Loire ou dans le Puy-de-Dôme. La belette ou l’hermine sont mieux représentées en Aveyron et en Lozère tandis que la fouine est repérée jusqu’à 1 300 mètres d’altitude dans tout le massif.
Le retour des prédateurs, et notamment du loup, dont les indices de présence se multiplient sur les bordures orientales et méridionales du Massif central, ne laisse pas d’inquiéter chasseurs et éleveurs.
La connaissance de la faune s’est améliorée avec la définition des zones naturelles d’intérêt faunistique et floristique (ZNIEFF) ; des mesures de protection existent d’ores et déjà sur les sites Natura 2000 qui sont nombreux dans les vallées (Allier, Loire), la montagne volcanique, le Forez, la Margeride, le Velay, le Mézenc, la Montagne limousine, les Causses ou les Cévennes.

### Camargue

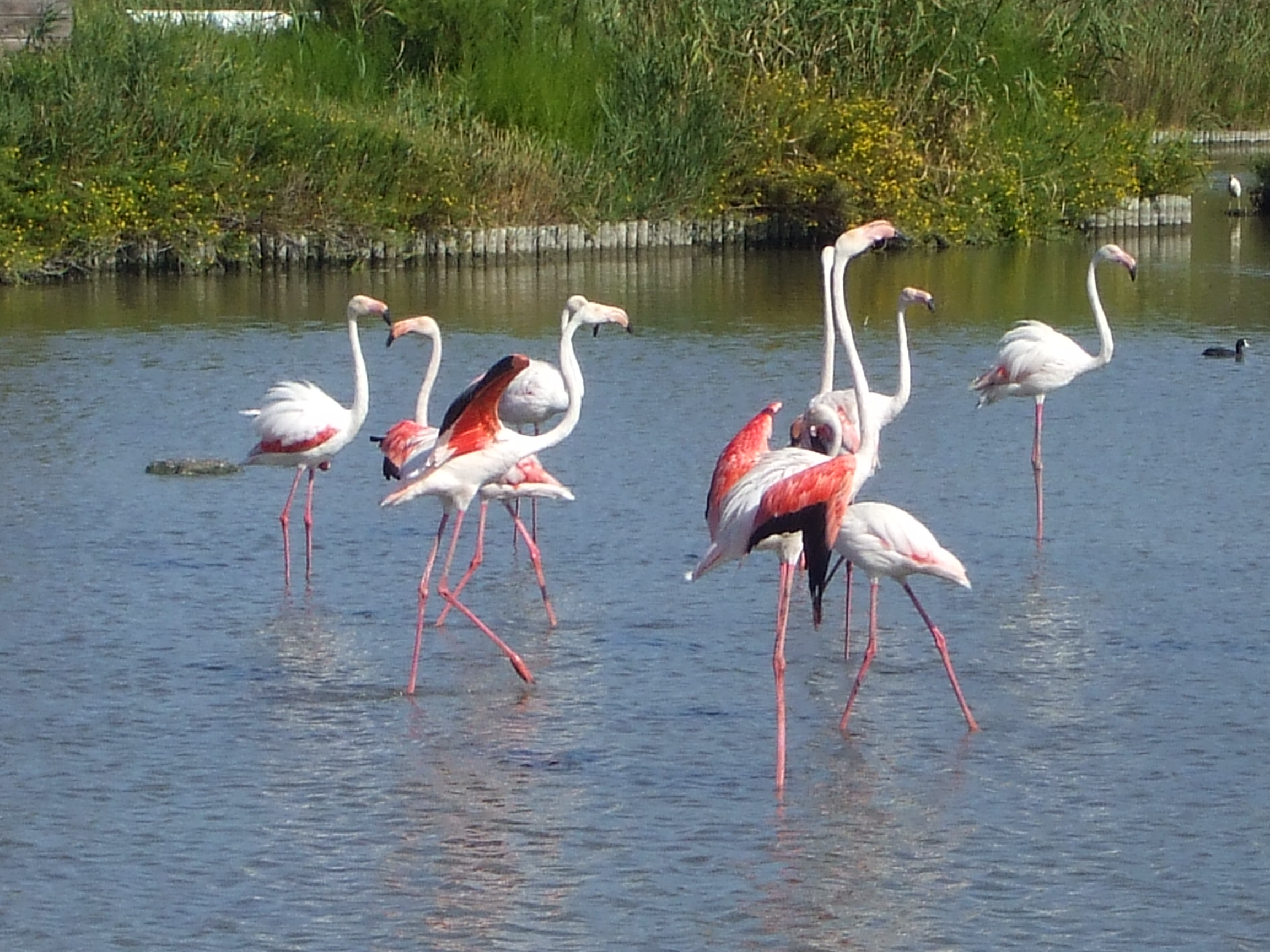
Flamants roses.

La Camargue est un site d'importance européenne et nationale majeure pour les oiseaux locaux, pour les migrateurs et particulièrement pour les hivernants puisqu'il s'agissait en 2000-2005 du premier site français en nombre d'hivernants accueillis chaque année (122 000 oiseaux, devant le Bassin d'Arcachon qui en accueille 105 000). La Camargue est aussi connue pour accueillir le flamant rose.
En 1928 fut créée la réserve botanique et zoologique. L'arrêté ministériel en date du 24 avril 1975 classe officiellement la Camargue en Réserve Naturelle Nationale. Elle est placée sous la protection de la Société Nationale de Protection de la Nature. La zone protégée, essentiellement celle de l'étang de Vaccarès, couvre 13 117 hectares. C'est l'une des plus grandes réserves humides d'Europe. Son habitat regroupe 276 espèces d'oiseaux dont 258 d'intérêt patrimonial.

## Histoire

### Préhistoire

#### Site néandertalien dans les gorges de la Nesque

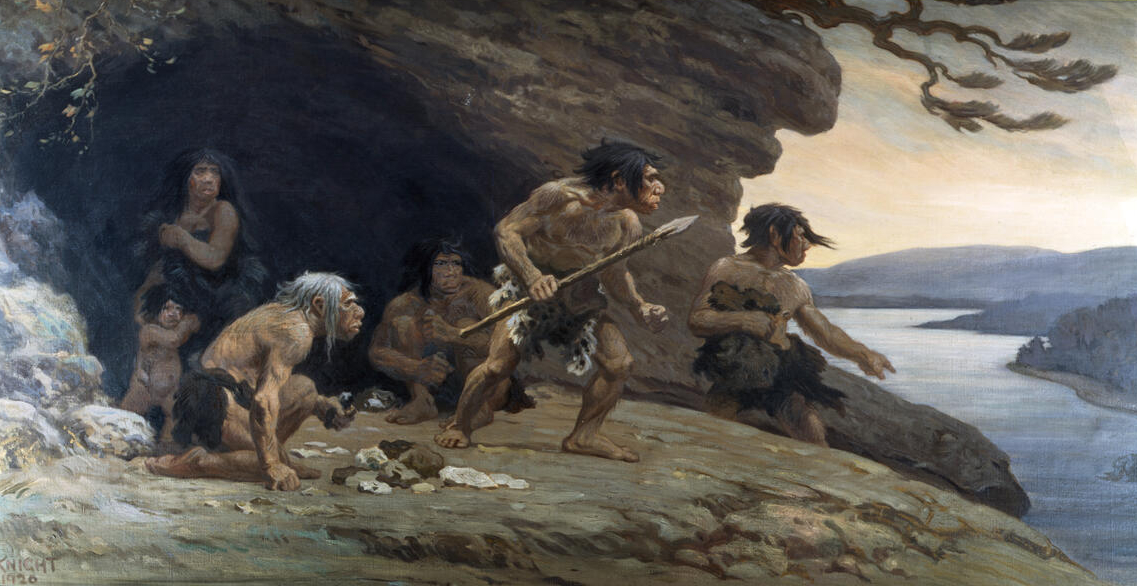
Clan du Moustérien.

Le site du Bau de l'Aubesier dans les gorges de la Nesque a été fouillé dès 1901. Après un temps de latence entre 1964 et 1987, les archéologues, dans le cadre d’un projet franco-canadien et international, ont repris leurs fouilles sous la direction de Serge Lebel de l'Université du Québec à Montréal. La dernière campagne en 2006 a mis en évidence la présence de l'homme de Néandertal et de pré-néandertaliens.
Les fouilles successives ont livré des vestiges de l'industrie lithique du Moustérien et de nombreux restes d’herbivores où dominaient l’aurochs (43-53 %) et le cheval (31-35 %). C'est la plus forte concentration européenne de ce dernier, de plus, la présence du renne, toujours rare à l’Est du Rhône, « indiquent que la Provence a constitué une entité biogéographique particulière durant le Pléistocène moyen ».
Les essences forestières allaient du pin, toujours dominant, au sapin et au genévrier, suivis par des feuillus : hêtre, aulne, noisetier, tilleul. Quant au chêne sa présence était constante.
L'utilisation du feu dans la grotte a été mise en évidence (silex chauffés, charbons végétaux, résidus cendreux, matières osseuses et dentaires brûlées). Les fouilles ont permis de récolter 2 869 os et dents ainsi que trois fossiles pré-néandertaliens. C'est une découverte majeure qui a montré que ceux-ci « possédaient des comportements sociaux et des habiletés technologiques beaucoup plus avancés que ceux connus jusqu’à aujourd'hui ».

#### L'art paléolithique

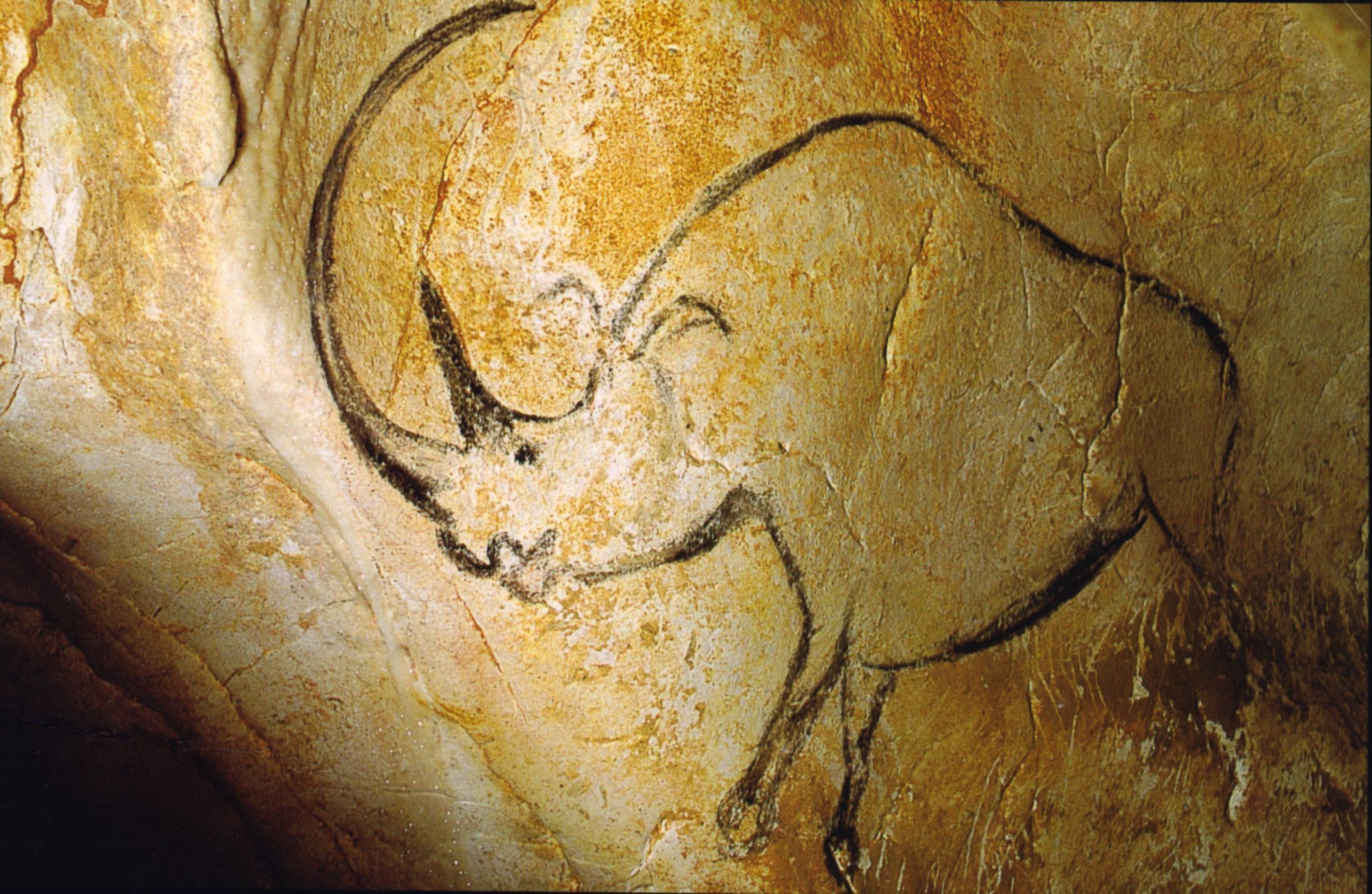
Rhinocéros à grande corne.

La grotte Chauvet est une grotte ornée paléolithique située en Ardèche. Le site comporte 420 représentations d'animaux (peintures, gravures). De nombreuses datations directes par la méthode du carbone 14 ont donné des résultats cohérents proches de 31 000 ans BP. La communauté scientifique admet quasi unanimement que les œuvres de la grotte Chauvet datent de l'Aurignacien et comptent parmi les plus anciennes au monde. La diversité et la maîtrise des techniques dont elles témoignent ont profondément remis en cause l'idée d'un art préhistorique évoluant très lentement et de manière linéaire et ascendante. La grotte est située sur la commune de Vallon-Pont-d'Arc. Elle se trouve au lieu-dit de la Combe d'Arc, qui constitue l'ancien méandre de la rivière Ardèche, avant l'érosion du pont d'Arc. La grotte a été découverte le 18 décembre 1994 par Jean-Marie Chauvet, Éliette Brunel et Christian Hillaire. Avec Lascaux (1940), Cosquer (1991) et Cussac (2000), la grotte Chauvet est l'une des grottes françaises majeures par les qualités esthétiques de ses œuvres. Elle présente également un très grand intérêt scientifique, tant d'un point de vue paléontologique que de celui de l'art pariétal. Les peintures de l'époque aurignacienne témoignent de la maîtrise de techniques très diversifiées (préparation des parois, gravures, tracés digités, mains positives, peintures, estompes, recherche de la perspective, etc.). Les thèmes abordés sont essentiellement animaliers, comme c'est généralement le cas dans l'art paléolithique.

#### Le plus ancien village agricole de France

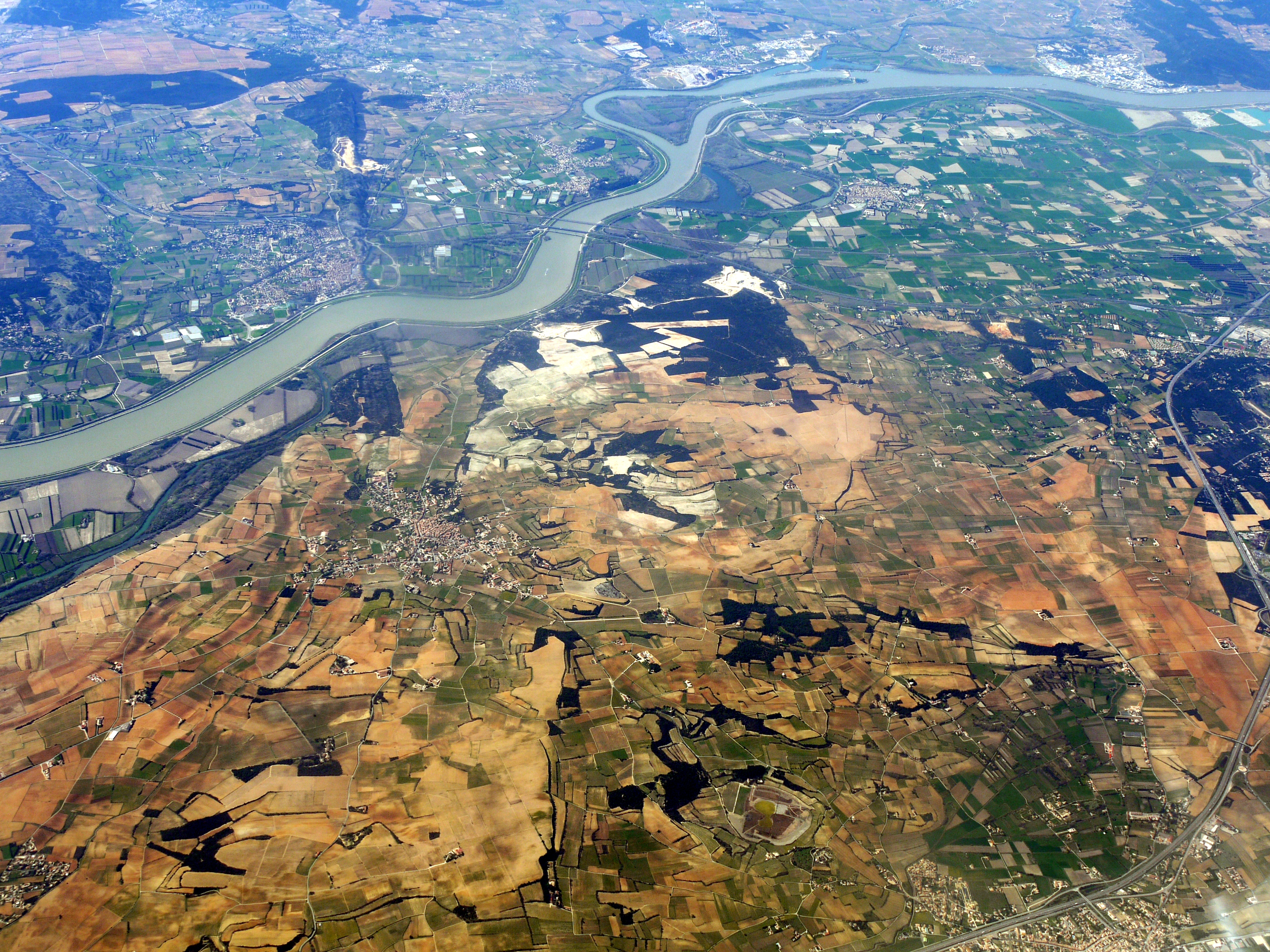
Le plus ancien site néolithique de France entre Courthézon et Châteauneuf-du-Pape.

C'est sur la commune de Courthézon que le plus ancien site néolithique de France a été découvert en 1971 au « Mourre de Pradel » sur le site du Baratin. Il a été daté du VIe millénaire avant notre ère et est situé en bordure ouest de la plaine de l'Ouvèze, entre le massif collinaire de Châteauneuf-du-Pape à l'est où il constitue « une zone en forme de doigt pénétrant le massif » et les terrasses molassiques de Carpentras à l'ouest. Les premières fouilles sur ce site ont eu lieu de 1970 à 1972 sous la direction de Jean Courtin. Après une interruption de dix-neuf ans, elles ont été reprises en 1991 sous la direction d'Ingrid Sénépart. Pour la première fois, ses habitants, qui ont quitté grottes et abris pour s'installer en plaine et construire des cabanes, pratiquent l’élevage et l’agriculture. Leurs poteries décorées avec un petit coquillage se rattachent à la « civilisation cardiale », leurs pratiques pastorales et agricoles aux chasséens, culture autochtone du Midi de la France. Ce groupe qui consommait de 30 à 40 % de viande de chasse, marque le passage de la civilisation cardiale à celle des Chasséens, agriculteurs à 90 %.

#### Des cabanes néolithiques orientées pour résister au mistral

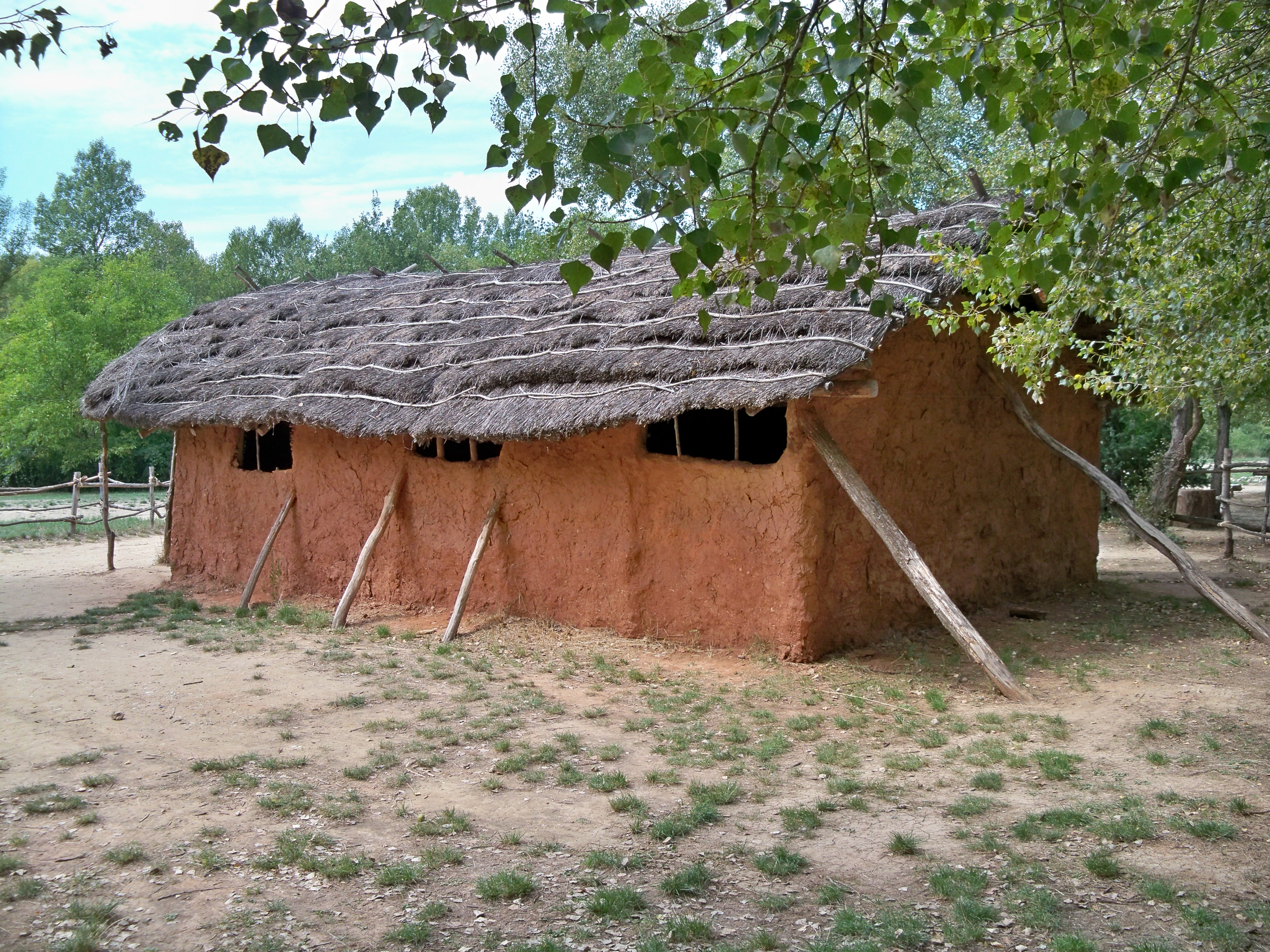
Reconstitution d'une cabane néolithique.

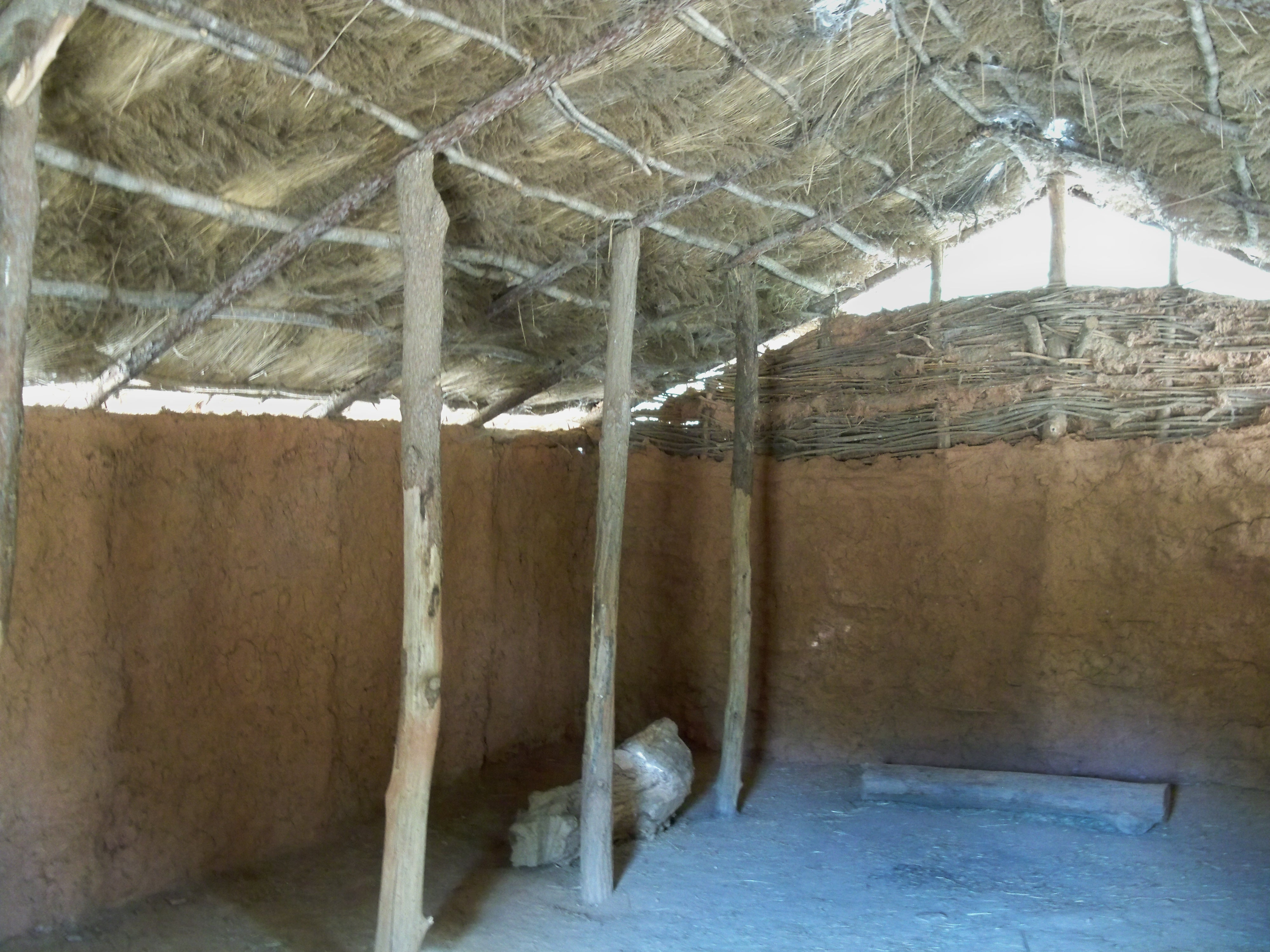
Intérieur d'une cabane néolithique.

Les fouilles faites lors de la construction du TGV Méditerranée ont permis d'étudier sur le site de Lalo, à Espeluche, une des premières implantations néolithiques dans la moyenne vallée du Rhône. Les fouilles, dirigées par Alain Beeching, ont eu lieu dans la partie méridionale de la Valdaine, au confluent du Jabron et de la Citelles, au pied d'une colline orientée plein sud.
Ce site, daté entre -5 600 et -5 000, a permis de dégager des fosses, des foyers en cuvette et des chenaux aménagés pour la circulation de l'eau. Il comportait deux cabanes de plan ovalaire, où ont été retrouvés des objets en céramique et un outillage lithique. L'occupation des cabanes a pu être datée entre -5 200 et -5 000. Elles étaient construites en bois comme l'a prouvé la présence de trous de poteaux verticaux. La plus grande mesurait 10 m par 7,5 m. Elle était recouverte d'un toit asymétrique présentant une pente plus faible au nord pour résister au mistral, l'accès se faisait par la partie méridionale.
La présence à proximité d'une seconde cabane, mal conservée, a suggéré l'idée d'un regroupement. Leur plan circulaire permet d'avancer qu'il s'agissait d'une petite tribu encore à demi nomade ou récemment fixée. La construction des cabanes a pu donc servir soit à un campement hivernal de longue durée soit à une première tentative de sédentarisation.
Sur le site de Blanquet, à Montmeyran, Sylvie Saintot, a fouillé une habitation chasséenne. Orientée Nord-Sud, elle avait été construite en bois comme en ont témoigné les trous de poteaux. D'une longueur de 20 mètres sur 12 mètres de large, sa structure et son orientation étaient prévues pour résister au mistral.
L'équipe des archéologues a exhumé et identifié un broyon en calcaire, neuf formes de céramique dont une marmite et six vases, ainsi que trois silex taillés (grattoir et lamelles). Cette habitation isolée appartenait à un vaste ensemble comme l'atteste le nombre de silex retrouvés jonchant le sol aux alentours. Ce site a pu être daté de la première moitié du IVe millénaire avant notre ère. Ce qui correspond au Néolithique moyen II.

#### Stèle anthropomorphe
La même équipe d'archéologues, à Chabrillan, sur le site de la Prairie, a mis au jour une dalle anthropomorphe du Néolithique. Elle reposait aux côtés d'un foyer et d'une fosse contenant le squelette d'un chien. Taillée dans un calcaire gréseux, elle mesurait 45 centimètres de long, 31 centimètres de large et avait une épaisseur de 13 centimètres. Elle a été datée du chasséen ancien.
Elle évoque un personnage stylisé avec une face en relief, des yeux en retrait et un front proéminent. Sur les côtés de la dalle ont été incisés des bras parallèles et droits. Le torse, peut être féminin, est légèrement dégagé par rapport à la surface ce qui suggère des seins.
La dalle était prévue pour être plantée dans le sol puisqu'elle est taillée en pointe à la base. Ce type de figuration s'apparente à celles retrouvées en Languedoc, en Provence dans le Comtat Venaissin et à Avignon. Rien ne permettant de lier cette représentation anthropomorphe à un rite funéraire humain, soit elle a pu identifier l'occupante de l'habitation, soit symboliser un personnage féminin de statut important.

#### Les mangeurs d'escargots

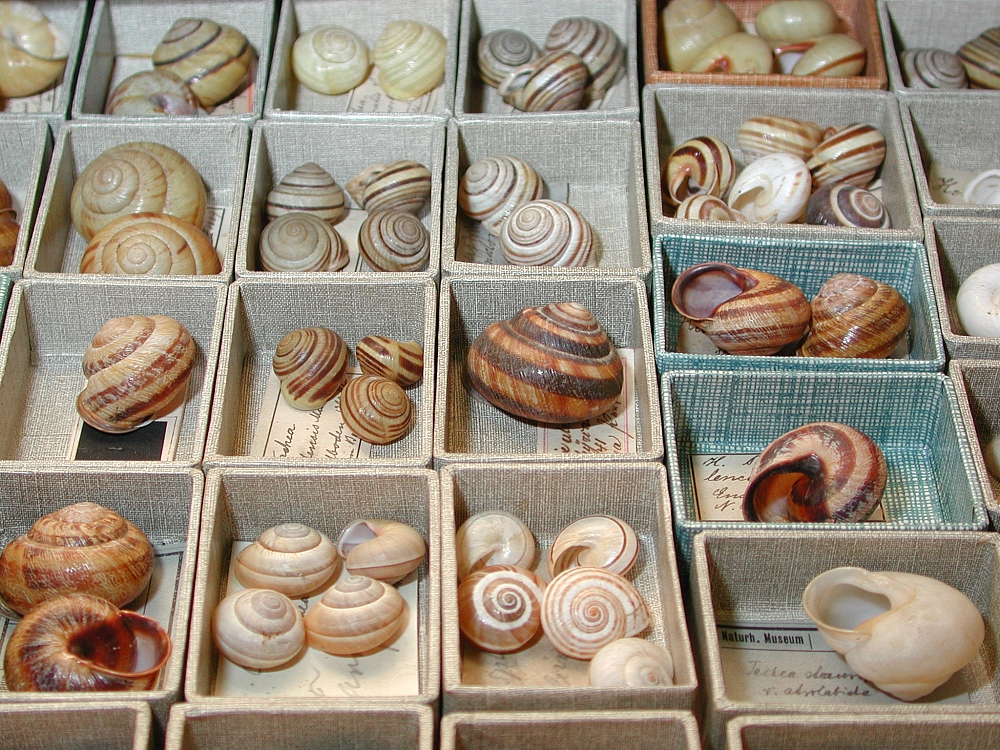
Collection de conchyliologie.

La consommation des gastéropodes fut constante dans la Préhistoire, puisque cette pratique des chasseurs-cueilleurs fut continuée avec la naissance de l'agriculture. Entre 1994 et 1997, lors des chantiers de fouilles précédant la construction de la ligne TGV en moyenne vallée du Rhône, leurs coquilles furent découvertes en si grande quantité qu'elles ont permis de faire faire une avancée importante à la malacologie. Sur le site du Serre 1, à Roynac, dans la vallée de la Valdaine, furent trouvés en quantité des coquilles d'escargot de Bourgogne. Leur consommation s'est étendue du Néolithique cardial, naissance de l'agriculture, au Bronze final, constitution de l'habitat groupé.

#### Les fosses du bronze
Des fouilles préventives au passage de la ligne du TGV Méditerranée sur la commune de Roynac, ont eu lieu de mai à septembre 1996. Elles se sont déroulées au lieu-dit le Serre 1 et ont été réalisées par Joël Vital et son équipe d'archéologues. Sur quatre mètres de profondeur, sur ce site de la Valdaine, avaient été repérés 9 niveaux d'occupation humaine qui s'étageaient du Néolithique au Moyen Âge.
Trois surfaces archéologiques intéressaient l'âge des métaux. La S 1 (Serre 1) relevait seule du Bronze ancien. Ce site fut occupé de -2200 à -1800 avec un pic situé entre -2150 et -2000 par datation au C14. Sur cette surface _ près de 5 800 m2 décapés - ont été identifiés plusieurs centaines d'aménagements humains. Seuls 1 600 m2 ont été fouillés.
L'occupation humaine s'est caractérisée par le creusement de nombreuses fosses. Une cinquantaine ont été utilisées comme silos, ce qui a permis de retrouver dans le fond des céréales carbonisées. Une autre cinquantaine a servi à d'autres fonctions et pour un certain nombre d'entre elles de dépotoir à reliefs de repas puisqu'il y a été identifiés des os de suidés et de bovidés. Trois fosses ont été aménagées en four de combustion. Ces installations sont à mettre en relation avec l'identification d'éclats et de gouttes de bronze qui ont été exhumés sur place. L'habitat était en bois puisque 150 trous de calage de poteaux ont été comptabilisés. La fouille a mis au jour nombre de récipients de céramique à fort volume pour le stockage personnel, ainsi que les vestiges de deux bâtiments comportant un grenier surélevé pour le stockage communautaire.
Contrairement à d'autres sites du Bronze, celui-ci ne semble pas avoir privilégié son implantation sur un grand axe de communication, mais plus pour la facilité de se fournir en minerai métallifère par les vallées du proche massif alpin.

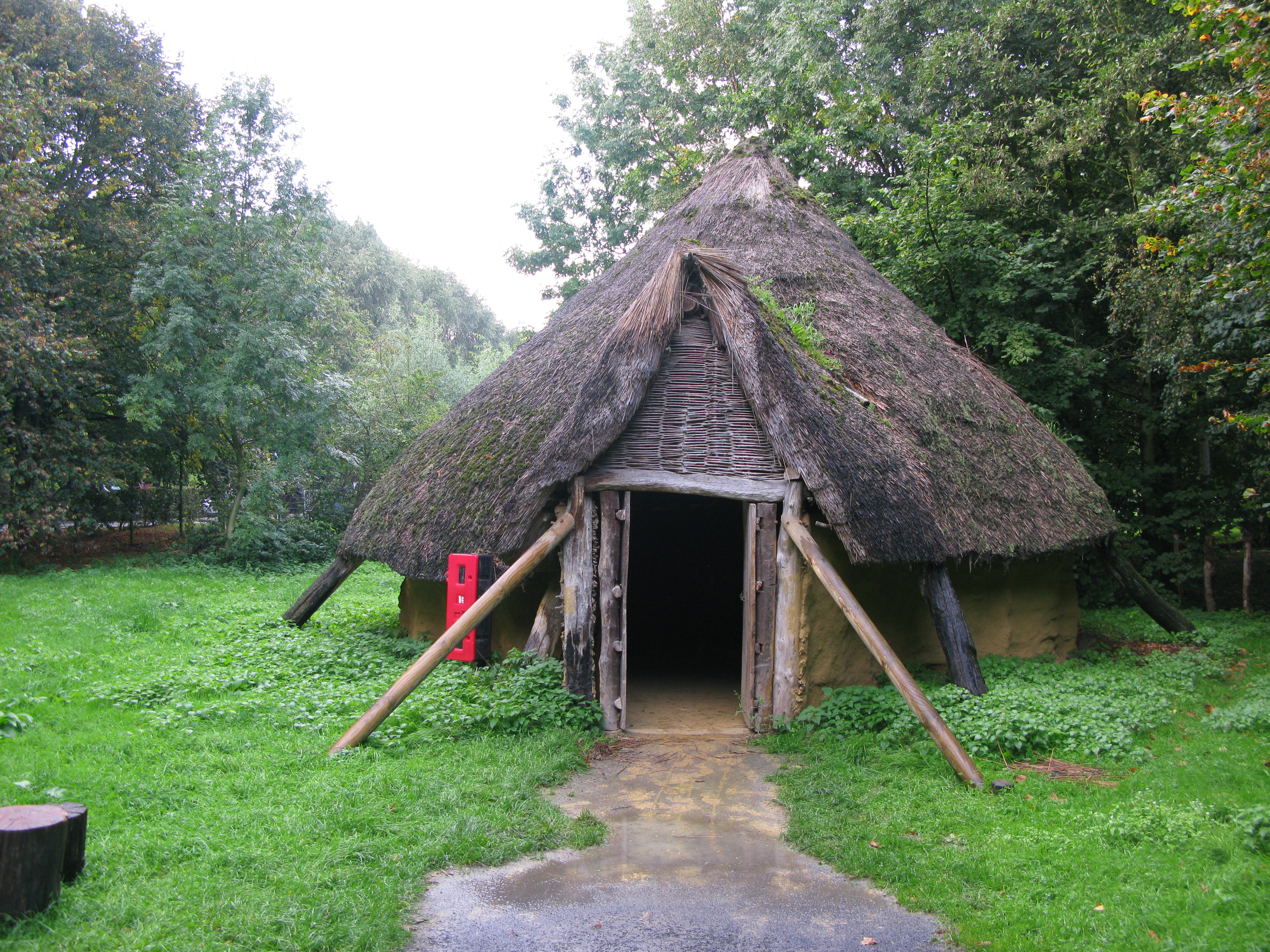
Reconstitution d'une habitation de l'âge de bronze
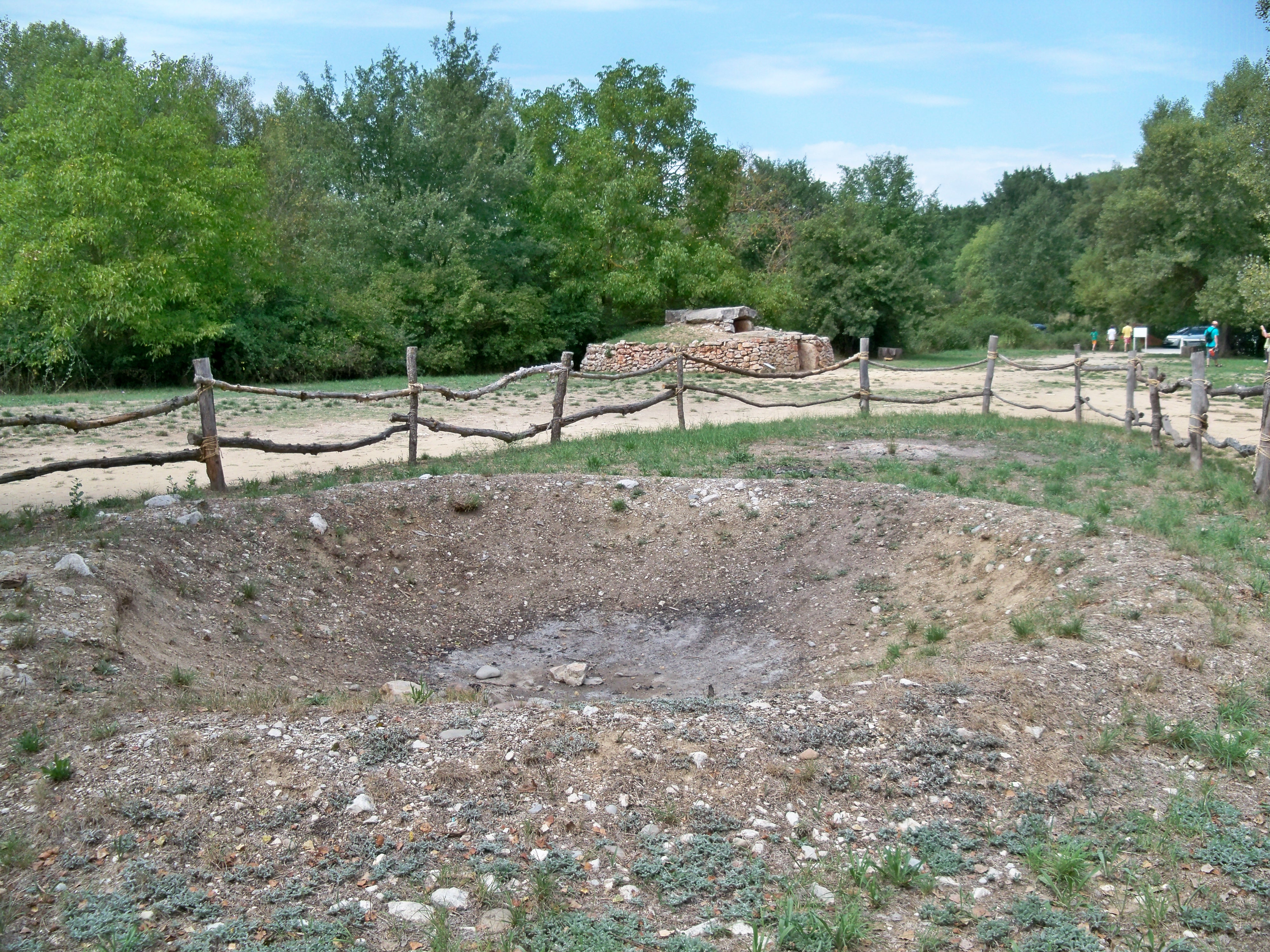
Fosse avec reliquat de combustion

#### Site hallstattien en vallée du Rhône

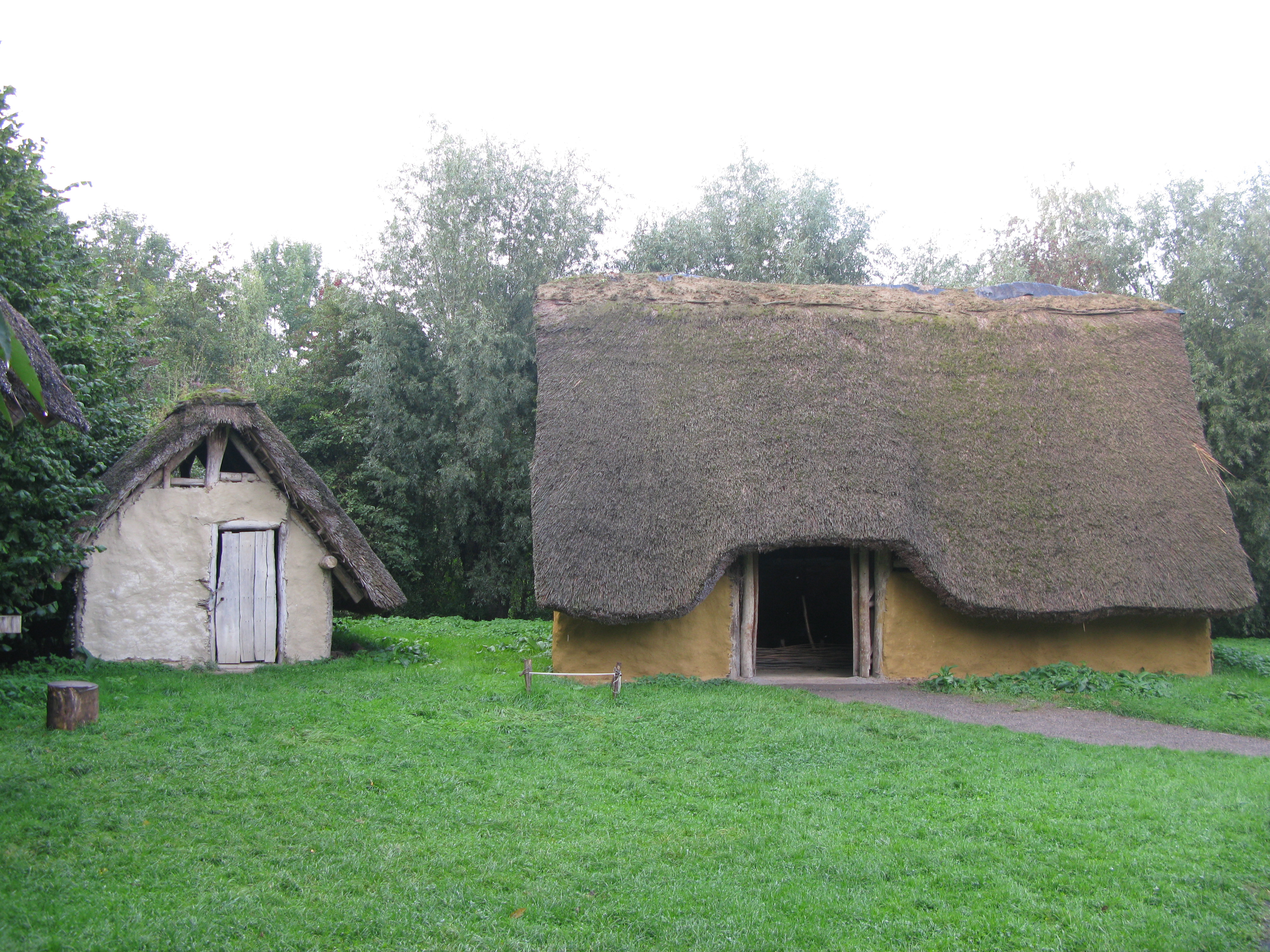
Reconstitution d'une maison à l'âge de fer.

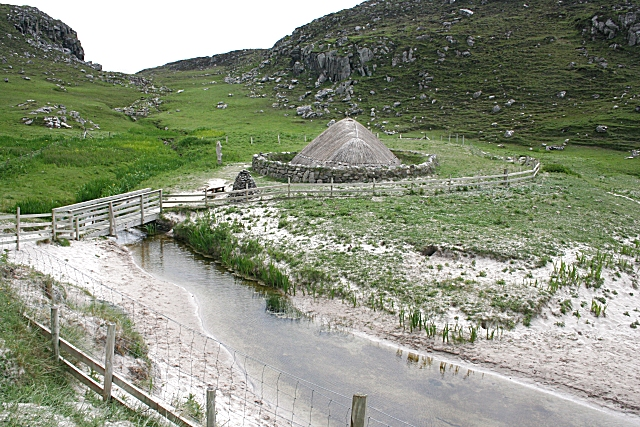
Reconstitution d'un village à l'âge du fer.

Une fouille préventive au passage du TGV Méditerranée sur la commune de Crest a été réalisée entre novembre 1995 et juin 1996 par Jean-Michel Treffort et son équipe d'archéologues. Le site fouillé, dénommé Bourbousson 1, situé sur la rive droite de la Drôme, a permis d'identifier un habitat hallstattien daté du Ve siècle avant notre ère.
Sur ce site fréquenté dès le Néolithique, a été mis en évidence les conditions du développement de l'agriculture (épierrement et murs de pierre sèche délimitant les champs, terrasses de culture). Réoccupé dans la première moitié du Ve siècle, il s'y développa un habitat groupé, qui a pu être parfaitement daté grâce à la présence de céramique d'importation de Grèce et d'amphores massaliotes, ainsi que par des objets métalliques (fibules). L'occupation fut de courte durée, celle d'une génération, entre -500 et -440, mais permis l'édification de plusieurs bâtiments en terre et en bois ayant chacun une surface approximative de 40 m2.
Les bâtiments sont de deux types. Le premier suit un tracé rectangulaire, ses murs sont en colombage hourdé de terre et le toit à deux pans. Le second type, qui correspond à l'architecture protohistorique du domaine alpin, utilise un cadre de poutres reposant sur un substrat de galets. Entre ces bâtiments qui constituaient un village, existaient différentes parties domestiques (fosses-silos, greniers) et des allées ou chemins empierrés.
La fouille du site a permis de recueillir 24 000 tessons de céramique, dont 95,5 % non tournées. La céramique tournée était d'importation (amphores massaliotes et poteries attiques à vernis noir). Il fut aussi exhumé 200 objets métalliques, dont nombre de parures typique de la civilisation de Hallstatt. L'outillage lithique était composé de meules en grès ou en basalte, de polissoirs et de petites enclumes. Un seul outil, une aiguille à chas, était en os.
Bourbousson 1, situé au débouché d'une importante voie transalpine qui se croisait avec une piste protohistorique menant de Massalia à Lugdunum, est le témoignage de l'influence hallstattienne en vallée du Rhône. Il marque la frontière entre la vallée de la Drôme et le Tricastiin où, à 40 kilomètres, se trouvent Le Pègue et l'oppidum Saint-Marcel sous influence méditerranéenne.

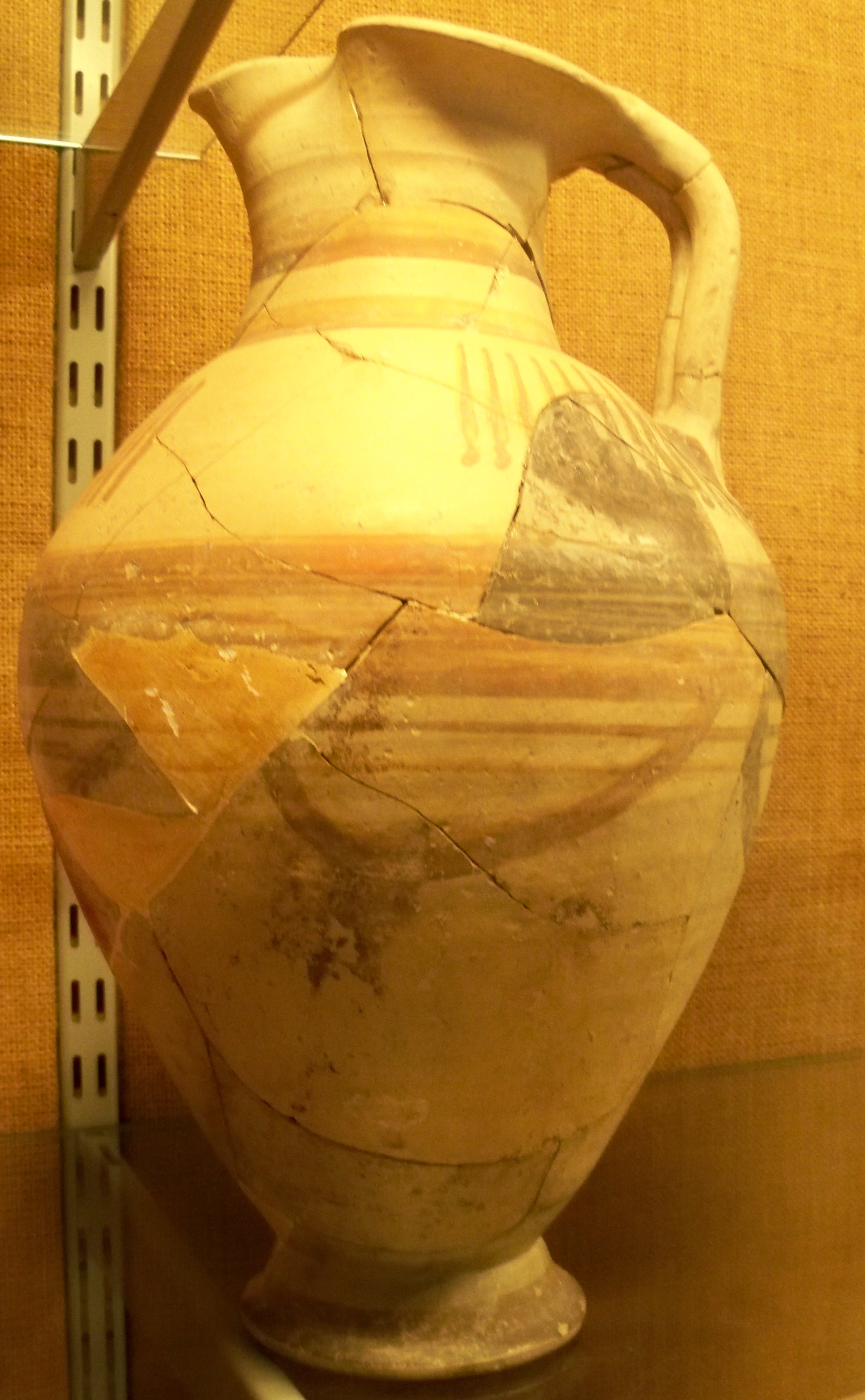
Œnoché à décor pseudo-ionien.

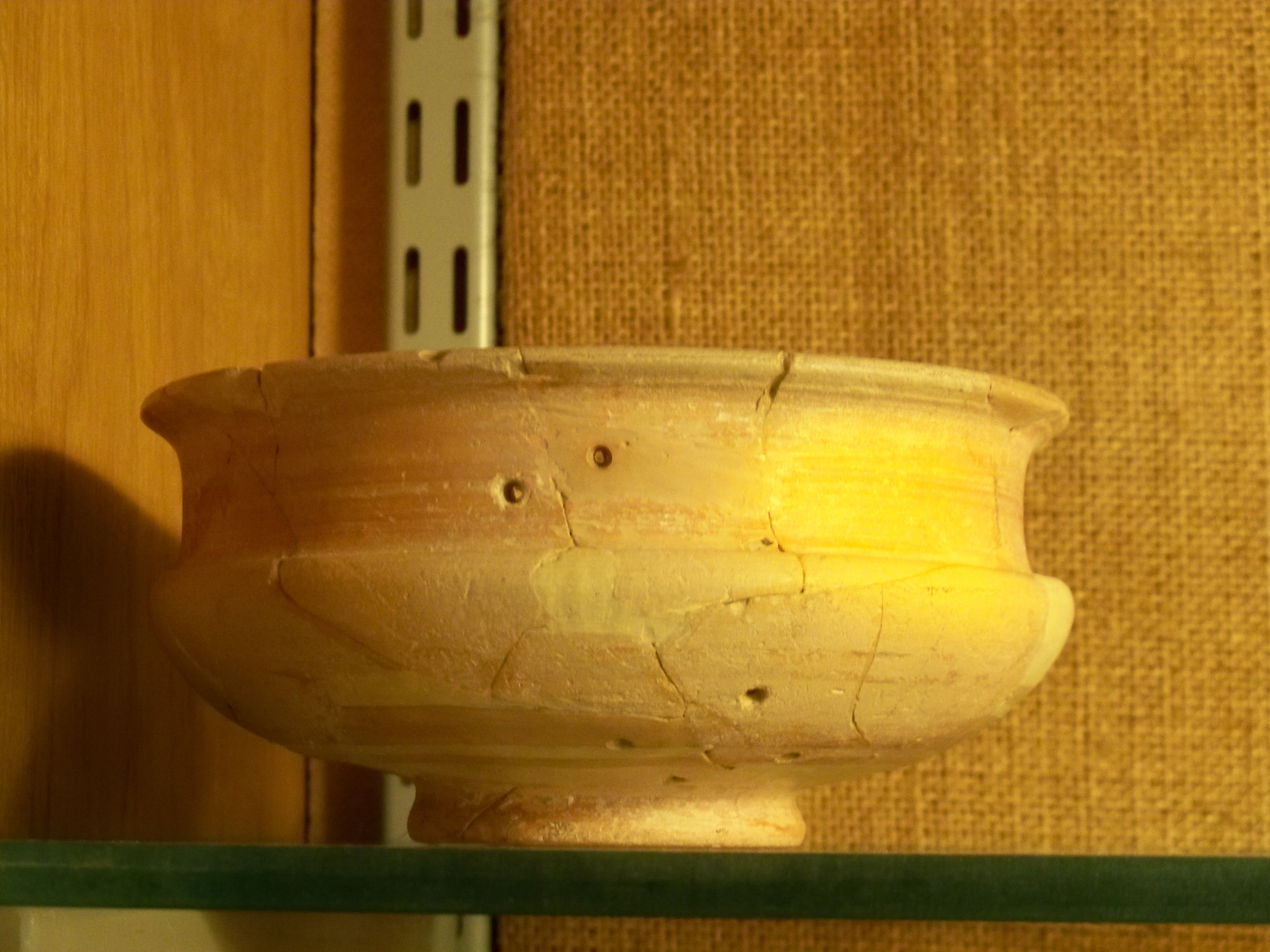
Vase à vin.

#### Céramiques pseudo-ioniennes en vallée du Rhône
L'oppidum Saint-Marcel, situé sur la commune du Pègue, dans la Drôme provençale, est un emporion (comptoir commercial grec) qui a été en relation avec Massalia du VIe siècle avant notre ère jusqu'à l'an -49. Il est remarquable pour ses différentes poteries pseudo-ioniennes qui ont mis en évidence un important commerce du vin entre les Phocéens et les tribus autochtones de la basse vallée du Rhône.
Des ateliers indigènes, s'inspirant des productions de céramiques grecques par l'intermédiaire des Phocéens de Massalia, ont produit des poteries tournées, en pâte claire micacée, particulièrement des œnochoés et des vases à vin. Ces céramiques locales portent toutes un décor peint, avec un registre allant de la bande ocre au développement de formes figuratives, qui furent majoritaires. Il est d'ailleurs à noter que ces récipients vinaires ont gardé dans leurs formes de fortes influences gauloises (coupes carénées).

### Antiquité

#### Le passage du Rhône par Hannibal

Hannibal traversant le Rhône.

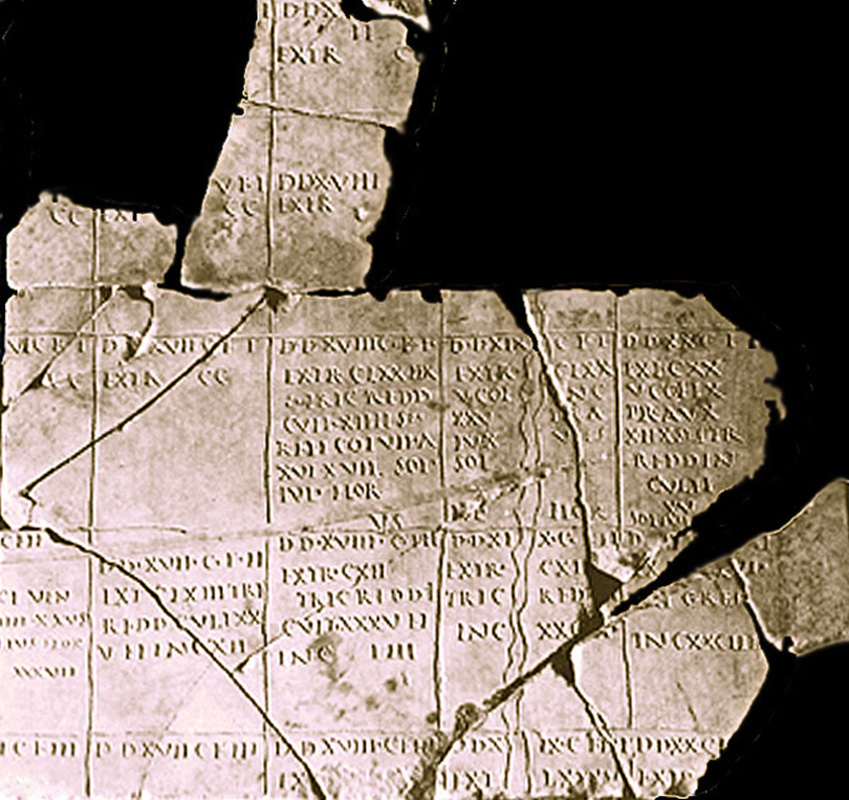
Cadastration en 77 des Insulae Furianae (Caderousse) dans le Cadastre B d'Orange.

Lors de la deuxième guerre punique, après avoir évité de s’attaquer aux villes grecques de Catalogne, Hannibal Barca pénétra en Gaule. On pense que, après avoir franchi les Pyrénées au col du Perthus et établi son campement près de la ville d’Illibéris — actuelle Elne à proximité de Perpignan —, il se dirigea sans encombre jusqu’au Rhône, où il arriva en septembre -218 avant que les Romains ne puissent empêcher son passage, à la tête de quelque 38 000 fantassins, 8 000 cavaliers et 37 éléphants de guerre. L'hypothèse la plus probable est qu'il fit traverser son armée à la hauteur de Caderousse où se situaient les Insulae Furianae selon de relevé B des cadastres d'Orange.
Après avoir évité les populations locales, dont les Voconces qui tentaient d’arrêter sa progression, Hannibal échappa aux légions romaines venant de la côte méditerranéenne en remontant la vallée du Rhône. Rome venant de conquérir la Gaule cisalpine, Hannibal espérait, après avoir traversé les Alpes, trouver un renfort chez les Gaulois du nord de l'Italie.

#### Duplex Arelate
Le musée de l'Arles antique, dit musée bleu, a accueilli du 24 octobre 2009 au 2 janvier 2011 une exposition « César, le Rhône pour mémoire », qui a fait le bilan de vingt ans de fouilles subaquatiques dans le fleuve.
Celles-ci se sont déroulées tant à Arles qu'à Trinquetaille, ports fluviaux et maritimes, connus sous l'Antiquité sous le nom de duplex Arelate, Arles la double. La cité romaine recevait sur les rives gauche et droite du fleuve, voiliers et galères venus de tout le bassin méditerranéen puis redistribuait leurs cargaisons, via le Rhône, la Saône et la Moselle, dans les différentes provinces du nord de l'Europe.
De plus, le port arlésien était organisé pour recevoir tous les bâtiments de commerce en aval ou en amont du pont de barques qui unissaient Trinquetaille à Arles, ce qui obligeait à un déchargement des marchandises et permettait aux nautes arlésiens de récupérer à leur profit le trafic fluvial et maritime.
Entre 380 et 390, le poète Ausone, brosse un portrait de la ville d'Arles dans son ouvrage recensant les 17 villes les plus importantes de l'Empire et fournit probablement la première description de cet ouvrage unissant le double port :

« Ouvre, Arles, douce hôtesse, ton double port, Arles, petite Rome gauloise, voisine de Narbonne et de cette Vienne qu'enrichissent les colons des Alpes. Tu es coupée par le cours impétueux du Rhône au milieu duquel un pont de bateaux forme une place où tu reçois les marchandises du monde romain. Tu ne le retiens pas et tu enrichis les autres peuples et les autres villes que possèdent la Gaule et le vaste sein de l'Aquitaine »

Les objets retirés du fleuve, près de 700, vont des amphores italiques, gauloises, ibériques, contenant vin, huile d'olive ou garum, aux lingots de plomb, en passant par les barres de fer et du bronze ciselé. Les restes d'épaves ont permis de dresser une typologie des navires accostant à la duplex Arelate. Certaines de celles-ci sont remontées à la surface, comme le chaland de 30 mètres de long qui a nécessité trois interventions de relevage le 12 juillet, puis le 1er et le 10 août 2011,. La découverte de pièces exceptionnelles destinées à Trinquetaille, ont permis de comprendre que de quartier d'Arles était pourvu d'une parure monumentale insoupçonnée. Parmi les chapiteaux et futs de colonne gisaient un grand Neptune de marbre, un Bacchus juvénile, une Victoire en bronze doré, une statue de captif d'influence hellénistique et surtout la tête en marbre de Jules César, portrait inédit du fondateur de la colonie romaine d'Arles qui a été daté de - 46.

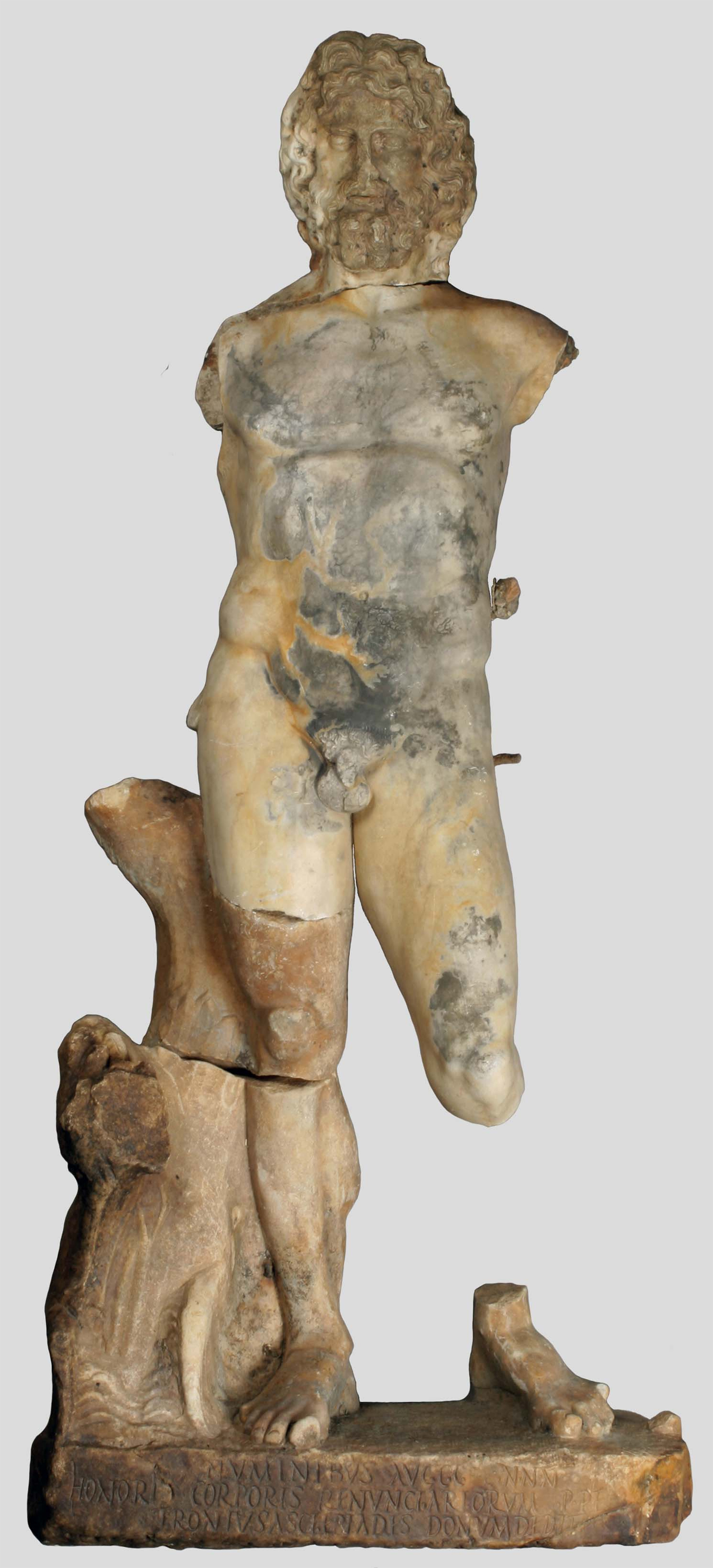
Neptune.
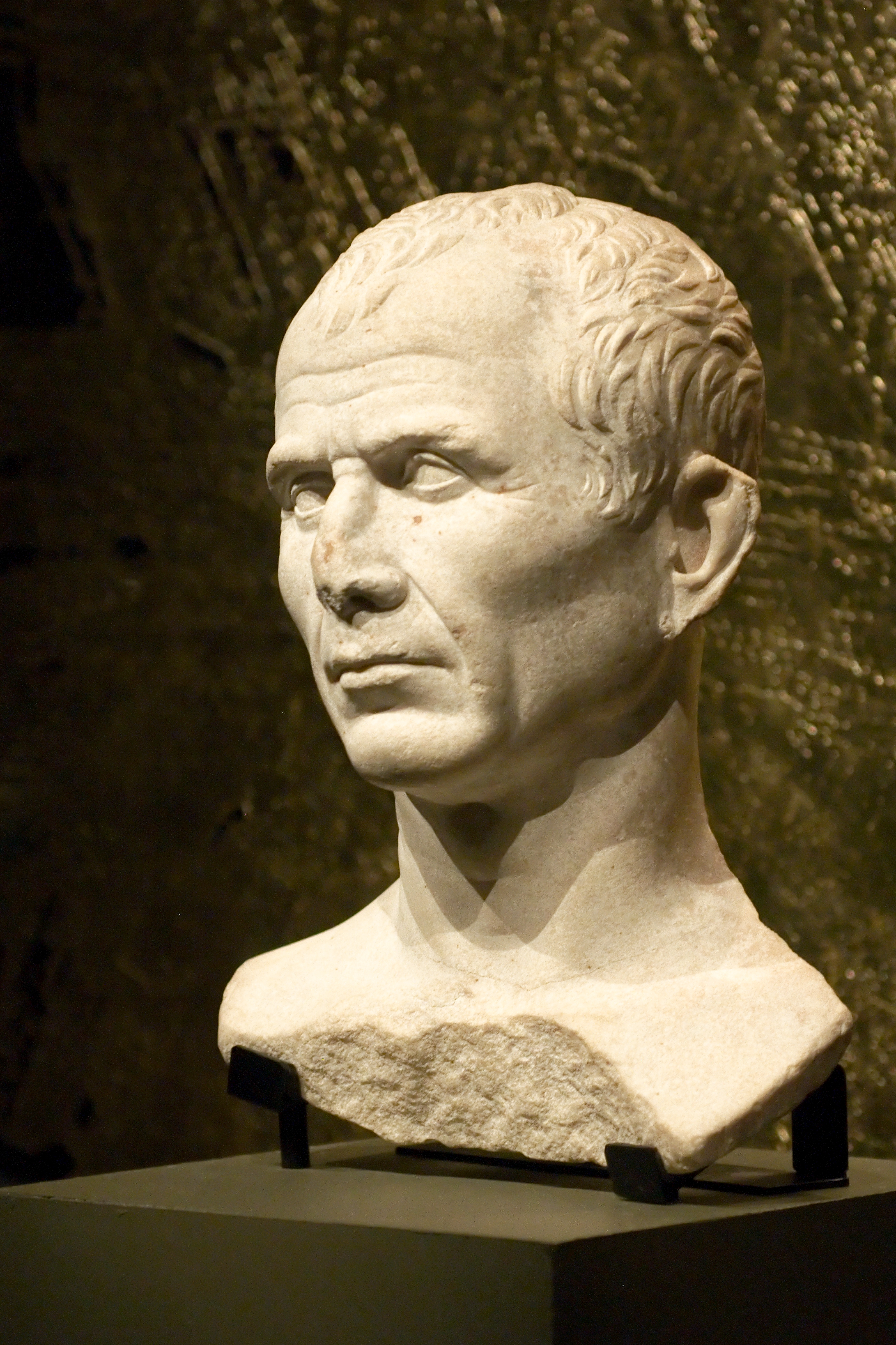
Buste de Jules César, sculpté de son vivant (-46).
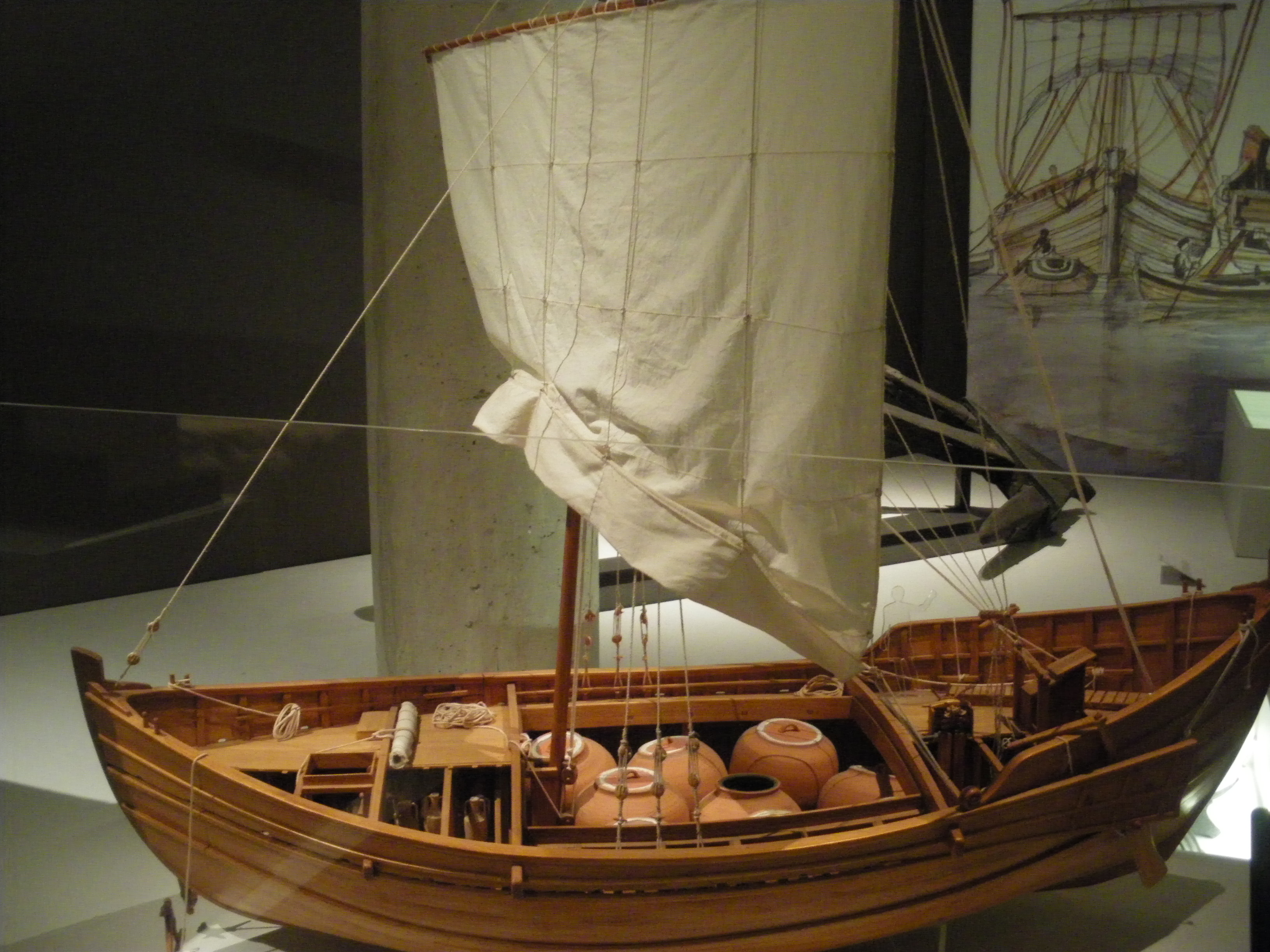
Reconstitution d'un chaland à voile.

#### Via Agrippa et voie des Helviens
La Via Agrippa désigne le réseau de voies romaines en Gaule mis en place par Agrippa, à qui Octave avait confié l’organisation des Gaules. Il rayonnait à partir de la nouvelle implantation stratégique romaine, Lugdunum et comportait une voie vers le sud et Massalia. La date de construction le plus souvent admise se situe entre -16 et -13 avant notre ère.
Cet axe fut complété par la Voie d'Antonin, sur la rive droite du Rhône, ou Voie des Helviens. Elle fut bornée par Antonin le Pieux en 145, c'est-à-dire jalonnée de bornes milliaires placées tous les mille pas, soit 1 478,5 mètres. Son tracé reprenait l'antique chemin gaulois qui drainait, entre le Rhône et le Massif central, les produits de la mer Méditerranée. Cette voie faisait communiquer Valentia (Valence) avec Nîmes et Alba.

#### Les vignobles du Tricastin

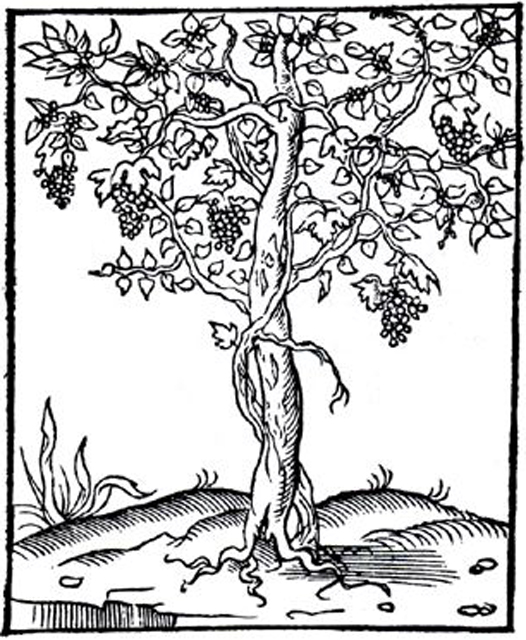
Vigne arbustive sur rumpotin.

Les fouilles préventives sur le tracé du TGV Méditerranée ont permis de retrouver des traces de viticulture antique dans le secteur du Tricastin sud. Une équipe d'archéologues, sous la direction de Philippe Boissinot, a travaillé sur deux sites, celui des Devès et celui des Girardes, sur la commune de Lapalud. Il est à souligner que ces deux ensembles sont inclus dans le cadastre B d'Orange.
Les fouilles ont exhumé des alignements parallèles et équidistants de petits fossés de forme rectangulaires ou carrée. Ce sont ce que les Romains appelaient des scrobes, c'est-à-dire une méthode de plantation de la vigne où le défoncement préalable du terrain était réduit à l'emplacement du futur plant.
Columelle décrit cette forme plantation sur hautain qu'il dit être spécifique à la Gaule :

« Il y a dans les Gaules une autre espèce de plants d'arbres mariés aux vignes, et qu'on appelle rumpotin : il exige des sujets de petite taille et peu garnis de feuillage. L'obier surtout paraît propre à cet usage : c'est un arbre semblable au cornouiller. Au surplus, la plupart des vignerons ont recours, pour le même service, au cornouiller, au charme, à l'orme, et quelquefois au saule. Quant à ce dernier arbre, il ne faut s'en servir que dans les localités marécageuses, où les autres arbres ne prennent que difficilement, parce qu'il altère la saveur du vin. On peut aussi recourir à l'orme, pourvu qu'on l'étête dans sa jeunesse, afin qu'il ne s'élève pas au-delà de quinze pieds »

— Columelle, de Agricultura, V, 7.
Le site des Girardes correspondait à la vaste propriété d'une villa rustica d'une superficie estimée à 35 hectares. Ce domaine se situait à cheval sur quatre centuries du cadastre B d'Orange. Ce sont 5 hectares qui ont été fouillées permettant de dater cet établissement rural du Ier siècle. Les fosses rectangulaires (77 × 60 cm) étaient creusées en rangées espacées de 1,67 mètre. Le centre de chacune de ces fosses l'était de 1,19 mètre. Il a été mis en évidence que des tranchées peu profondes unissaient plusieurs d'entre elles. Ce qui correspond à la technique du provignage. Ce vignoble planté en zone marécageuse va péricliter à la fin du Ier siècle, cédant la place à des espèces arbustives pour ne réapparaître qu'au IVe siècle.

#### La villa viticole du Mollard
La plus importante unité viti-vinicole de l'Antiquité, la villa du Mollard a été mise au jour au sud de Donzère. Elle s’étendait sur deux hectares. L’entrepôt des vins de 70 × 15 m contenait deux travées abritant 204 dolia disposés en six alignements ayant chacune une contenance de 1,2 hectolitre. À chaque extrémité, un grand fouloir de 18,5 m2, y étaient adjoints deux pressoirs.
L’exploitation, qui a été datée entre 50 et 80 de notre ère, produisait 2 500 hectolitres de vin par an. Le rendement des vignes romaines ayant été estimé à 12 hl/ha, le domaine possédait 300 hectares ce qui nécessitait le travail de 150 esclaves.
Tout ou partie de sa production était expédiée par le Rhône en tonneaux, à l’exemple de la scène représentée sur la stèle de Saint-Pierre-ès-Liens de Colonzelle (Ier siècle) toute proche. Située sur le porche d’un prieuré clunisien, elle représente le levage de quatre tonneaux et leur embarquement sur un navire marchand.

#### Pont du Gard

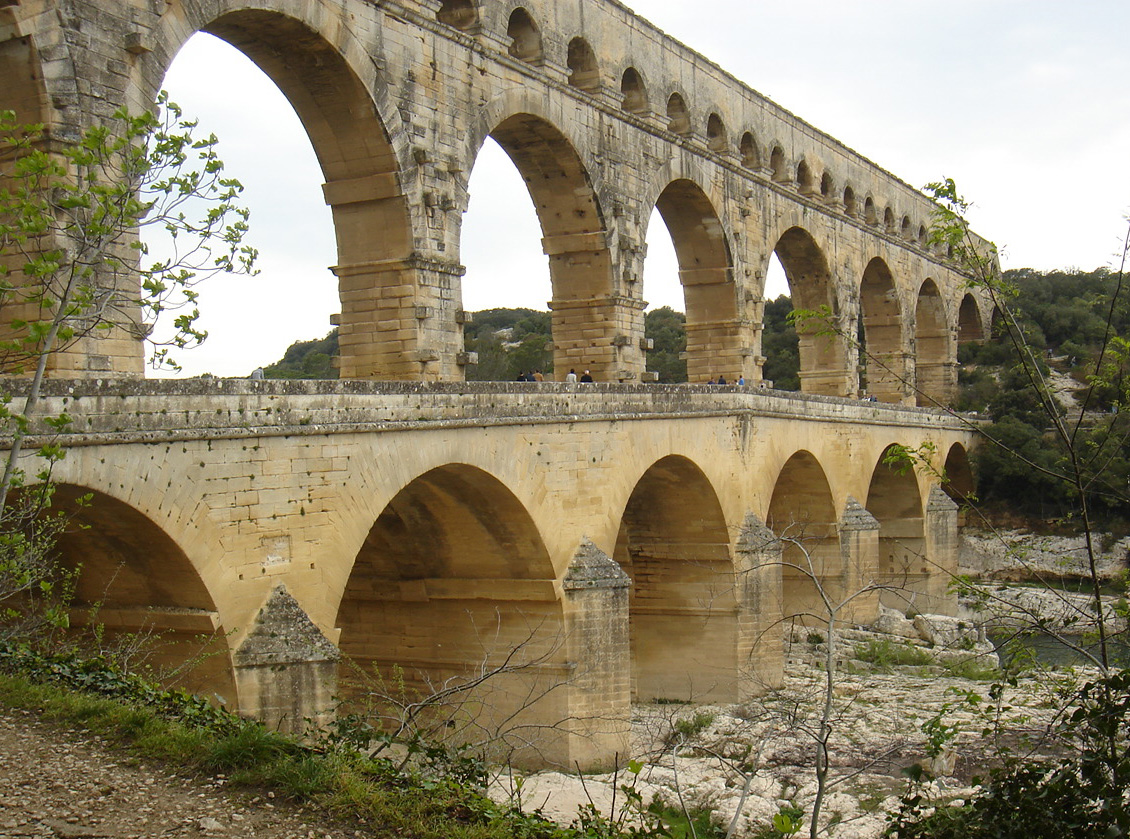
Pont du Gard.

Parcours de l'aqueduc romain de Nîmes.

Le pont du Gard est un pont-aqueduc romain à trois niveaux, situé dans la commune de Vers-Pont-du-Gard, près de Remoulins. Il enjambe le Gardon, ou Gard. Probablement bâti dans la première moitié du Ier siècle, entre les années 40 et 60, il assurait la continuité de l'aqueduc romain qui conduisait l’eau d’Uzès à Nîmes. Les dernières recherches montreraient que son fonctionnement cessa au début du VIe siècle. L'aqueduc de près de 50 km de longueur (49 702 m), apportait l'eau de la Fontaine d'Eure, située au pied d'Uzès, jusqu'à la ville romaine de Nemausus, aujourd'hui Nîmes. Les eaux de la source proviennent en partie de la rivière d'Alzon, qui passe par les environs d'Uzès, et des eaux récoltées du mont Bouquet, situé plus près d'Alès. L'aqueduc proprement dit est un chef-d'œuvre d'ingénierie, témoignage de l'extraordinaire maîtrise des constructeurs anciens : le dénivelé entre les points de départ et d'arrivée n'est que de 12,6 m, la pente moyenne générale étant de 24,8 cm par km. À cause du relief, l'aqueduc serpente à travers les petites montagnes et vallées des garrigues d'Uzès et de Nîmes.

#### Les deux vins des Voconces
Le territoire des Voconces, peuple gaulois, était à cheval sur le département de la Drôme et du nord Vaucluse. Ses principales cités étaient Luc-en-Diois (Lucus Augusti), Die (Dea Augusta Vocontiorum) et Vaison-la-Romaine (Vasio Vocontiorum). Pline l'Ancien, en l'an 77, rédige son Histoire Naturelle où il donne une preuve historique de l'existence de deux vins produits dans cette région. Le premier est un vin doux (vinum dulce), dont il explique qu'il est issu d’un cépage récolté tardivement ; le second est un vin pétillant (aigleucos). Le naturaliste en indique la raison : on arrêtait sa fermentation en plongeant les dolia (jarres de vin) dans l'eau froide, jusqu'à l'hiver.

#### Une auberge gallo-romaine

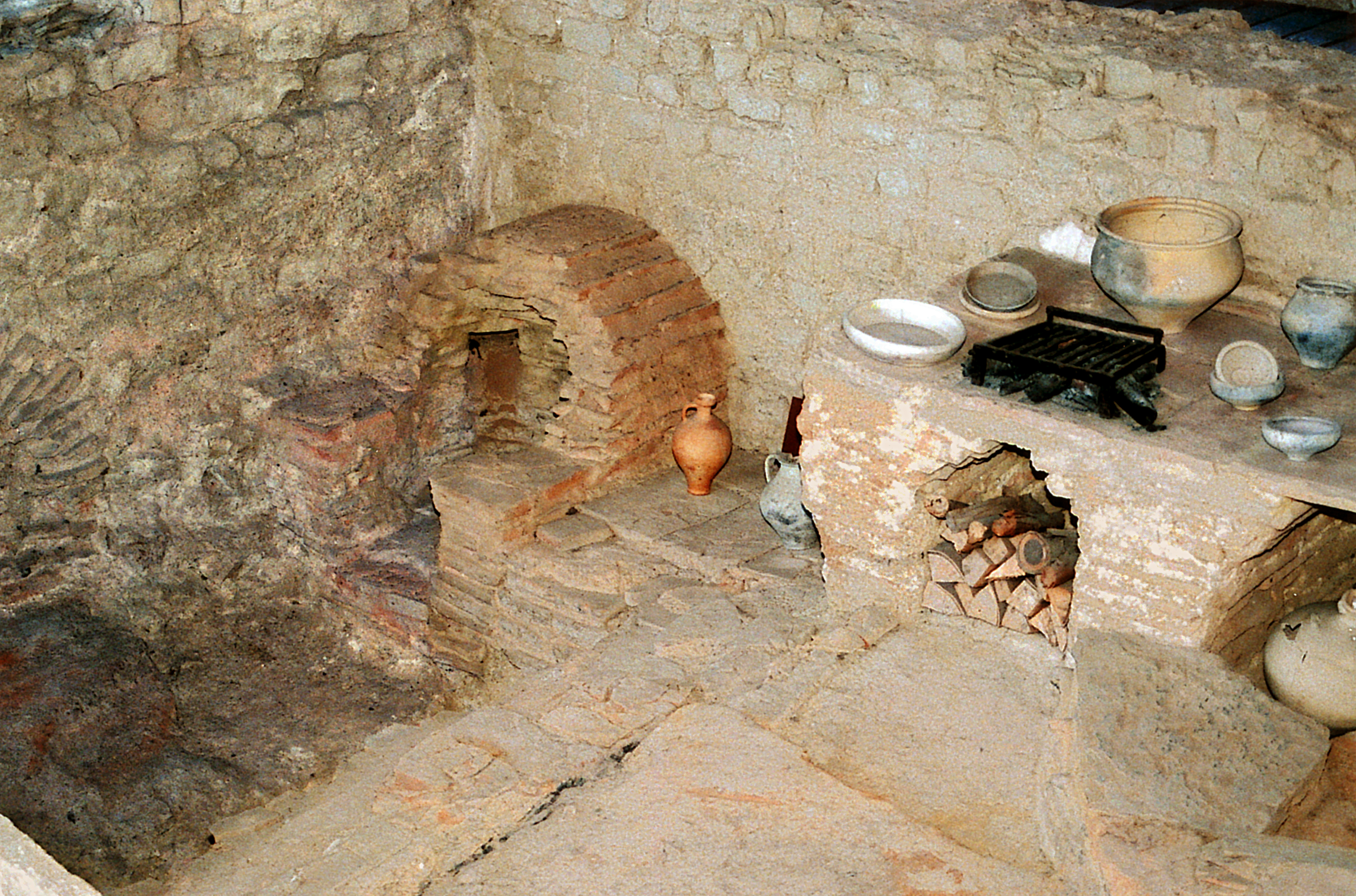
Reconstitution d'une auberge sous l'Antiquité romaine.

La découverte à Crest, sur le site de Bourbousson 3, d'une caupona gallo-romaine datée du IIIe siècle est due aux chantiers de fouilles ouverts sur le tracé du TGV Méditerranée. Une équipe d'archéologues, sous la direction de Véronique Bastard, a pu dégager les restes d'un bâtiment quadrangulaire de 264 m2. La façade sud de celui-ci était précédé par deux pavillons d'angle réuni par une pergola. L'un a servi de resserre à bois, l'autre de remise pour les instruments aratoires. Cet ensemble formait cour. L'accès principal de l'auberge se situait à l'Est et se faisait par un chemin raccordé à la voie romaine. À l'Ouest, une ouverture menait à un lucus (bois sacré) où ont été retrouvées des offrandes monétaires.
L'intérieur de l'auberge était subdivisé en six salles organisées autour d'une pièce centrale de 54 m2, celle-ci était surmontée d'une mezzanine. Elle comportait un foyer qui servait tant pour la cuisson des aliments que pour le chauffage. Sur ces côtés ont été identifiés la présence de plusieurs vaisseliers ainsi que celle d'un grand coffre de bois contenant des réserves de nourriture. La mezzanine permettait de stocker d'autres réserves essentiellement des céréales, des légumineuses et des fruits. Ont été identifiés parmi ces réserves alimentaires de l'orge, des fèves, des lentilles, des betteraves, des pommes, des noix et des noisettes.

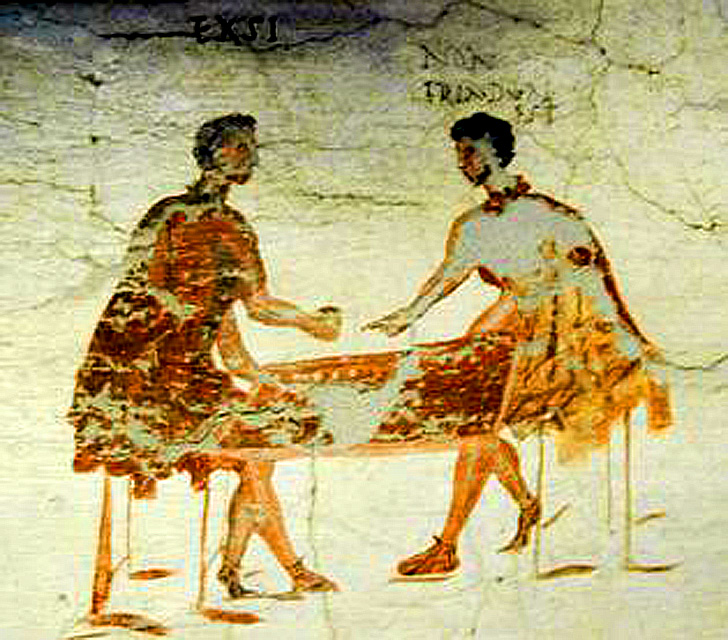
Clients jouant aux dés.

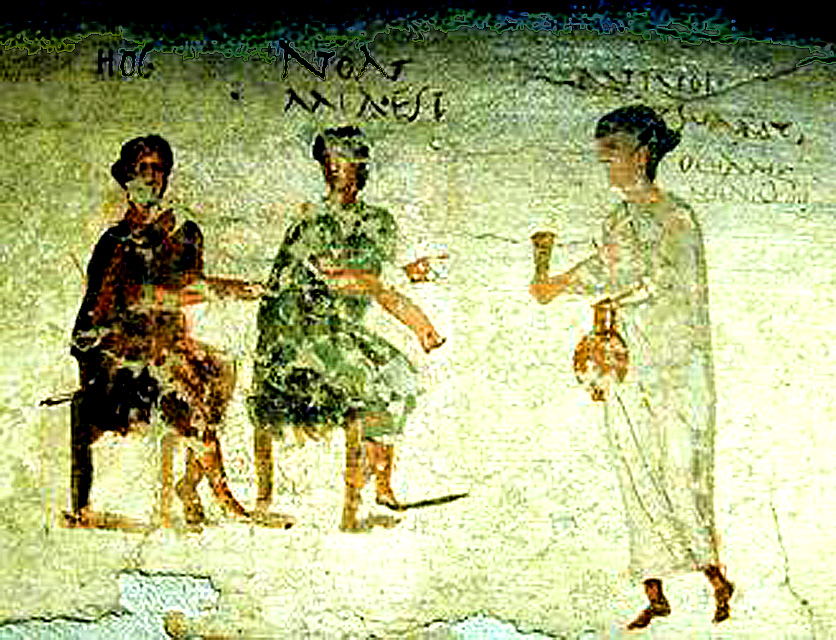
Servante apportant à boire.

De la grande cuisine on accédait à une pièce toute en longueur, la salle à manger, qui a pu être identifiée grâce à une multitude de fragments de poterie et de reliefs alimentaires. Sise au pied d'une colline, orientée plein sud, l'auberge de Bourbousson avait pris la place d'un petit établissement agricole du début du IIIe siècle. Celui-ci fut totalement transformé lors de sa nouvelle affectation. La toiture fut refaite en utilisant, en alternance, des tuiles à rebord (tegulae) et des tuiles canal (imbrices), la charpente reposant sur des murs en briques crues (adobe) suivant les préconisations de Vitruve. Tous les sols étaient en terre battue, la cour pavée de petits galets et des gravillons recouvraient les voies d'accès.

#### Les reilles d'araire

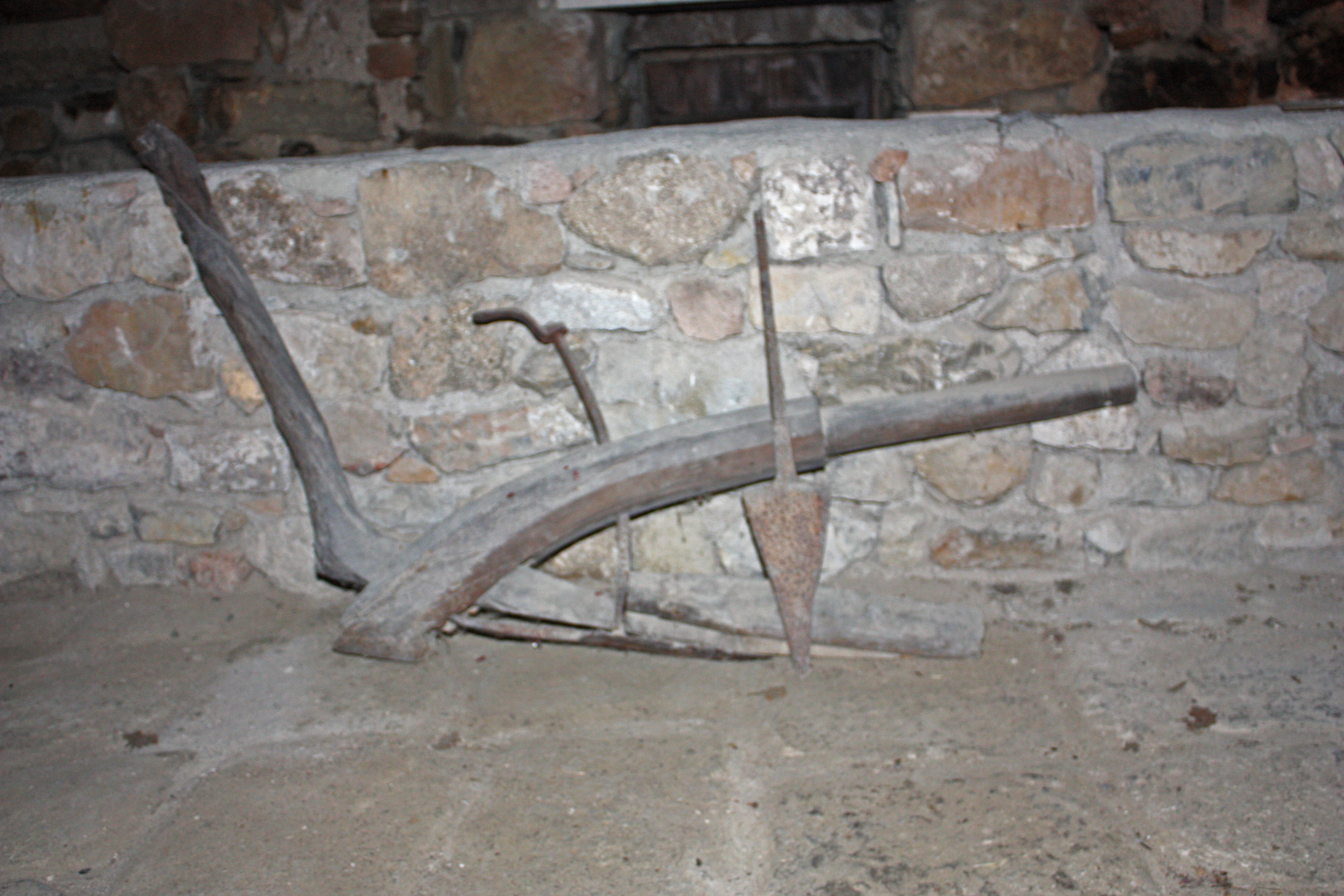
Araire avec reille.

Le site de Bourbousson 3 a permis de retrouver, dans une resserre de l'auberge, deux reilles d'araire qui ont été datées du courant du Ve siècle. Ces instruments aratoires, forgés d'un seul tenant, qui se présentent sous la forme d'un soc en forme de triangle ou de losange prolongé par une tige, ont été étudiées par Michel Feugère. Le premier est long de 45 cm et pesait 3 kg, le second de 62 cm pour 3,25 kg. Ces socs primitifs sont considérés comme faisant partie des plus grands objets en fer provenant de cette période de l'Antiquité.
Leur forme était adaptée au type de terrain. Une palette large était utilisée uniquement dans les sols meubles. Les reilles de Bourbousson sont étroites, elles servaient donc à fouir des sols caillouteux ce qui correspond à la pédologie des terrasses alluviales de la vallée du Rhône. Leur tige, ligaturée sur l'araire par de forts anneaux, permettait au laboureur de régler leur position. Elle pouvait varier selon ses besoins aratoires. Ce qui fait de la reille une préfiguration d'un soc à versoir.

#### Un dépôt cultuel

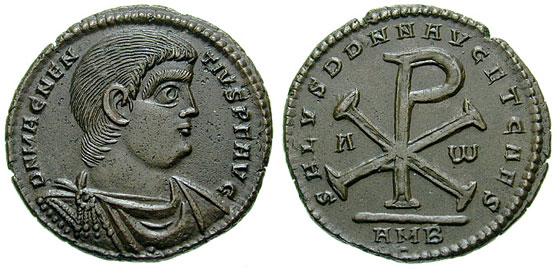
Monnaie d'argent de Magnence.

Sur ce même site ont été recueillies 596 monnaies romaines toutes de billon ou de bronze à l'exception de deux pièces d'argent à l'effigie de l'empereur usurpateur Magnence qui furent frappées à Lyon en 351-352. Dans ce lot 445 ont été idetifiées avec certitude. Sylviane Estiot, qui s'est chargée de cette étude, a regroupé ce numéraire en trois ensembles. Le premier ne comprend que 9 pièces. Elles ont été retrouvées groupées près de l'auberge de Bourbousson et semble provenir d'une bourse perdue. Le second se compose des 247 monnaies provenant du sol en terre battue de l'auberge. Le troisième, qui est le plus important avec 329 pièces, a été retrouvé dans le lucus autour d'un bloc carré de molasse et correspond à un dépôt votif.
Dans cet ensemble, le plus grand nombre est classé dans une période très précise qui se situe du milieu à la fin du IVe siècle. Ce monnayage est dans sa majorité de fabrication locale. Comme il jonchait le sol dans un rayon d'un mètre autour du bloc de pierre, l'hypothèse d'offrandes à caractère cultuel a été retenue.
Ce lieu devait être un petit sanctuaire de tradition gauloise ne comportant ni fanum ni cellae. Mais la présence du bloc suggère que celui-ci a été le support d'un tronc d'offrande. Selon la typologie établie par Guy Barruol, cette partie du site de Bourbousson 3 devait être un « sanctuaire établi en bordure de voie attestée », dont les exemples les plus nombreux avaient été trouvés, jusqu'alors, en Savoie.

### Haut Moyen Âge

#### Royaume de Bourgogne

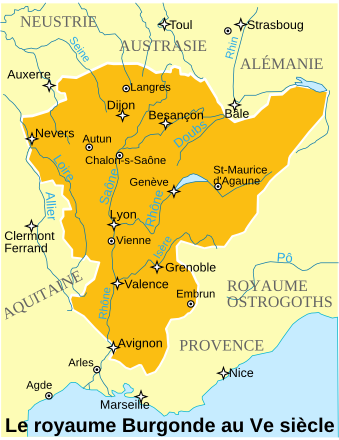
Le royaume Burgonde au Ve siècle.

Un premier royaume de Bourgogne, la Burgondie, fut créé par le peuple burgonde après son installation sur les bords du lac Léman, en Sapaudie, au Ve siècle. Son souverain le plus glorieux, Gondebaud, gouverna alors un territoire qui s'étend de Langres à Marseille et du Rhin à la Loire.
Pendant les six siècles qui suivent l'installation de ce peuple, les remous de l’histoire font naître successivement différentes entités géopolitiques aux limites territoriales toujours changeantes qui prennent le nom de Bourgogne. Le traité de Verdun de 843 divise la Bourgogne en deux grandes entités territoriales : une Bourgogne franque à l'ouest (futur duché, dont l'actuelle région Bourgogne est issue), et une Bourgogne impériale à l'est dans laquelle se trouve la future franche comté de Bourgogne ou Franche-Comté. Au IXe siècle, la Bourgogne impériale voit naître, en son sein, deux royaumes, l'un, tout au sud, touchant les rives de la Méditerranée, qui prend le nom de « Bourgogne-Provence » appelé aussi « royaume d'Arles ». Le second, appelé « royaume de Bourgogne », situé à l'origine en Helvétie (en Transjurane, au-delà des monts du Jura), il s'y ajoute rapidement d'autres domaines, dont les terres du diocèse de Besançon. Vers 933, sous le règne de Rodolphe II, roi de Bourgogne transjurane, le royaume de Bourgogne et le royaume d'Arles s'unissent. Le royaume ainsi formé prend le nom de « royaume de Bourgogne et d'Arles », et se place sous la suzeraineté des souverains germaniques.

#### Royaume d'Arles ou de Provence de Boson

Les différentes Bourgognes
.

Le couronnement de Boson fut à l'origine du royaume de Provence. S'il reçoit le titre royal, Boson ne prend toutefois pas la qualité de roi de Bourgogne. Son « royaume de Provence », appelé aussi « royaume d’Arles » s’étend, au nord, des rives du Doubs jusqu’aux rives de la Méditerranée au sud, il déborde sur l’Helvétie et l’Italie. Sous sa couronne se trouvent réunis une partie de la Bourgogne, le Bugey, la Bresse, le Dauphiné, la Tarentaise, la Provence et une partie du Languedoc. Boson prend Vienne pour capitale et se dote d’une chancellerie dirigée par Adalgaire, l’abbé de Flavigny
.
Son élection au titre royal réalise contre lui l’union des Carolingiens dont la réaction ne tarde pas. Les princes carolingiens avec, parmi eux, le roi Carloman, fiancé à sa fille, et Richard le Justicier, son propre frère, s'empressent de réagir et marchent contre Boson. Parvenant cependant à résister, il conserve son titre ainsi que des territoires en Provence. Le nord de la Bourgogne ayant échappé à son autorité est totalement étranger à ce royaume. Boson meurt en 887. Son fils Louis III lui succède. Il est reconnu « roi de Provence » à Valence en 890 sous la tutelle de sa mère Ermengarde et il réunit un instant les titres d'empereur et de roi d'Italie. Mais son compétiteur Béranger, duc de Frioul, lui fait crever les yeux. Louis III, infirme, délègue son autorité à Hugues d'Arles, comte de Provence jusqu'à l'année 926 date à laquelle ce dernier occupe le trône d'Italie. En 928, à la mort de Louis l'Aveugle, Hugues d'Arles écarte Charles-Constantin, héritier légitime, le fils de Louis l'Aveugle, et s'empare du royaume de Provence. Charles-Constantin parvient à conserver le gouvernement de Vienne et du Viennois.

#### Une nouvelle famille de cépages
Mais les grandes invasions avaient mis à mal le vignoble. La vigne cultivée, totalement abandonnée, se métissa avec des lambrusques locales. Ce qui permit l'apparition d'une nouvelle famille de cépages connue sous le nom de proles occidentalis. Ces vitis vinifera occidentalis, a priori hétéroclite, sont originaires de la vallée du Rhône. Résultant du croisement entre des variétés de vitis vinifera pontica et de lambrusques locales, elle regroupe tous les cépages de cuve de l’Europe occidentale. On y retrouve des cépages à petites baies comme le pinot, le cabernet, le riesling, le viognier, la syrah ou le mourvèdre ainsi que des cépages à baies plus grosses tels le grenache ou le carignan. Considéré actuellement comme essentiellement réservé à la table, le chasselas (chasselas de Moissac, chasselas de Thomery) fut longtemps vinifié et le reste en Suisse, principalement autour du bassin lémanique, et en Valais où il prend le nom de fendant. Longtemps considéré comme un prole orientalis, des études génétiques comparatives récentes, basées sur l'analyse des séquences microsatellites de plus de 500 cépages différents, ont conclu à une origine initiale en provenance de la région située entre la France, l'Italie, et la Suisse, correspondant vraisemblablement à l'arc lémanique et excluant définitivement une origine orientale pour le chasselas.
Louis Levadoux, dans cette catégorie, classe ces différentes variétés parmi les cépages dits archaïques : « Ils sont caractérisés par une valeur vinique élevée et souvent par une saveur des baies qui rappelle celle des lambrusques et qui est d'autant plus accusée que l'on est en présence de formes plus archaïques. » Quant à Pierre Charnay, il souligne qu'il existe une sorte d'incompatibilité entre la grosseur et l'intensité aromatique des baies du raisin : « Les cépages à grosses baies sont peu parfumés tandis que les cépages à petites baies qui peuplent les vignobles occidentaux sont tous à la base de vins de grandes réputations. »

#### La maison brûlée duXIesiècle

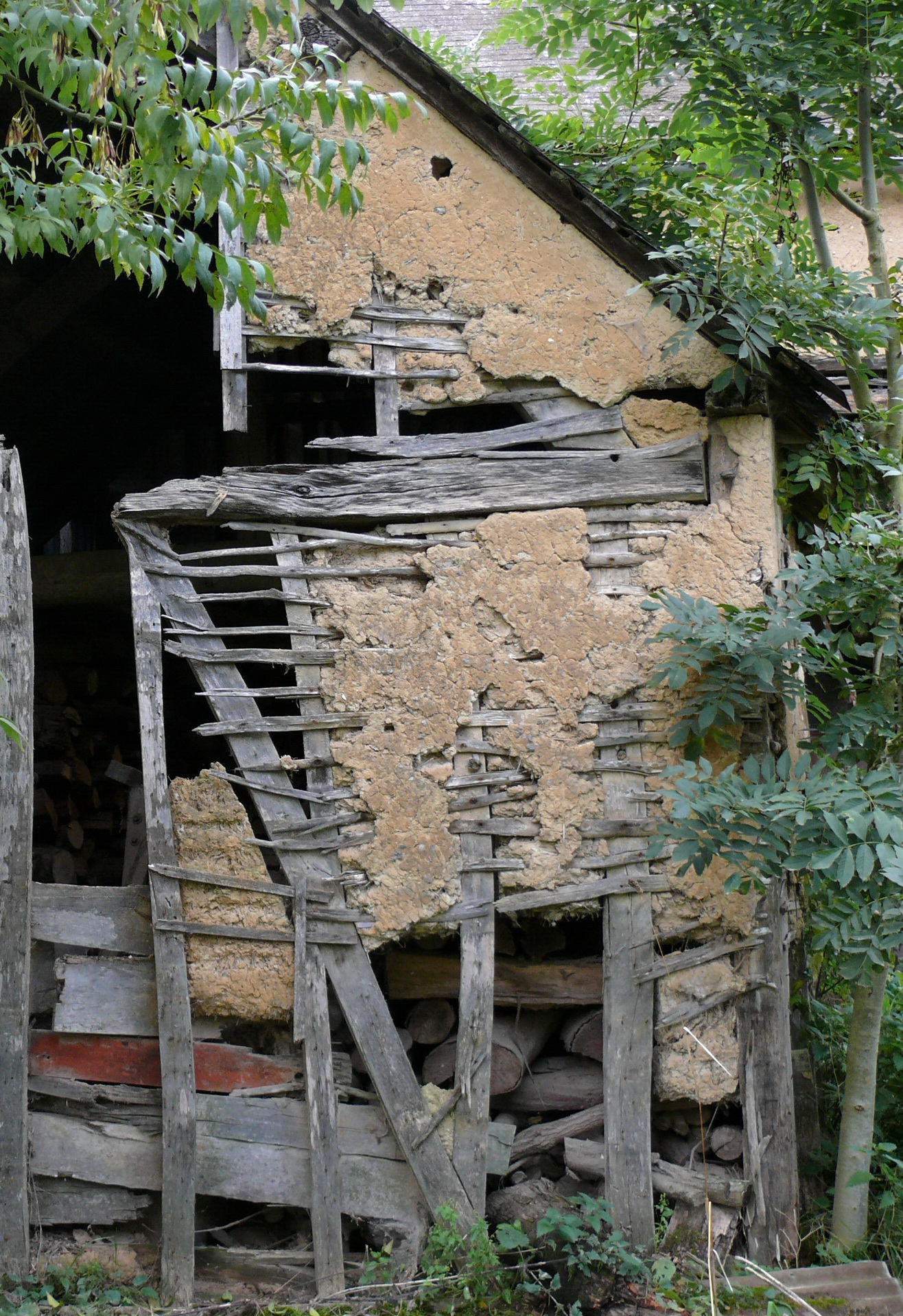
Vestige d'un mur de grange en torchis.

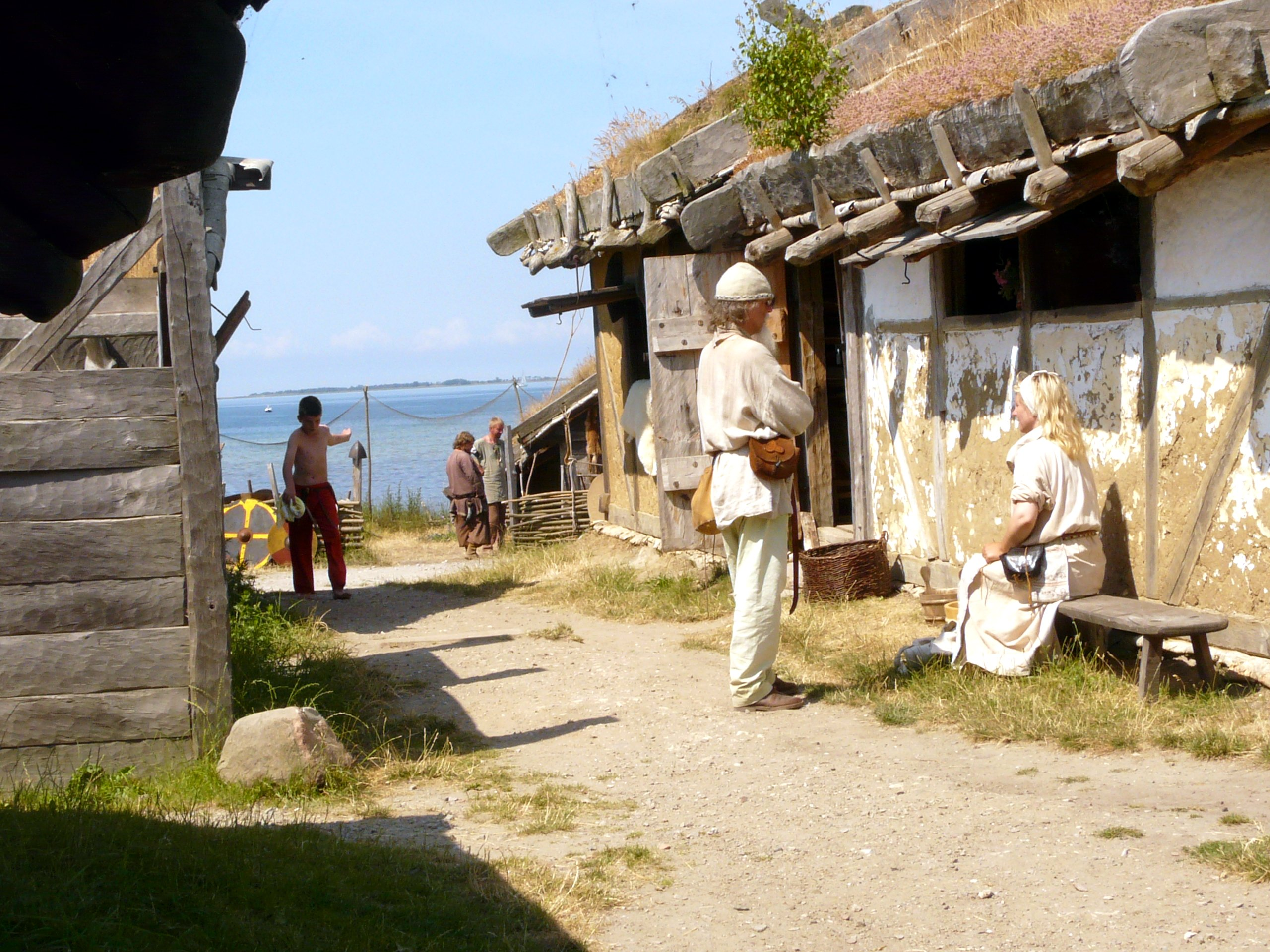
Chaumière médiévale aux murs de torchis.

Les fouilles préventives sur le tracé de la ligne du TGV Méditerranée qui se sont déroulées en 1996 ont permis de découvrir à la limite de la commune de Montboucher-sur-Jabron deux maisons du haut Moyen Âge. Elles ont été faites sur la rive gauche du Vermenon, au lieu-dit Constantin, par une équipe sous la direction de Michel Goy et Isabelle Rémy et concernait une superficie de 3 000 m2.
L'ensemble médiéval comprenait un bâtiment datable du VIe - VIIe siècle, construit en murs de terre sur solins de pierre et un bâtiment du XIe siècle détruit par un incendie. Le feu, par carbonisation, a préservé de nombreux éléments dont la datation a pu être possible grâce à l'étude de la vaisselle et par la méthode du C14 sur le bois. Cette chaumière fut habitée entre 1024 et 1060.
Édifiée sur une terrase graveleuse dominant la rivière, cette maison se situait alors aux confins des seigneuries de Montboucher et de La Bâtie-Rolland. Elle possédait un terroir fertile grâce au limon déposé par les crues du Vermenon et se situait sur un axe important de communication de la Valdaine nommé alors Gontardin ou Costardin qui a évolué en Constantin.
Elle couvrait une superficie d'environ 30 m2 et sa structure était constituée de poteaux en bois de chêne assemblés à l'aide de chevilles. Ses parois étaient en torchis réalisé par un mélange de terre, de végétaux et de tessons de poterie d'une épaisseur de 10 cm.

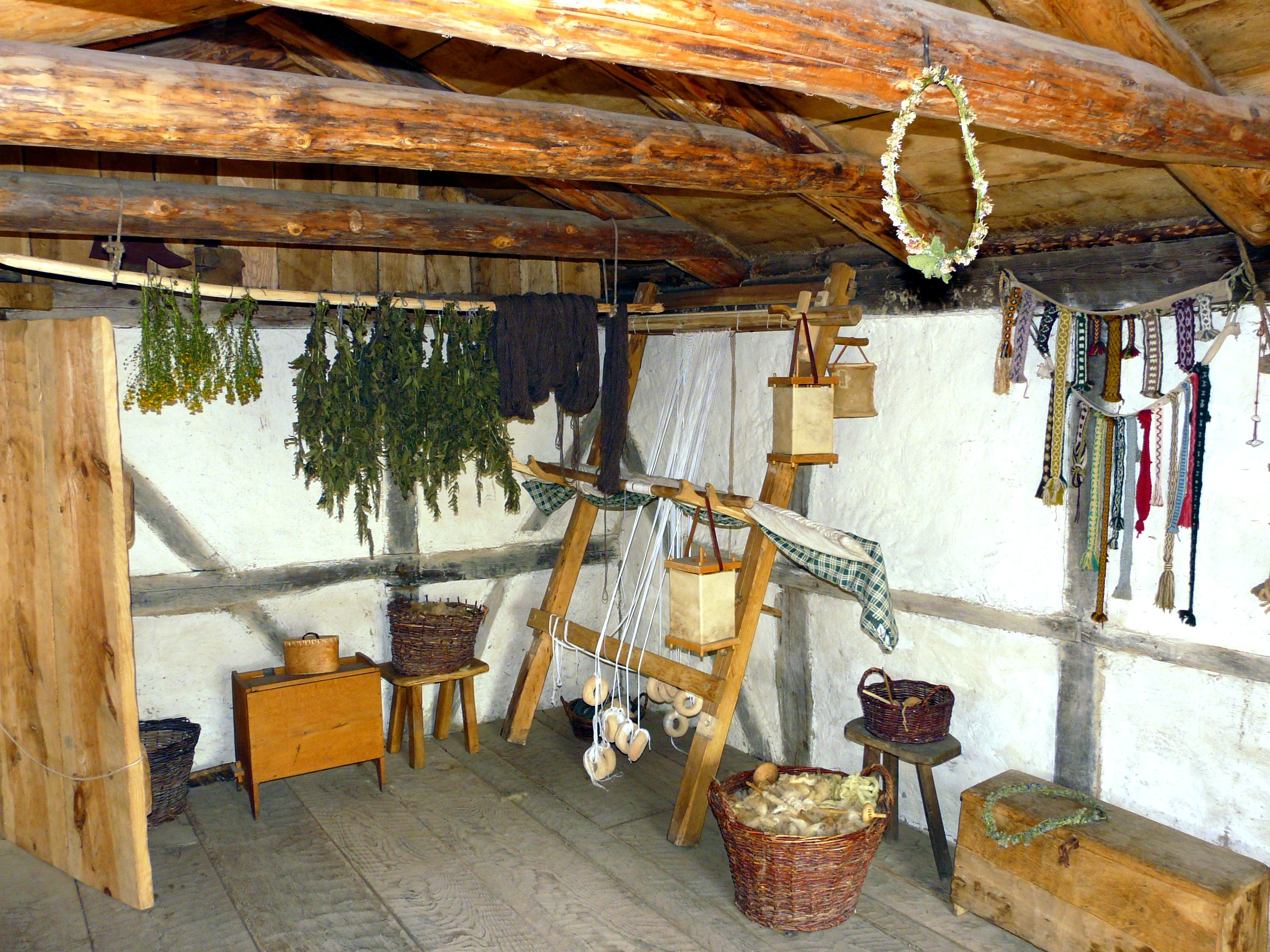
Intérieur de la chaumière.

L'intérieur était peint à la chaux et le foyer installé sur une sole constituée d'une pierre calcaire de 80 × 35 cm et d'une épaisseur de 45 centimètres. Elle possédait un plancher clouté sur un châssis de solives qui formait un vide sanitaire. Le toit qui la recouvrait était constitué de végétaux provenant des roselières de la rivière.
Le mobilier découvert suffisait à une seule famille vivant isolée pratiquant l'agriculture et défrichant sa terre. Il était constitué de vaisselle de terre, d'outillage et d'un coffre de bois. Ce dernier avait été fait avec de l'orme et contenait la réserve de céréales. Pour l'outillage, outre un certain nombre d'outils pour travailler le bois, il y avait une lame de couteau mesurant 20 centimètres, des ferrures de porte, un morceau de clef et des clous de fer à cheval, à tête carrée, qui avaient servi à clouter le plancher.

#### Objets de la vie quotidienne

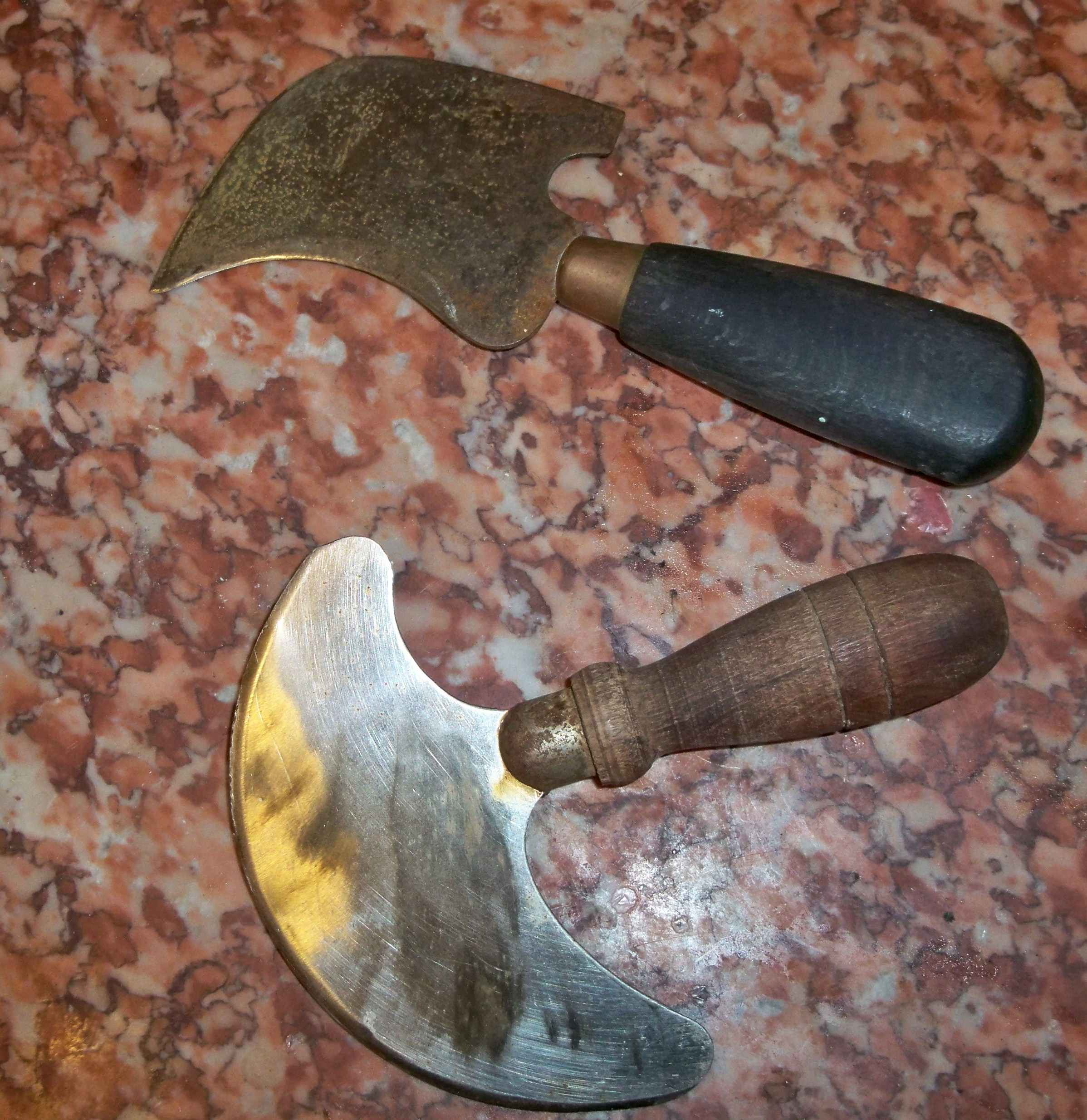
Tranchet et hachoir.

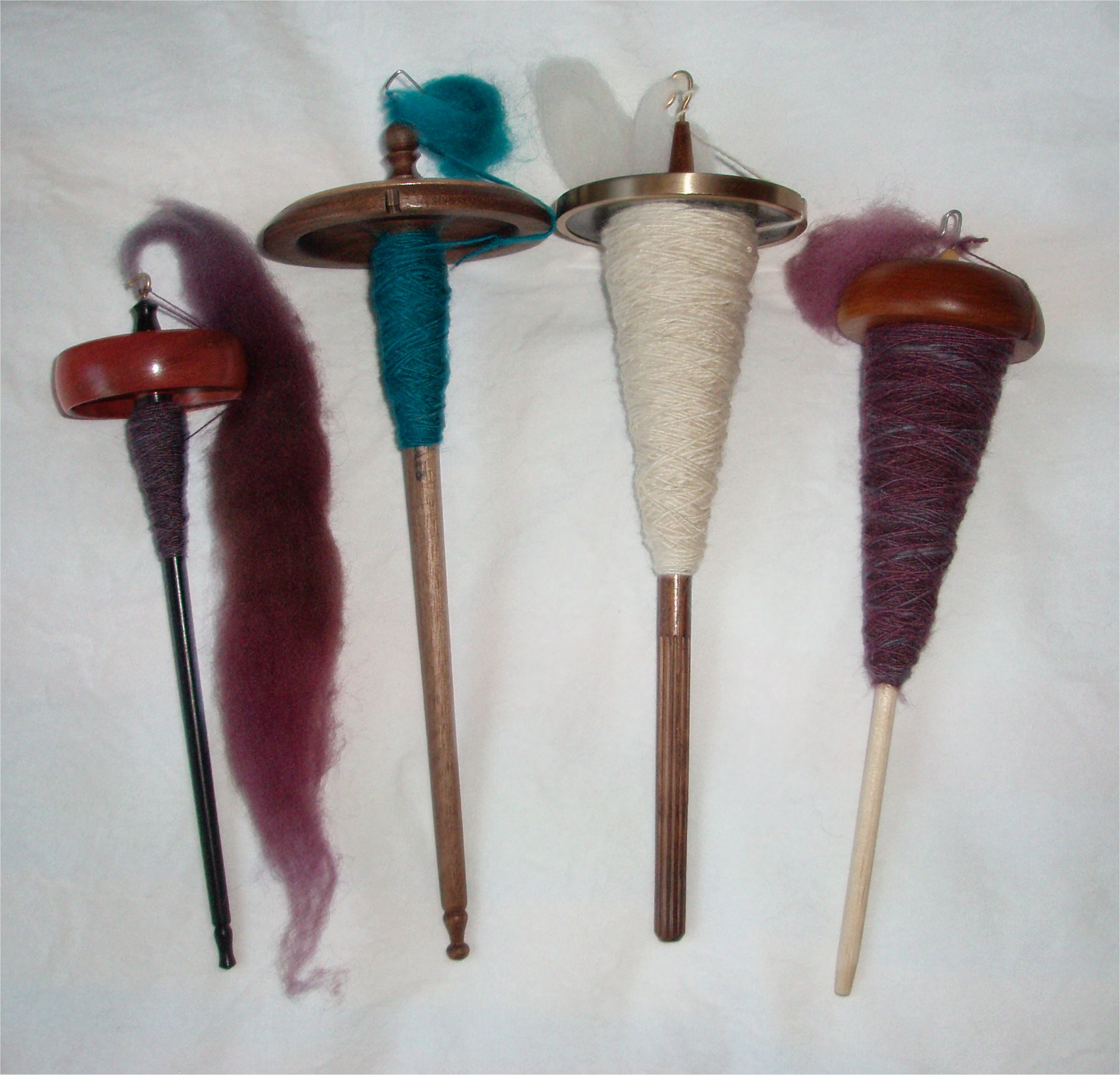
Fusaïoles.

Une synthèse des fouilles préventives à la construction de la ligne TGV Méditerranée a été faite par Magali Rolland à partir des cinq sites médiévaux identifiés dans la Drôme. Ce sont Châteauneuf-sur-Isère (La Baume), Upie (Les Vignarets), Crest (Bourbousson 2), Chabrillan (Saint-Martin 1) et Montboucher-sur-Jabron (Constantin).
Sur ces sites, parmi les céramiques, monnaies et divers artefacts, étudiés par ailleurs, ont été en priorité sélectionnés 83 objets rattachés à la vie quotidienne et qui offrent « un éclairage relativement complet sur le mode de vie des hommes et des femmes de cette région au Moyen Âge ».
Les archéologues considèrent ce travail comme une première car, jusqu'à présent, ce type d'objets utilitaires n'avaient été trouvés qu'isolés ou hors de leur contexte archéologique dans ce secteur de la moyenne vallée du Rhône (sépulture ou découverte fortuite lors de travaux agricoles).
Désormais, avec cette collection importante et diversifiée, les spécialistes pourront s'en servir de référence tant pour les nouvelles découvertes archéologiques que pour renseigner ou compléter des fouilles déjà faites à l'exemple de celles de Lyon dans l'habitat urbain ou de Rougiers dans le village déserté au haut Moyen Âge.
Le tableau 1 quantifie, pour chacun des cinq sites, les catégories dans lesquelles ont été classés ces objets et leur répartition par secteur. Ceci a permis de mettre en exergue que certaines de celles-ci sont assez marginales. Au premier chef, le cultuel puisqu'aucune fouille n'a touché un lieu de culte. La partie toilette, car ces objets étaient le plus souvent fabriqués à partir de matériaux périssables, tout comme le mobilier domestique. Si la sous représentation de ces deux derniers secteurs est une constante déjà bien connue en milieu rural médiéval, la catégorie attelage a aussi fourni peu d'objet, les paysans du haut Moyen Âge n'utilisant que peu la traction animale.
| Site         | Châteauneuf-sur-Isère | Upie | Crest | Chabrillan | Montboucher-sur-Jabron | Total | Pourcentage |
| ------------ | --------------------- | ---- | ----- | ---------- | ---------------------- | ----- | ----------- |
| Attelage     | 2                     | 0    | 0     | 1          | 2                      | 5     | 6 %         |
| Construction | 9                     | 0    | 0     | 2          | 1                      | 12    | 14,5 %      |
| Cultuel      | 0                     | 0    | 0     | 0          | 1                      | 1     | 1,2 %       |
| Mobilier     | 1                     | 1    | 0     | 1          | 0                      | 3     | 3,6 %       |
| Outillage    | 4                     | 3    | 7     | 17         | 6                      | 37    | 44,6 %      |
| Parure       | 5                     | 2    | 4     | 1          | 0                      | 12    | 14,5 %      |
| Toilette     | 0                     | 0    | 0     | 1          | 0                      | 1     | 1,2 %       |
| Indéterminé  | 3                     | 0    | 4     | 4          | 1                      | 12    | 14,5 %      |
| Total        | 24                    | 6    | 15    | 27         | 11                     | 83    | 100 %       |

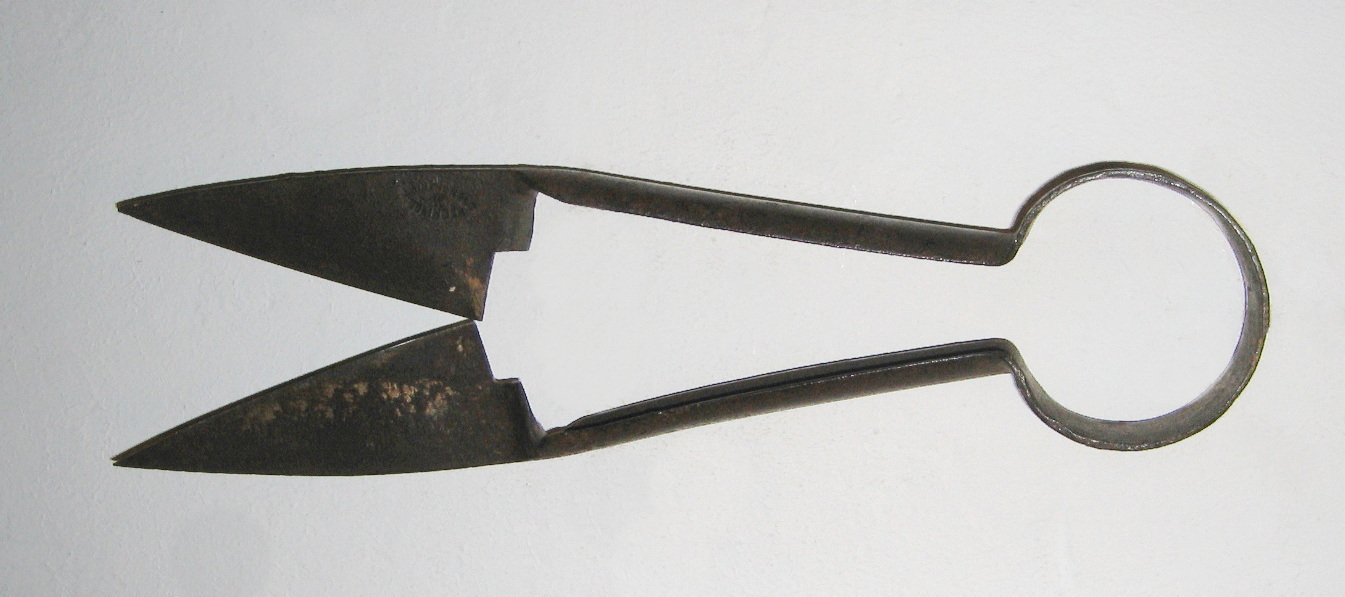
Force à tondre.

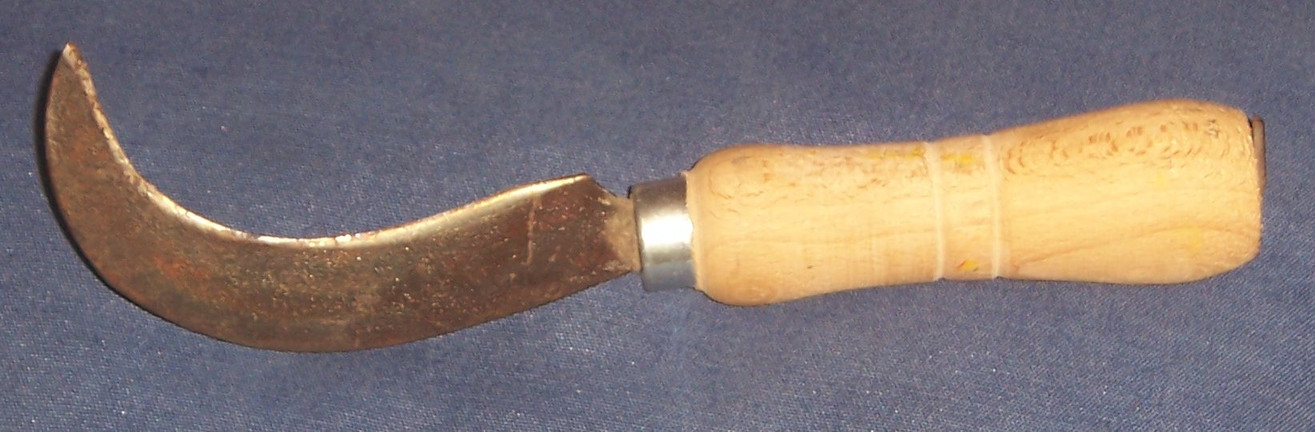
Serpette.

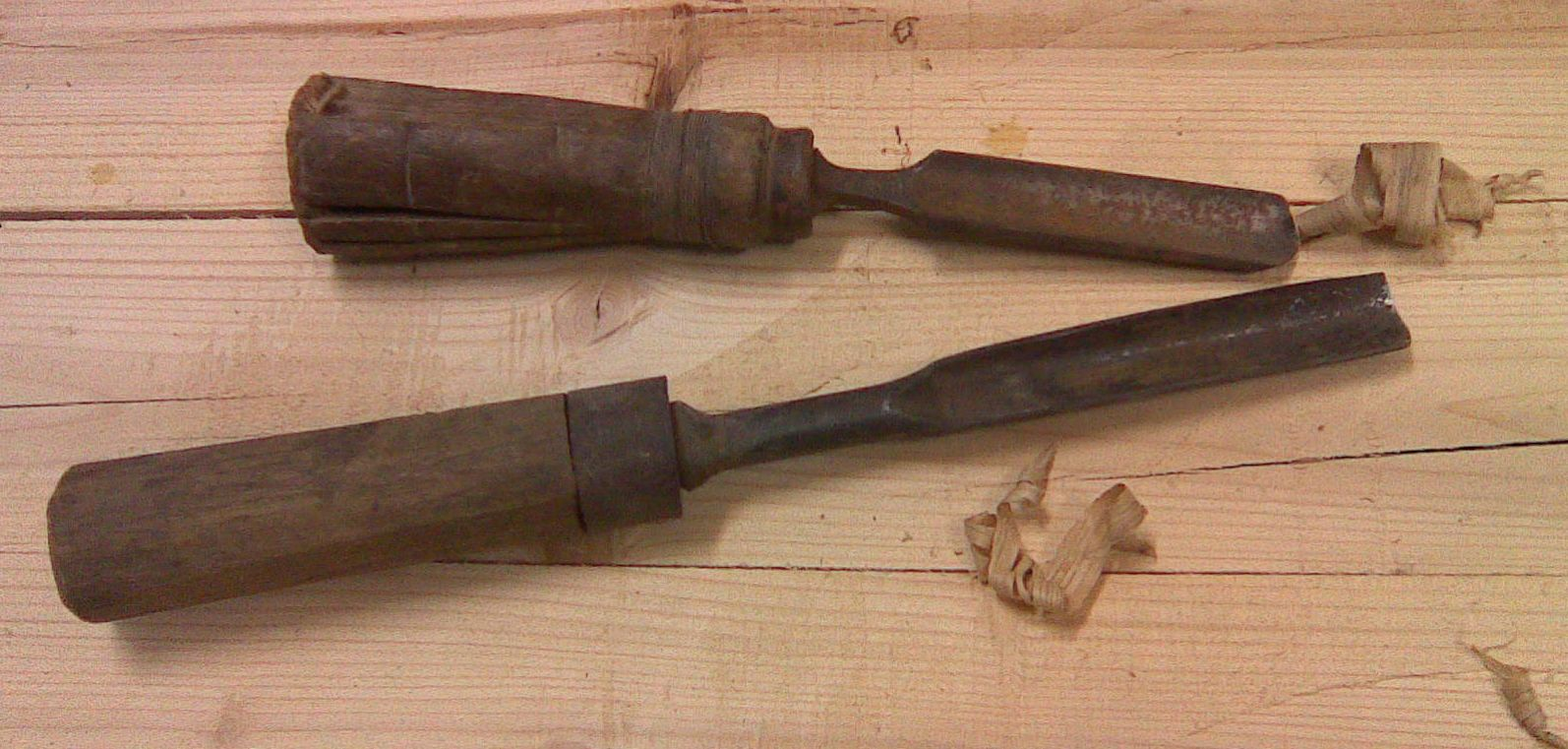
Gouges.

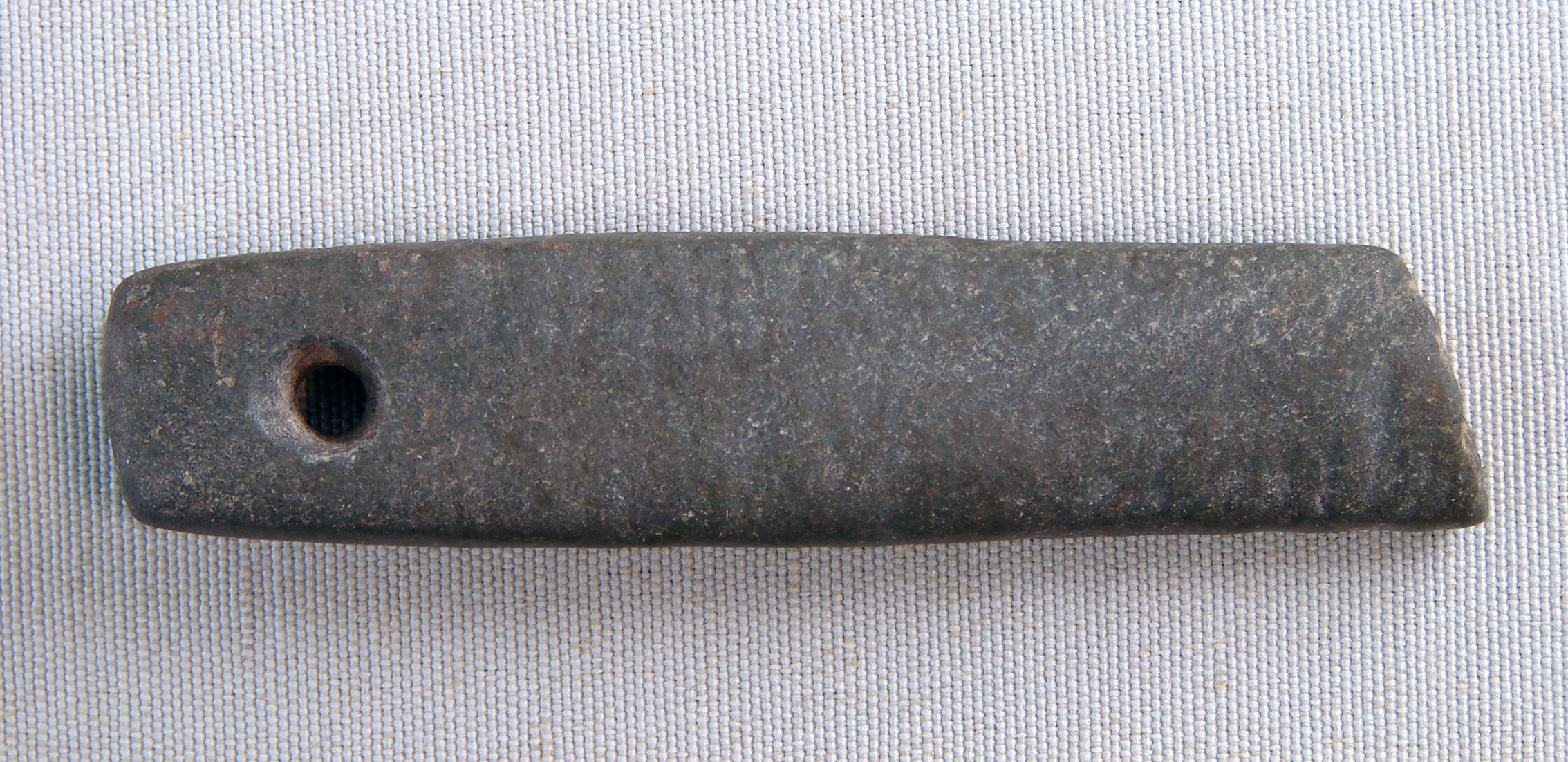
Pierre à aiguiser.

Par contre, sont bien représentées les catégories liées à la construction, grâce à leurs objets en fer, la parure, même si les bijoux sont peu présents, avec des boucles vestimentaires qui n'étaient jusqu'alors découvertes que dans les sépultures.
La partie indéterminée comprend uniquement des artefacts de ces précédentes catégories car « leur forme ou leur état de conservation ne permet pas de reconnaître avec certitude leur fonction ».
Le secteur le mieux représenté est celui de l'outillage avec 37 objets dont la fonction a été parfaitement définie. Leur quantité et leur diversité ont permis de dresser un profil des activités humaines en milieu rural au cours du haut Moyen Âge dans cette partie de la moyenne vallée du Rhône. Le paysan ou le serf étaient aussi éleveurs de moutons (sonnaille, forces à tonte) et son épouse préparait et tissait la laine (fusaïoles, peson). À son travail de la terre (houe, serpette) s'ajoutait celui du bois (gouge, poinçon) et de l'entretien de ses instruments de récolte (pierre à aiguiser). Un partage des tâches devait s'effectuer dans le ménage pour tout ce qui avait trait au puisage et au transport de l'eau et du grain (esse, crémaillère).
| Site                  | Châteauneuf-sur-Isère | Upie       | Crest          | Chabrillan                  | Montboucher-sur-Jabron | Total |
| --------------------- | --------------------- | ---------- | -------------- | --------------------------- | ---------------------- | ----- |
| Aiguiser              |                       |            |                | 2 pierres                   |                        | 2     |
| Assembler             |                       | 1 clou     |                | 2 clous                     |                        | 3     |
| Couper                | 1 hachoir             | 1 tranchet | 3 lames        | 4 lames                     | 1 lame de coutelas     | 10    |
| Graver Sculpter       |                       | 1 burin    | 1 poinçon      | 1 ciseau 1 stylet 1 poinçon | 1 poinçon 2 gouges     | 8     |
| Produire Fabriquer    |                       |            |                | 1 reste de tabletterie      |                        | 1     |
| S'occuper des animaux |                       |            |                | 1 paire de forces           | 1 sonnaille            | 2     |
| Suspendre Puiser      | 2 esses               |            | 2 crémaillères |                             |                        | 4     |
| Tisser Coudre         |                       |            |                | 3 fusaïoles                 | 1 peson                | 4     |
| Travailler la terre   | 1 serpette            |            | 1 houe         | 1 serpette                  |                        | 3     |
| Total                 | 4                     | 3          | 7              | 17                          | 6                      | 37    |

Le tableau 2, dans sa classification, met en évidence la prédominance des outils tranchants tant pour un usage ménager qu'artisanal. Il souligne aussi un manque avec l'absence de manche ou de certains outils (maillet), toujours réalisé en bois.
Par contre, la présence logique, à 70 %, de fer pouvait faire penser à des forges locales de fabrication ou liées à l'entretien de ces matériaux. Mais cette hypothèse n'a été vérifiée qu'en trois sites sur cinq. Ceux-ci ne faisant d'ailleurs aucune production, mais seulement de la maintenance. Ces forges domestiques, où n'ont été repérées aucune scorie ou battiture (fragment de métal incandescent tombé sous les coups de marteau lors du forgeage d'une pièce), typiques des fourneaux de réduction, ont pu seulement entreprendre une petite fabrication de clous, par exemple.

## Économie

### Industrie

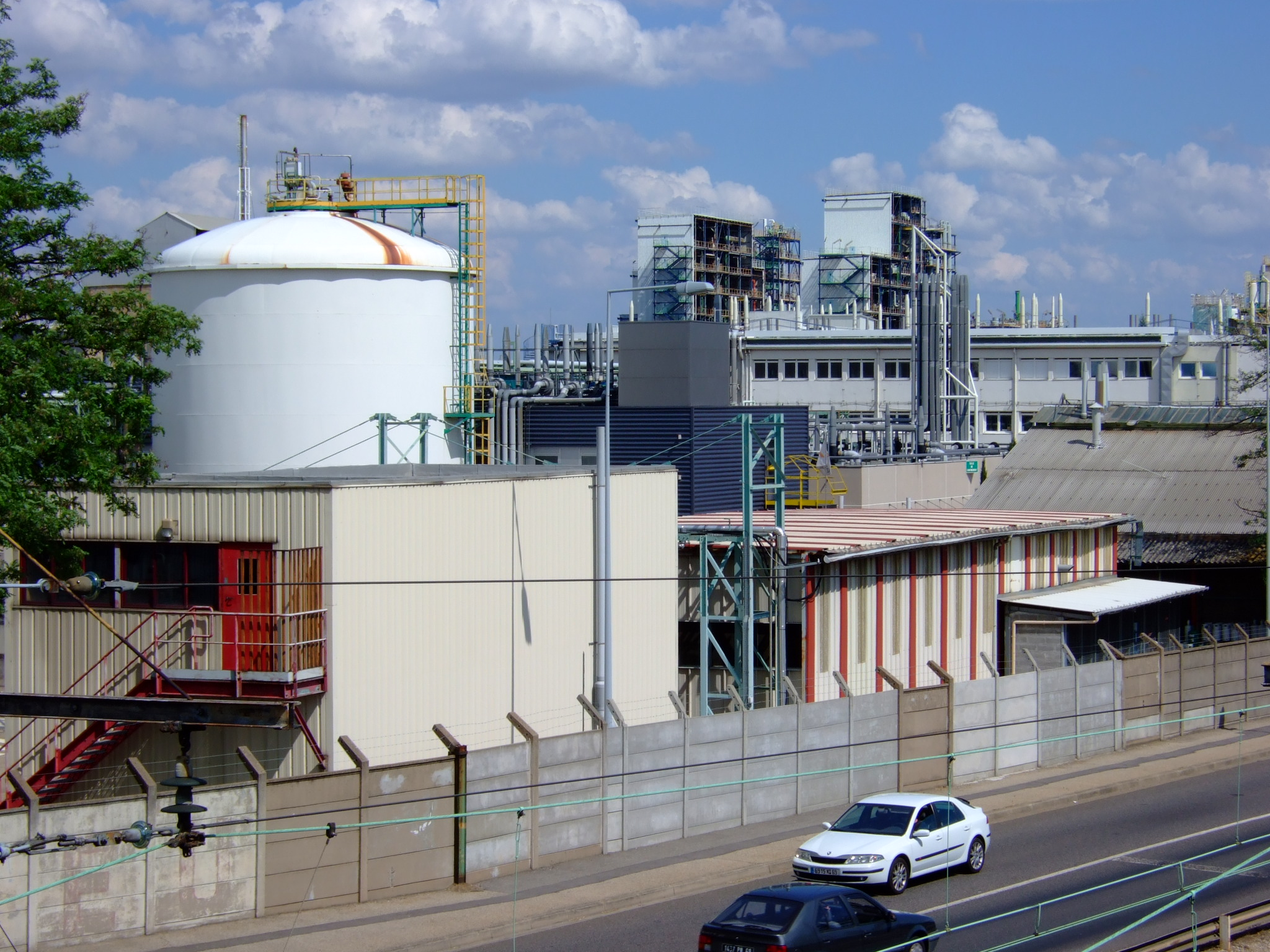
Usine Arkema de Pierre Bénite.

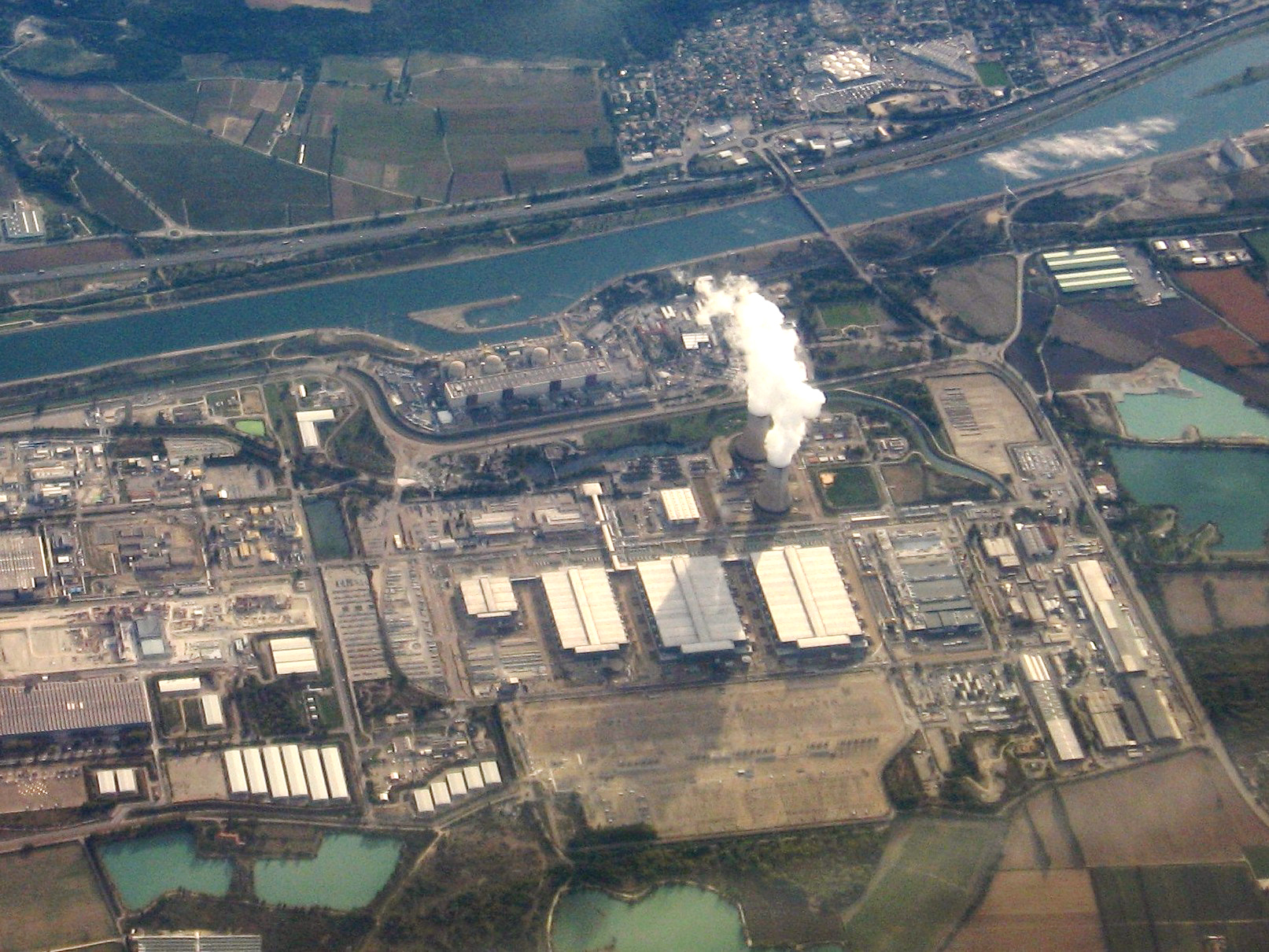
Site nucléaire du Tricastin.

Le couloir de la chimie, au sud du Grand Lyon, est le nom donné à une zone située sur plusieurs communes (Lyon, Pierre Bénite, Saint-Fons, La Mulatière, Feyzin) et qui comporte une grande concentration d'industries chimiques avec certaines classées Seveso 2. Sur une dizaine de kilomètres, le long l'autoroute A7, se succèdent des établissements de l’industrie chimique et pétrochimique : Arkema, Ciba, Rhodia, la raffinerie Total de Feyzin, Air liquide. Les établissements chimiques qui la composent, disposent de plusieurs moyens de transport des produits chimiques ; le transport fluvial avec le Rhône, le transport routier avec l'autoroute A7 et le transport ferroviaire.
- Métallurgie : Fos-sur-Mer avec ArcelorMittal
- Pétrochimie : Port-Saint-Louis-du-Rhône, Fos-sur-Mer, Berre-l'Étang
- Raffinage pétrolier : Fos-sur-Mer, Martigues (Lavéra), Berre-l'Étang, Châteauneuf-les-Martigues
- Microélectronique : Gardanne
- Centrale thermique de Gardanne

#### Industrie nucléaire

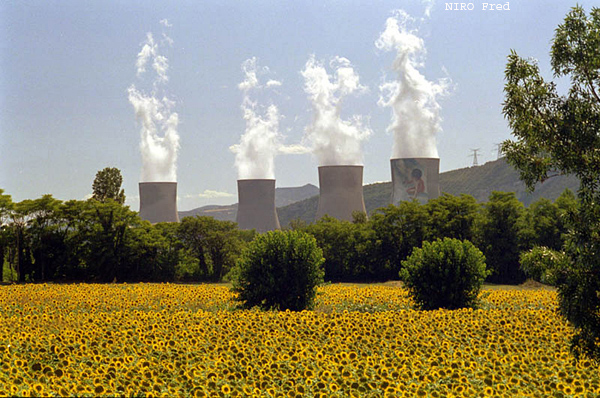
Centrale nucléaire de Cruas.

La Vallée du Rhône regroupe d'importants complexes nucléaires, à vocations militaire, civile ou de recherche.
Parmi les sites les plus remarquables, le site nucléaire de Marcoule regroupe les trois aspects, avec un objectif essentiellement militaire lors de sa création (notamment la production de plutonium et de tritium entrant dans la composition des armes nucléaires), et dont certaines installations sont aujourd'hui en démantèlement. La fabrication de MOX entre dans la chaine de fabrication du combustible nucléaire (usage civil) et le réacteur Phénix (arrêté en 2010) permettait des travaux de recherche sur site.
Le site nucléaire du Tricastin est essentiellement dédié au cycle amont du cycle du combustible nucléaire, et dispose de 4 réacteurs nucléaires en cours d'exploitation. L'usine d'enrichissement par centrifugation Georges Besse II, l'un des plus grands projets français en termes d'investissement (3 milliards d'euros), a été mise en service en avril 2011.
La centrale nucléaire de Cruas, connue pour son immense fresque visible depuis l'autoroute A7, regroupe, comme sur le site du Tricastin, 4 réacteurs nucléaires en cours d'exploitation.

### Ports fluviaux de commerce
- Port Édouard-Herriot à Lyon
- Port fluvial de commerce de la Drôme
- Port de commerce d'Avignon - Le Pontet

### Commerce

#### La route de l'étain
La route de l'étain passait par la vallée du Rhône qui était l'unique voie d'approvisionnement en minerai pour les pays méditerranéens pendant l'âge du bronze. L'étain, venu d'Armorique et de Cornouailles, était transporté jusqu'à l'estuaire de la Loire. De là, il remontait le fleuve afin de rejoindre le Rhône. Ce trajet est attesté par Diodore de Sicile qui, au Ier siècle avant notre ère, parlait d'un périple de trente jours pour atteindre l'embouchure du Rhône. Certains suggèrent un passage par Roanne, d'autres par la route du Puy-en-Velay et le col du Roux, près de Saint-Cirgues-en-Montagne. Trafic qui n'était pas sans risque comme en témoigne l’hypogée de Roaix, fouillé par Jean Courtin et daté de la fin du Chalcolithique. Situé au quartier des Crottes, il contenait 30 corps qui tous portent des traces de blessures ou de traumatismes mortels, résultat d'une guerre locale liée au trafic de l'étain

#### La route des emporions

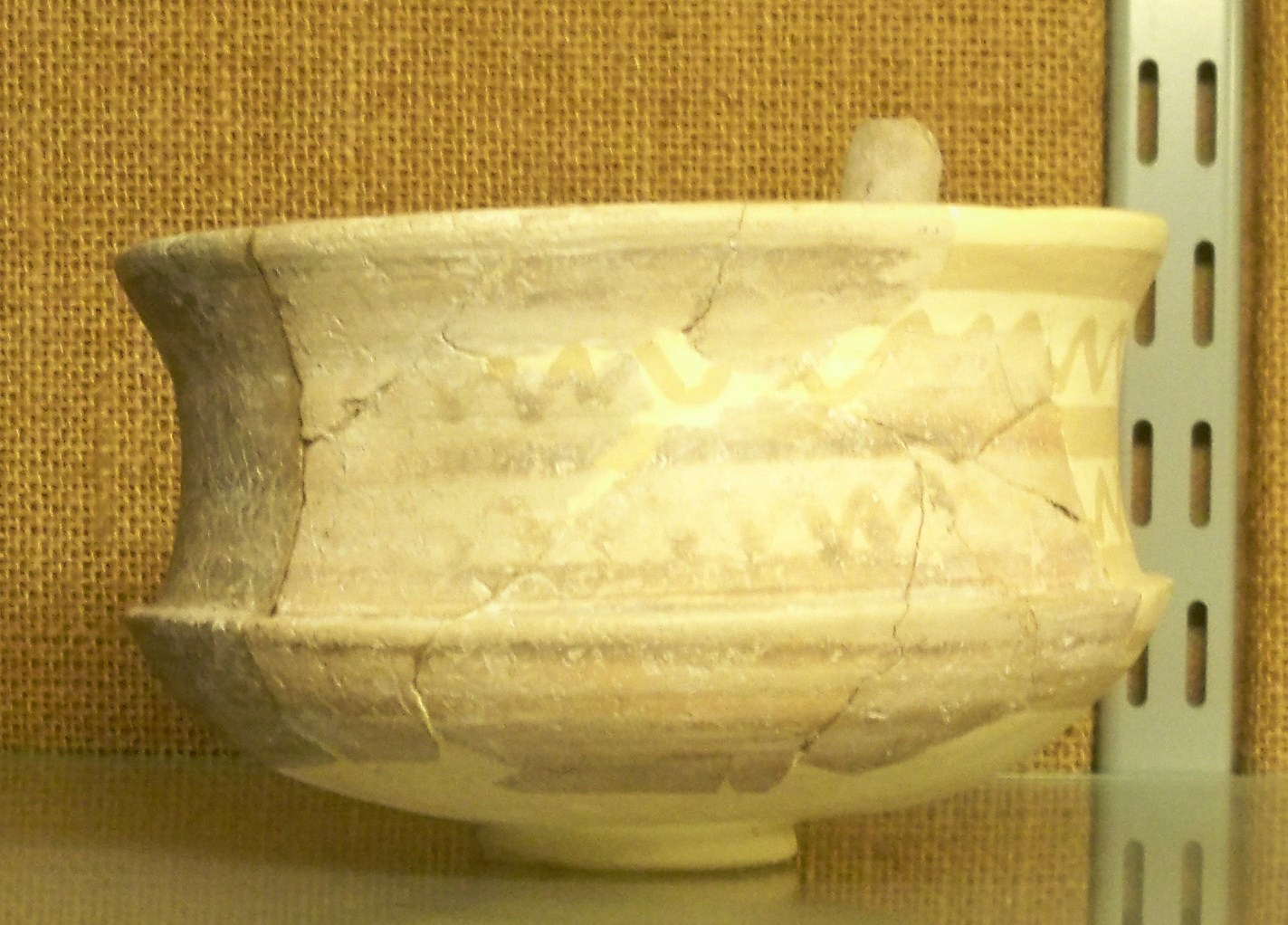
Petit cratère à vin originaire de l'oppidum Saint-Marcel du Pègue
(Céramique pseudo-ionienne).

La venue des Phocéens, en -598, et la fondation de Massalia, n'est pas du tout étrangère à l'idée de contrôler le débouché de la route de l'étain. Même si au passage la rapide création de comptoirs côtiers prouvent que les Grecs s'intéressaient aussi à tout négoce dont l'or, Agathée (Agde) est fondée à l'embouchure de l'Hérault, fleuve aurifère, et le sel, Olbia (Hyères) contrôlait des salins.
Ils privilégièrent surtout l'axe fluvial Rhône/Saône où l'archéologie a montré que leurs comptoirs et leur négoce remontèrent fort loin. Vix, aux sources de la Seine, commerçait avec Massalia, comme l'a prouvé le vase de Vix, le plus grand cratère de l'Antiquité, daté de -525. L'oppidum Saint-Marcel, situé près du Pègue et proche de Valaurie (Vallea Aurea), fut l'un des plus grands emporions des Massaliotes.
La toponymie permet de retrouver d'autres emporions dans la vallée du Rhône dont Empurany, sur le Doux, avec Saint-Jean-de-Muzols son port sur le Rhône, qui desservait les mines de Largentière ; Ampuis, proche de la confluence Rhône/Saône ; Amphion, sur les berges du lac Léman ; tandis que dans la vallée de la Saône se trouvent Ampilly-le-Sec et Ampilly-les-Bordes, aux portes de Vix.

#### La route du vin

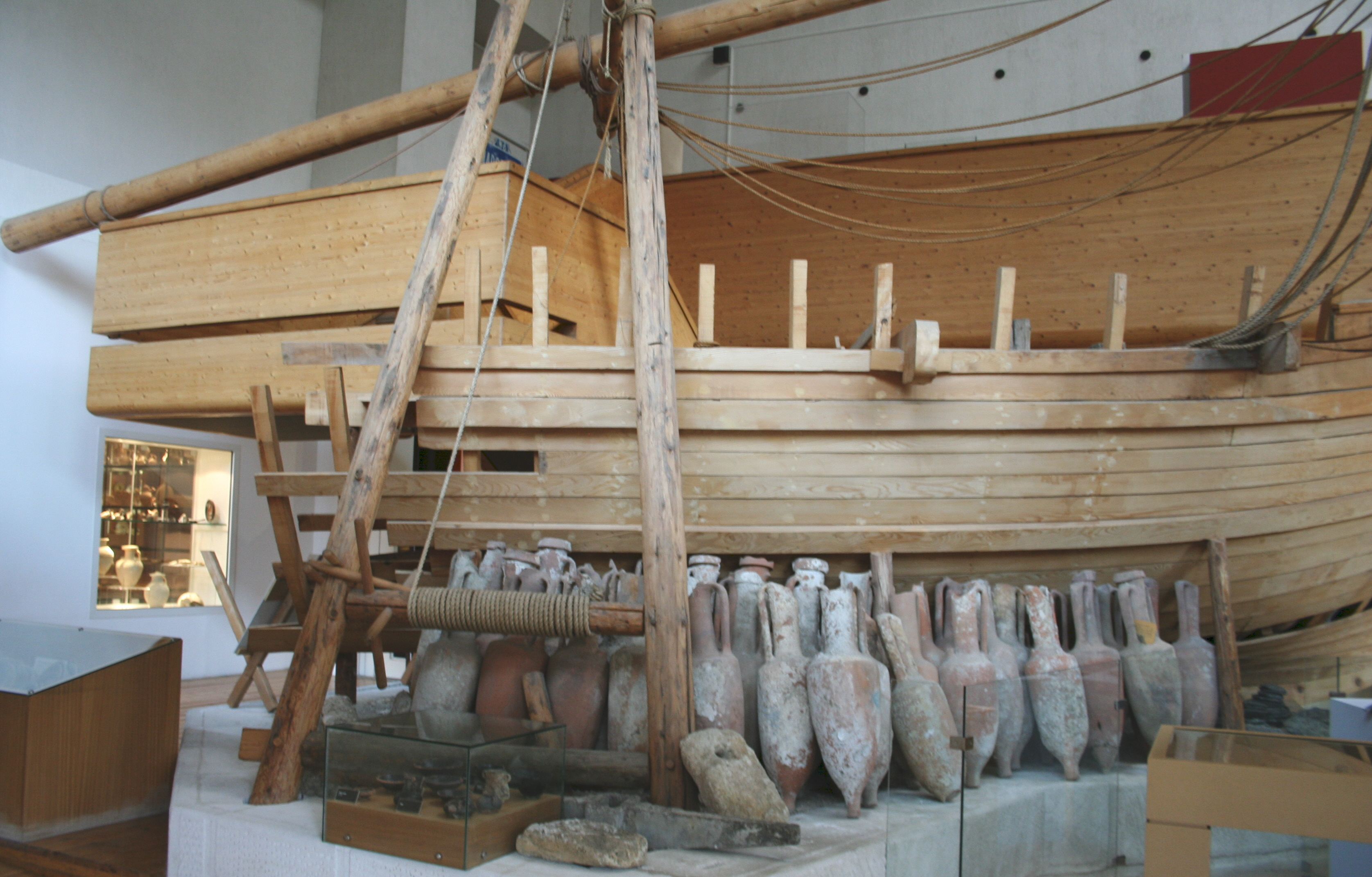
Reproduction de l'épave des Laurons (anse de Fos) et amphores.

Dès le IIe siècle avant notre ère, les fouilles archéologiques qui ont exhumé des amphores de type campanien à Besançon et à Lezoux ont mis en évidence l'utilisation de l'axe Rhône/Saône pour la commercialisation du vin venu de Naples.
Il y eut même, vers le milieu du Ier siècle une frénésie dénoncée par Diodore de Sicile : « Le naturel cupide de beaucoup de marchands italiens exploite la passion du vin qu'ont les Gaulois. ; sur des bateaux qui suivent les cours d'eau, ou des chariots qui roulent dans les plaines, ils transportent leur vin, dont ils tirent des bénéfices incroyables, allant jusqu'à troquer une amphore contre un esclave ».
Des amphores de type Dressel 1, ayant transité par le Rhône, ont été retrouvées par milliers lors de dragage à Chalon-sur-Saône et tout autour de Roanne. Leurs vins remontaient ensuite, par la Saône, vers les vallées du Rhin et de la Moselle. André Tchernia, archéologue et l'un des meilleurs spécialistes des vins de l'Antiquité, a pu estimer que, tant par la Garonne que par l'axe Saône/Rhône, ce sont environ 600 000 amphores qui transitaient annuellement, soit 120 000 hectolitres.
Dans cette commercialisation le tonneau fut aussi utilisé comme en témoigne la stèle de Cabrières-d'Aigues, dans la vallée de la Durance ou celle de Colonzelle dans le Tricastin. Ce sont avec les amphores du potier de Mazan, les premières ouvrées sur place, la preuve archéologique d'une diffusion des vins locaux.
Au début du Ier siècle, les vins de la vallée du Rhône issus des actuels vignobles de Côte-rôtie et de l'Hermitage devinrent célèbres dans tout le monde romain. C'est l'inversion du trafic rhodanien avec la descente des vins vers la mer Méditerranée. Ce type de trafic reprit des siècles plus tard, au temps des papes d'Avignon, quand le vin de Beaune approvisionna les celliers pontificaux et y gagna sa renommée.

#### La route des Alyscamps

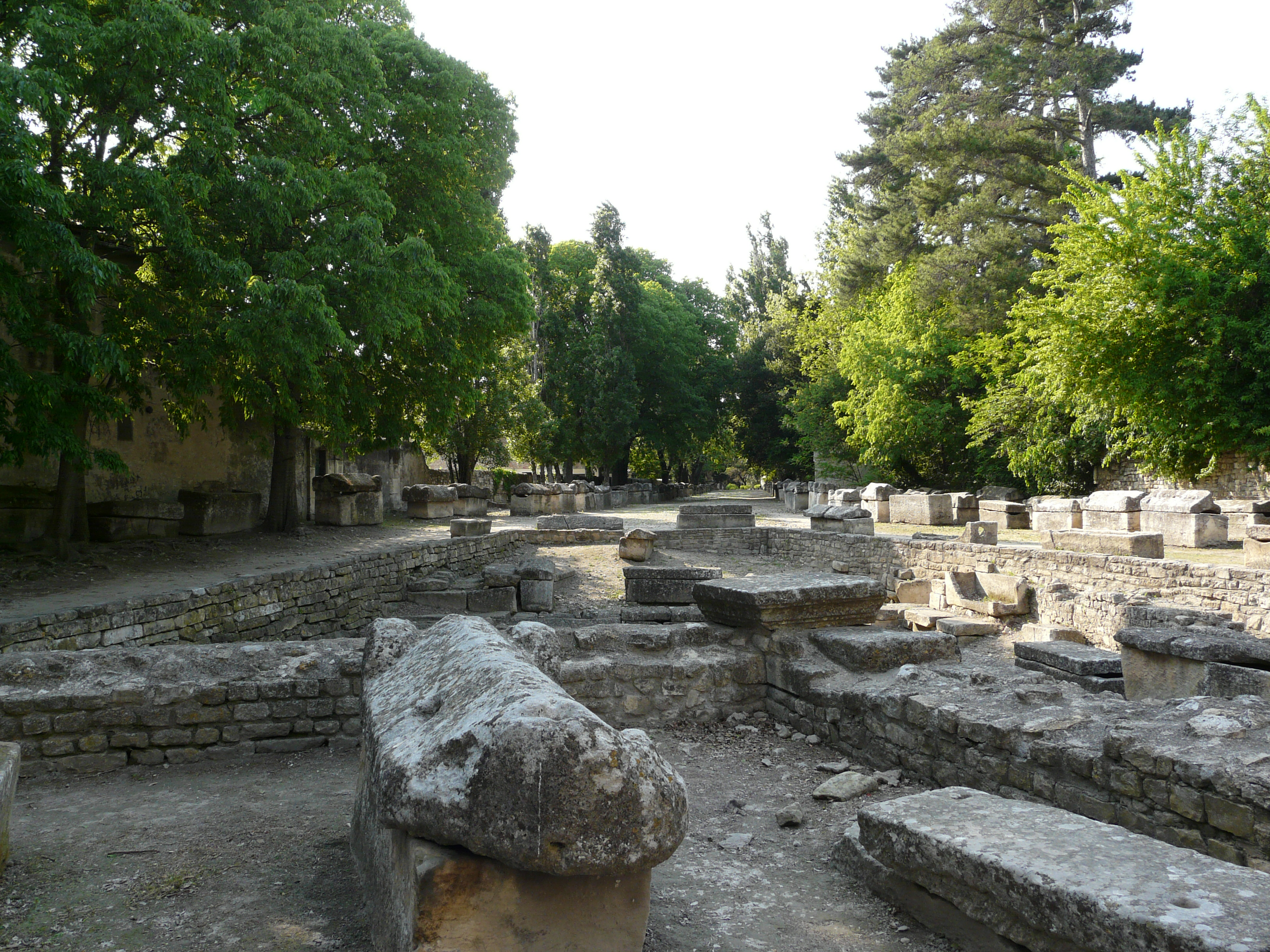
Les Alyscamps, le plus grand cimetière médiéval d'Europe.

Les Alyscamps (Champs Élysées en provençal, cité des morts vertueux dans la mythologie grecque) est une nécropole arlésienne, remontant à l'époque romaine. Au Moyen Âge, elle fut christianisée en l'honneur de Genest, saint arlésien, décapité en 303. Au fil des siècles ce lieu devint si renommé que nombre de personnes souhaitèrent y être enterrées, à l’instar des évêques d’Arles. Des cadavres, que les riverains mettaient à l'eau, descendaient le cours du Rhône sur de petits bateaux ou dans des tonneaux pour y être inhumés. Une somme d'argent, l'obole, étant jointe pour rémunérer les Arlésiens qui mettaient en sépulture les défunts. C'était le droit de mortellage. Gervais de Tilbury notifie que ce train mortuaire était conduit divinement vers les rivages jouxtant les Alyscamps. La vogue de cette nécropole décrut au XIIe siècle.

#### La route des foires

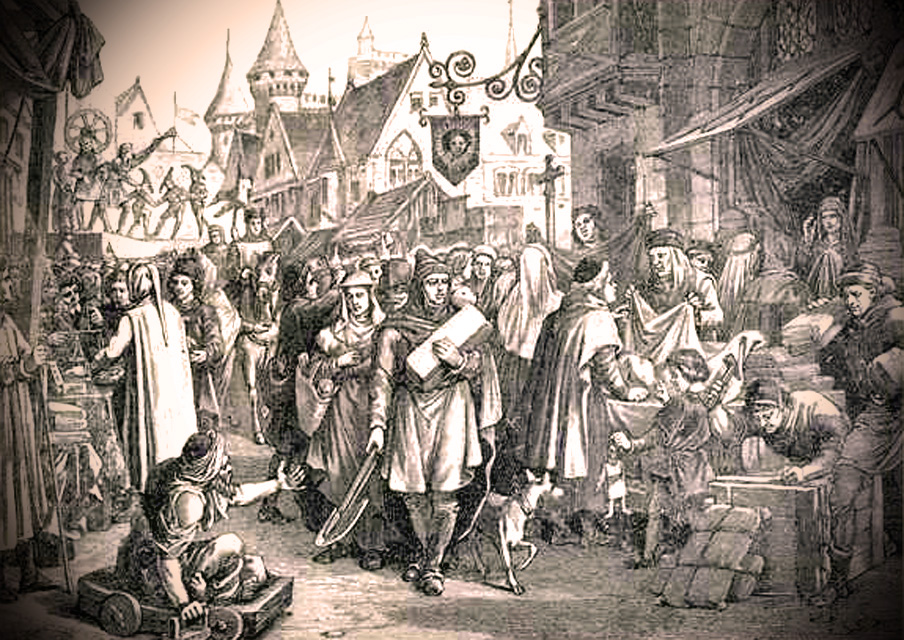
Foire de Champagne, gravure du XIXe siècle.

Les foires de Champagne commencèrent dès le XIIe siècle dans tout le comté de Champagne. Leur succès fut principalement dû à la sécurité particulière dont bénéficiaient les marchands, garantie par les comtes de Champagne eux-mêmes. Elles se tenaient dans les villes de Lagny (une fois par an), Provins (trois fois par an), Troyes (deux fois par an) et Bar-sur-Aube (une fois par an).
Le « conduit » royal accordé par Philippe Auguste en 1209 élargit encore le rayonnement de ces foires. Celles-ci formèrent désormais un ensemble cohérent été (foires chaudes) comme hiver (foires froides), qui attira les Flamands aussi bien que les Italiens. Le conduit royal les assurait que tout tort qui leur serait causé serait tenu pour lèse-majesté et pris en compte par la justice royale. Pour les républiques marchandes italiennes, au premier rang desquelles se trouvait Venise, leurs galées mouillaient à Marseille et l'axe Rhône/Saône permettait aux marchandises de rejoindre ou de quitter la Champagne. Au cours des années 1312-1320, la régression de l’importance internationale des foires de Champagne avait fait diminuer puis, sur ordre du doge Giovanni Soranzo, réduisit à néant le trafic des galères vénitiennes dans la « mer du Lion ». Elles avaient perdu l'habitude de faire escale dans le Vieux Port de Marseille et d’entreposer leurs marchandises qui remontaient par la vallée du Rhône vers la Champagne.

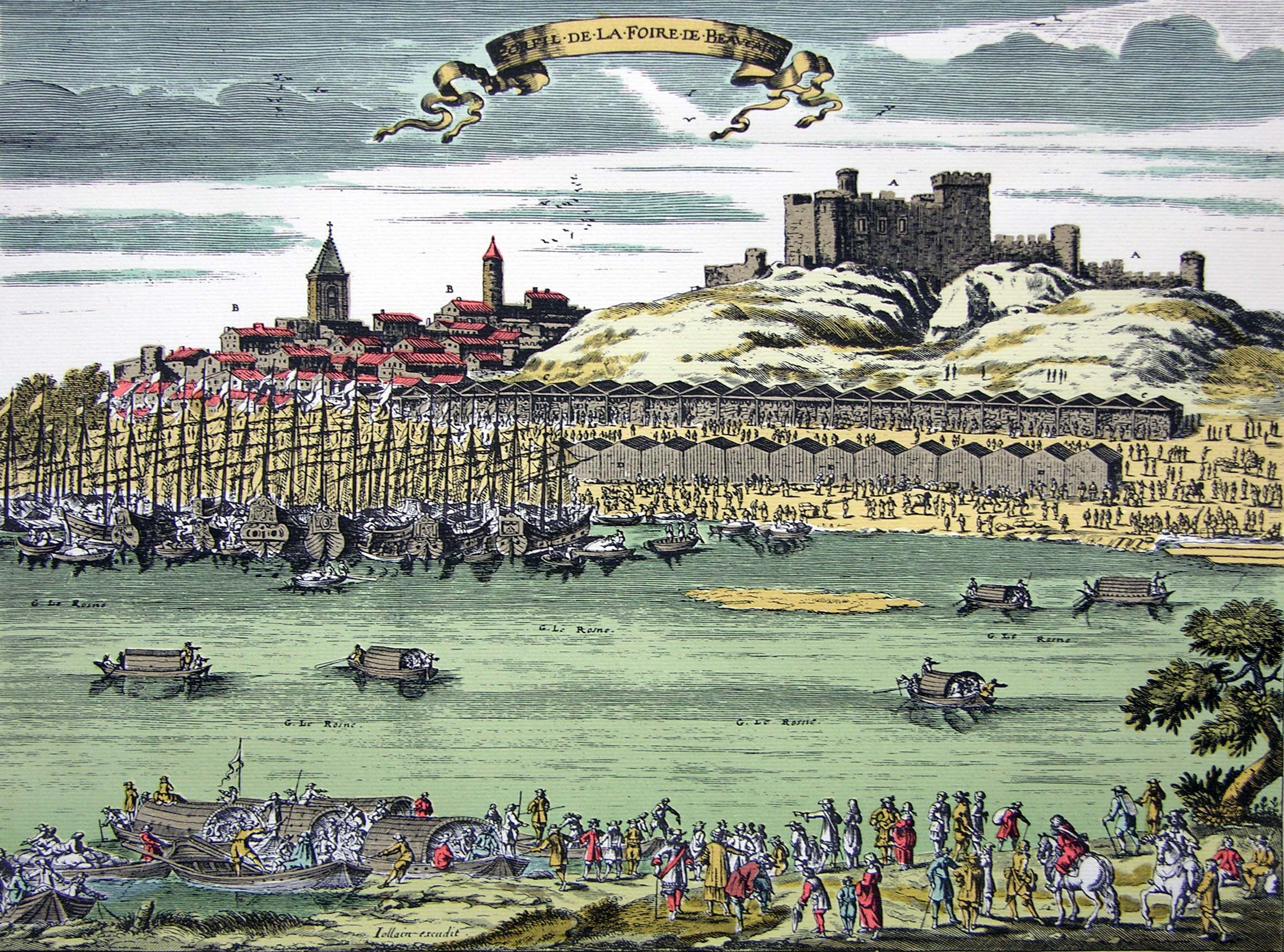
Foire de Beaucaire, gravure colorée du XVIIIe siècle.

La Foire de Beaucaire, fondée en 1217, par Raymond VI de Toulouse donna à cette cité du Languedoc rhodanien le statut de « capitale française des marchandises ». Elle tint ce rôle jusqu'à l'avènement du chemin de fer.
Émile Levasseur, dans son Traité du Commerce en France avant 1789, explique : « Dans le Languedoc du XIIIe siècle, la foire de Beaucaire tenait la tête. Placée au débouché du Rhône, elle attirait les marchands orientaux de Tunis, d'Alexandrie, de Syrie et de Constantinople, les Grecs, les Italiens de Venise et de Gênes ; les Aragonais et les Catalans de Barcelone ; des Portugais, des Anglais, même les Allemands et les marchands de France, venus de tous les points du territoire ».
La foire occupait les allées qui s'étendaient le long des rives du Rhône, c'était le Pré de Beaucaire. Au XVIIIe siècle, les premières statistiques indiquent qu'il venait à la foire une moyenne de 100 000 vendeurs et acheteurs par an, en 1769 la fréquentation monta à 120 000 personnes, entre 1789 et 1793, en pleine Révolution, la moyenne ne faiblit pas et oscilla toujours à chaque foire aux alentours de 120 000 entrées. Dans cette période de transition entre l'Ancien Régime et la République, le montant des ventes annuelles se situa entre 40 et 46 millions de francs/or. En 1797, le montant des transactions effectuées atteignit le chiffre record de 50 millions de francs/or.
Cette même année, le marquis de Sade, voulant renflouer ses finances, partit d'Apt, le 23 juillet pour installer à Beaucaire un stand de loterie. Ce fut un échec total puisqu'aucun billet ne fut vendu au cours de la foire.
La foire de Beaucaire fut indirectement responsable de la peste de 1720 qui provoqua la mort d'une grande partie de la population dans le sud de la France. Le navire le Grand-Saint-Antoine, commandée par Jean-Baptiste Chataud, accosta à Marseille le 25 mai 1720. Ce bâtiment transportait des soieries destinées à la foire, par le premier échevin Jean-Baptiste Estelle. Ce dernier fit lever sa patente pour éviter la quarantaine et débarquer ses marchandises. Celles-ci contaminées répandirent la peste qui s'étendit rapidement à la Provence et au Languedoc,. Jusqu'au milieu du XIXe siècle, le trafic commercial se fit par les carates, spécialement adaptées au halage sur le Rhône, grâce à leur énorme gouvernail qui leur évitait d'être plaquées sur les rives par le courant.

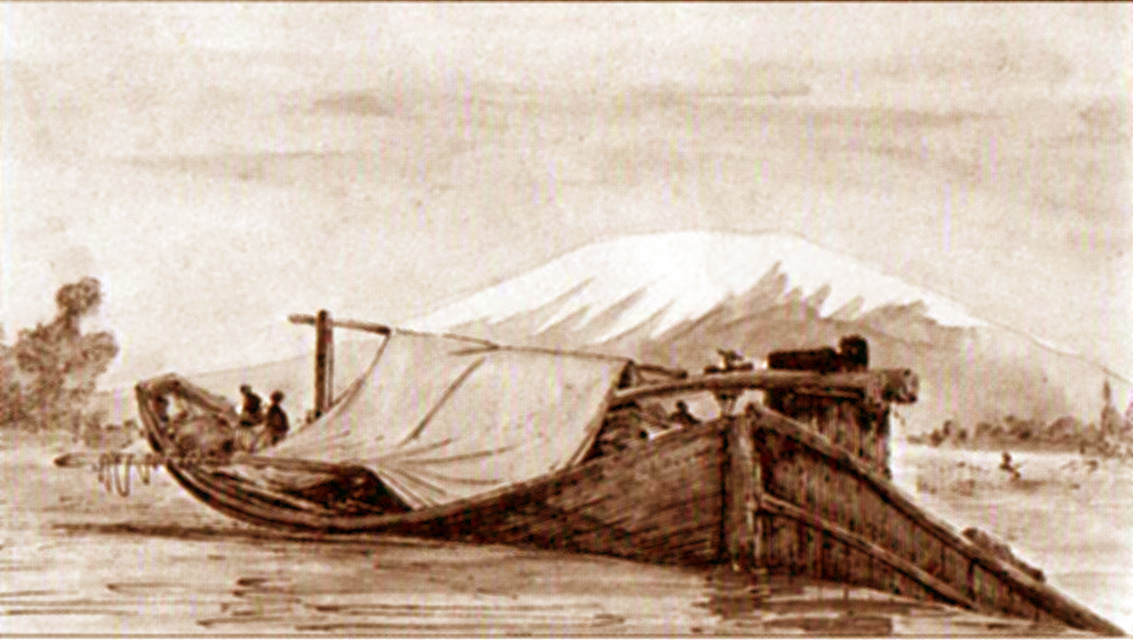
Carate, barque à fond plat du Rhône.
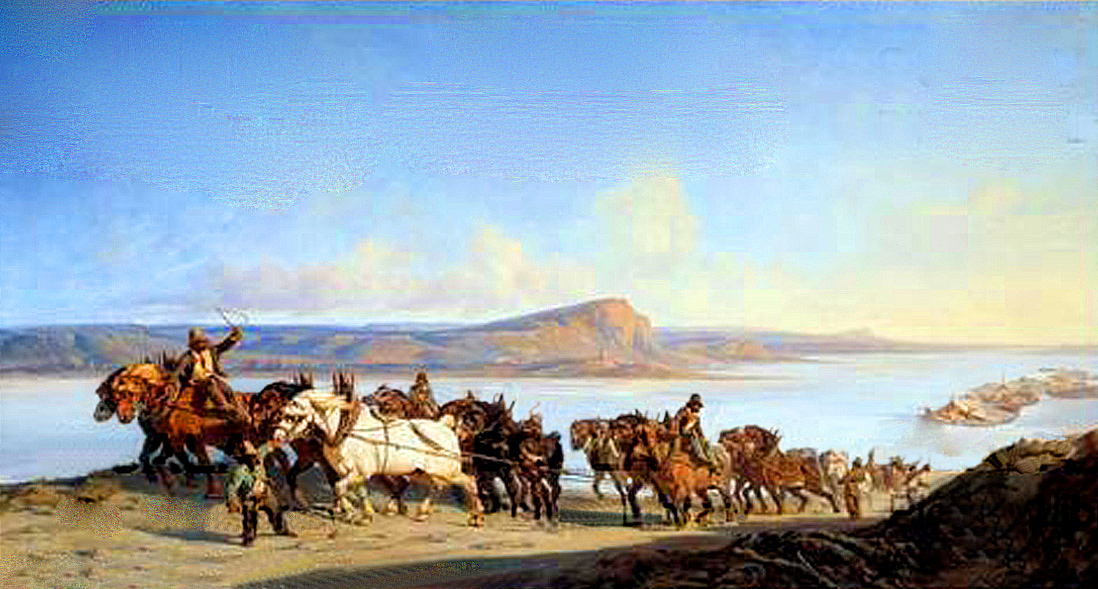
La remontée de bateaux sur le Rhône.
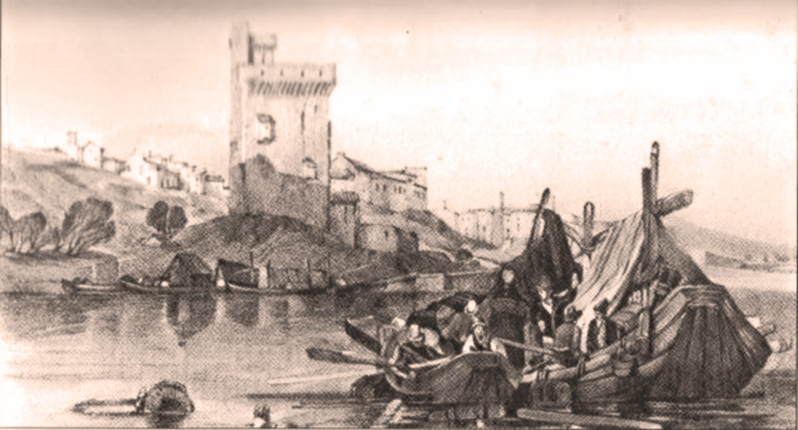
De Beaucaire à Lyon, via Avignon.

Ces bateaux à fond plat embarquaient leurs marchandises à la foire de Beaucaire et, tirés par un train de chevaux, remontaient le courant jusqu'à Lyon, un périple qui demandait un mois de halage.

#### Marchés de Provence
Les marchés provençaux, très souvent marchés de tradition – certains remontent au Moyen Âge – ont essaimé de la Provence vers les départements rhodaniens. Occupant place et ruelles, ils permettent aux locaux et aux touristes de découvrir et de se fournir en tomates, poivrons, salades, olives vertes et noires, oignons, aulx, abricots, pêches, figues, raisins, truffes, etc. À cette production fruitière et légumière s’ajoute une production de type artisanal grâce aux étals de tissus colorés, dont les nappes, les serviettes, les sets de table, ainsi que couvre-lits, coussins, boutis et tissu à l'aune. L’art de la table reste toujours présent avec des artisans locaux qui offrent de la faïence et de la poterie provençales sous forme d'assiettes, plats, saladiers, brocs, huilier, salière, poivrière, etc.

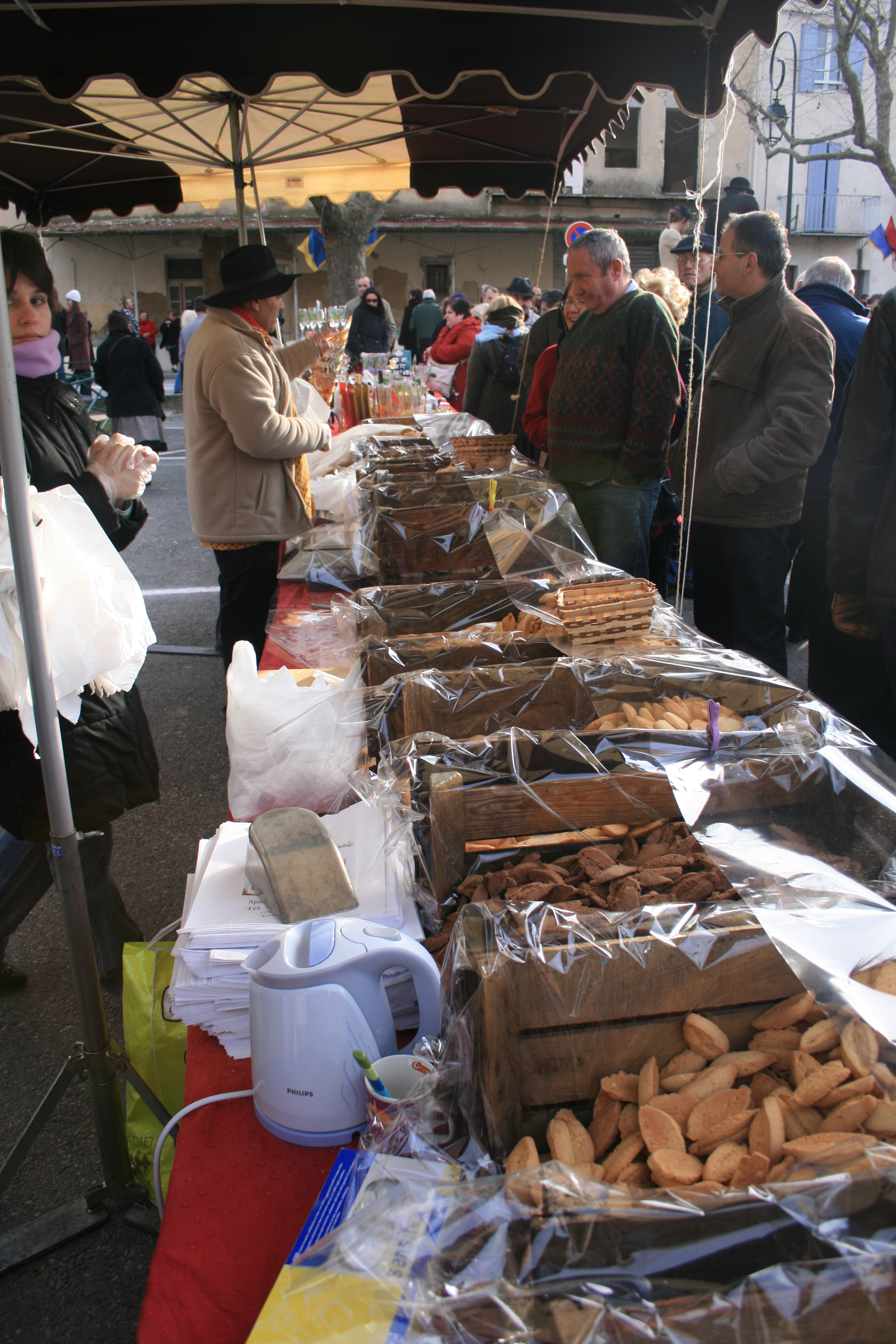
Marché provençal de la Saint-Valentin à Roquemaure.
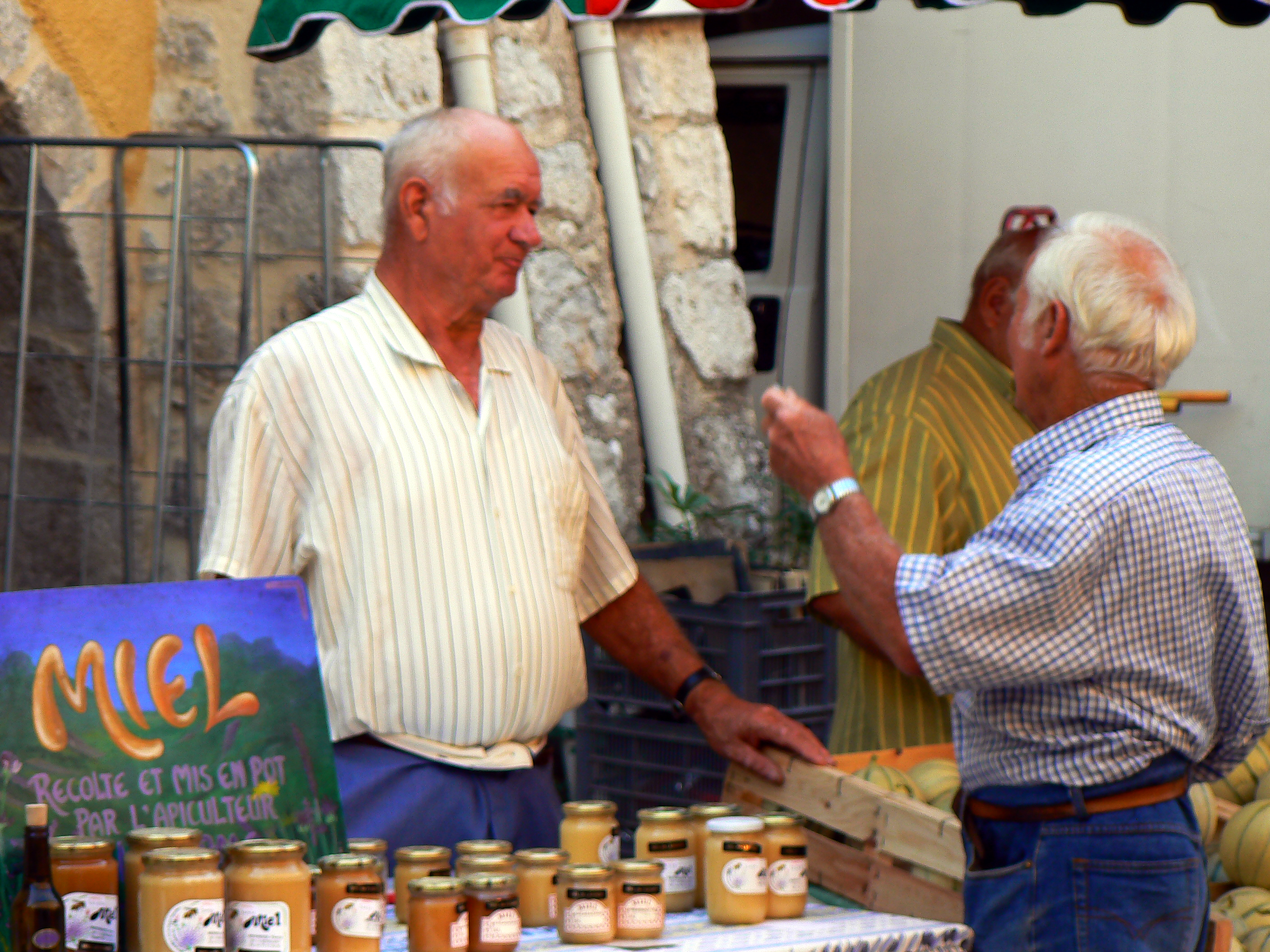
Miel sur le marché de Buis-les-Baronnies en Drôme provençale.
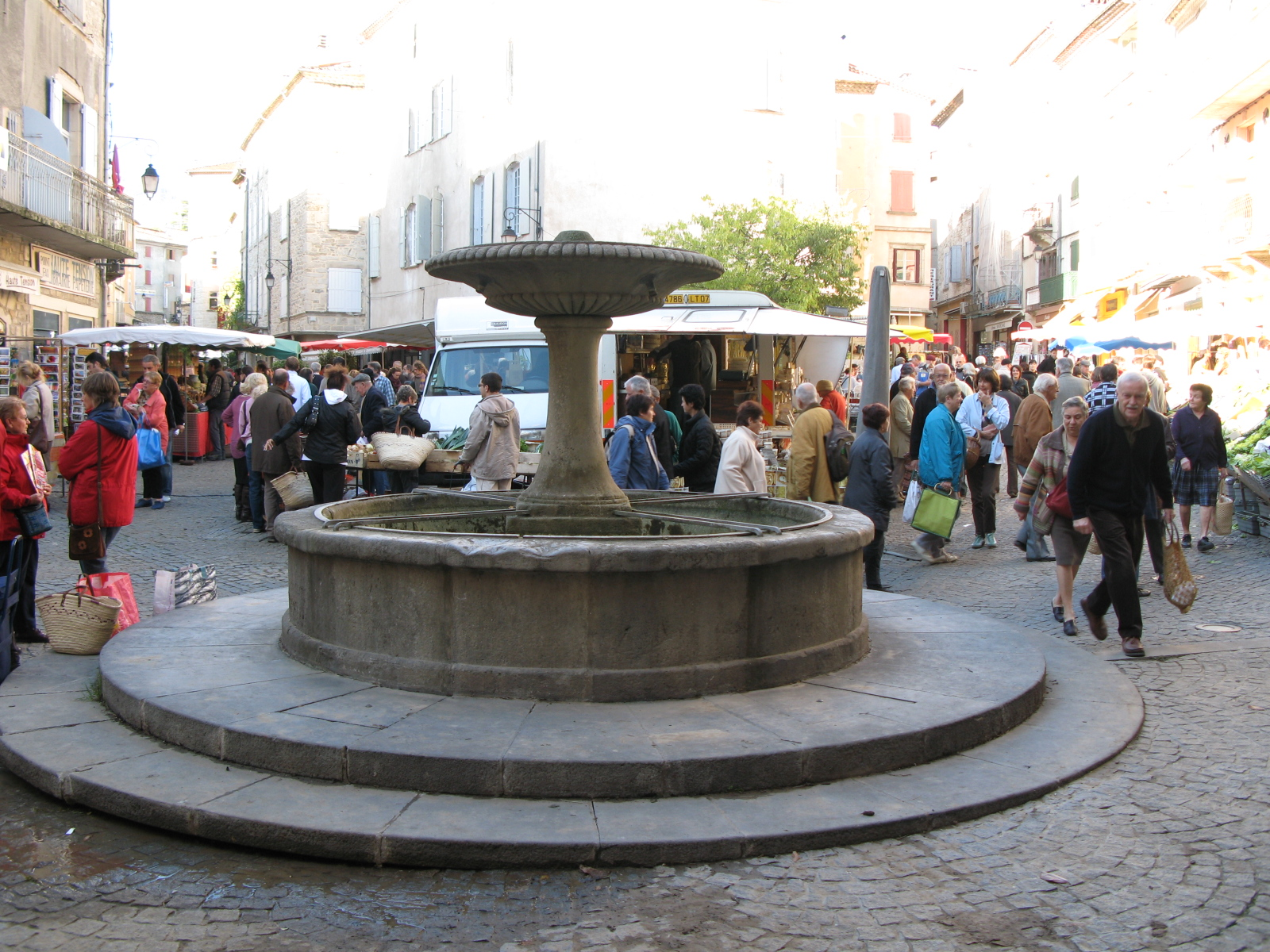
Les Vans (Ardèche), marché aux légumes.
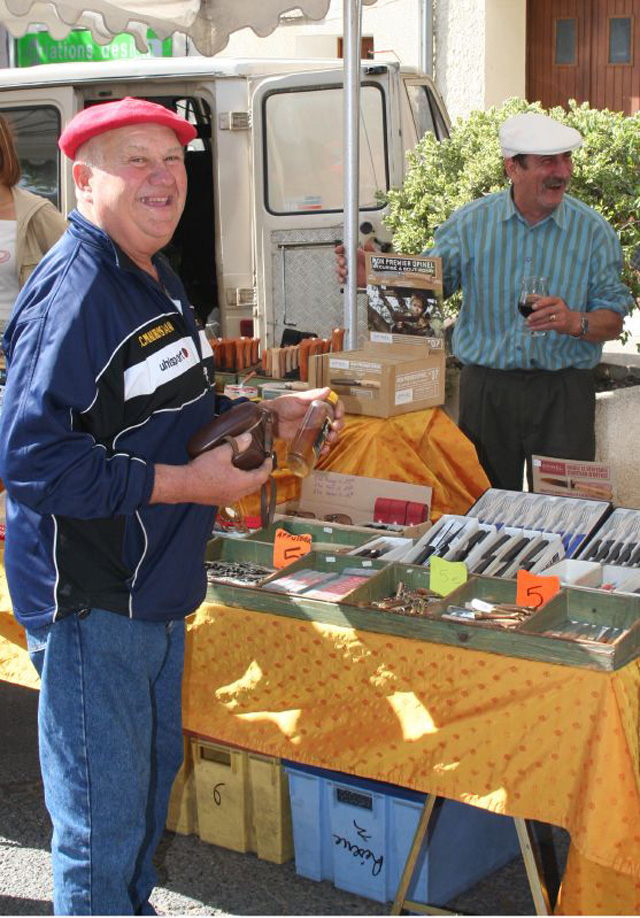
Marché à Bédoin.

Comme l'a analysé l'anthropologue Michèle de La Pradelle, en 1996, lors de son étude sur le marché de Carpentras, c'est un événement marquant de la vie de la ville ou du village qui se présente comme une célébration de l’identité locale, une cérémonie collective dont chacun est à la fois acteur et spectateur, un lieu de rencontre où tout le monde est traité sur un pied d'égalité et dont personne n'est exclu. Deux principes régissent ce type de marché, le prix des marchandises est secondaire et tout doit rappeler le divertissement.

### Agriculture

Vignoble de la vallée du Rhône.

#### Vignoble
Le vignoble de la vallée du Rhône est un vignoble français s'étendant de part et d'autre du Rhône, de Vienne au nord jusqu'à Avignon au sud. C'est le deuxième vignoble en France, en termes de volume de production de vins d'appellation d'origine contrôlée, après le Bordelais. Il s'étend sur six départements : Rhône, Loire, Ardèche et Gard, sur la rive droite du Rhône, Drôme et Vaucluse, sur la rive gauche. Ces départements font partie des régions Rhône-Alpes, Languedoc-Roussillon et Provence-Alpes-Côte d'Azur.

##### Appellation générique des côtes-du-rhône
L'appellation côtes-du-rhône, créée par un décret de 1937, se répartit sur 44 000 hectares sur les départements du Rhône, de la Loire, de l'Ardèche, de la Drôme, du Vaucluse et du Gard.
L'appellation côtes-du-rhône villages, créée par un décret de 1966, concerne 95 communes de l'aire géographique des départements :
Ardèche, Drôme, Vaucluse et Gard.

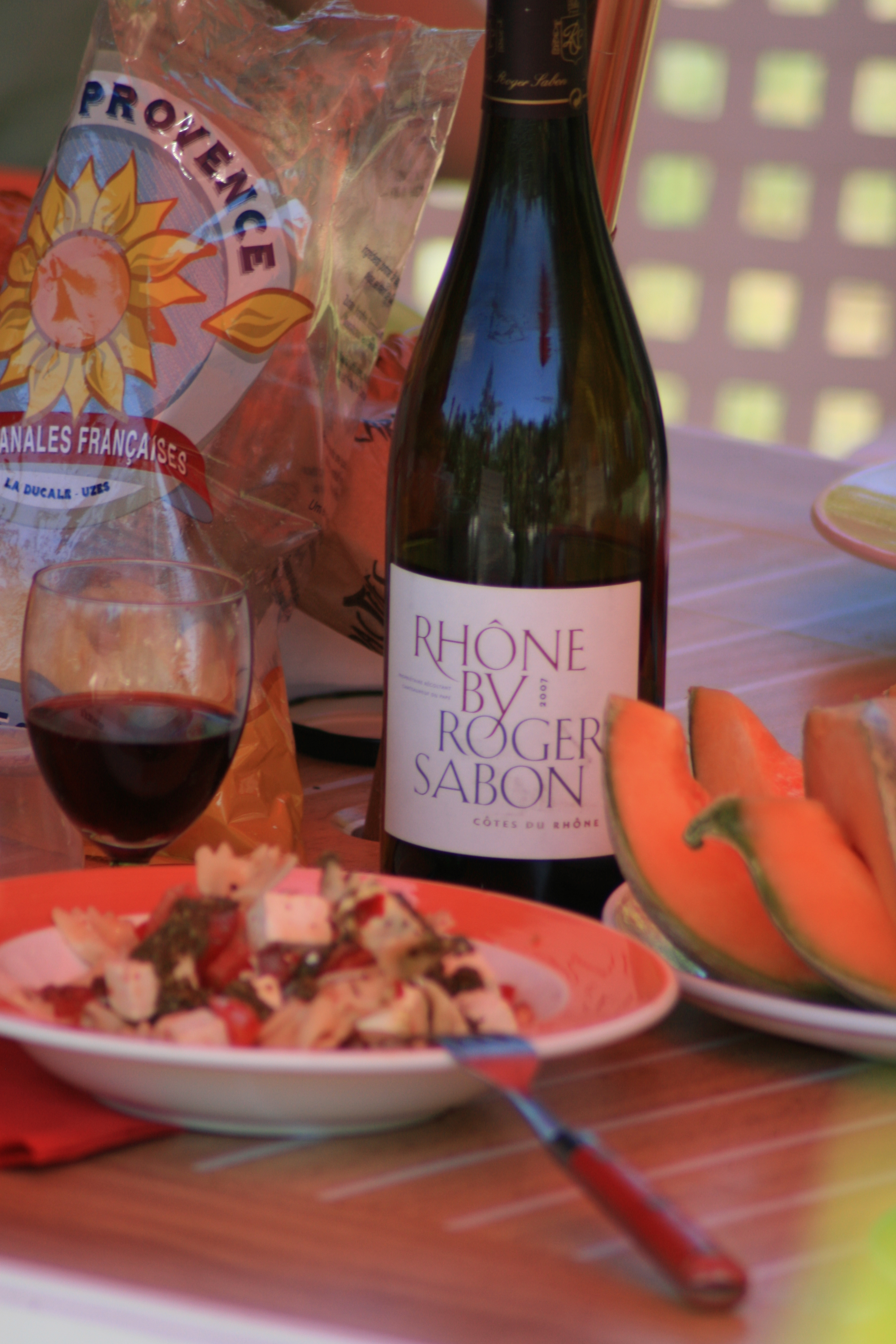
Côtes-du-rhône de la cave Roger Sabon
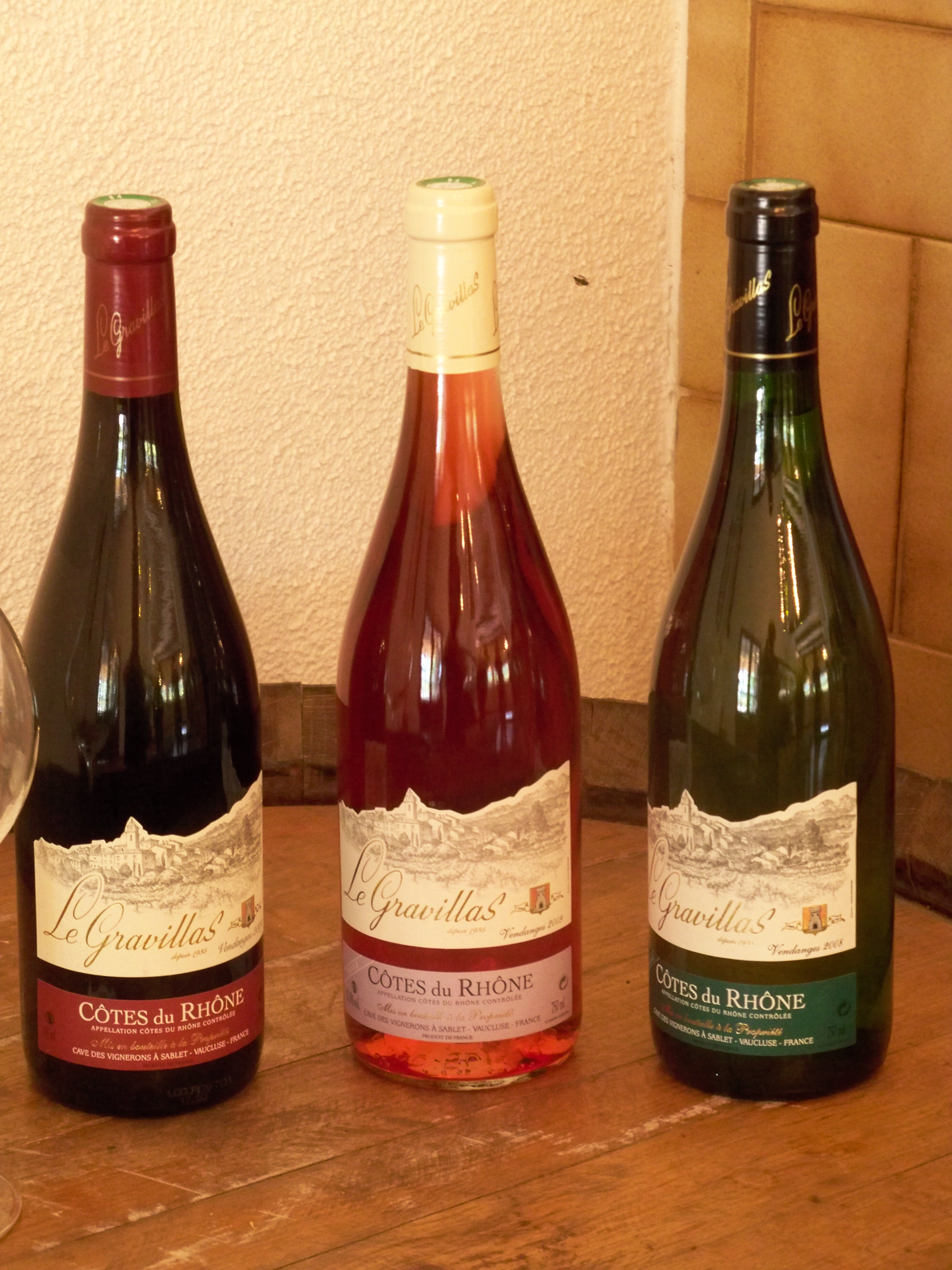
Côtes-du-rhône de la cave Le Gravillas à Sablet.
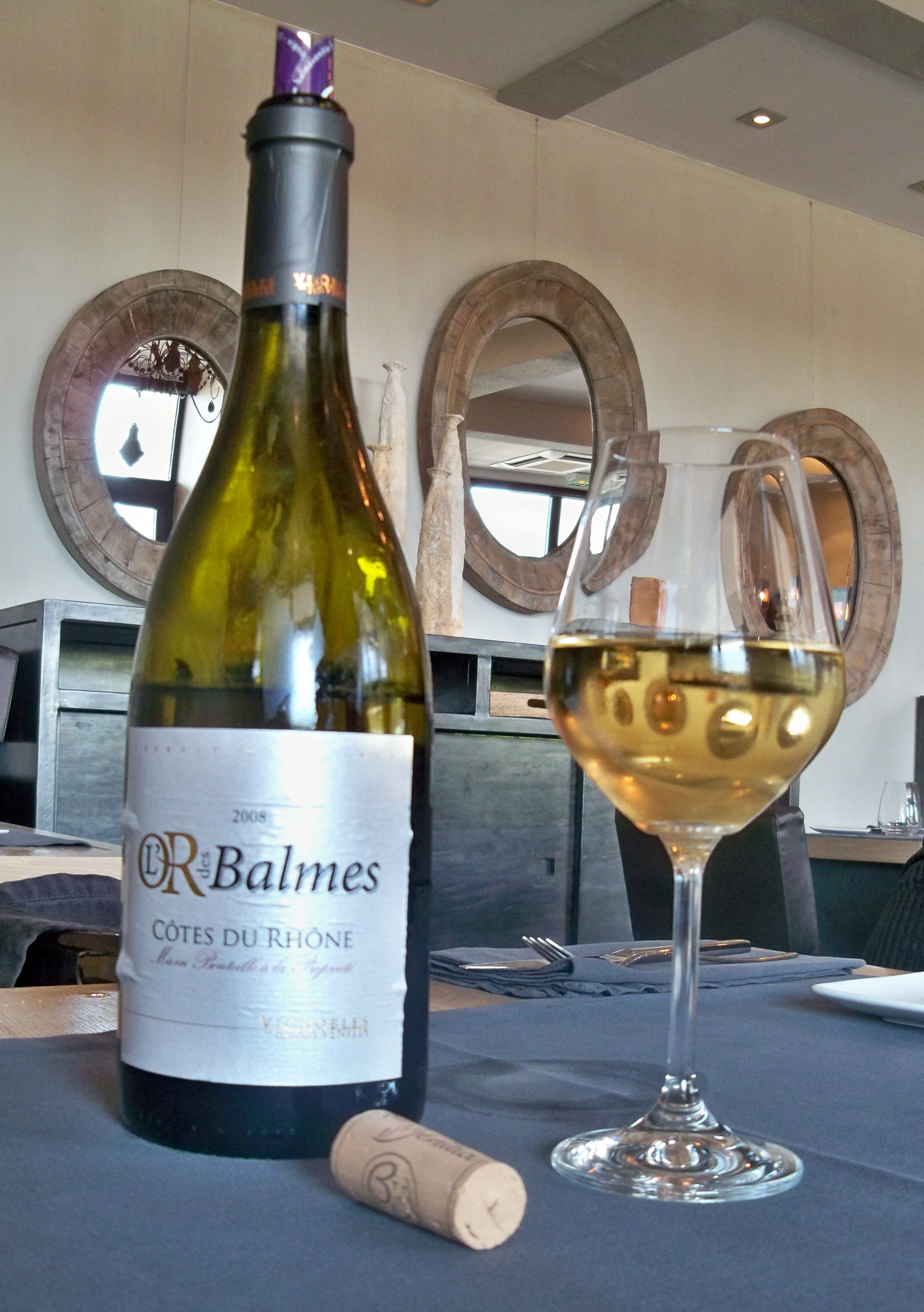
Côtes-du-rhône blanc de Balma Vénitia
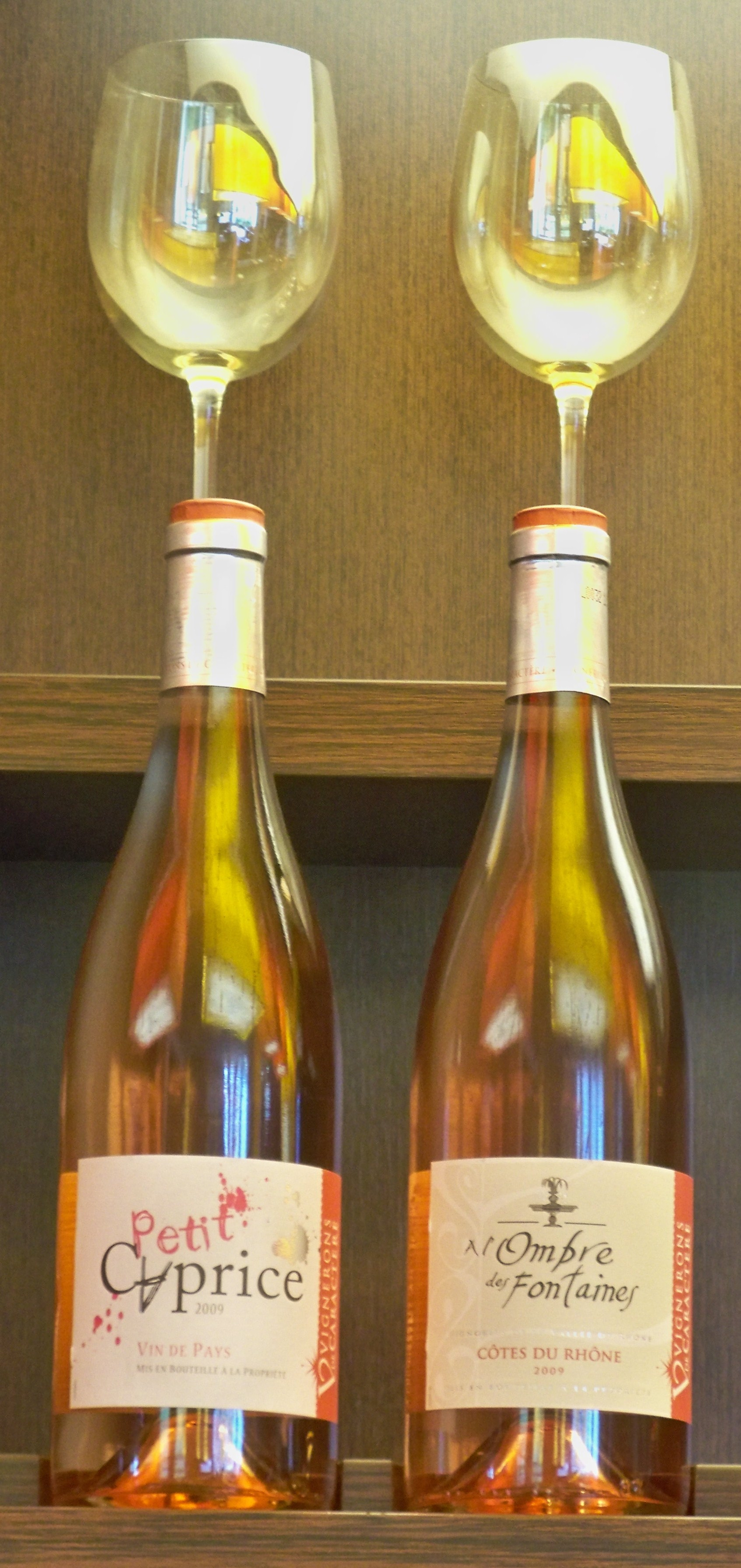
Côtes-du-rhône rosé des Vignerons de Caractère

##### Appellations locales
| Départements            | Vallée du Rhône septentrionale | Départements | Vallée du Rhône méridionale |
| Rhône                   | Côte-rôtie                     | Drôme        | Vinsobres                   |
| Rhône / Loire / Ardèche | Condrieu                       | Vaucluse     | Gigondas                    |
| Loire                   | Château-grillet                | Vaucluse     | Beaumes-de-venise           |
| Ardèche / Loire         | Saint-joseph                   | Vaucluse     | Châteauneuf-du-pape         |
| Ardèche                 | Cornas                         | Vaucluse     | Vacqueyras                  |
| Ardèche                 | Saint-péray                    | Gard         | Tavel                       |
| Drôme                   | Hermitage                      | Gard         | Lirac                       |
| Drôme                   | Crozes-hermitage               | Vaucluse     | Rasteau                     |

##### Dénominations de l'appellation côtes-du-rhône villages
| Départements   | Dénominations   | Départements | Dénominations              |
| Vaucluse       | Cairanne        | Vaucluse     | Visan                      |
| Vaucluse       | Massif-d'uchaux | Drôme        | Rochegude                  |
| Vaucluse       | Plan-de-dieu    | Drôme        | Rousset-les-vignes         |
| Vaucluse Drôme | Puyméras        | Drôme        | Saint-Maurice-sur-eygues   |
| Vaucluse       | Valréas         | Drôme        | Saint-pantaléon-les-vignes |
| Vaucluse       | Roaix           | Gard         | Chusclan                   |
| Vaucluse       | Sablet          | Gard         | Laudun                     |
| Vaucluse       | Séguret         | Gard         | Saint-gervais              |
|                |                 | Gard         | Signargues                 |

##### Dénomination au sein des côtes-du-rhône
- Brézème (Drôme)

##### Vins doux naturels
- Muscat de Beaumes-de-Venise (Vaucluse)
- Rasteau (Vaucluse)

##### Autres appellations de la vallée du Rhône

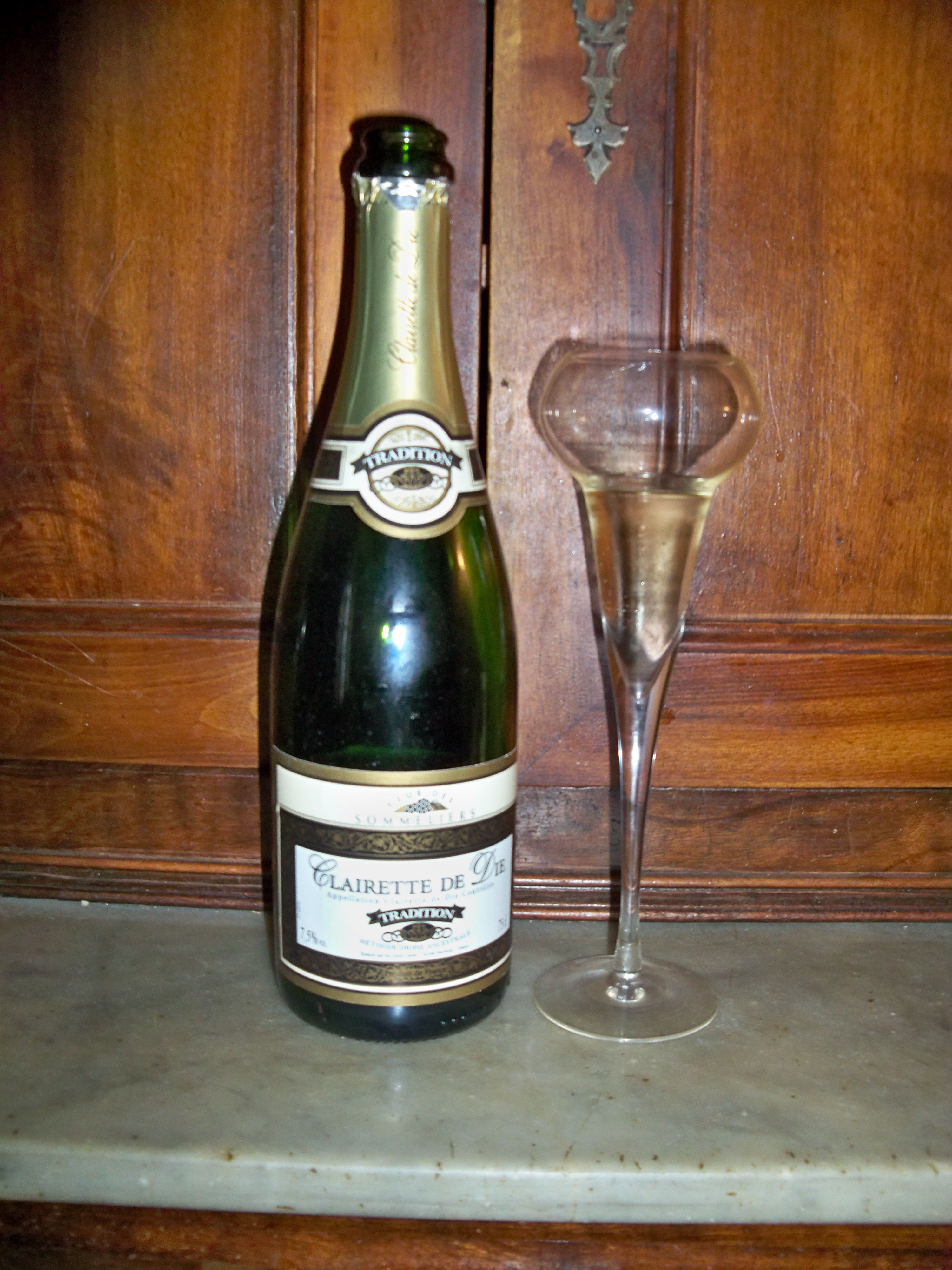
Clairette de Die tradition.
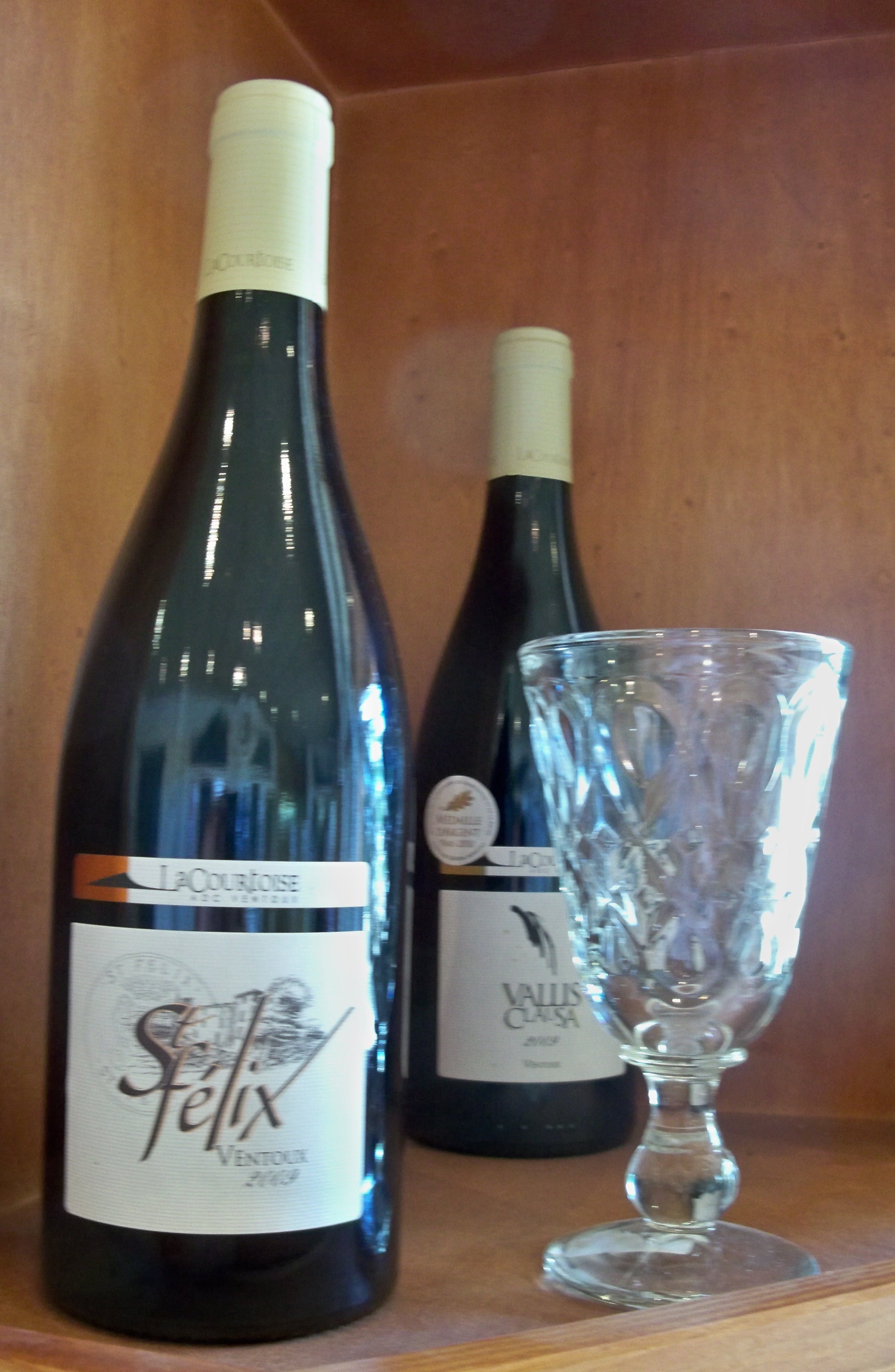
AOC Ventoux.
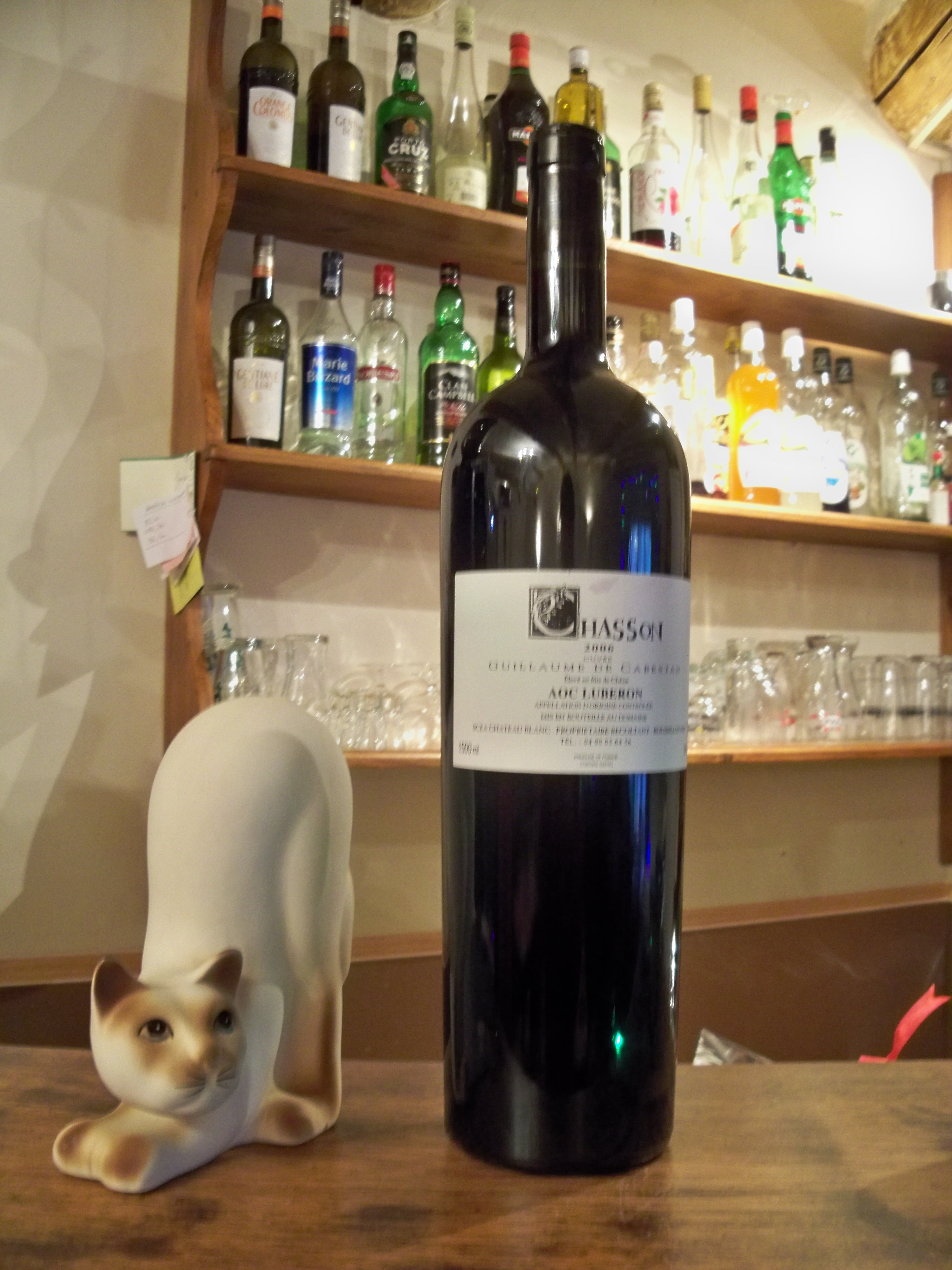
AOC Luberon.
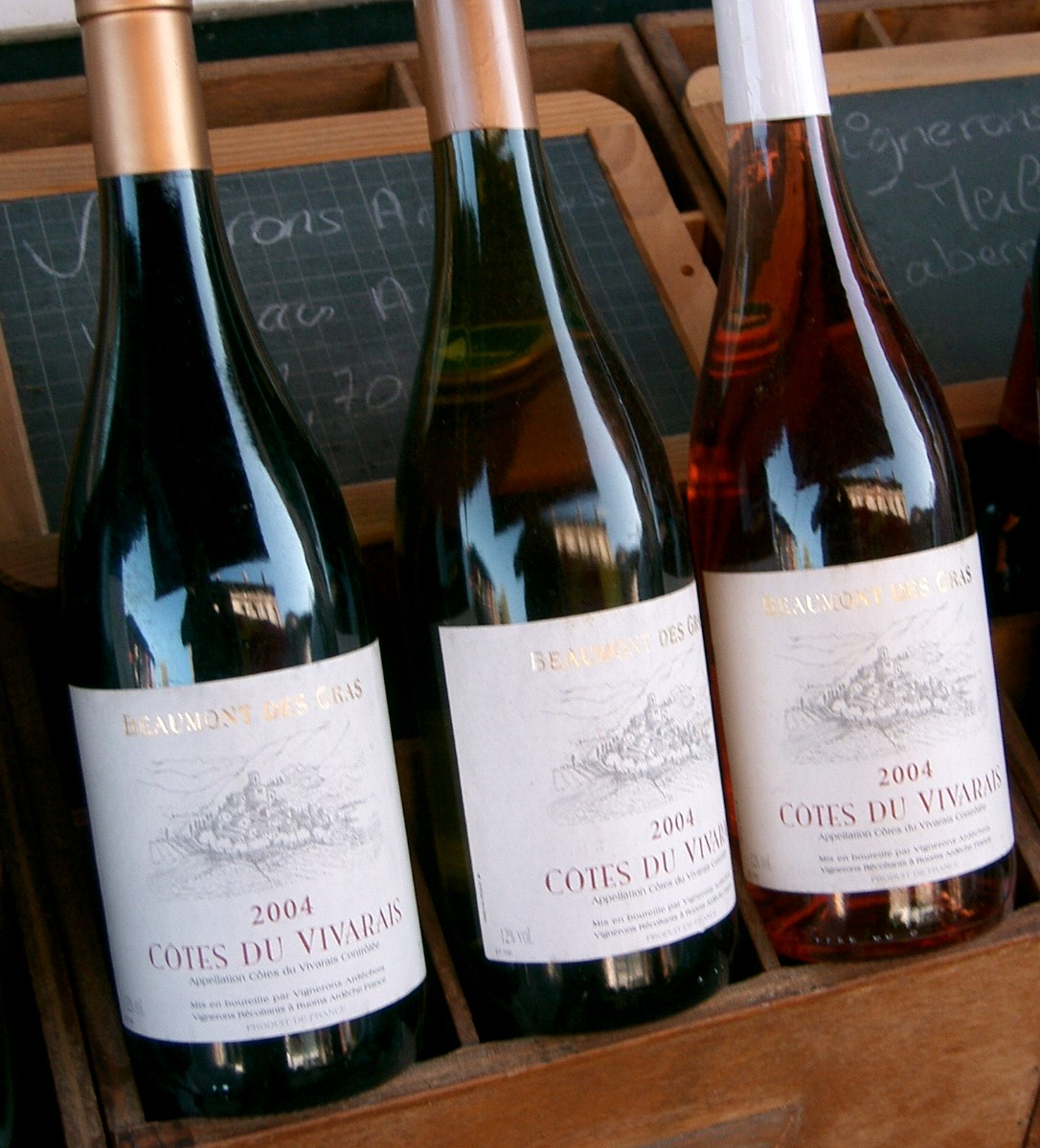
AOC côtes-du-vivarais.
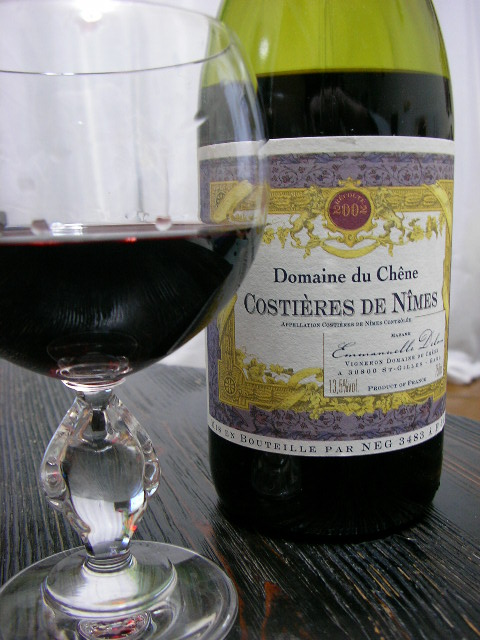
AOC costières-de-nîmes.

| Département | AOC                | Département  | AOC                     |
| Drôme       | Clairette de Die   | Vaucluse     | Ventoux                 |
| Drôme       | Crémant de Die     | Vaucluse     | Luberon                 |
| Drôme       | Coteaux-de-die     | Ardèche Gard | Côtes-du-vivarais       |
| Drôme       | Châtillon-en-diois | Gard         | Clairette de Bellegarde |
| Drôme       | Grigan-les-adhémar | Gard         | Costières-de-nîmes      |

#### Trufficulture

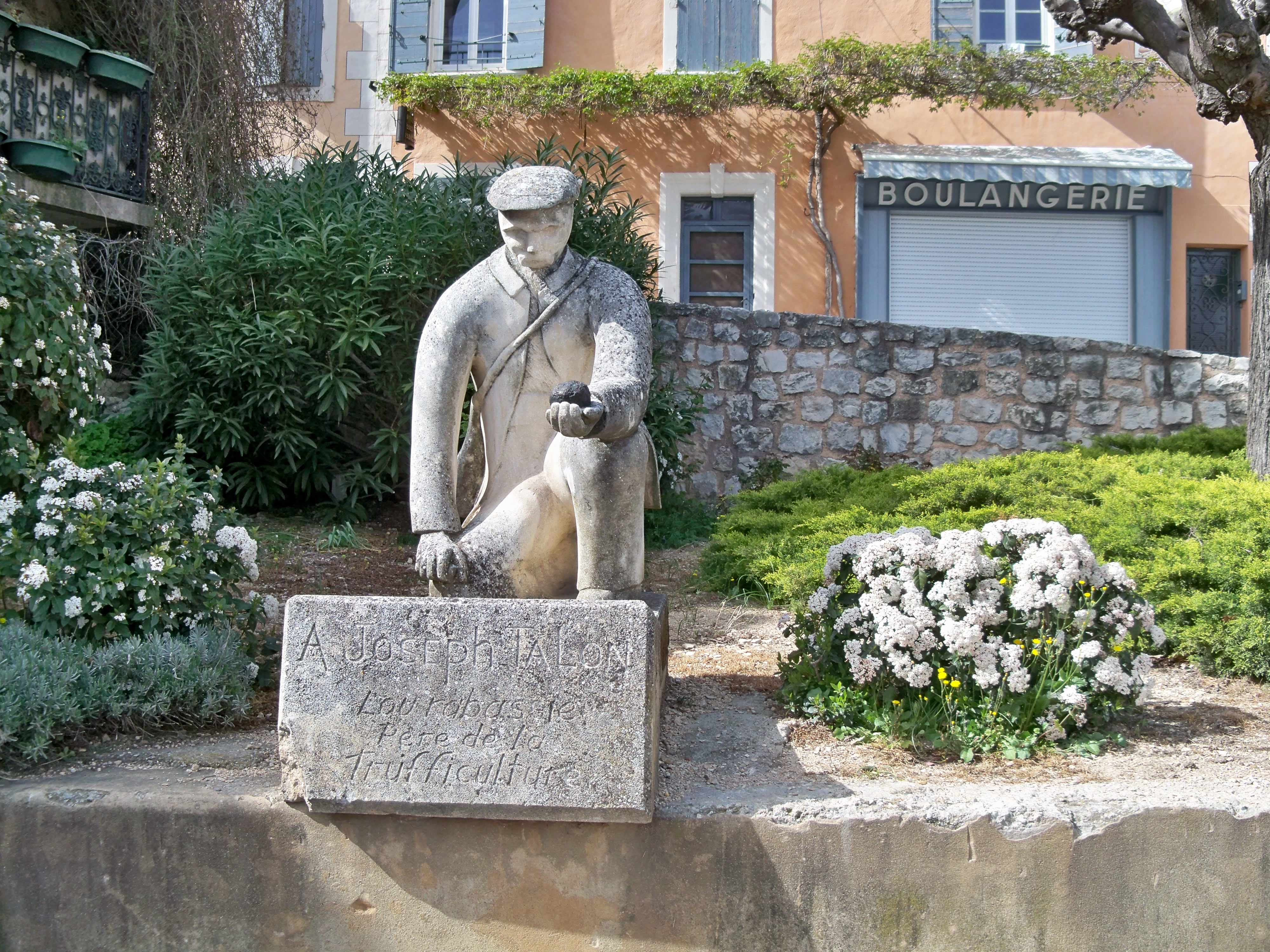
Joseph Talon.

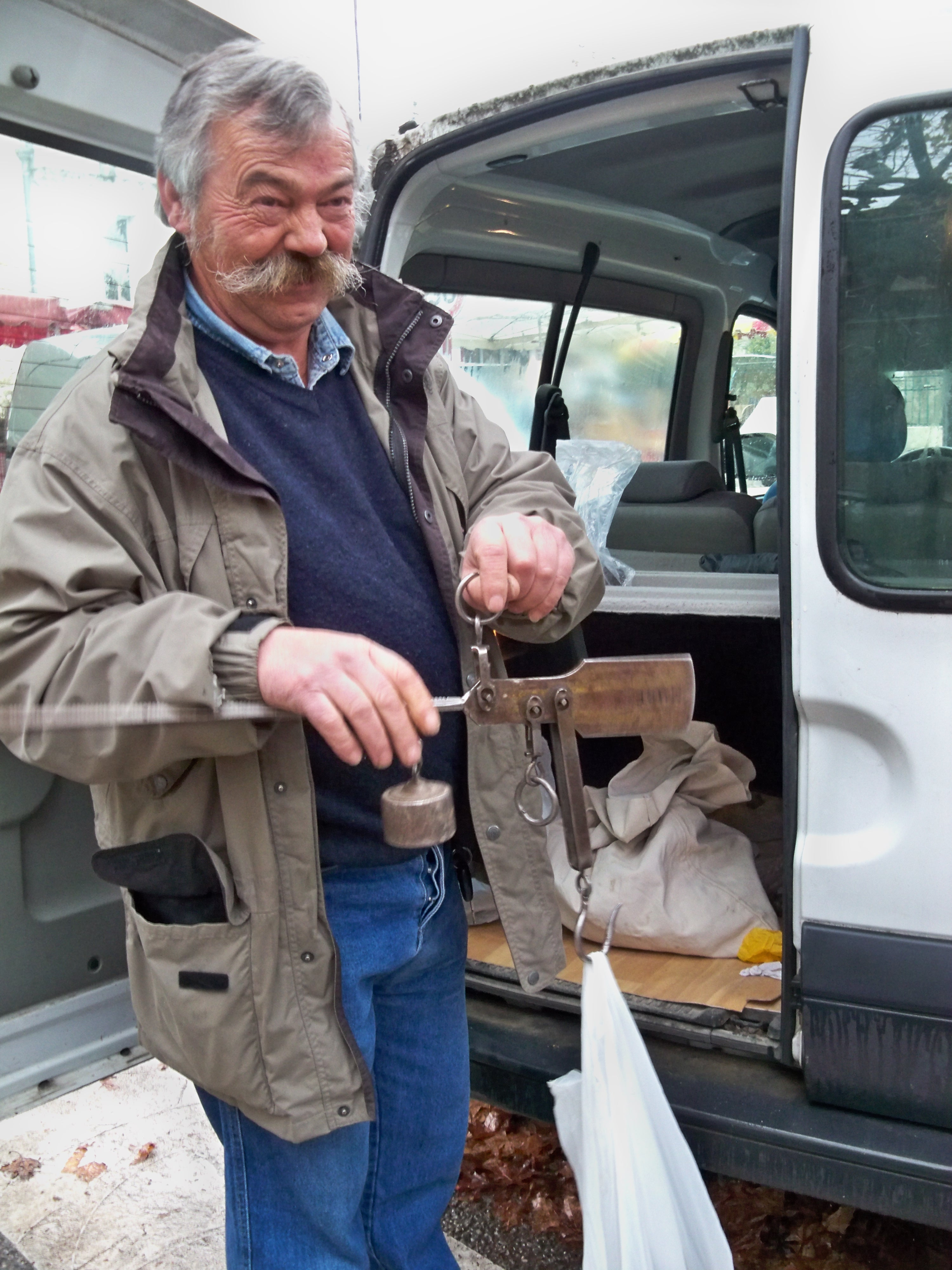
La pesée sur le marché de Richerenches.

Joseph Talon (1793-1873), natif de Saint-Saturnin-d'Apt, eut l'idée de planter des glands dans une de ses terres en 1808. Une dizaine d'années plus tard, alors qu'il cavait avec son cochon, celui-ci sortit de cette terre plusieurs kilos de rabasses noires. Cette belle récolte de truffes l'incita à continuer. Il acheta de mauvaises terres et les ensemença de glands. Comme tous l'avaient vu planter des glands, on l'imita. Les contreforts des monts de Vaucluse, se couvrirent de chênes, plus de 200 propriétaires étaient demandeurs et pressés. Joseph Talon vendit alors des plants truffiers, les premiers plans mycorhizés de l’histoire.
La rumeur se répandit jusqu'au marché aux truffes de Carpentras, Auguste Rousseau, négociant en truffes, en 1847, se fournit auprès de Talon. Et lorsqu'il présenta ses truffes à l'exposition universelle de 1855, il obtient la médaille d’or. La trufficulture était née. Les participants aux deuxièmes rencontres internationales de la truffe qui se sont déroulées à Ménerbes le 19 janvier 2008 ont rendu hommage à Joseph Talon, le père de la trufficulture moderne et rappelé que le Vaucluse est le berceau de celle-ci.

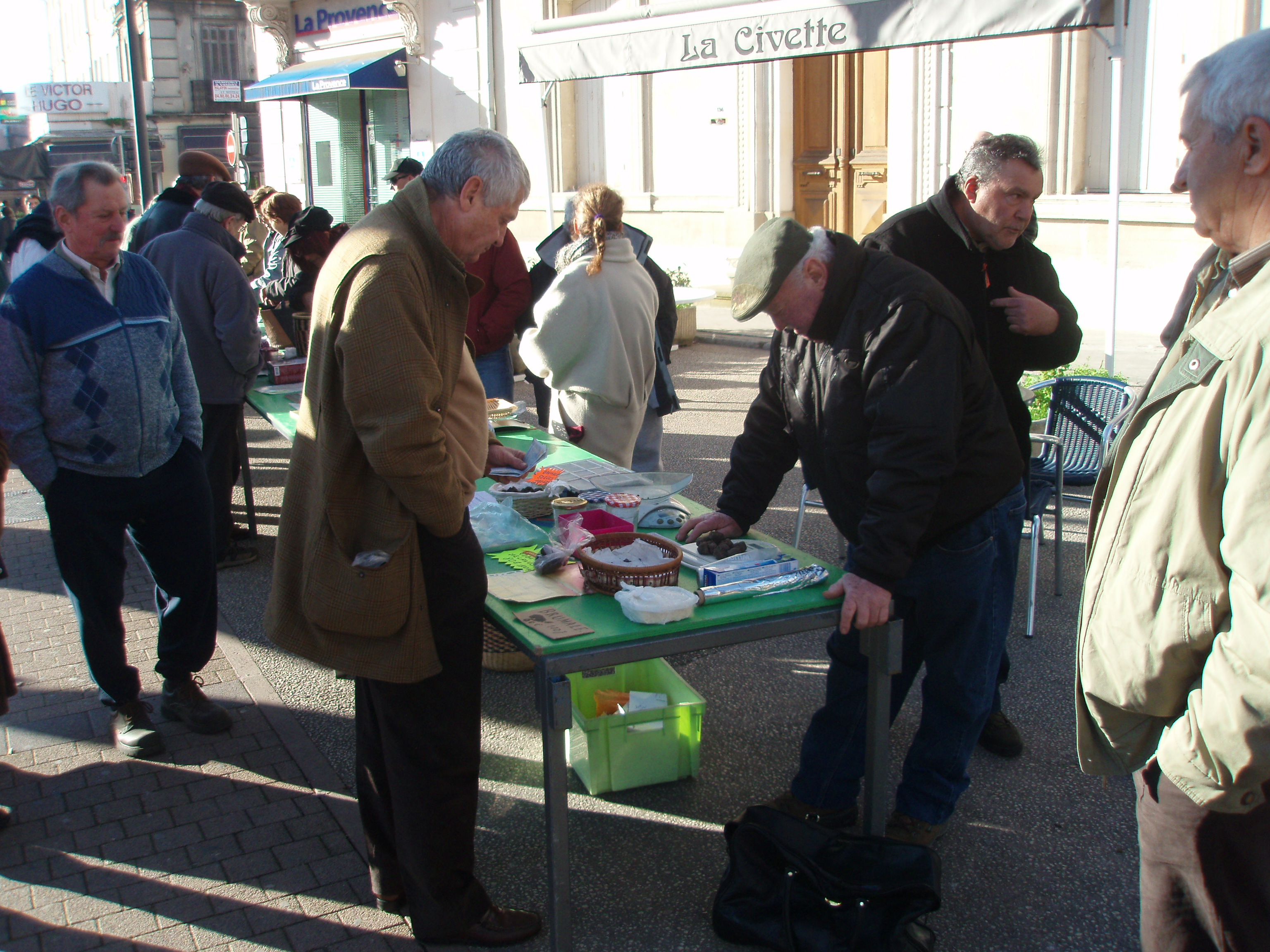
Le marché aux truffes de Carpentras.

Le piémont du Ventoux et le Tricastin sont les premiers producteurs en France de Tuber melanosporum. En saison, c'est le marché de Carpentras, un des plus importants de la région avec Richerenches, qui fixe les prix. Ces truffes se récoltent entre 500 et 1 000 mètres d'altitude. Préférant les terrains calcaires, elles se développent toujours en symbiose avec le chêne blanc ou vert, le frêne et le charme. Il est affirmé que les plus fines poussent à l'ombre du tilleul. La truffe du Tricastin est protégée par une AOC depuis 1978, elle s'étend sur 68 communes de la Drôme et 15 communes de Vaucluse. Pour revendiquer cette appellation, la truffe du Tricastin exige une stérilisation en première ébullition et uniquement avec des T. melanosporum.

#### Fromages
| Département                      | Nom                       | Classification | Département      | Nom                       | Classification |
| -------------------------------- | ------------------------- | -------------- | ---------------- | ------------------------- | -------------- |
| Alpes-de-Haute-Provence Vaucluse | Banon                     | AOC            | Loire            | Rigotte de Condrieu       | AOC            |
| Drôme Isère                      | Bleu du Vercors-Sassenage | AOC            | Loire            | Rigotte de Pélussin       | sans           |
| Bouches-du-Rhône                 | Brousse du Rove           | sans           | Ardèche          | Rogeret des Cévennes      | sans           |
| Gard                             | Pélardon                  | AOC            | Ardèche          | Saint-félicien (Ardèche)  | sans           |
| Ardèche Drôme                    | Pétafine                  | sans           | Isère            | Saint-félicien (Dauphiné) | sans           |
| Ardèche Drôme Gard Vaucluse      | Picodon                   | AOC            | Drôme Isère      | Saint-marcellin           | AOC            |
| Bouches-du-Rhône Vaucluse        | Poivre d'âne              | sans           | Bouches-du-Rhône | Tomme d'Arles             | sans           |

#### Olive et huile d'olive
- Huile d'olive d'Aix-en-Provence AOC

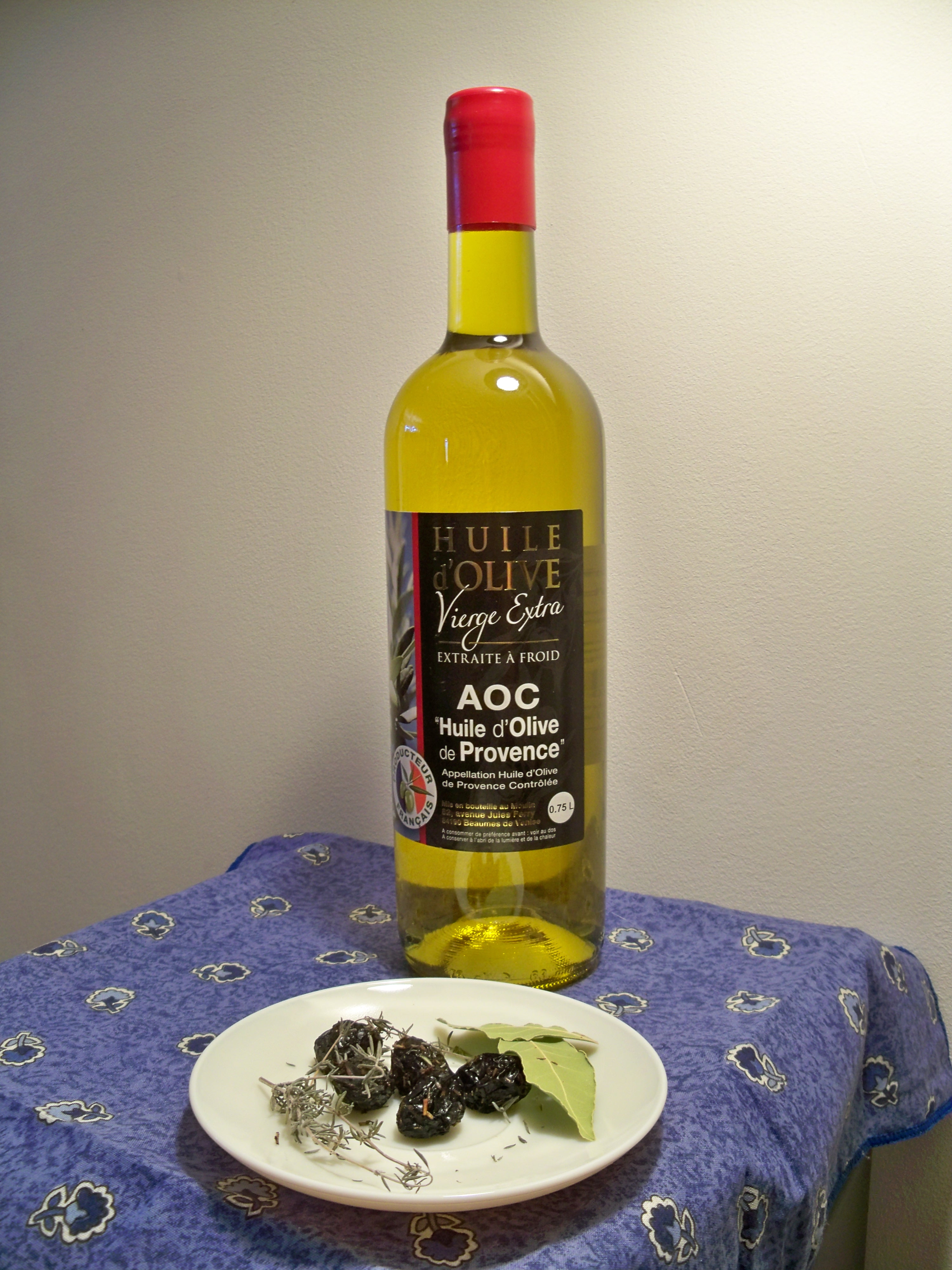
Huile d'olive de Provence AOC.

- Huile d'olive de la vallée des Baux-de-Provence AOC
- Huile d'olive de Nyons AOC
- Huile d'olive de Nîmes AOC
- Huile d'olive de Provence AOC
- Olive de Nîmes AOC
- Olives cassées de la vallée des Baux-de-Provence AOC
- Olives noires de la vallée des Baux-de-Provence AOC
- Olive noire de Nyons AOC

#### Autres AOC
- Taureau de Camargue
- Châtaigne d'Ardèche
- Muscat du Ventoux
- Noix de Grenoble
- Oignon doux des Cévennes
- Foin de Crau
- Huile essentielle de lavande de Haute-Provence

### Tourisme

#### Tourisme fluvial

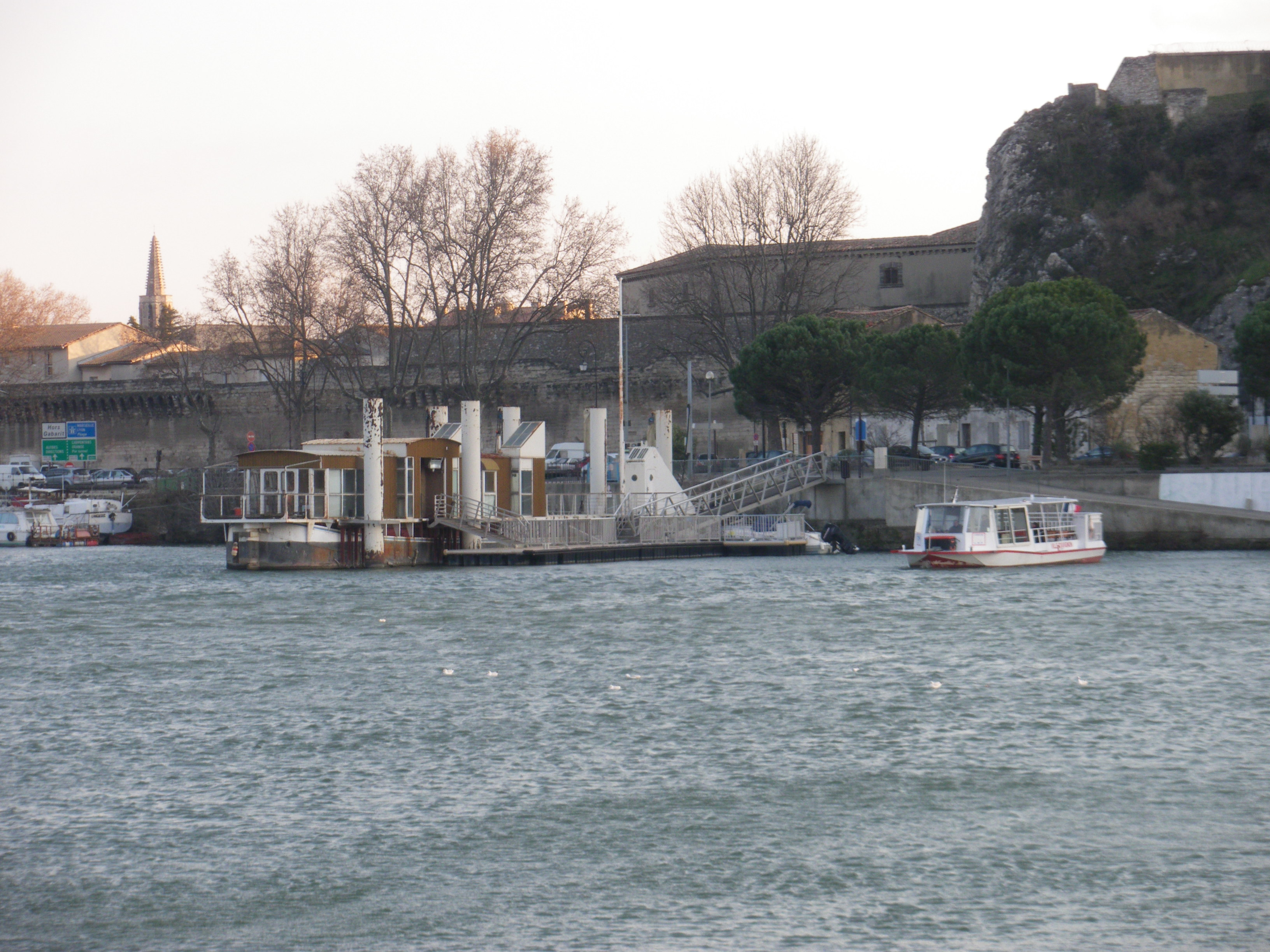
À Avignon, capitainerie et navette fluviale unissant les deux rives du Rhône.

Le tourisme fluvial a recréé la tradition plus que millénaire qui faisait du Rhône le trait d'union entre Avignon et Lyon. Le début fut timide en 1994 avec seulement trois bateaux-hôtels, en 2011, c'est une flotte de vingt-et-un bâtiments, dont six bateaux-promenade, qui s'ancre sur les quais des allées de l'Oulle.
Les bâtiments de cette flottille offrent une escale d'un minimum d'une journée à leur clientèle, ce qui permet de visiter la cité des papes et ses environs immédiats. La fréquentation, au cours des années 2000, s'est amplifiée avec près de 50 000 touristes venus en majorité de l'Europe du Nord et de l'Amérique du Nord. De plus, une navette fluviale électrique relie gratuitement Avignon à Villeneuve-lès-Avignon et, depuis 1987, une capitainerie gère l'ensemble du trafic fluvial, bateaux de passage et bateaux amarrés au port d'Avignon.

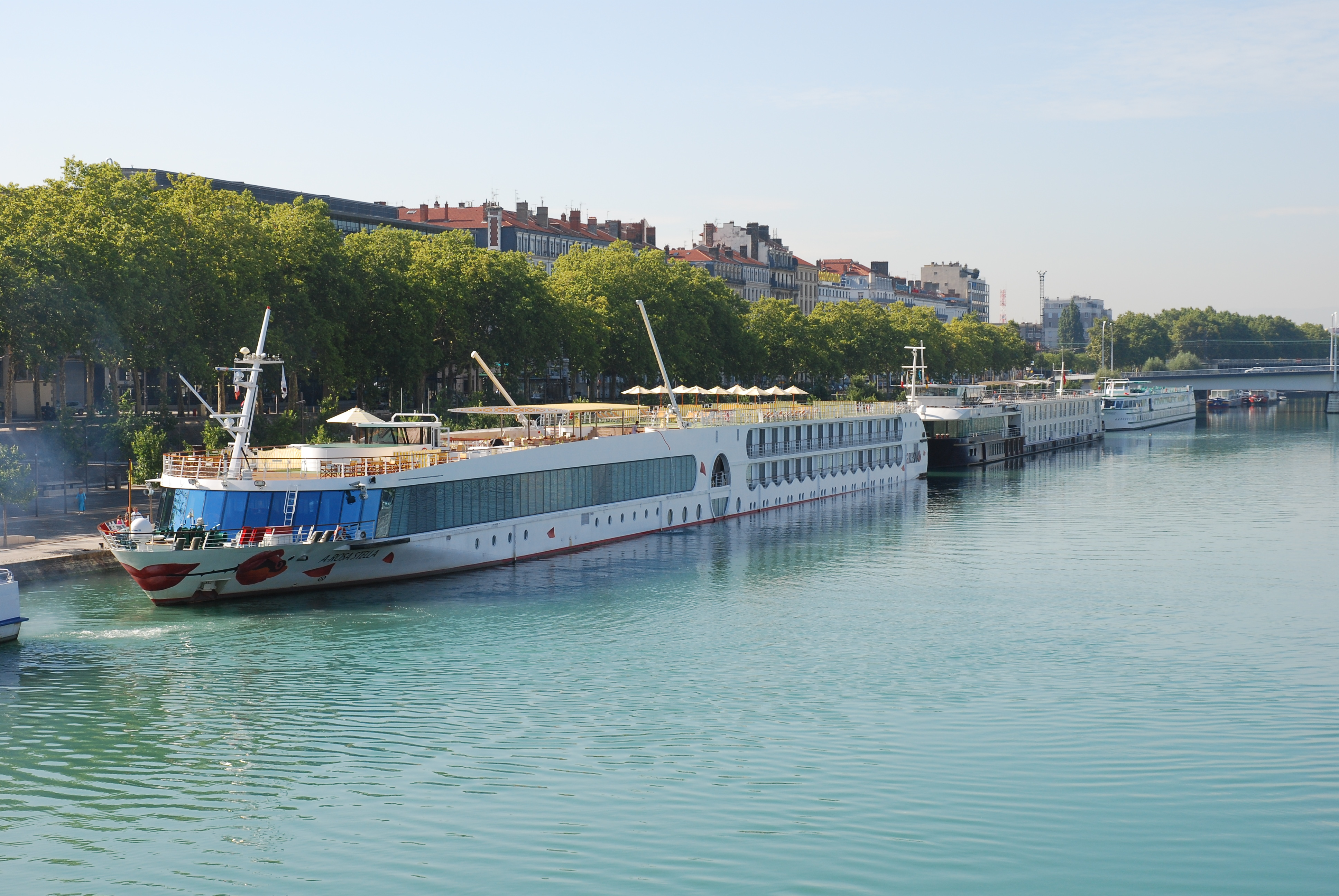
Bateaux de croisières à quai à Lyon.
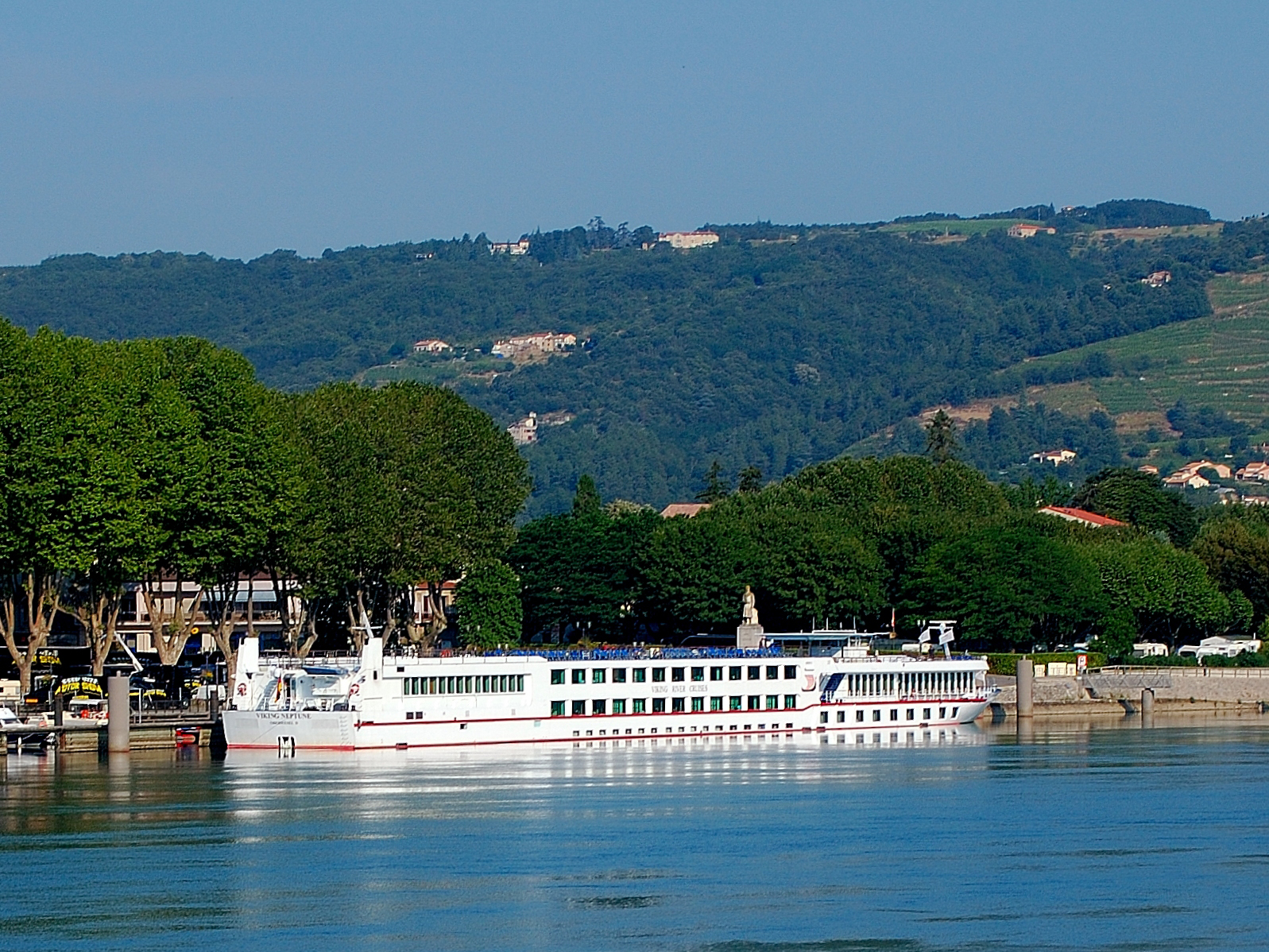
Viking Neptune à Tournon-sur-Rhône.
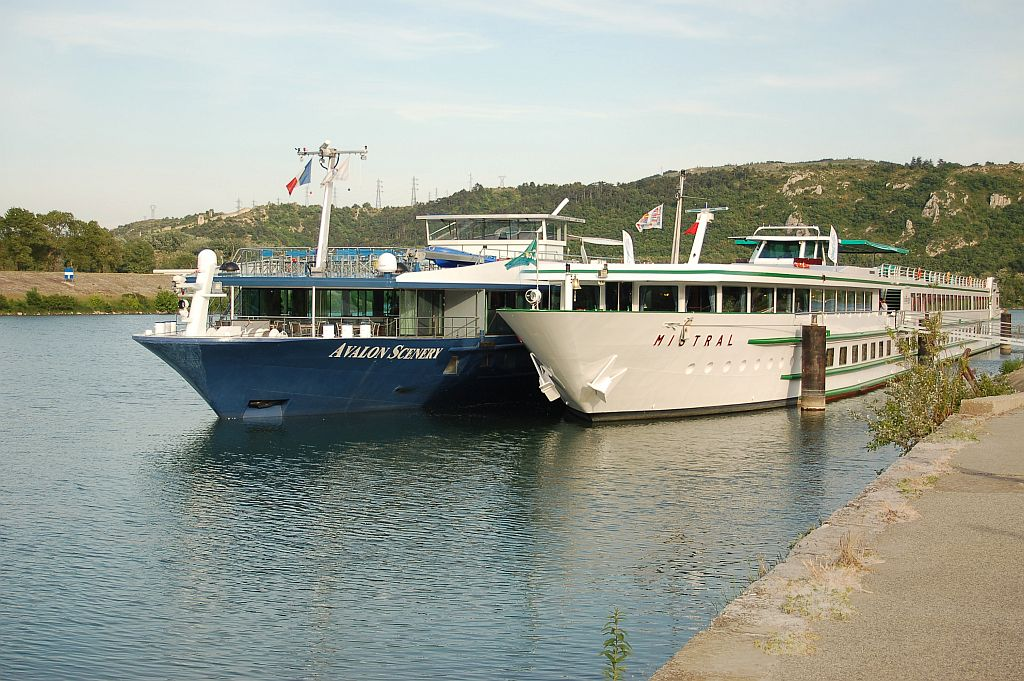
Avalon Scenery et Mistral à Viviers.
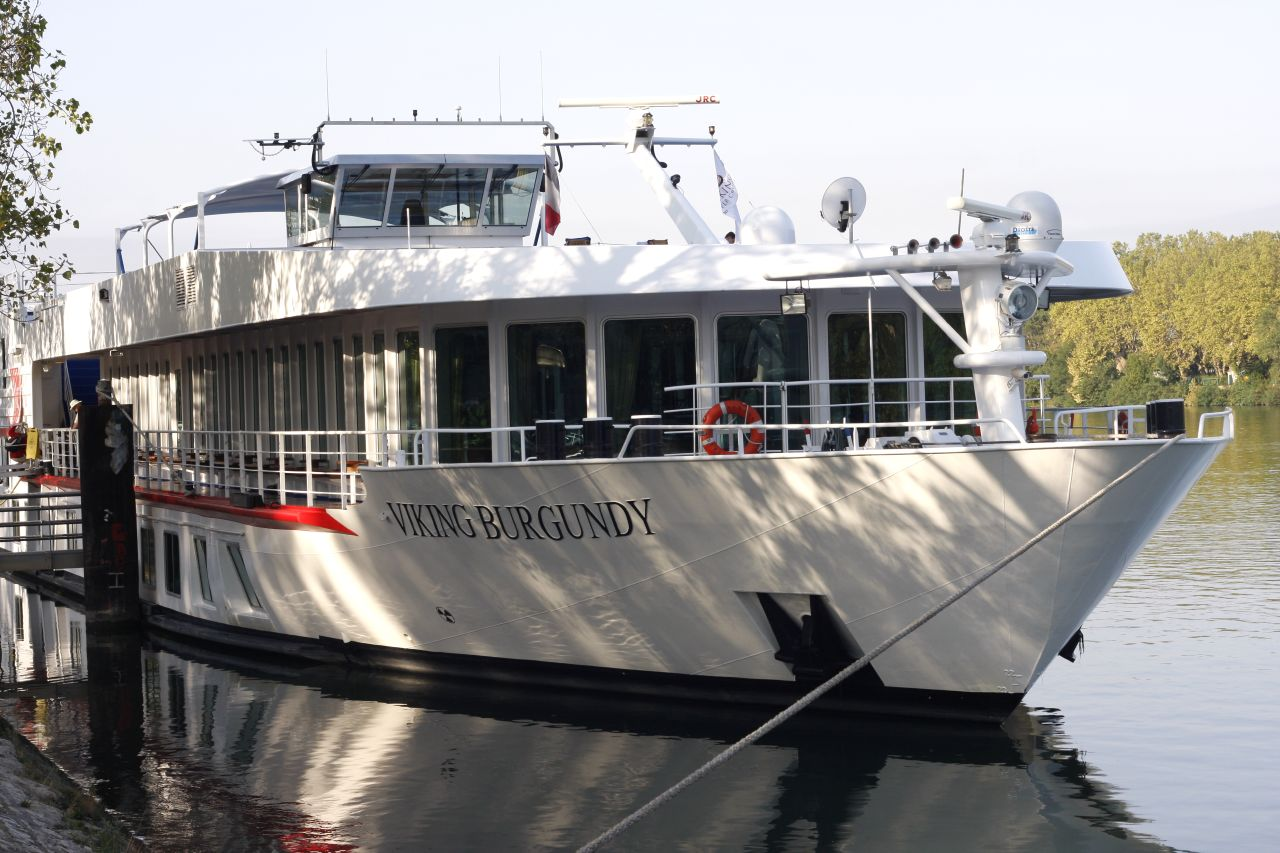
Le Viking Burgundy à quai à Avignon.
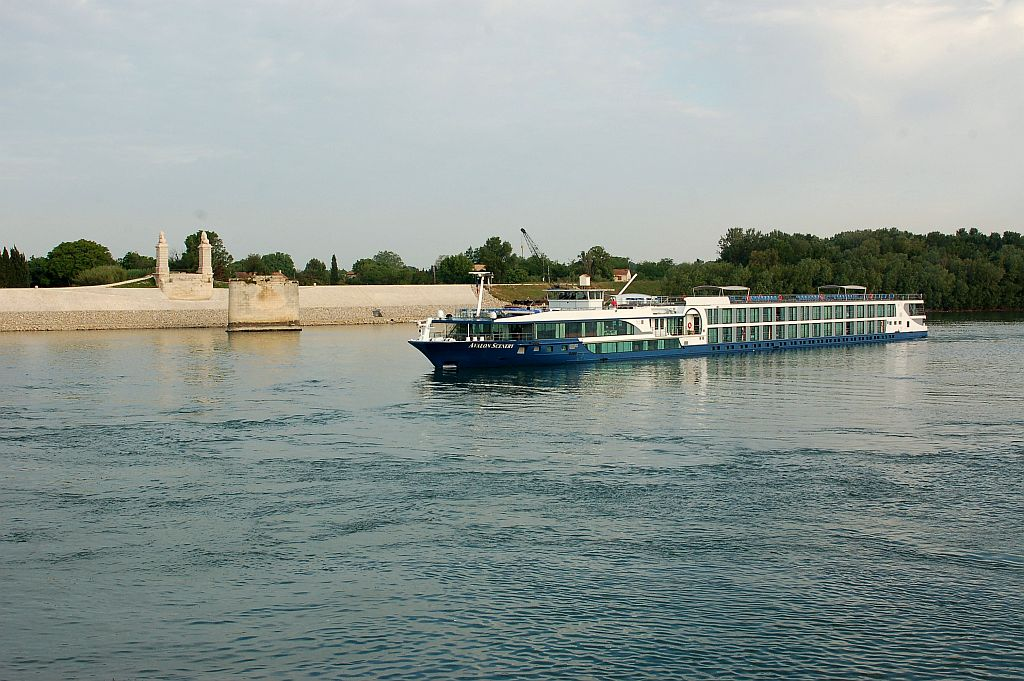
Bateau de croisière arrivant à Arles.

#### Œnotourisme

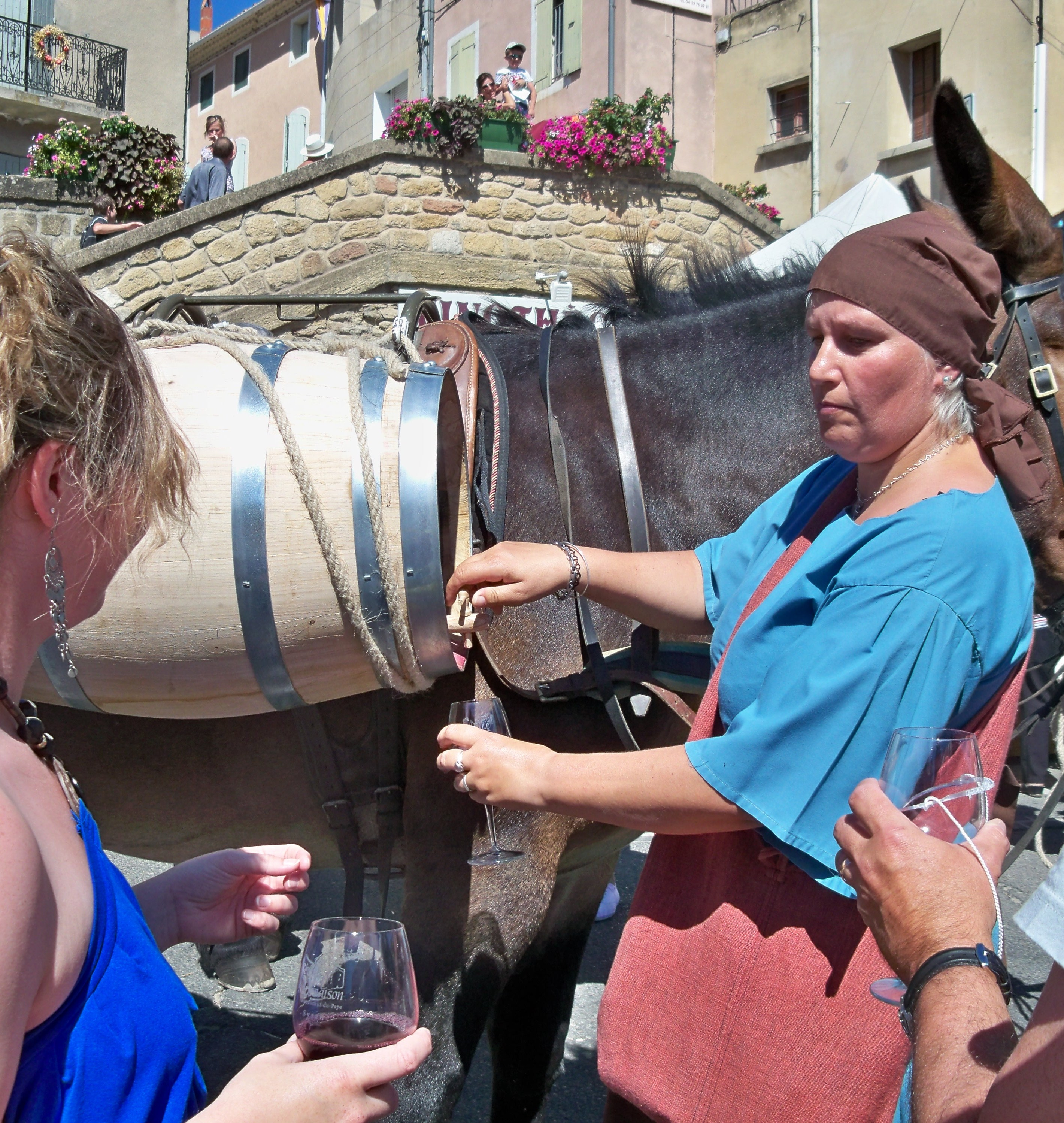
Œnotourisme, fête de la véraison à Châteauneuf-du-Pape.

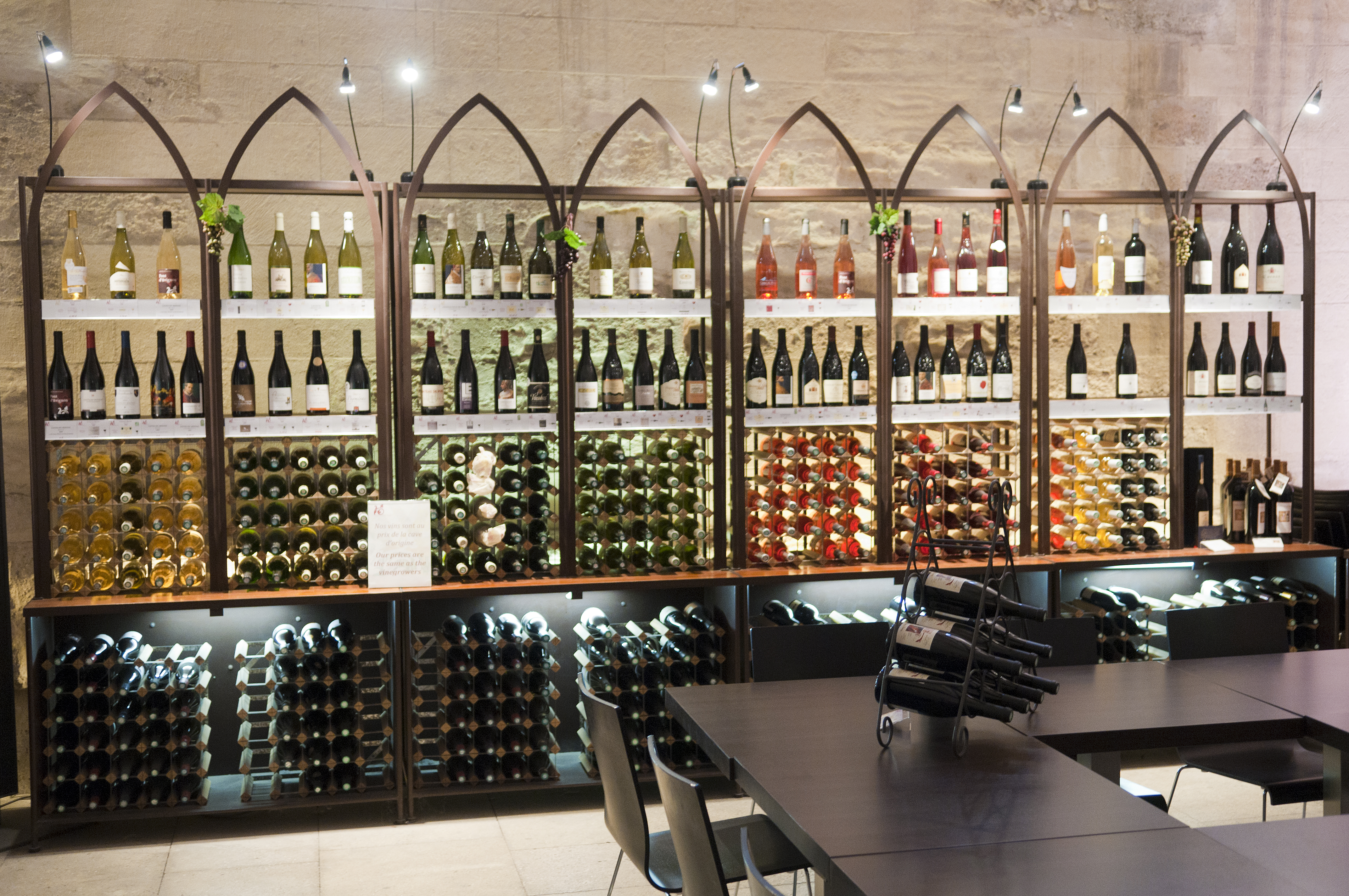
Vinothèque des vins de la vallée du Rhône au palais des papes d'Avignon.

L’œnotourisme, ou tourisme vitivinicole, est une forme de tourisme d'agrément qui repose sur la découverte des régions viticoles et leurs productions. Pour le programme européen Vintur, « le produit œnotourisme consiste à l’intégration sous un même concept thématique des ressources et services touristiques d’intérêt, existants ou potentiels, dans une zone vitivinicole ». Une charte de qualité a été mise en place dans la vallée du Rhône pour l'ensemble des vignobles par Inter Rhône. Elle propose trois catégories différentes d'accueil en fonction des prestations offertes par les caves.
La première - dite accueil de qualité - définit les conditions de cet accueil. Un panneau à l'entrée doit signaler que celui-ci est adhérent à la charte. Ce qui exige que ses abords soient en parfait état et entretenus et qu'il dispose d'un parking proche. L'intérieur du caveau doit disposer d'un sanitaire et d'un point d'eau, les visiteurs peuvent s'asseoir et ils ont de plus l'assurance que locaux et ensemble du matériel utilisé sont d'une propreté irréprochable (sols, table de dégustation, crachoirs, verres).
L'achat de vin à l'issue de la dégustation n'est jamais obligatoire. Celle-ci s'est faite dans des verres de qualité (minimum INAO). Les vins ont été servis à température idéale et les enfants se sont vu proposer des jus de fruits ou des jus de raisin. Outre l'affichage de ses horaires et des permanences, le caveau dispose de fiches techniques sur les vins, affiche les prix et offre des brochures touristiques sur l'appellation.

Dégustation dans un caveau de la vallée du Rhône
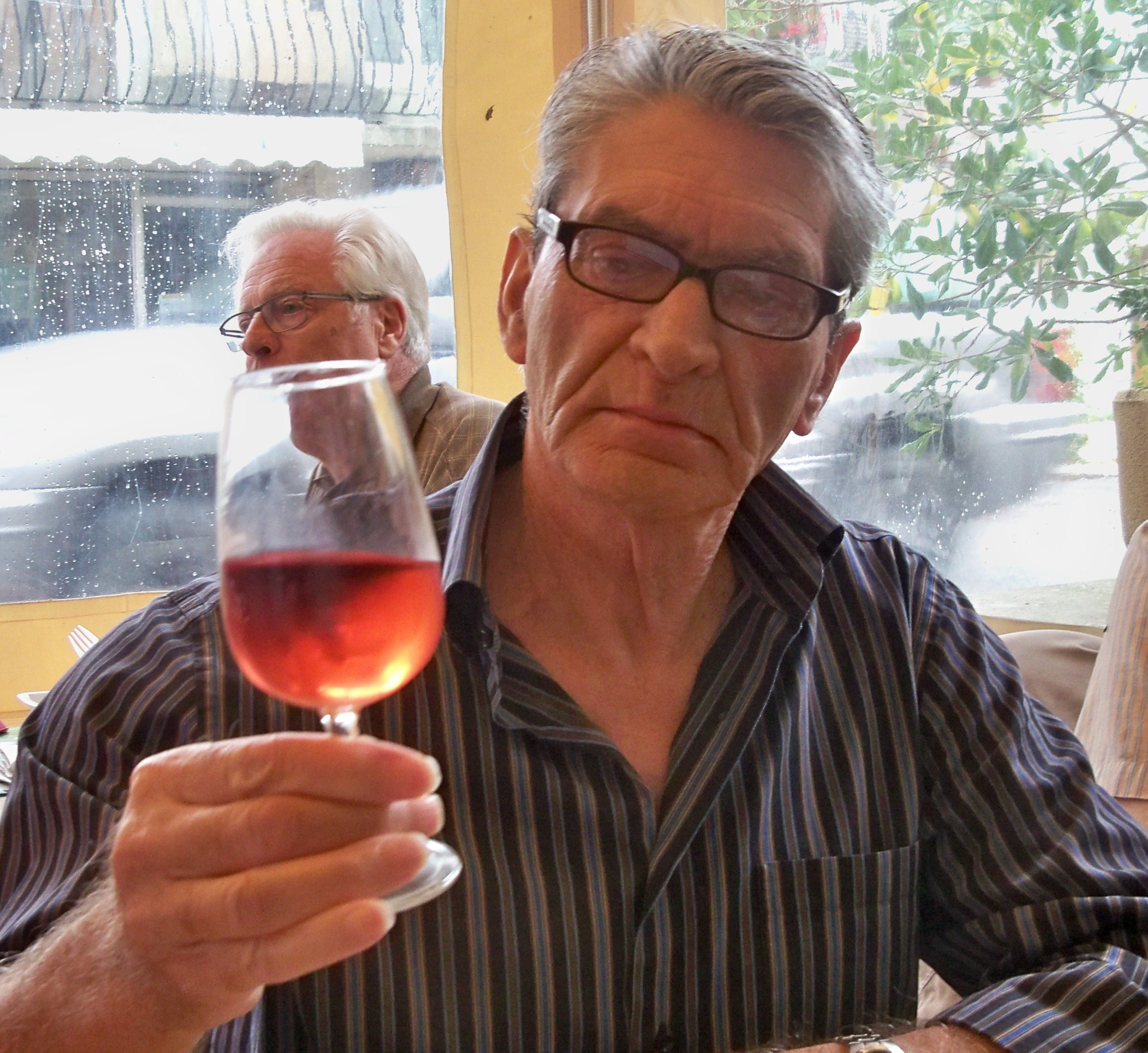
Mirer Sensations visuelles.
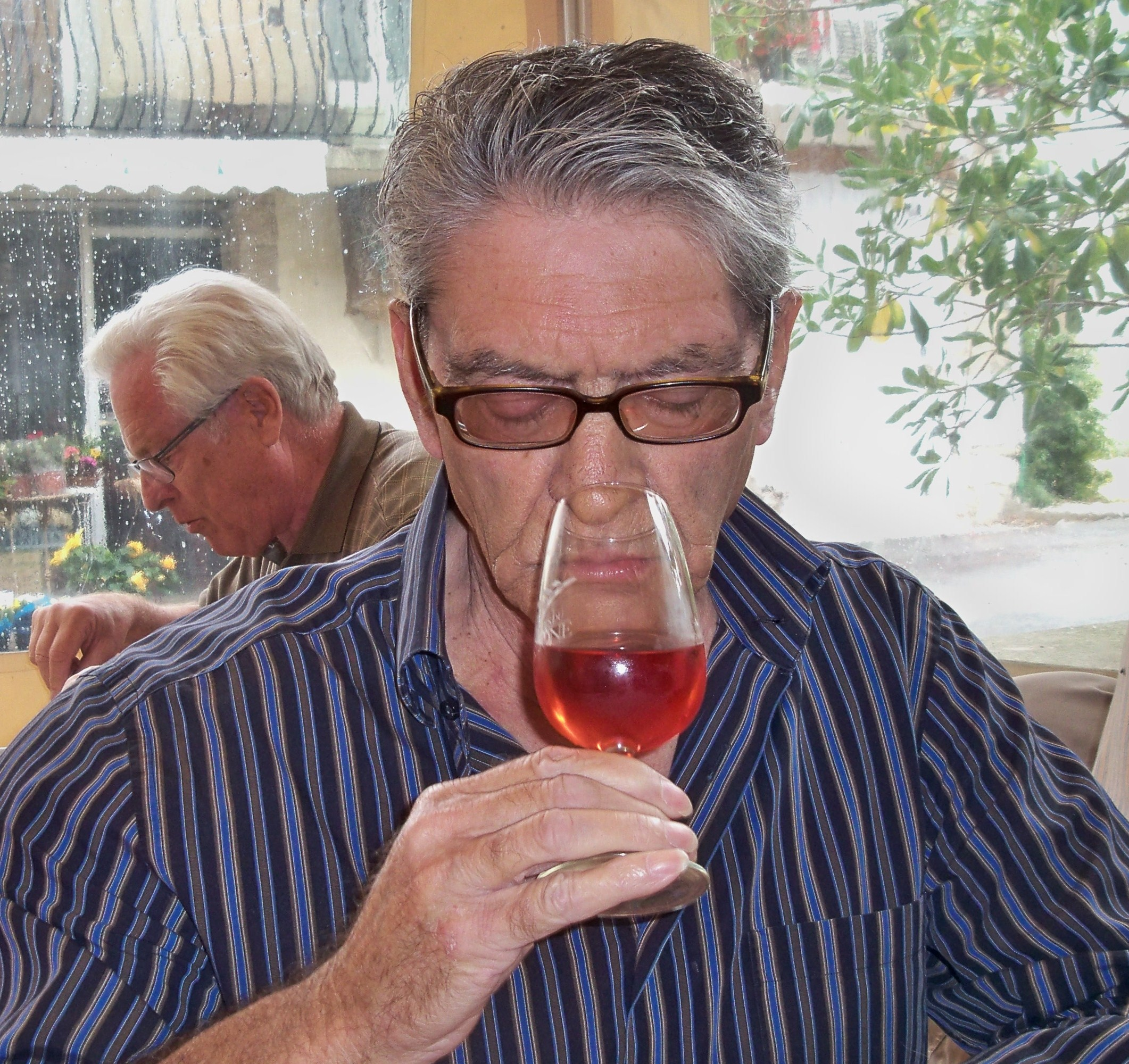
Humer Sensations olfactives.
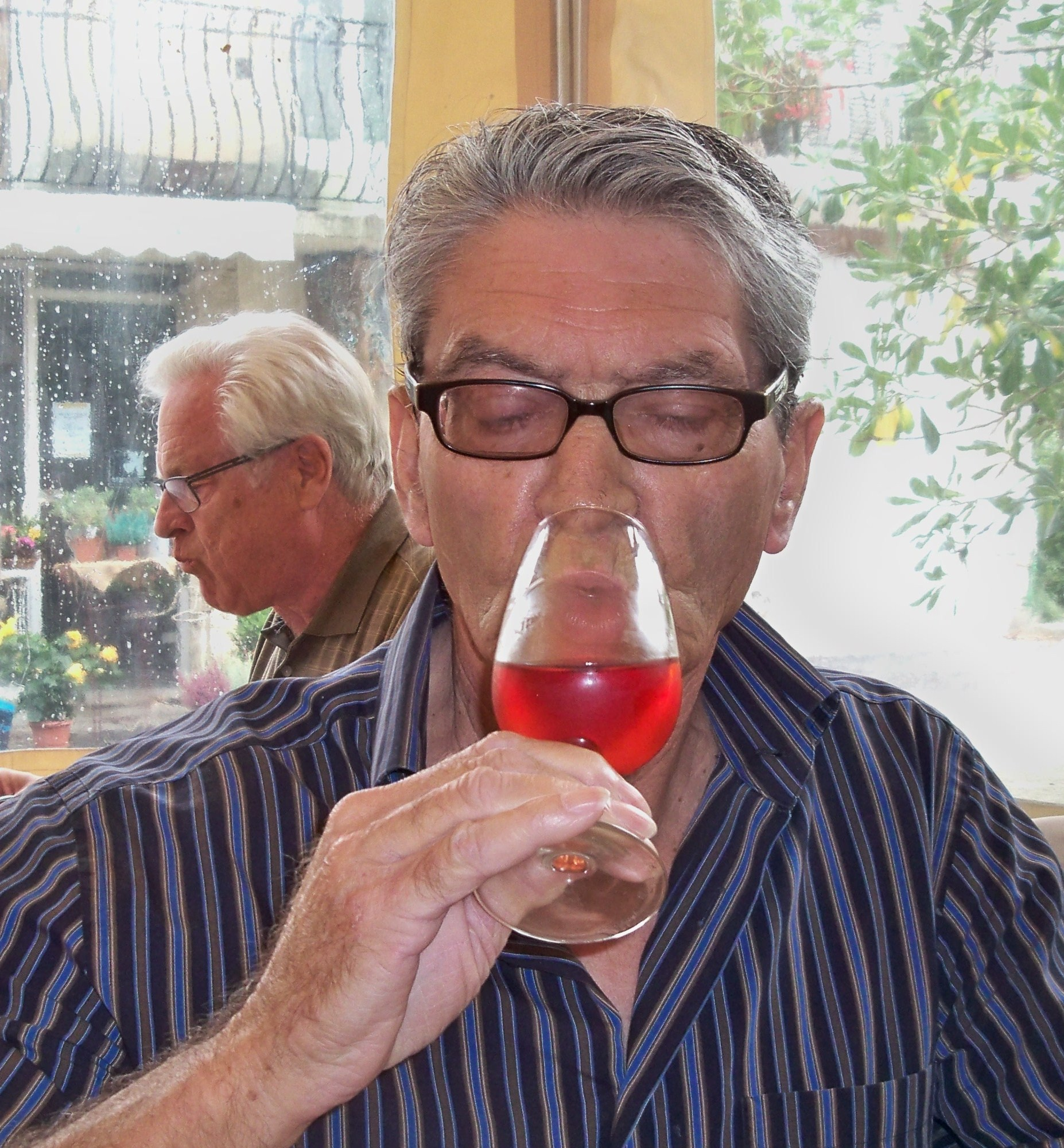
Lamper Sensations gustatives.

La seconde - dite accueil de service - précise que le caveau est ouvert cinq jours sur sept toute l'année et six jours sur sept de juin à septembre. La dégustation se fait dans des verres cristallins, voire en cristal. Accessible aux personnes à mobilité réduite, il est chauffé l'hiver et frais l'été. De plus il dispose d'un éclairage satisfaisant (néons interdits). Sa décoration est en relation avec la vigne et le vin, une carte de l'appellation est affichée. Il dispose d'un site internet et fournit à sa clientèle des informations sur la gastronomie et les produits agroalimentaires locaux, les lieux touristiques et les autres caveaux adhérant à la charte. Des plus les fiches techniques sur les vins proposés sont disponibles en anglais.
La troisième - dite accueil d'excellence - propose d'autres services dont la mise en relation avec d'autres caveaux, la réservation de restaurants ou d'hébergements. Le caveau assure l'expédition en France pour un minimum de vingt-quatre bouteilles. Il dispose d'un site Internet en version anglaise et le personnel d'accueil parle au moins l'anglais.

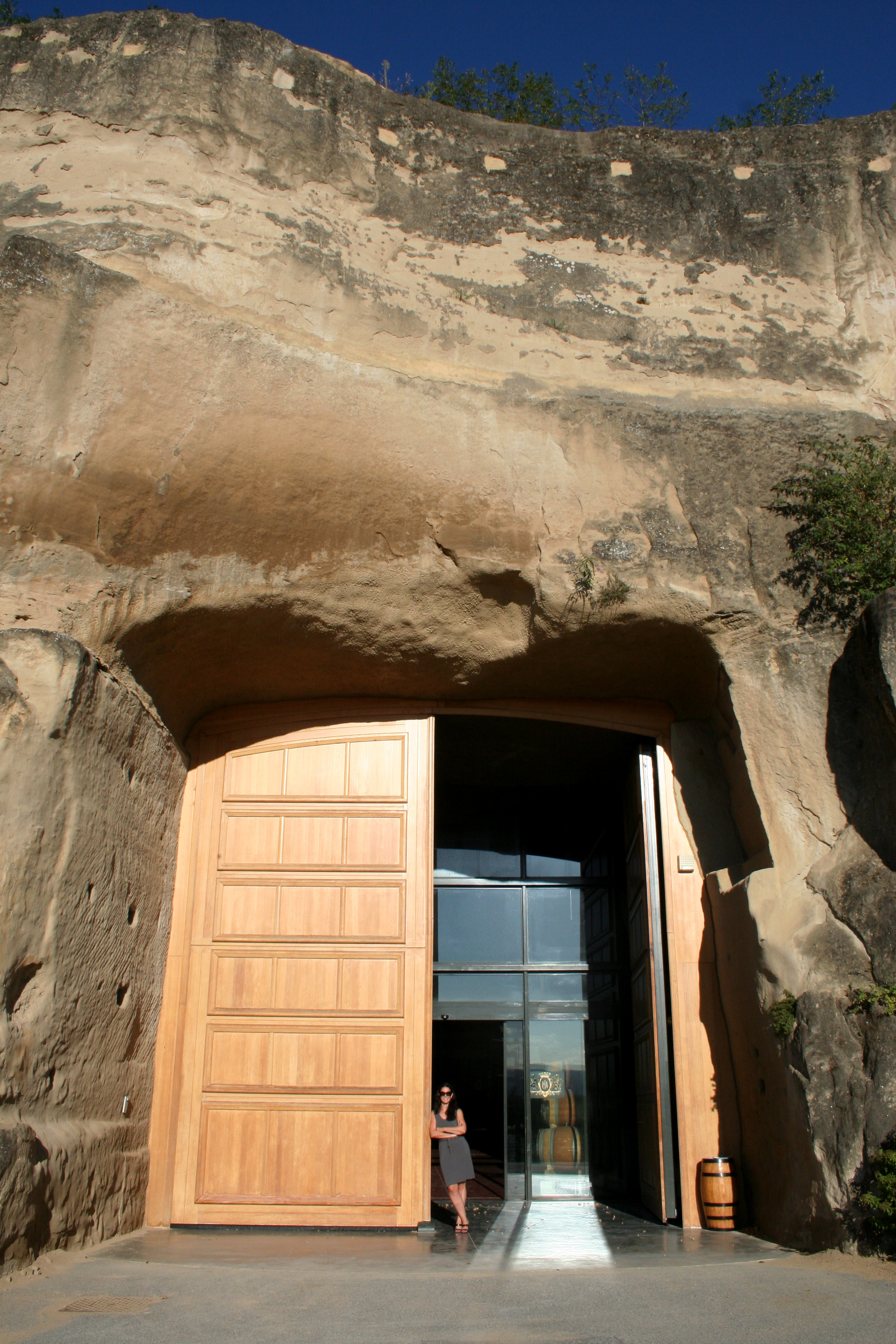
Entrée du Vineum à Châteauneuf-sur-Isère.

Des musées de la vigne et du vin accueillent les passionnés dans les trois régions :
- Musée de la Vigne et des Outils, château Boissy d'Anglas, à Gallician (Gard).
- Musée de la Maison romane, à Saint-Gilles-du-Gard (Gard)[189].
- Musée de la tonnellerie animée, à Vergèze (Gard)[189].
- Musée Robert Cheylan, Collection d'outils vignerons au château Virant, à Lançon-de-Provence (Bouches-du-Rhône)[190].
- Musée des docks romains, à Marseille (Bouches-du-Rhône). Édifice construit pour abriter et protéger les découvertes des jarres à vin de l'entrepôt portuaire.
- Musée vigneron à la cave Saint-Marc, Caromb (Vaucluse)[190].
- Musée des outils de vigneron du Père Anselme, à Châteauneuf-du-Pape (Vaucluse)[191].
- Musée français du Tire-Bouchon, à Ménerbes (Vaucluse)[192].
- Musée du vigneron, Domaine de Beaurenard, à Rasteau (Vaucluse). Une collection d'outils et de matériels liés à la vigne et au vin ainsi qu'une exposition de cartes postales anciennes sur le même thème[193].
- Le musée Vinimage, à Ruoms (Ardèche)[194].
- Le Vineum Paul Jaboulet aîné, à Châteauneuf-sur-Isère (Drôme). Présentation des vins de la région de la vallée du Rhône[195].

#### Tourisme gastronomique

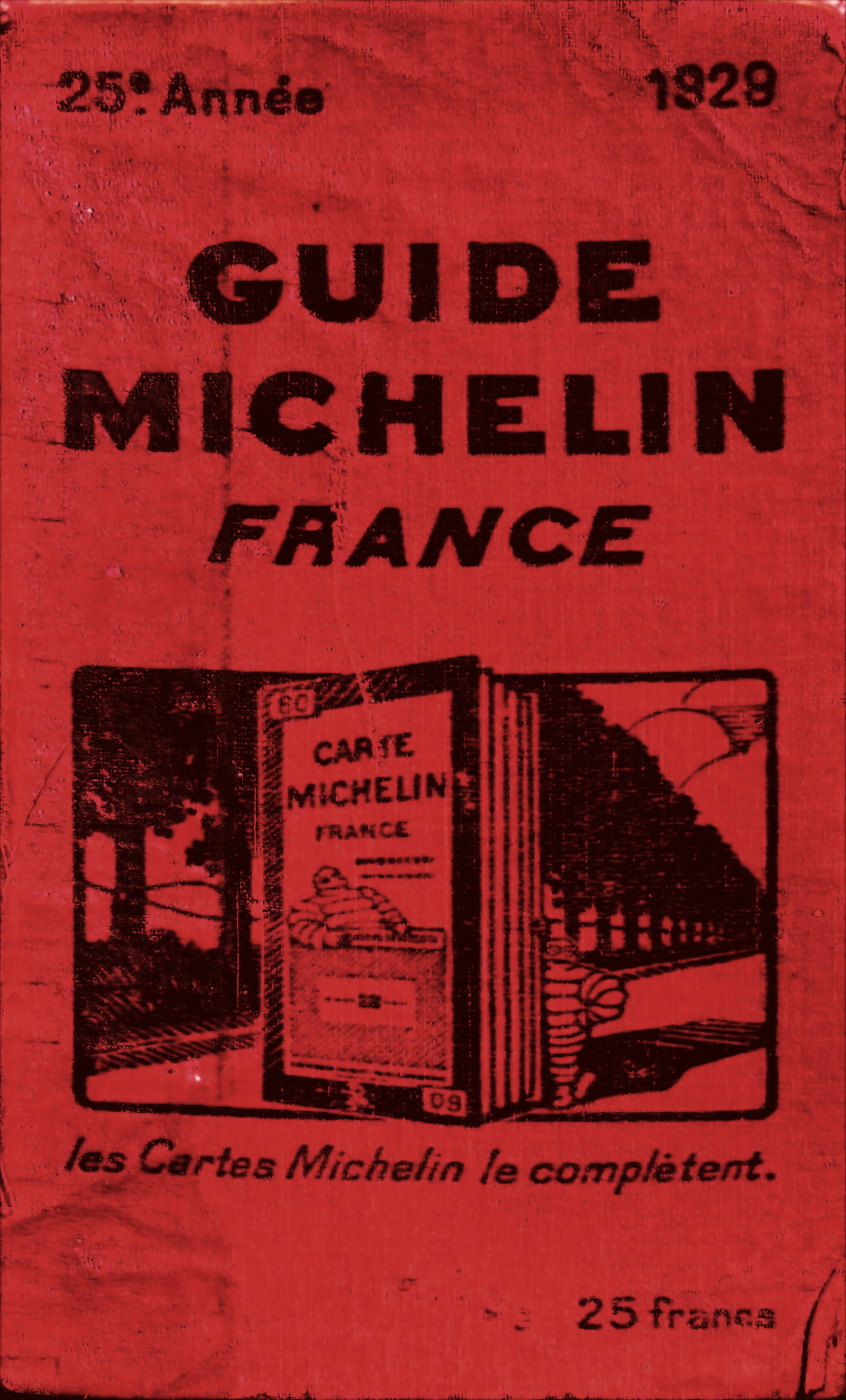
Guide rouge 1929.

Dès la fin de la Première Guerre mondiale, l'automobile va permettre de développer une nouvelle forme de « gastronomie du voyageur ». La RN7, qui permet de descendre sur la Côte d'Azur ou remonter vers le nord de l'Europe, va drainer un tourisme de luxe à partir des trois plus grandes métropoles françaises Paris, Lyon, Marseille.
Les guides routiers se multiplient et donnent des renseignements précis sur les haltes gastronomiques. Le guide Michelin propose même une classification par étoiles. La mascotte de la marque Michelin, le bibendum, est d'ailleurs né d'une idée de Curnonsky, le prince des gastronomes.
L'axe routier de la vallée Saône/Rhône se distingua rapidement par ses nombreux restaurants étoilés. À titre d'exemple, Jean-Robert Pitte indique que dans l'édition 1956 du guide rouge, la moitié des trois étoiles de province se retrouvait à proximité de « l'axe royal », avec sept restaurants, Paris n'en n'ayant que quatre.

#### Bistrot de pays

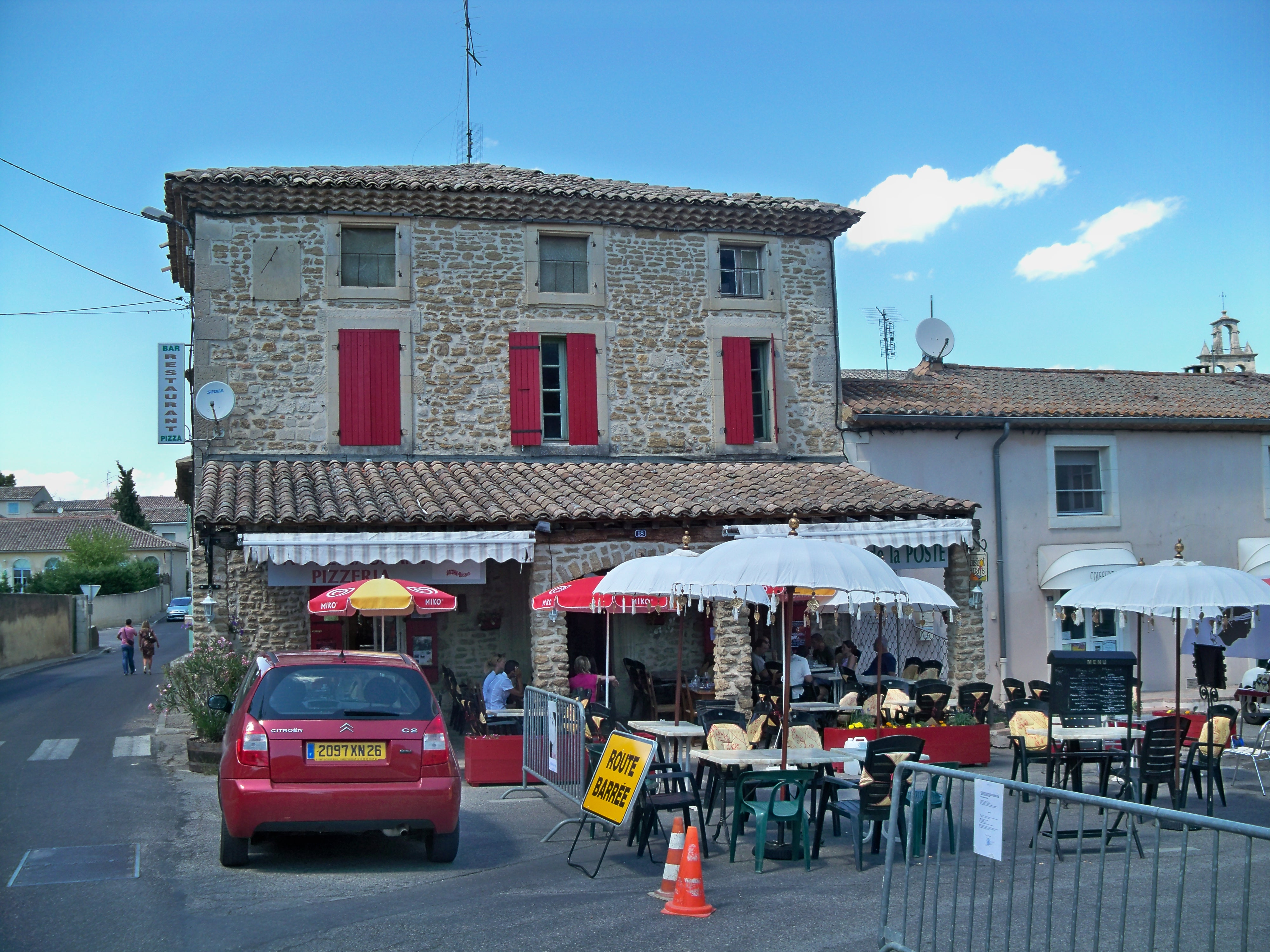
Bistrot de pays à Bouchet.

Le bistrot de pays est une marque déposée pour un label concernant des établissements de restauration ou des débits de boissons qui ont pour but de « contribuer à la conservation et à l’animation du tissu économique et social en milieu rural par le maintien d’un lieu de vie du village ». Ils sont présents dans 20 départements répartis sur 8 régions de France. Dans la vallée du Rhône, ils se trouvent dans trois départements :
- Ardèche : Balazuc, Beaulieu, Bidon, Borne, Cros-de-Géorand, Labastide-sur-Bésorgues, Labeaume, Lachapelle-Graillouse, Laviolle, Lespéron, Loubaresse, Payzac, Rochessauve, Saint-Pierre-Saint-Jean, Valvignères. ;
- Drôme : Bouchet, Chantemerle-lès-Grignan, La Garde-Adhémar, Montjoux-La Paillette, La Roche-sur-le-Buis, Le Poët-Laval, Mévouillon, Rochegude, Roussas, Sahune, Saint-Auban-sur-l'Ouvèze, Saint-Maurice-sur-Eygues, Saint-Pantaléon-les-Vignes, Saint-Sauveur-Gouvernet, Venterol, Vinsobres ;
- Vaucluse : Brantes, Flassan, Gigondas, Grambois, La Bastidonne, Lagarde-d'Apt, Oppède, Saint-Martin-de-Castillon, Saint-Roman-de-Malegarde, Saint-Trinit, Savoillan, Travaillan, Uchaux.

Si le Bistrot de pays assure une restauration complète dans son établissement, il doit proposer à sa carte un maximum de produits du terroir et de recettes régionales. À défaut, il offre au minimum un casse-croûte à tout heure à base lui aussi de produits locaux.

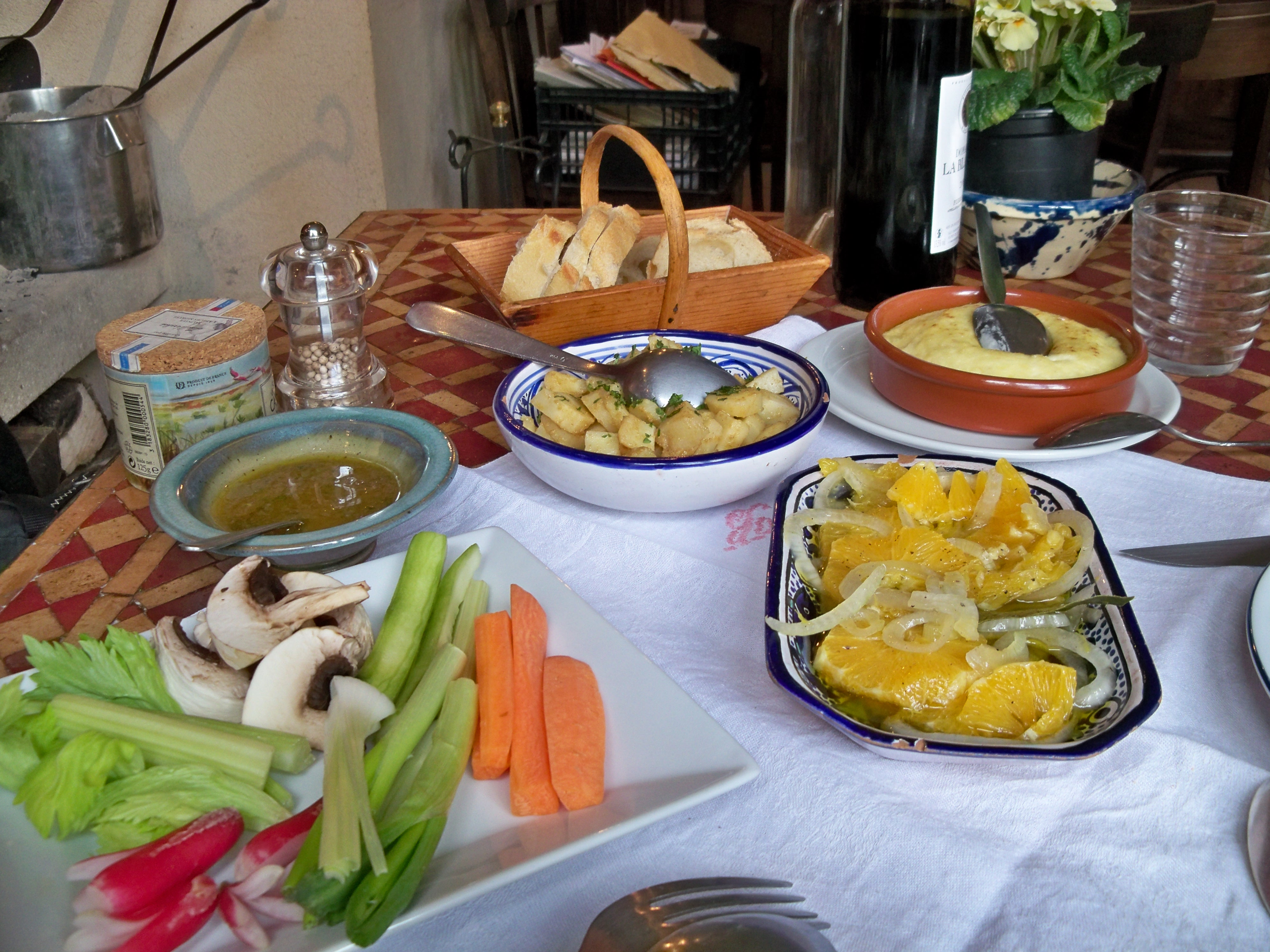
Entrées : panais, anchoïade, brandade, salade andalouse.
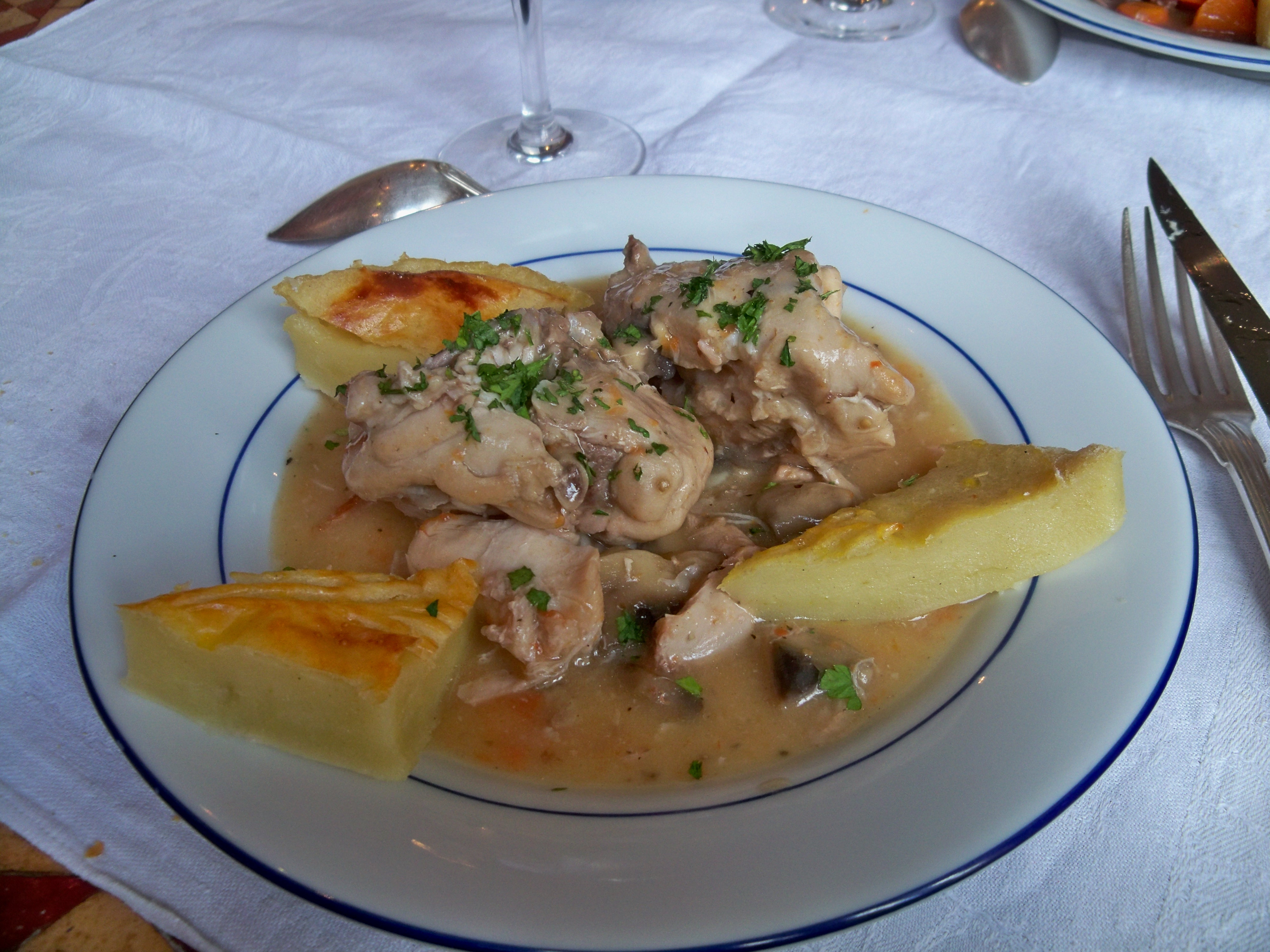
Lapin aux champignons et sa crique.
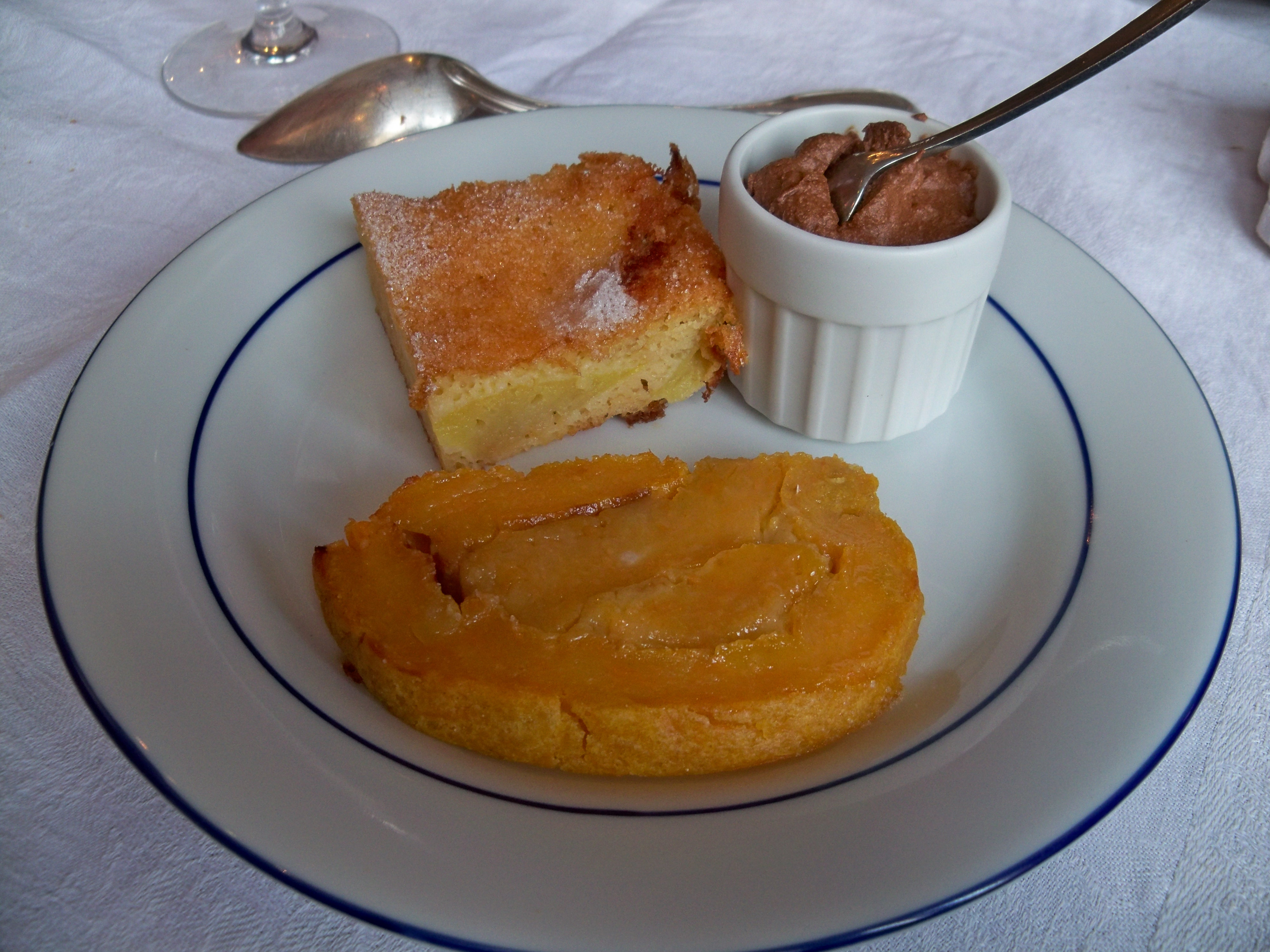
Tarte tatin, gâteau de courge et mousse au chocolat.
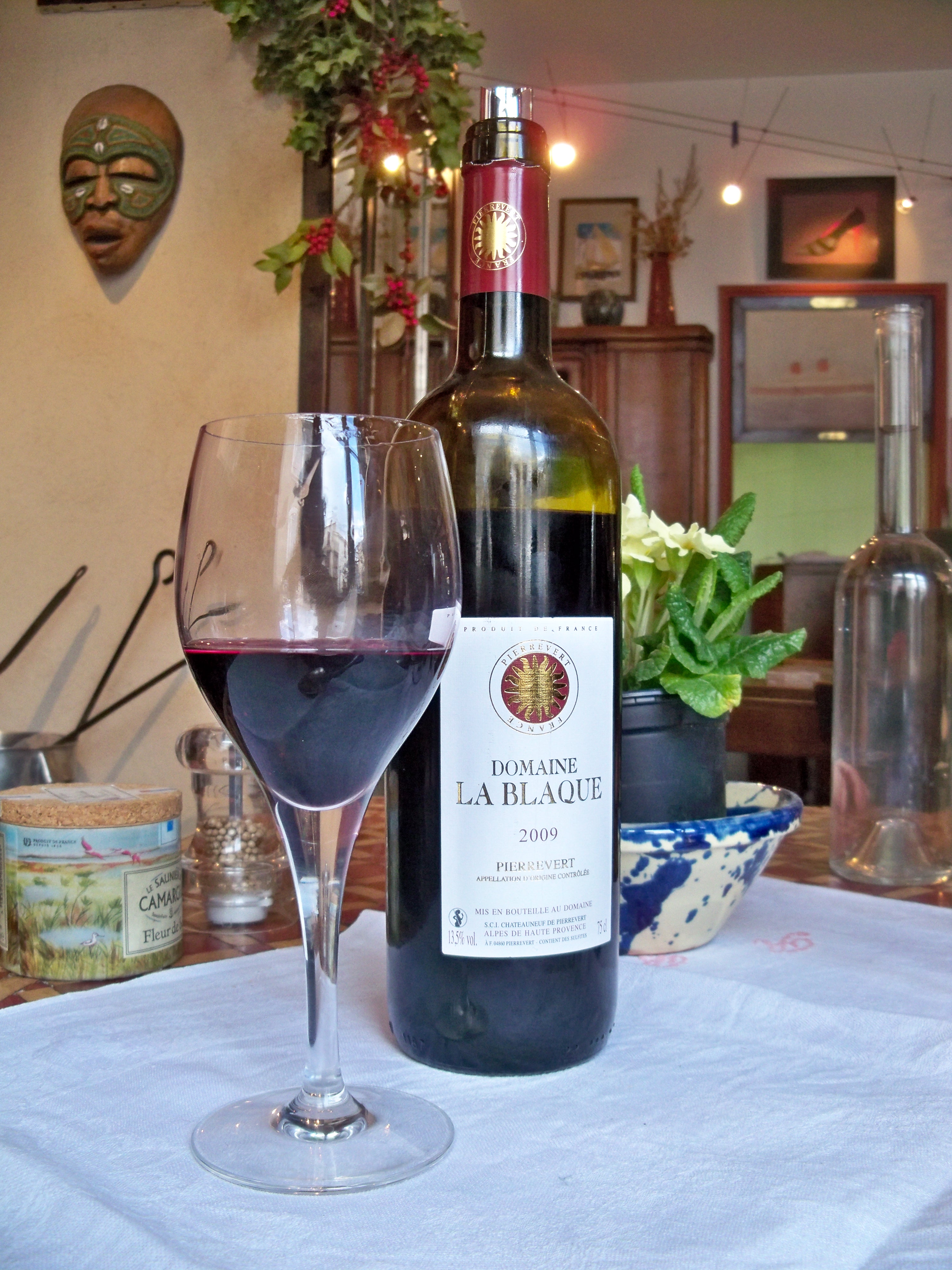
AOC Pierrevert.

## Croyances et mythologie

### Les Saintes Maries

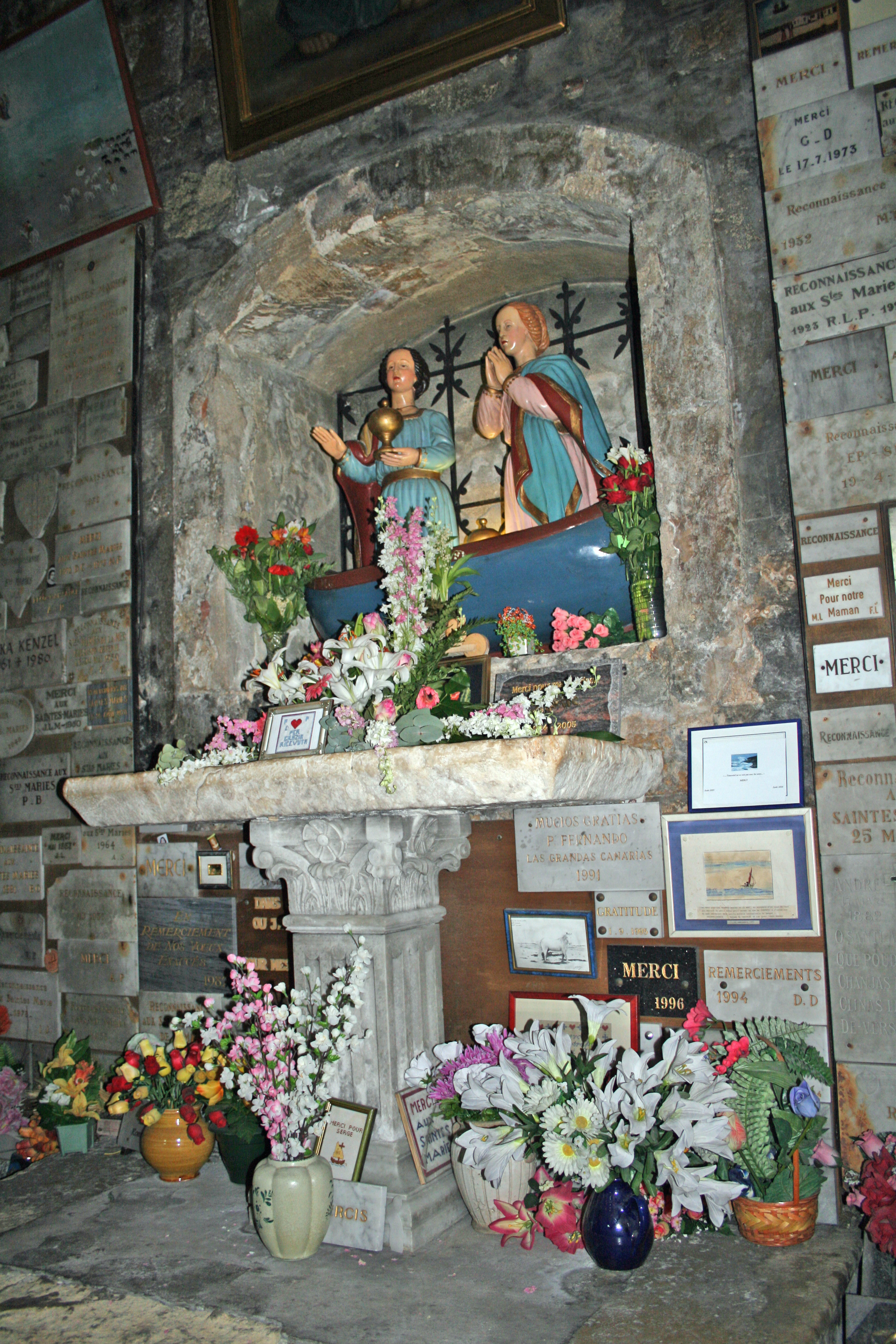
Marie Salomé et Marie Jacobé sur leur barque dans l'église des Saintes-Maries-de-la-Mer.

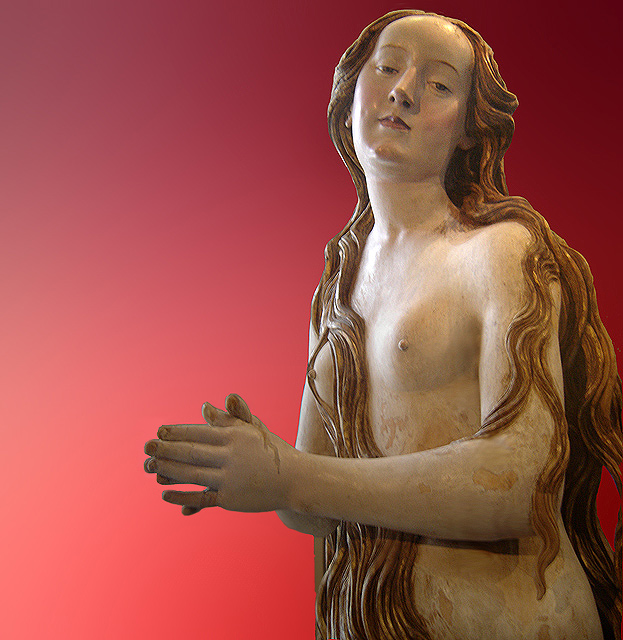
Marie-Madeleine, attribuée à Gregor Erhart, Louvre.

Sous le vocable de saintes Maries, la tradition catholique désigne trois femmes de Béthanie : Marie-Madeleine, Marie Salomé et Marie Jacobé.
Les hagiographes, afin de relier le christianisme provençal à une présence des premiers disciples du Christ, ont popularisé un débarquement en Camargue d'un groupe comprenant aussi Marthe, Lazare le ressuscité, Maximin, Sidoine l'aveugle-né qui deviendra saint Restitut et Joseph d'Arimathie, porteur du Saint Graal.
Chassés de Palestine et placés dans une barque sans voile ni rame, ils furent poussés par les courants vers le delta du Rhône où ils s'échouèrent en 48. Là, ils furent accueillis par Sarah la noire, qui devint la servante des Maries.
Seules restèrent sur place Marie Salomé, Marie Jacobé et Sarah. Elles y moururent, et l'endroit où elles furent ensevelies devint un important lieu de culte et de pèlerinage chrétien ainsi qu'une halte sur le chemin de Saint-Jacques-de-Compostelle, fils de Marie Salomé.
Marie-Madeleine se retira dans le massif de la Sainte-Baume, Lazare devint le premier évêque de Marseille, Maximin, celui d'Aix et Sidoine, celui du Tricastin, tandis que Marthe s'en fut à Tarascon, où, d'après la légende, elle terrassa la terrible Tarasque.

### La Tarasque

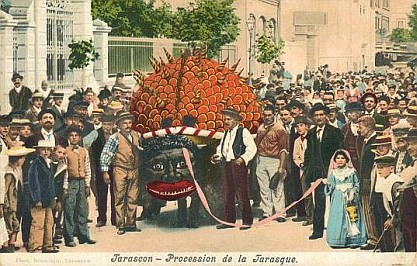
La Tarasque de Tarascon.

La Tarasque, dite aussi « bête faramine », est un animal du folklore provençal. Dragon amphibie aux yeux rougis et à l'haleine putride, elle vivait sur le rocher où a été construit le château de Tarascon et était censée hanter les marécages près de Tarascon, détruisant tout sur son passage et terrorisant la population. La Tarasque guettait les voyageurs passant le Rhône pour s'en repaître. Ce monstre a été décrit comme une sorte de dragon à six pattes courtes comme celles d'un ours, un torse comme celui d'un bœuf, recouvert d'une carapace de tortue et muni d'une queue écailleuse se terminant par un dard de scorpion. Sa tête était celle d'un lion aux oreilles de cheval avec un visage de vieil homme. Jacques de Voragine dans la Légende dorée qu'il écrivit dans les années 1261-1266 : « Il y avait, à cette époque, sur les rives du Rhône, dans un marais entre Arles et Avignon, un dragon, moitié animal, moitié poisson, plus épais qu'un bœuf, plus long qu'un cheval, avec des dents semblables à des épées et grosses comme des cornes; il se cachait dans le fleuve d'où il ôtait la vie à tous les passants et submergeait les navires. ».

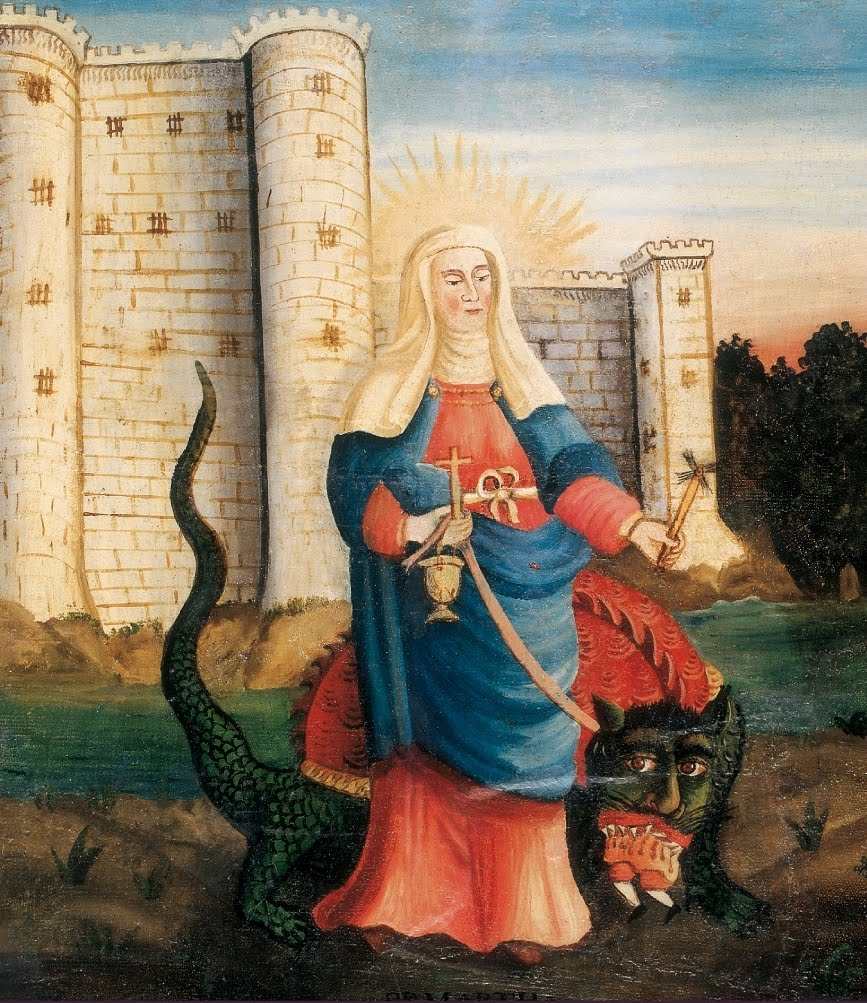
Marthe domptant la Tarasque, peinture du XVIIIe siècle.
Musée des Arts et traditions populaires.

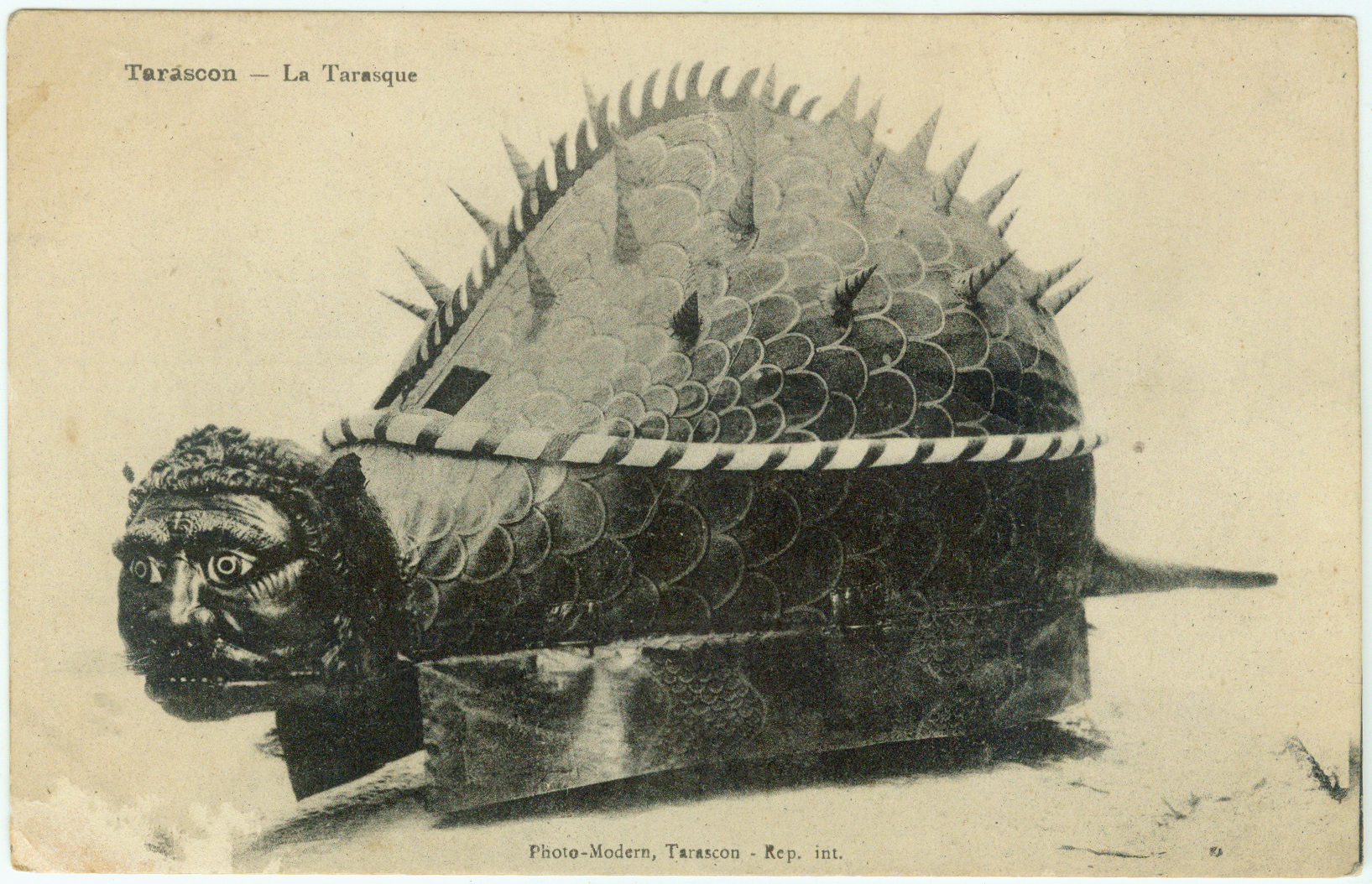
Carte postale représentant la Tarasque.

Au cours de la Renaissance, le Grand schisme d'Occident étant fini ce qui avait permis au comte de Provence d'être à nouveau roi de Naples, il fallut exorciser les craintes. À Tarascon, c'était les crues du fleuve. Et la légende des saintes de Béthanie, Marthe et sa sœur Marie, venues évangéliser la Provence et faire fuir tous ses maux, reprit vie. On trouva même une date précise à leur arrivée. Elles avaient débarqué aux Saintes-Maries-de-la-Mer en l'an de grâce 48. Et Marthe avait donc dominé la Tarasque peu après. De plus, tous se souvenaient de la piété des rois de France qui étaient venus pèleriner sur le tombeau de la sainte à Tarascon. Tout d'abord Clovis, qui était tombé malade au cours du siège d'Avignon et qu'elle avait guéri. Puis Louis IX, qui était devenu saint, et son frère Charles 1er, comte de Provence et roi de Naples. Et l'actuel roi René était leur successeur. Cette légende donna naissance à des festivités, créées en 1469. Elles se déroulaient alors sur deux jours, le second dimanche après la Pentecôte, et reprenaient ensuite le 9 juillet pour la fête de Marthe, patronne de Tarascon. Le roi les présida jusqu'au 14 avril 1474. Elles étaient destinées à exorciser le mal qui, pour les riverains du Rhône, se traduisait par les débordements intempestifs du fleuve. On accusait, entre autres choses, la Tarasque de bousculer les digues péniblement établies, de rompre de ses coups de queue les barrages qui empêchaient les eaux d'inonder la Camargue. On fabriqua alors un monstre qu'on lâchait dans les rues. Ces festivités traversèrent les siècles jusqu'au 25 novembre 2005, où les fêtes de la Tarasque à Tarascon ont été proclamées, par l'UNESCO, comme faisant partie du patrimoine oral et immatériel de l'humanité et inscrites en 2008.

### Le Drac

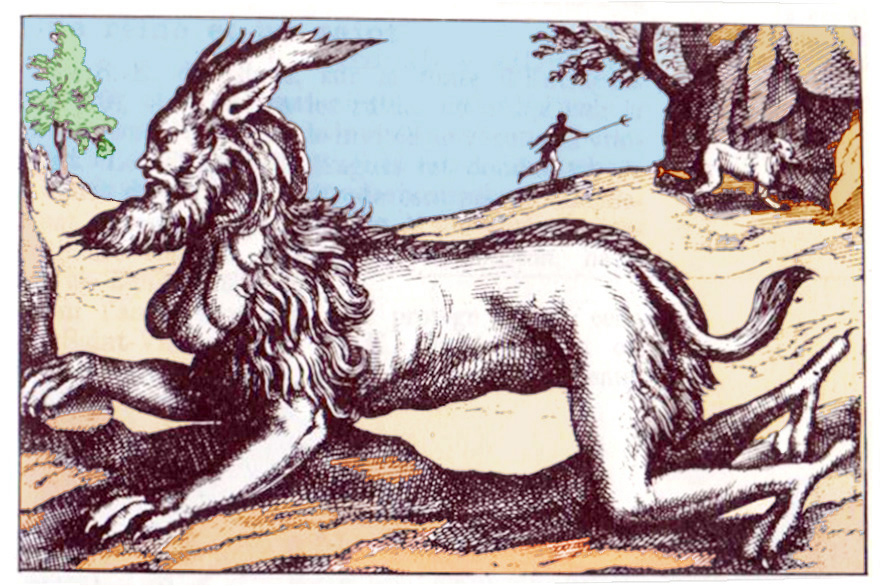
Drac à tête humaine, XIXe siècle

Il suffit de passer le Rhône pour retrouver en face de Tarascon, un autre mythe fluvial à Beaucaire. On a dès le XIIIe siècle des relations de dracs habitant les eaux du Rhône. Un chroniqueur de l'époque dit qu'ils peuvent prendre une apparence humaine, et qu'ils font flotter sur les eaux des coupes en or, ou des anneaux, qui attirent les humains. Quand ceux-ci se sont penchés ou avancés dans l'eau, les dracs s'emparent d'eux pour les dévorer ou se servir d'eux : le drac de Beaucaire est une célèbre légende chroniquée par Gervais de Tilbury au début du XIIIe, dans son récit De lamis et dracis et phantasis.
Elle raconte l'histoire d'une femme enlevée par un drac alors qu'elle lavait son linge au bord du Rhône : elle avait vu une coupe de bois flotter et n'avait pu s'empêcher de la saisir, c'est alors que le dragon l'entraîna par le fond et la força à devenir la nourrice de son fils. Elle vit le dragon enlever des humains en prenant lui-même une apparence humaine puis, sept ans plus tard, elle revint saine et sauve. Son mari et son ami la reconnurent à peine,. Elle leur raconta alors ce qu'elle avait vécu durant sa captivité, que les dracs se nourrissaient de chair humaine et prenaient eux-mêmes forme humaine, et comment, un jour, elle toucha par hasard l'un de ses yeux avec son doigt enduit de graisse d'un « gâteau de serpentaire », ce qui lui donna le pouvoir de voir clair sous l'eau. Un drac qu'elle salua par erreur alors qu'il avait pris forme humaine lui demanda de quel œil elle l'avait reconnu, et lui ôta son pouvoir.

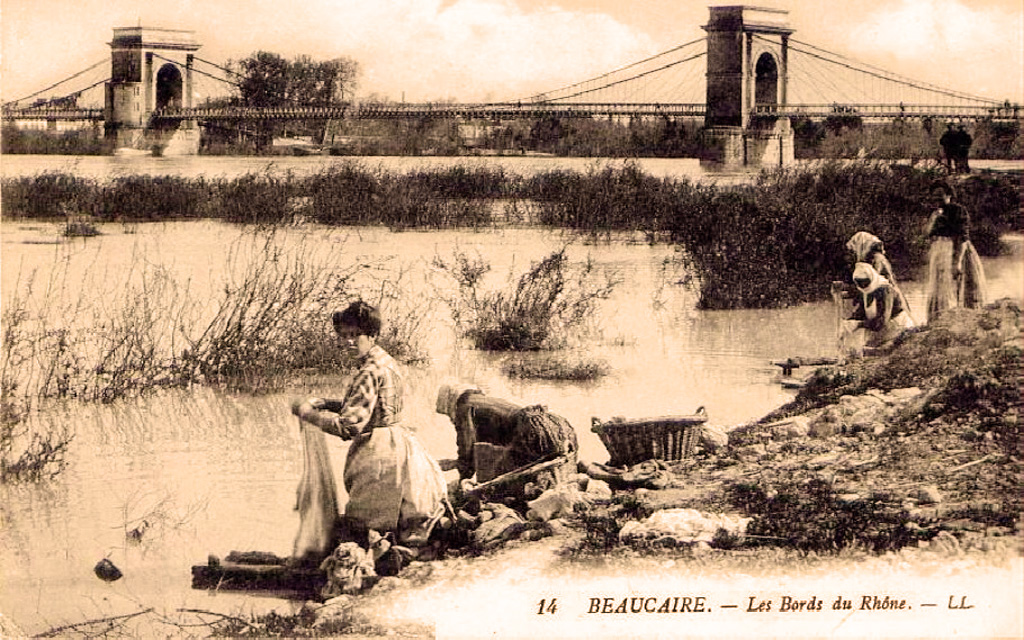
Lavandières de Beaucaire

Dans le chant VI de son Poème du Rhône, Frédéric Mistral, reprend ce thème des mésaventures d'une lavandière de Beaucaire enlevée par le Drac. La narration en est différente. Charmée par un chant venu du plus profond des eaux, l'Anglore avait laissé tomber son battoir dans le fleuve. Quand elle tenta de le récupérer, elle fut saisie et entraînée par le Drac « dans une grotte vaste et pleine de fraîcheur, éclairée par une lueur aqueuse ». Elle allait y rester durant sept ans. Là, elle servit de nourrice au fils du Drac. Très satisfait de ses premiers services « le Drac lui confia une petite boite de graisse humaine en lui recommandant de bien en enduire son fils chaque soir afin qu'il soit invisible puis de se nettoyer soigneusement ses mains avec une eau spéciale qu'il lui fournit également ». L'Anglore oublia un soir cette recommandation et le lendemain matin, après qu'elle se fut frotté les yeux pour mieux s'éveiller, elle vit enfin le Drac sous sa forme humaine.
Quand elle réapparut, pressée de questions, elle avoua qu'elle était restée tout ce temps dans le Rhône avec le Drac. Le poète conclut son chant en jouant sur ambiguïté de leurs rapports. L'Anglore ne put se défaire de la séduction qu'exerçait sur elle son geôlier qu'en se signant. Quelque temps après, en se promenant sur une place de Beaucaire, elle aperçut un homme qui n'était autre que le Drac. Elle s'empressa d'aller le saluer. Mal lui en prit, celui-ci furieux d'avoir été découvert, lui creva un œil d'un coup de griffe et s'en retourna à tout jamais au plus profond du Rhône.
Des battoirs de lavandières ornés d'un Drac reptilien sont exposés au Musée du Vieux Beaucaire et au Museon Arlaten. Leur rôle était de hasser l'esprit malin. À Draguignan, les consuls puis les maires eurent le droit de prémommer Drac des enfants dont ils étaient les parrains.

### Culte de Mithra

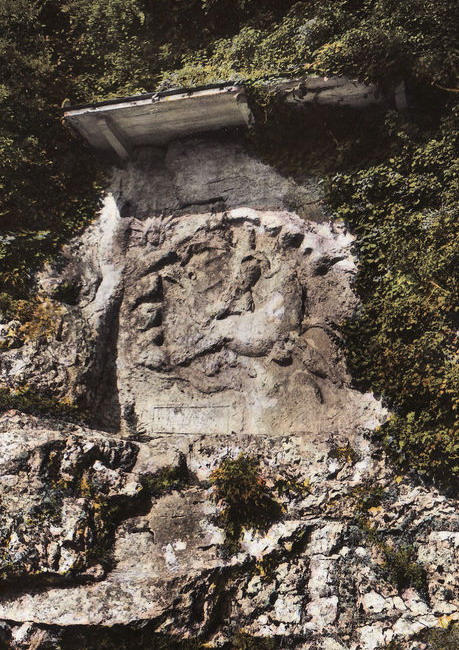
Bas-relief de Mithra à Bourg-Saint-Andéol

Jean-Paul Clébert suggère que la légende de la lavandière enlevée par le Drac pourrait avoir ses origines dans l'initiation au culte de Mithra, qui fut important dans la vallée du Rhône. Ce culte solaire, lié au Sol Invictus, admettait les femmes et l'initiation se déroulait dans des cavernes ou des caves. De plus parmi les épreuves imposées et préalables à toute initiation, il y avait des exercices physiques dont la nage dans les tourbillons d'un fleuve. Ses mystères devaient rester secrets et la lavandière trop bavarde aurait donc été sanctionnée.
Le plus important vestige du culte à Mithra, apporté sur les rives du Rhône par les légions romaines, se trouve à Bourg-Saint-Andéol et l'on sait par des textes antiques que celle religion à mystères avait été adoptée par les bateliers qui sillonnaient le fleuve et ses affluents. Il s'agit d'un bas-relief sculpté sur un flanc de la falaise du vallon de Tournes.
« Le dieu est représenté sous les traits d'un jeune homme coiffé d'un bonnet phrygien. Après avoir dompté le soleil, figuré en haut et à droite, il poursuit le taureau, symbole des forces indomptées de la nature. D'une main, il tient le mufle de la bête, et de l'autre, il la frappe d'un poignard ».
Un cartouche, devenu à peu près illisible signale le nom du donateur. En fonction des relevés faits de cette inscription, Henri-Paul Eydoux a proposé la traduction suivante : « À la divinité de Mithra, au soleil très grand, Titus Furius Sabinus a fait exécuter de ses deniers et dédié cette image au Dieu Invincible ».
Quant à Frédéric Mistral, il donne une tout autre version dans son poème du Rhône : « Le bœuf que tu vois là, en regard du soleil et de la lune, représente la batellerie du fleuve, le grand serpent qui ondule sous lui, c'est le Drac, dieu de la rivière, et celui qui égorge le taureau, qui porte sur la tête un bonnet rouge, c'est le destructeur qui doit un jour tuer les mariniers, le jour où, pour jamais, de la rivière sera sorti le Drac qui en est le génie ».
Dans la vallée du Rhône, outre le mithreum de Genève et celui de Vieu, ont été identifiés celui de Lyon auquel était adjoint un spelaeum dédié à Mithra, Vienne possédait son mithreum, un Aión-Chronos mithraïque, un Mithra pétrogène et un groupe sculpté représentant Mithra taurochtone. En face, Saint-Romain-en-Gal avait aussi son mithreum, et en aval Tain-l'Hermitage, un autel taurobolique. À Orange et à Aix-en-Provence avait été érigé un temple au Sol Invictus, tandis qu'à Glanum un autel lui était consacré. Les fouilles dans la cité d'Arles antique ont permis de retrouver un Aión entièrement drapé et un autel taurobolique aux Saintes-Maries-de-la-Mer.

### La Chèvre d'Or

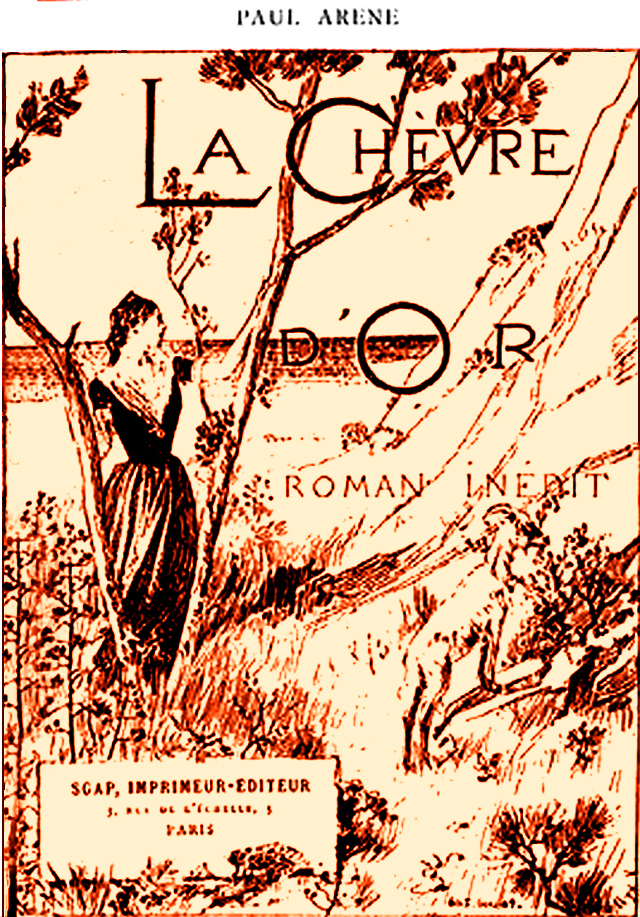
La chèvre d'or de Paul Arène

La chèvre d’or est un animal fabuleux qui possède un pelage, des cornes et sabots d’or. Gardienne de trésors légendaires, son mythe est lié à l’occupation sarrasine, partielle ou temporaire, de la Provence et du Languedoc au cours de haut Moyen Âge soit de 730 à 973. Leurs pillages avaient marqué la mémoire collective. Quand ils furent expulsés des rives de la vallée du Rhône, on commença à murmurer qu'une partie de leur trésor était resté sur place. « Chargé d’un immense butin, Abdéraman voulut cacher en un lieu sûr dans une des nombreuses grottes des Alpilles, le plus précieux de son trésor. Donc, au milieu de la nuit, accompagné de quelques serviteurs fidèles, il se dirigea vers une des grottes qui se trouvent dans le vallon des Baux. Là, à une profondeur jusqu’à nos jours inconnue, le chef maure, pensant revenir bientôt, cacha tout un monceau d’or et de pierreries ». Et il chargea un chèvre d’or de garder son butin.
Si la légende la situe le plus souvent dans les Alpilles, il lui arrive de passer le Rhône et d’aller camper sur la rive droite du fleuve. Elle s’installe alors sur un oppidum, le Camp de César, situé sur la commune de Laudun. Là, elle veille sur le trésor qu’y laissa Hannibal « roi des Sarrasins d’Afrique. Ce même trésor lui fait aussi hanter le piémont du Ventoux. Son antre se situe au-dessus de Malaucène, au lieu-dit « Les Aréniers », près de la source du Groseau. De gigantesques lingots d’or sont cachés derrière la Porte Saint-Jean qui ne s’ouvre que la nuit de Noël. Les audacieux peuvent s’en saisir au cours de la messe de minuit puisque la porte s’ouvre entre le début de l’Épître et la fin de l’Évangile. Et Jean-Paul Clébert d'avertir : « Craignez la Chèvre d’or, mais ne la fuyez pas : elle seule détient les clefs des innombrables trésors de Provence ».